# Cathédrale

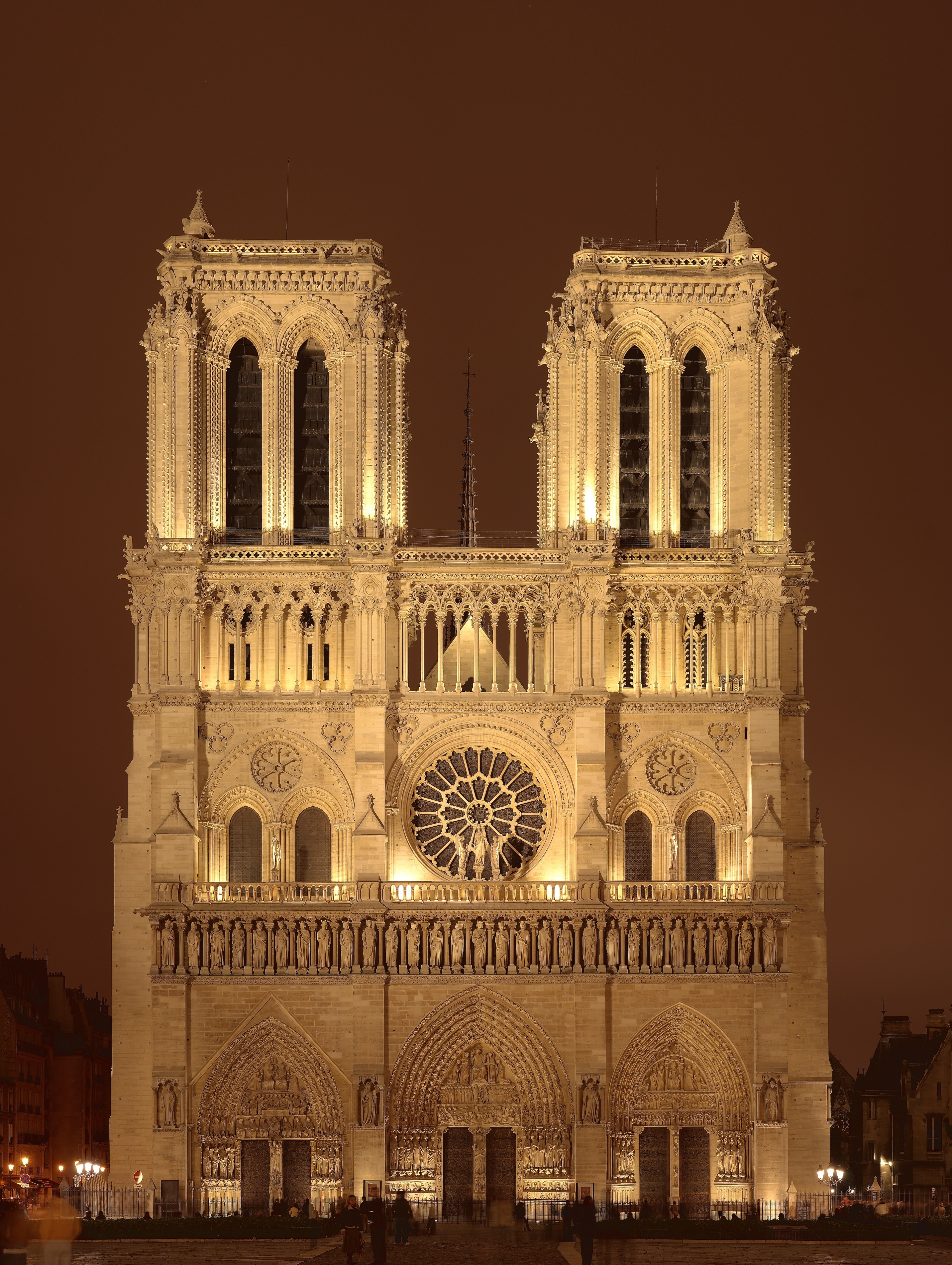
Cathédrale Notre-Dame de Paris.

Pour les articles homonymes, voir Cathédrale (homonymie).
Une cathédrale est, à l'origine, une église dans laquelle se trouve le siège de l'évêque (la cathèdre) ayant la charge d'un diocèse. Alors que l'idée commune croit savoir que la cathédrale est « un édifice religieux important, étant ou ayant été le chef-lieu d’un évêché et construit à l’époque médiévale », le mot renvoie à une fonction et non à une forme spécifique d'église. 
Ce lieu de culte est en usage dans l'Église catholique, l'Église orthodoxe, la Communion anglicane et l'Église luthérienne.

## Étymologie et termes associés

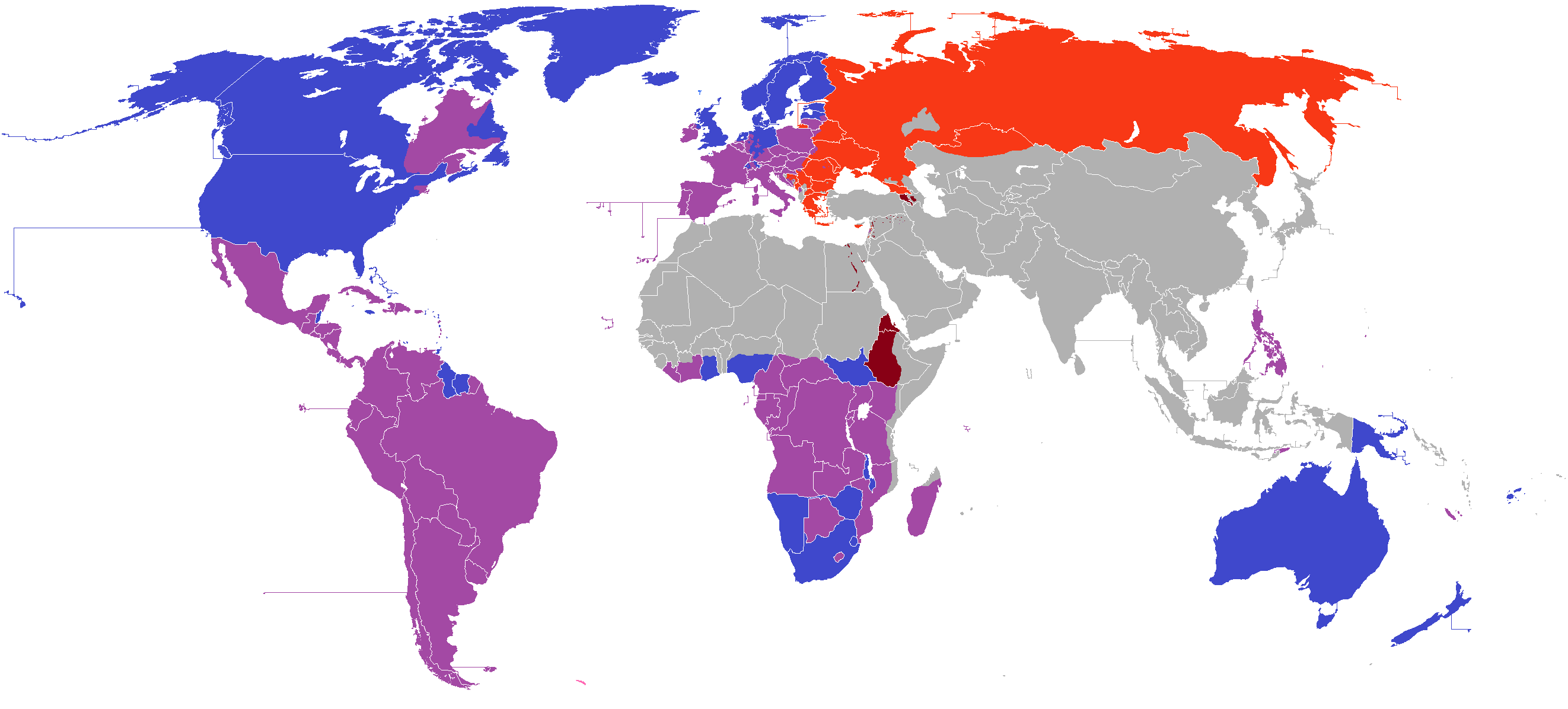
Dans le monde, il y autant de cathédrales que de diocèses (,), soit un peu plus de 3000.

Le terme cathédrale est d'abord un adjectif dans la locution église cathédrale (yglises cathedraux, « églises épiscopales » dès 1180) avant de devenir un substantif au XVIIe siècle.
En français, le verbe cathédrer et le participe cathédrant ont signifié « présider » et « présidant ».
Le mot latin d'origine grecque cathedra, « siège à dossier », par extension « charge épiscopale ou autre » a régulièrement abouti au français chaire, « siège à dossier », « chaire de professeur ». La forme chaise est issue de chaire par assibilation dialectale du r intervocalique.
En Italie et dans une partie de l'Allemagne, notamment dans la province ecclésiastique de Cologne, une cathédrale est souvent appelée dôme (en italien : duomo ; en allemand : Dom), du latin domus, abréviation de domus Dei, c'est-à-dire « maison de Dieu ». Ainsi la cathédrale de Milan est-elle couramment appelée, en italien, le duomo di Milano.
Dans d'autres parties de l'Allemagne et en Alsace (qui est historiquement culturellement allemande), une cathédrale est souvent appelée Münster, du latin monasterium. Ce terme est aussi l'origine du terme anglais minster, utilisé pour désigner notamment les cathédrales d'York (York Minster) et de Southwell (Southwell Minster).
Dans la péninsule Ibérique, une cathédrale est souvent appelée siège (en espagnol : seo ; en aragonais : seo ; en catalan : seu ; en portugais : sé ; en galicien : sé), du latin sedes. Ainsi la cathédrale Saint-Sauveur de Saragosse est-elle couramment appelée, en aragonais, la seu d'o Salvador de Zaragoza. La cathédrale d'Urgell, couramment appelée, en catalan, seu d'Urgell, a donné son nom à la ville de La Seu d'Urgell, antérieurement appelée Urgell.
Une procathédrale est une cathédrale provisoire : soit une église qui assume provisoirement la fonction de cathédrale sans en avoir le titre canonique, en raison de l'indisponibilité de la cathédrale « titulaire » (en travaux, en construction, démolie, etc.).
Une cocathédrale est un édifice religieux élevé au rang de cathédrale alors qu'il en existe une autre dans le diocèse. La cocathédrale latine de Jérusalem en est un exemple.
Le prêtre qui supervise les offices et la gestion d'une cathédrale est appelé archiprêtre (ou recteur-archiprêtre si celle-ci a le rang de basilique).

## Histoire et organisation

### Origine et évolution des cathédrales

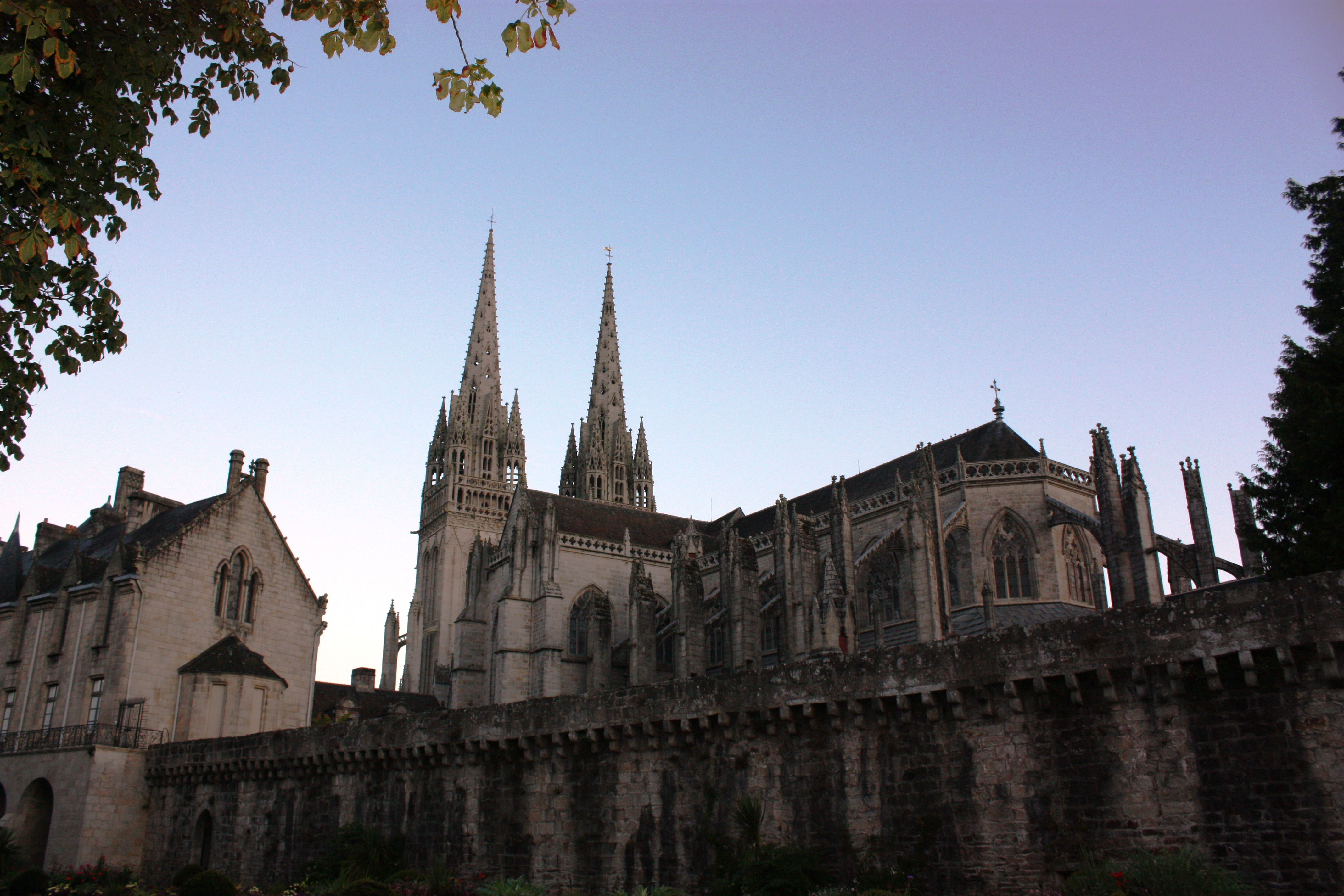
L'implantation intra-muros des cathédrales, telle celle de Quimper, dépend des opportunités locales et des contextes spécifiques de chaque cité, mais elle se fait généralement à la périphérie de la ville fortifiée et à proximité des remparts. Cela tient sans doute à la difficulté d'acquérir des terrains mieux situés, ou cela contribue à renforcer l'enceinte par la masse et la valeur symbolique de cette « citadelle de la foi »,.

Avec l'évolution de la place que prend le christianisme dans l'Empire romain de Constantin (en gros, le bassin méditerranéen), les premières cathédrales sont construites au IVe siècle, comme à Trèves, Arles, Genève ou Besançon. En effet, alors que les premiers chrétiens pratiquent leur culte dans des maisons privées, la liberté religieuse, puis le monopole chrétien se traduisent après l'édit de Milan en 313 par la construction d'églises et par la réalisation de projets architecturaux plus ambitieux, les églises épiscopales. 
Dans ces églises primitives des premières communautés chrétiennes essentiellement urbaines, la cathèdre, le trône de l'évêque , est placée au fond de l'abside, dans l'axe, comme le siège du juge de la basilique antique, tandis que l'autel s'élève en avant de la tribune. Les données archéologiques et les sources écrites sur ces cathédrales paléochrétiennes montrent des édifices de tailles très diverses mais qui ont généralement en commun une implantation intra-muros, dans des agglomérations occupées depuis l'Antiquité  et qui sont le plus souvent des chefs-lieux de cités. Ces cathédrales primitives sont intégrées dans de vastes ensembles monumentaux, les groupes épiscopaux, dont l'édifice principal est celui qu'on remarque en premier, et c'est d'ailleurs le plus valorisé par les réfections patrimonialisantes. Il est appelé à cette époque Ecclesia mater, « église mère » ou Ecclesia senior, au sens d'« église doyenne ou ancienne ».

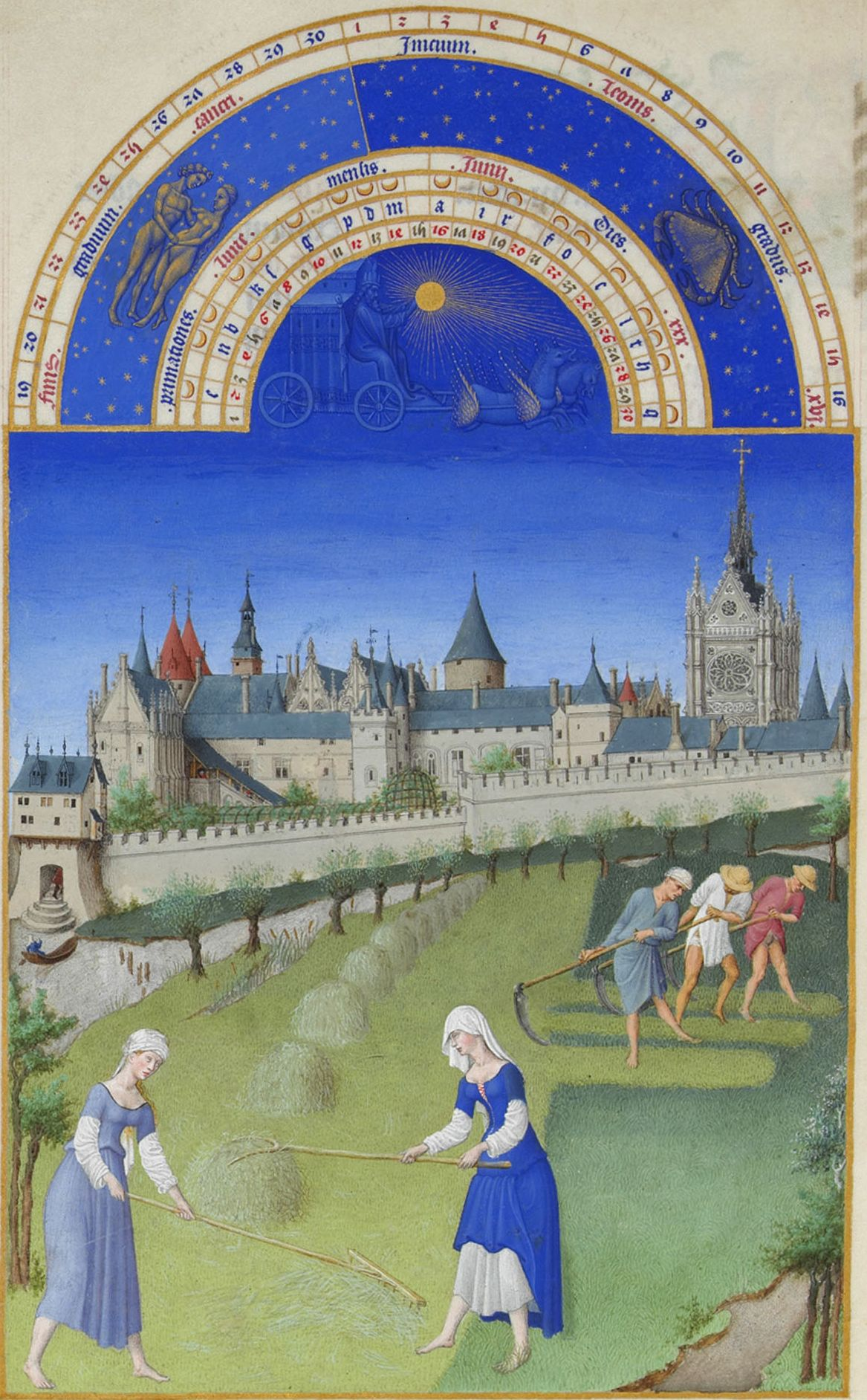
La construction de cathédrales gothiques en Occident est liée à l'essor agricole et urbain intervenu aux (miniature du mois de juin des Très Riches Heures du duc de Berry).

Dans les églises cathédrales, les évêques procèdent aux ordinations. Lorsqu'un évêque est invité par l'abbé d'un monastère ou d'une abbaye, une cathèdre est disposée au fond du sanctuaire, l'église abbatiale devenant temporairement une cathédrale. L'évêque exerce aussi son autorité sur les autres églises de son diocèse (églises rurales, églises urbaines, et église suburbaines où peuvent être aménagées les tombes des martyrs ou des saints locaux, souvent d'anciens évêques).
Le siège épiscopal est considéré comme le signe et le symbole de la juridiction des évêques. La cathédrale n'est pas seulement une église dédiée au service du culte, elle conserve, surtout durant les premiers siècles du christianisme, le caractère d'un tribunal sacré, analogue à celui de la basilique antique. Ainsi, les cathédrales demeurent jusqu'au XIVe siècle, des édifices à la fois religieux et civils. Si la cathédrale est, comme toute église, d'abord la maison de Dieu, on ne s'y réunit pas seulement pour assister aux offices religieux, on y tient aussi des assemblées de nature politique ou commerciale, les considérations religieuses n'étant cependant pas dépourvues d'influence sur ces réunions civiles ou militaires. Marchés, foires ou fêtes se tiennent aux portes de la cathédrale mais aussi dans sa nef ou ses bas-côtés qui accueillent la vie grouillante du peuple, des quêteurs, mendiants, auxquels se mêlent mauvais garçons et prostituées, où traînent chiens et cochons les jours de foire.
Contrairement aux idées reçues, la cathédrale de Rome n'est pas la basilique Saint-Pierre du Vatican mais la basilique Saint-Jean de Latran, « tête et mère des églises de la Ville et du monde ». Autres clichés, la construction des cathédrales romanes fait bien partie du « blanc manteau d'églises » qui, selon la formule de Raoul Glaber, est l'œuvre des évêchés ou des monastères, et elles sont petites, basses et massives alors qu'elles peuvent atteindre de grandes hauteurs et de vastes dimensions, notamment dans les grands centres de pèlerinage, Le Puy, Chartres ou Compostelle. Les cathédrales gothiques du Moyen Âge classique issues de l'essor urbain lié aux progrès de l'agriculture ne sont généralement pas construites par les princes, les rois ou les évêques qui, selon la légende romantique, y verraient un moyen d'affirmer la puissance de la foi au cœur de leurs diocèses. Si ces derniers y participent grâce au produit de la dîme (contribution obligatoire, correspondant généralement à un dixième des récoltes agricoles des fidèles), elles sont en général construites par les villes, avec leurs riches nobles et bourgeois, par les chanoines qui étaient en général membres de familles aristocratiques et fortunées, et par le clergé bourgeois. Ainsi de nombreux historiens qualifient les grandes cathédrales de « filles des moissons » ou de « filles des villes ». Après ce premier âge d'or des cathédrales gothiques (XIIe – XIIIe siècle), le second âge d'or est le XIXe siècle lorsque ces édifices religieux, transcendant leur fonction religieuse, se mettent à incarner les identités nationales en construction : dans le contexte de recharge sacrale, ce siècle qui connaît un renouveau correspond à un mouvement de restauration, reconstruction et construction de cathédrales porté par le romantisme et l'essor de l'architecture historiciste, notamment le style néogothique.
Les maîtres d'œuvre qui supervisent le chantier de la cathédrale ne sont pas des architectes ou des techniciens. Ils sont responsables vis-à-vis du Conseil de fabrique et se bornent à surveiller les travaux exécutés par des ouvriers spécialisés (maçons, sculpteurs, tailleurs de pierre), appelés compagnons, réunis en confréries ou fraternités. Ces derniers, payés à la tâche, laissent parfois sur les pierres des signes gravés, les marques de tâcheron qui sont leurs signatures. La construction est également réalisée par des manœuvres moins bien payés. On ne peut que conjecturer la participation des masses populaires à cette construction, vu le silence des textes à ce sujet, cette participation se faisant soit bénévolement soit par réquisition et corvée.
D'après la base de données Gcatholic, au 31 août 2019, l'Église catholique compte 320 cocathédrales pour 3 043 cathédrales et 43 procathédrales. 473 anciennes cathédrales ne sont pas des cocathédrales.

### Financement des chantiers
« Une cathédrale coûtait une fortune, c'était une entreprise financière prodigieuse pour cette époque. »

— Henry Kraus (en), L'argent des cathédrales

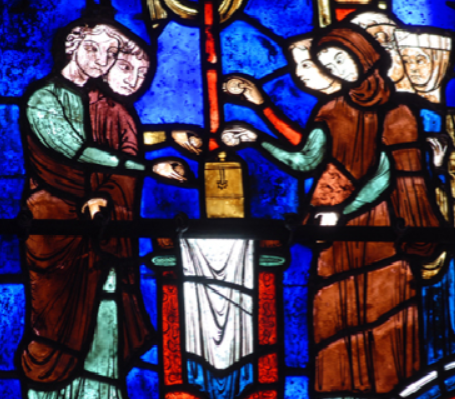
Parmi les vitraux de Chartres, la baie 17 présente deux panneaux par registre dont l'un représente un tronc placé placé par le chapitre sur un autel et qui recueille les oboles de pèlerins.

De rares documents car souvent mal conservés ou disparus (comptes des fabriques, registres des décisions capitulaires ou plumitifs, registre des donations, obituaires, pouillés…) fournissent de précieuses informations sur les sources de financement des grands chantiers cathédraux, avant celles des restaurations et des constructions de cathédrales de l'époque contemporaine qui voit la contribution financière croissante des États et des collectivités locales, leur financement public devenant largement prédominant. Au cours des siècles depuis le Moyen Âge jusqu'à cette époque contemporaine, la recherche de sources de financement les plus régulières possibles pour faire face aux dépenses quotidiennes aboutit à des montages financiers de plus en plus complexes et une grande diversité de fonds composée de la part des ecclésiastiques et de la part des laïcs qui manifestent par leurs contributions rivalité et émulation  entre commanditaires, générosité plus ou moins désintéressée ou culpabilité intégrée dans l'économie du salut alors que l'historiographie a diffusé jusque dans la seconde moitié du XXe siècle le mythe de cathédrales gothiques produits de la piété. La part des clercs est assurée principalement par la fortune personnelle des évêques et de leurs chanoines pratiquement tous membres de l’aristocratie, ainsi que par la mense épiscopale et capitulaire qui alimentent généralement la principale charge du financement jusqu'à la fin du Moyen Âge, mais l'ensemble du clergé du diocèse peut être mis à contribution. La part substantielle procède de leur fortune personnelle mais surtout de leurs revenus casuels (bénéfices vacants, produits d'amendes) ou permanents (les dignitaires tirent de leurs terres agricoles, bois, propriétés urbaines, taxes et de certains de leurs bénéfices ecclésiastiques des revenus importants) affectés à la fabrique, et du mécénat personnel qui porte sur les réalisations artistiques, vitraux et sculptures ainsi que sur le gros œuvre. La part des laïcs devient prépondérante à partir du XIIIe siècle. Elle émane des fidèles de la paroisse ou, pour les grands centres de pèlerinage renommés pour leurs reliques ou leurs statues miraculeuses (notamment de la Vierge), des pèlerins. Leurs contributions prennent la forme de ventes d'indulgences et de dispenses, de dons en espèces et en nature, de donations, de legs et d'offrandes recueillies dans des troncs placés dans différents endroits des cathédrales, dans des boutiques, dans les lieux publics, de taxes seigneuriales, entreprises suscitées par le trésor royal ou princier, quêtes fixes ou itinérantes et processions de reliques au cours desquelles les quêteurs en tournée dans le diocèse et à l'extérieur recueillent des oboles dans des boîtes à quêter… Ces contributions sont généralement versées en nature ou sous forme monétaire à la fabrique qui est chargée d'assurer le financement régulier du chantier. De violents conflits apparaissent souvent au sujet du niveau de participation financière et des modalités de répartition des fonds entre la fabrique, les principaux financeurs (évêques, dignitaires du chapitre qui connaissent des affrontements entre la mense épiscopale et la mense capitulaire, autorité municipale, bourgeoisie marchande et aristocratie qui peuvent favoriser la construction de leurs propres fondations ou d'autres établissements importants) mais aussi entre les églises de différentes paroisses qui se trouvent en concurrence. Des préoccupations politiques, des problèmes de compétence et d'autorité ou de choix de tel ou tel parti architectural ou décoratif, peuvent s'ajouter à ces conflits financiers, ce qui explique que certaines affaires sont portées jusque devant le pape.

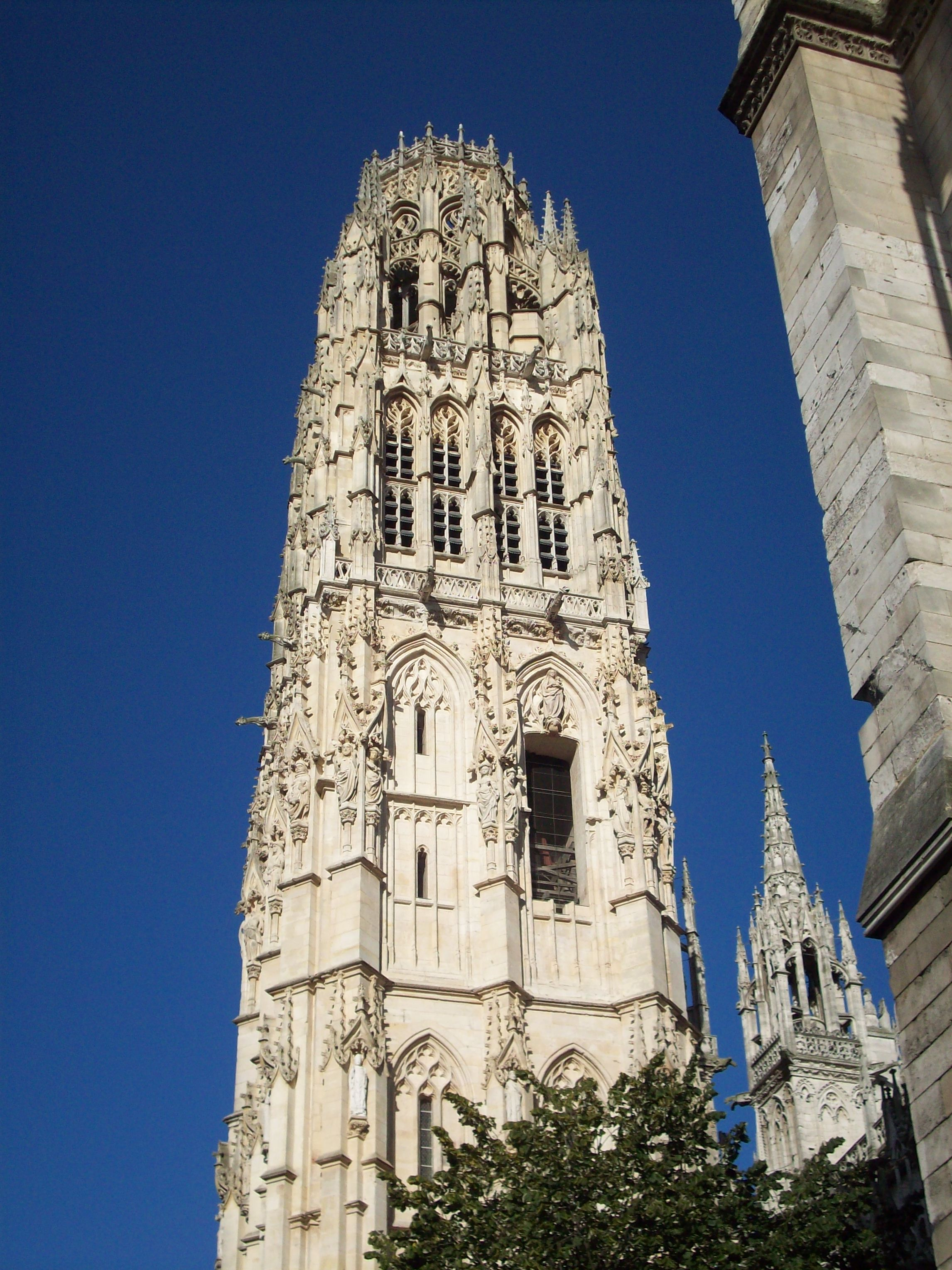
La tour du Beurre de la cathédrale de Rouen est financée au XVIe siècle par les indulgences de carême.
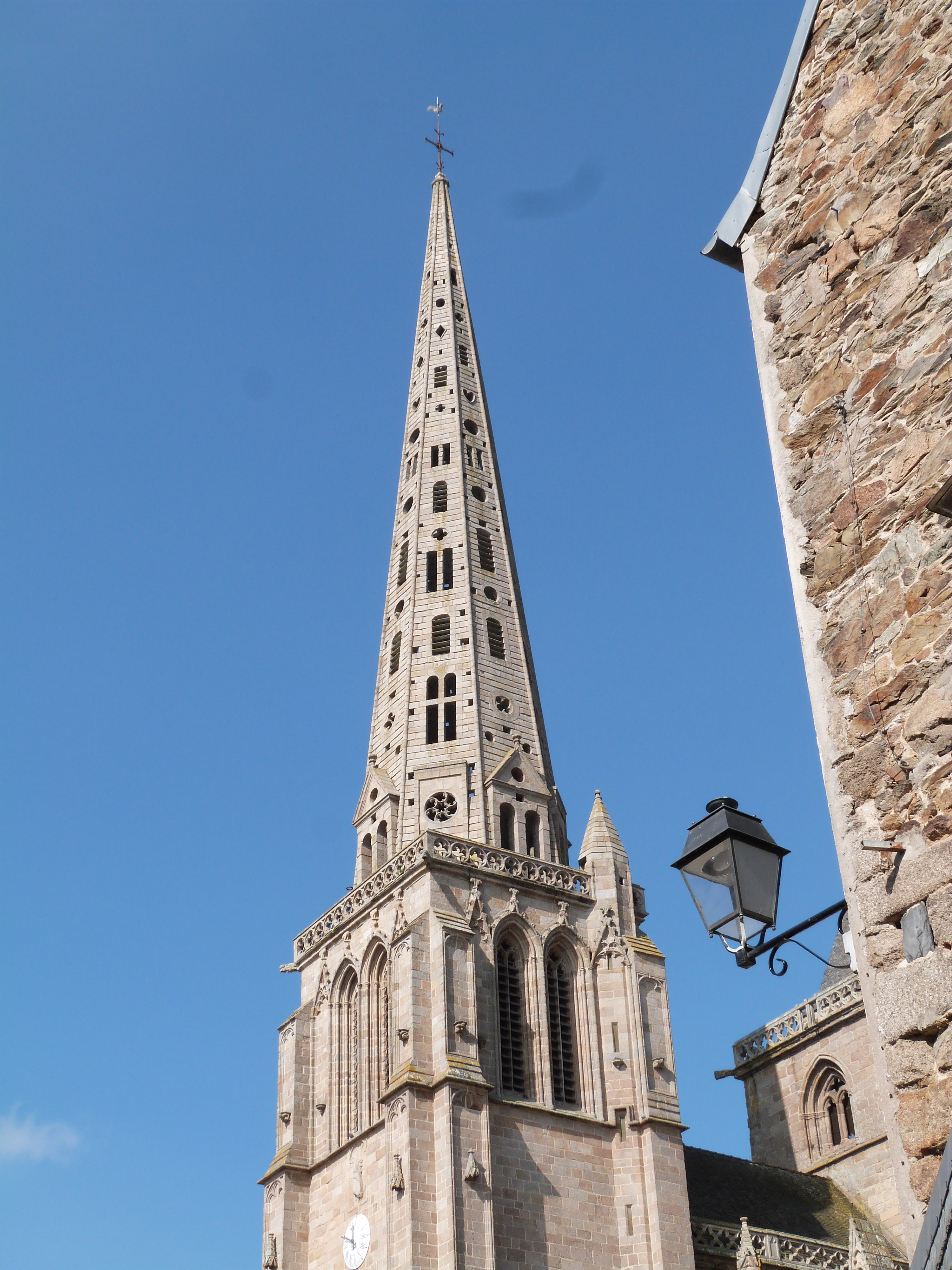
La flèche de la cathédrale de Tréguier est financée à la demande de Louis XVI sur la loterie royale.
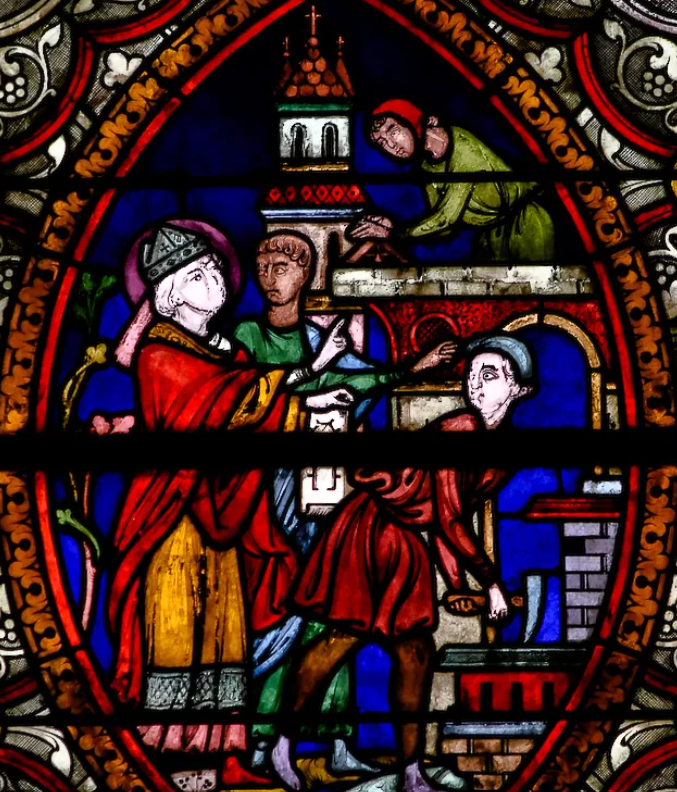
Un vitrail de la cathédrale de Lisieux figure l'évêque saint Patrice commandant un chantier d'église.

## Architecture

### Styles d’Europe
- Architecture paléochrétienne, du IIIe au Ve siècle
- Art préroman, du VIe au IXe siècle
- Architecture romane, du Xe au XIIe siècle
- Architecture gothique, gothique angevin, gothique flamboyant, du XIIe au XVIe siècle,
- Architecture de la Renaissance XVe siècle - XVIe,
- Architecture classique en France XVIIe siècle,
- Architecture baroque (chargé, notamment l'intérieur), du XVIe au XVIIIe siècle,
- Architecture néoclassique , du XVe au XIXe siècle,
- Style néogothique, à partir du XVIIIe siècle,
- Style néo-roman, fin du XIXe siècle,
- Architecture néo-byzantine XIXe siècle - début XXe siècle,
- Mouvement moderne, Architecture contemporaine, depuis le milieu du XXe siècle

Voir » Architecture occidentale du Moyen Âge au XIXe siècle ». De nombreuses cathédrales ont plusieurs styles (roman et gothique, gothique et classicisme, classicisme et baroque…). Les architectes ont de nombreuses fois eu recours aux anciens styles (réparation d'anciennes cathédrales, fin de chantiers). Ces styles ne se résument pas seulement aux cathédrales et aux autres édifices religieux.

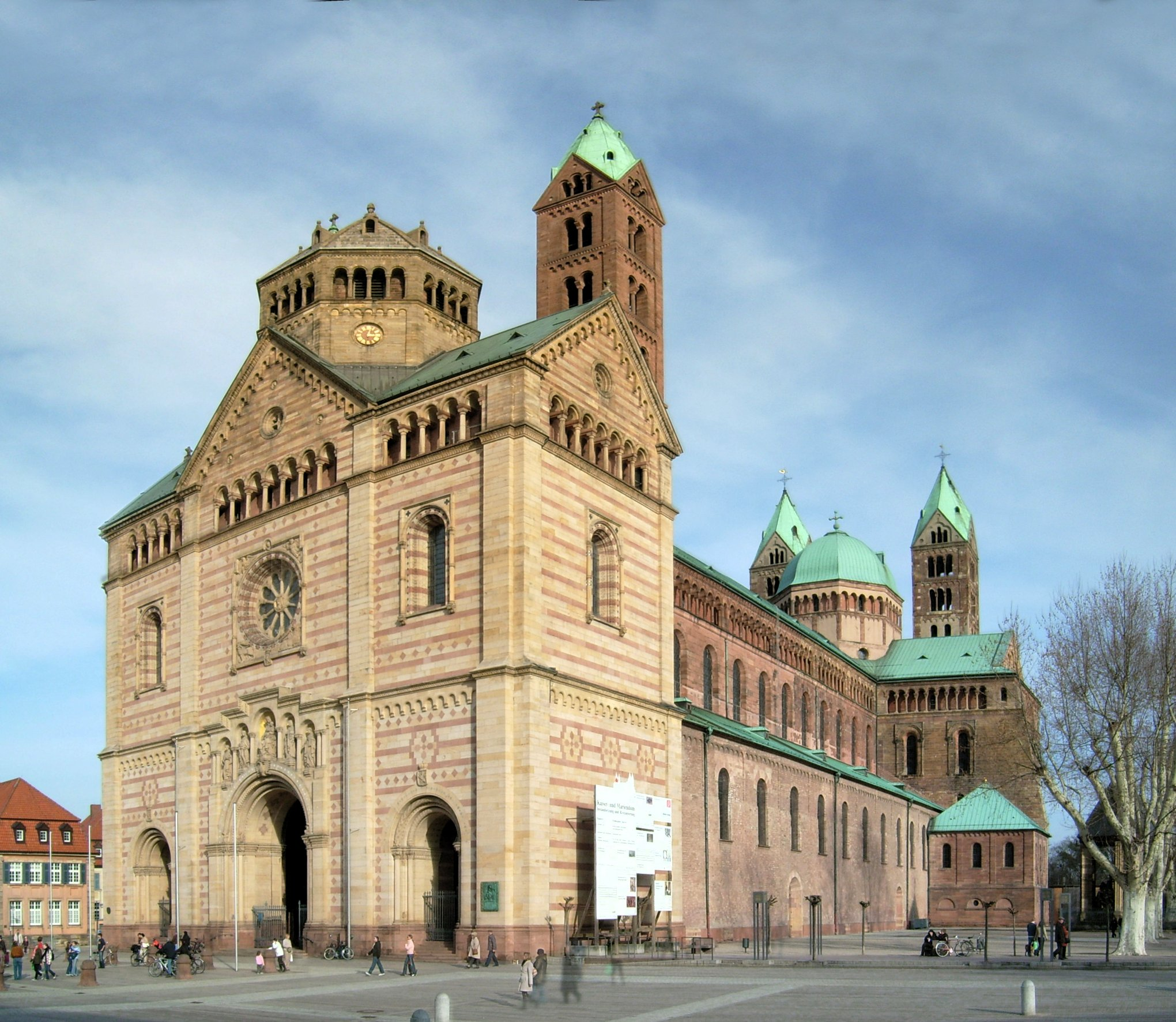
Cathédrale Notre-Dame-de-l'Assomption-et-Saint-Étienne de Spire en Allemagne.
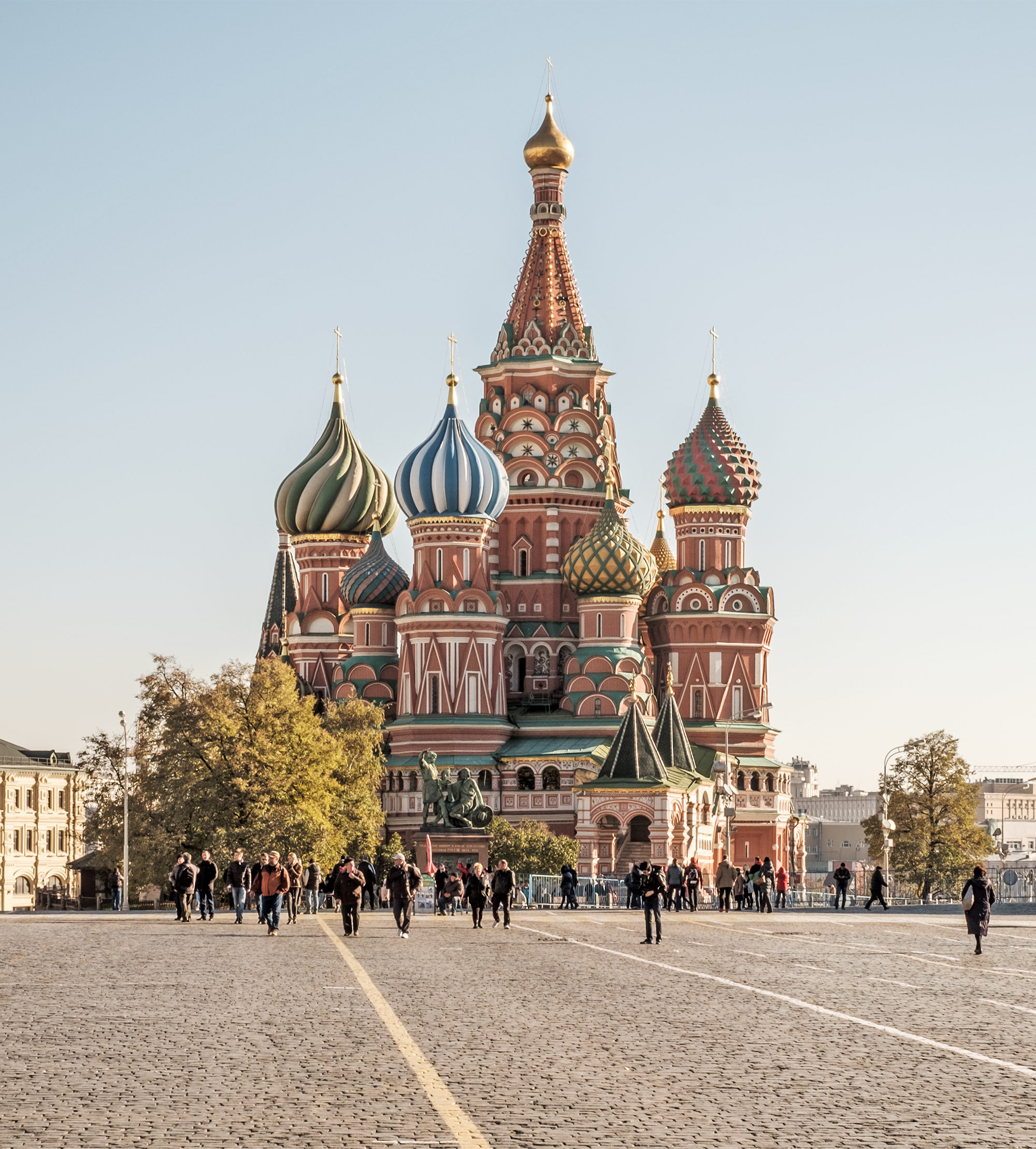
Cathédrale Saint-Basile à Moscou, Russie.
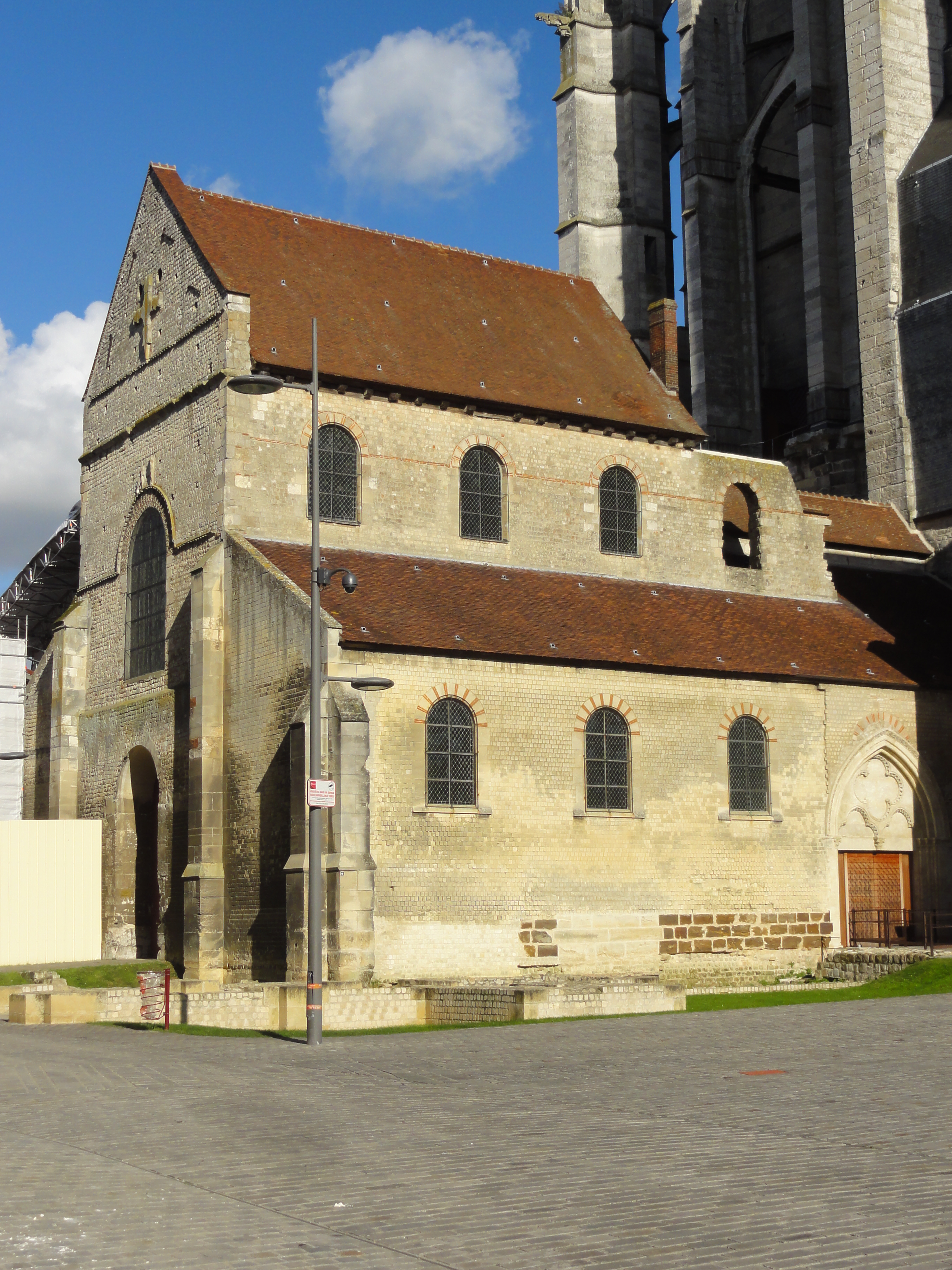
Style pré-roman carolingien (ancienne cathédrale la « Basse-Œuvre », Beauvais).
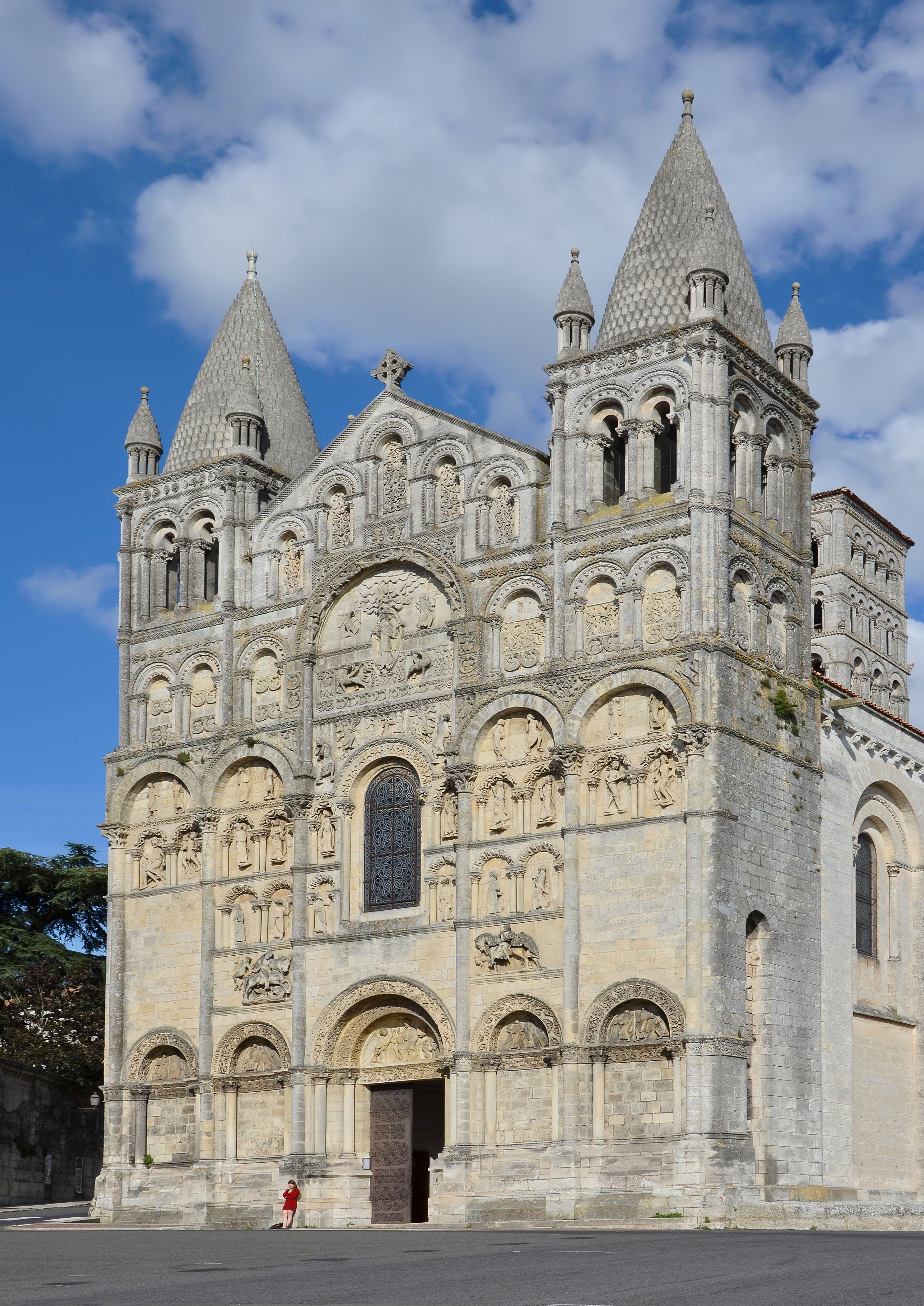
Style roman (cathédrale Saint-Pierre, Angoulême, France).
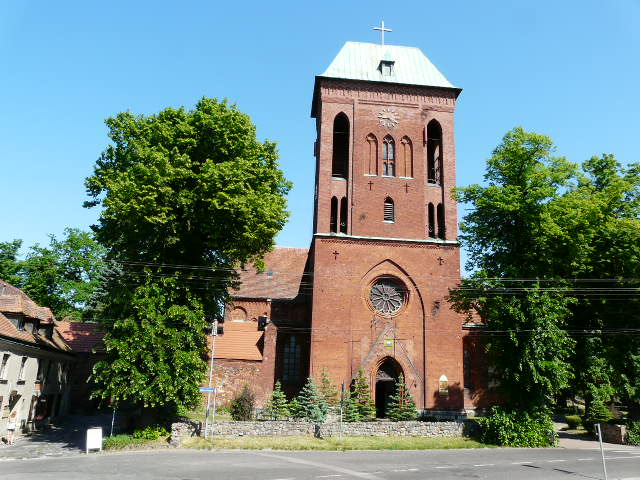
Style roman et gothique (cathédrale Saint-Jean-Baptiste, Kamień Pomorski, Pologne).
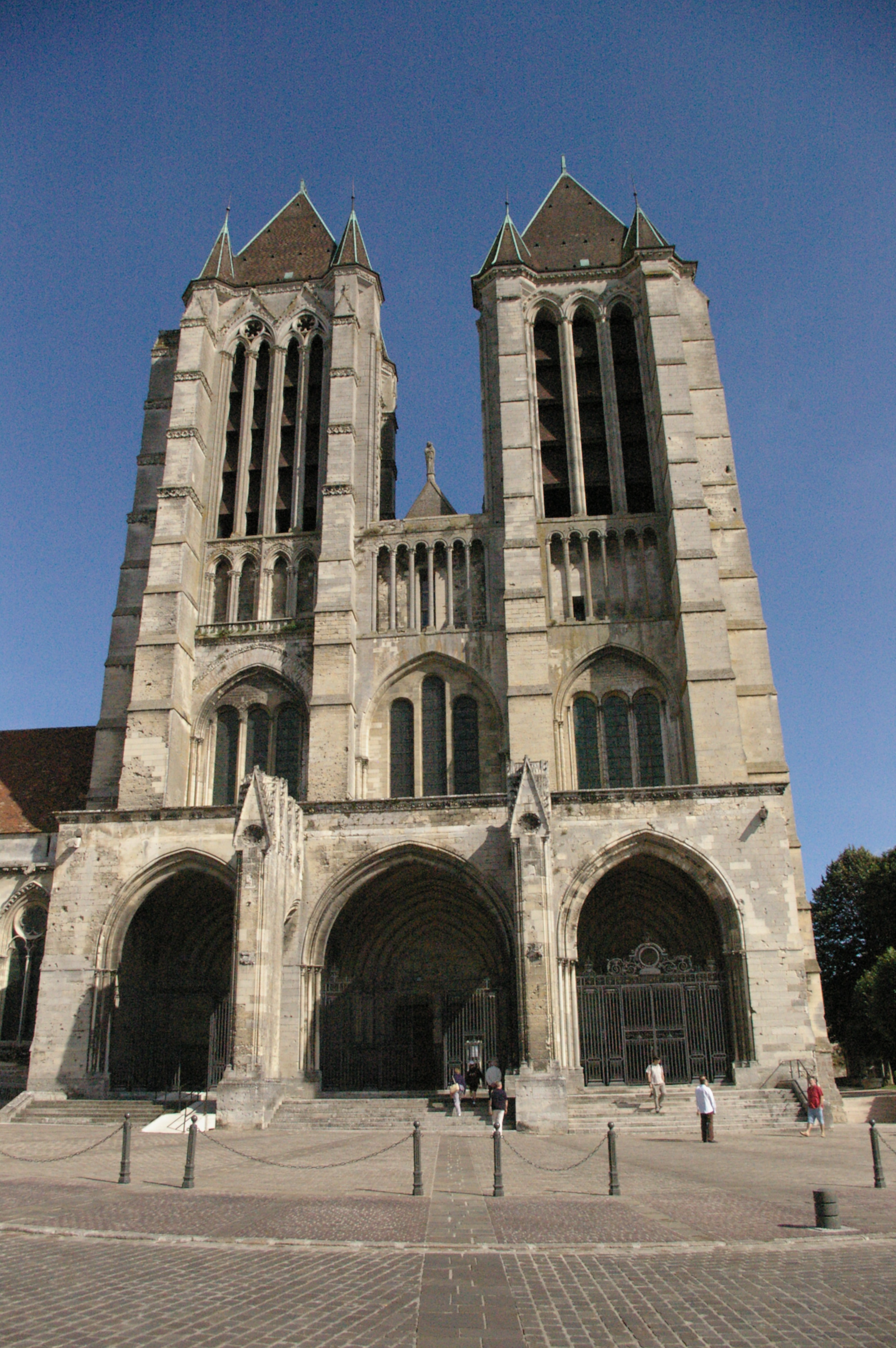
Style gothique primitif (cathédrale Notre-Dame de Noyon).
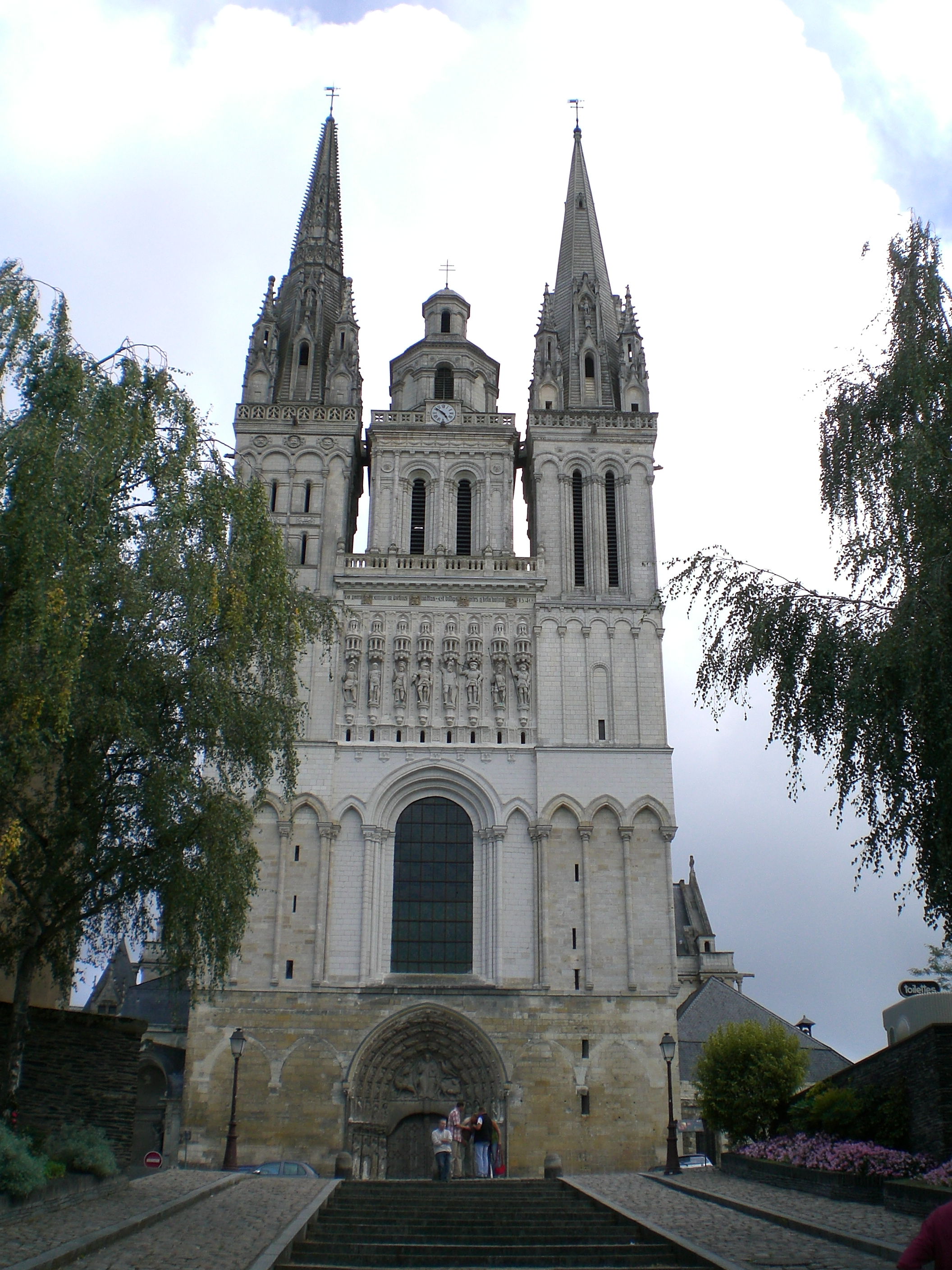
Style gothique angevin (cathédrale Saint-Maurice, Angers, France).
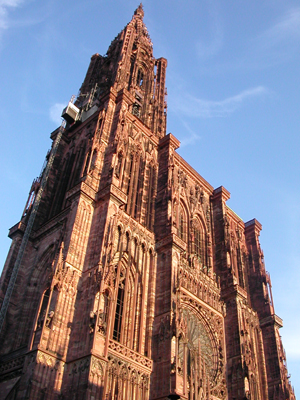
Style gothique (cathédrale Notre-Dame, Strasbourg, France).
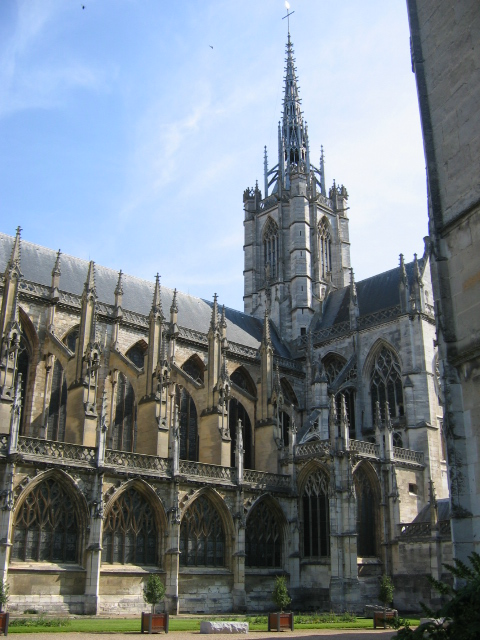
Style gothique flamboyant (cathédrale Notre-Dame, Évreux, France).
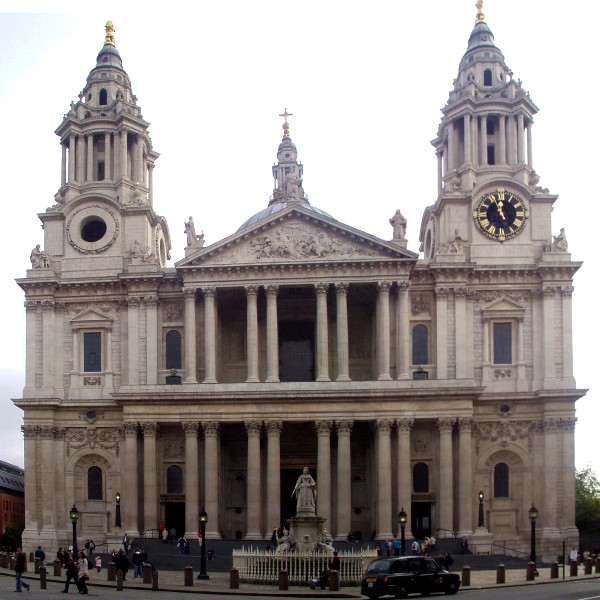
Style classique (cathédrale Saint-Paul, Londres, Royaume-Uni).
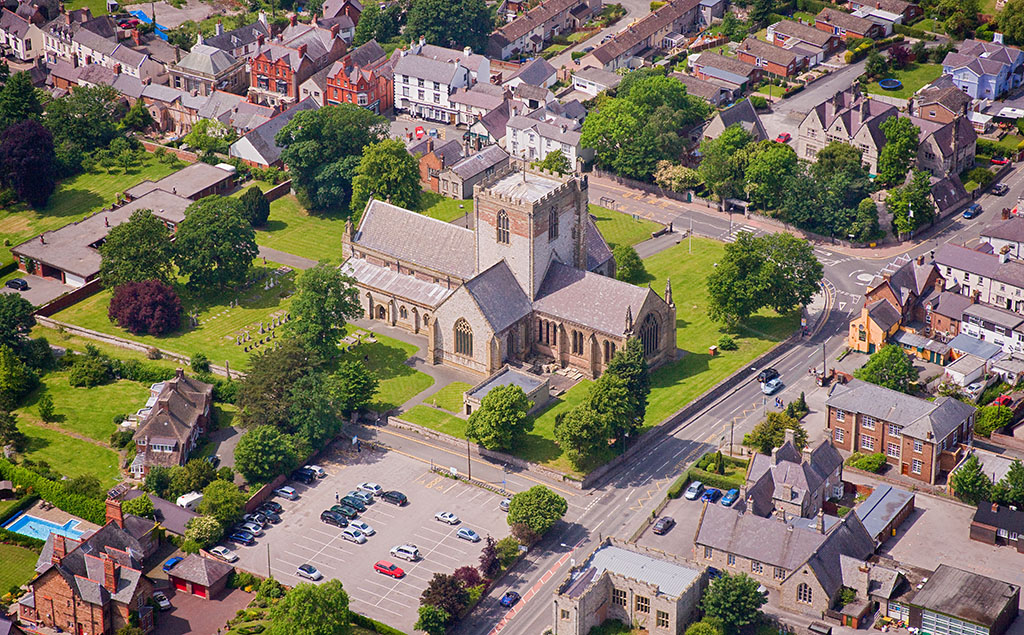
Style classique (Cathédrale de St Asaph, Pays de Galles)
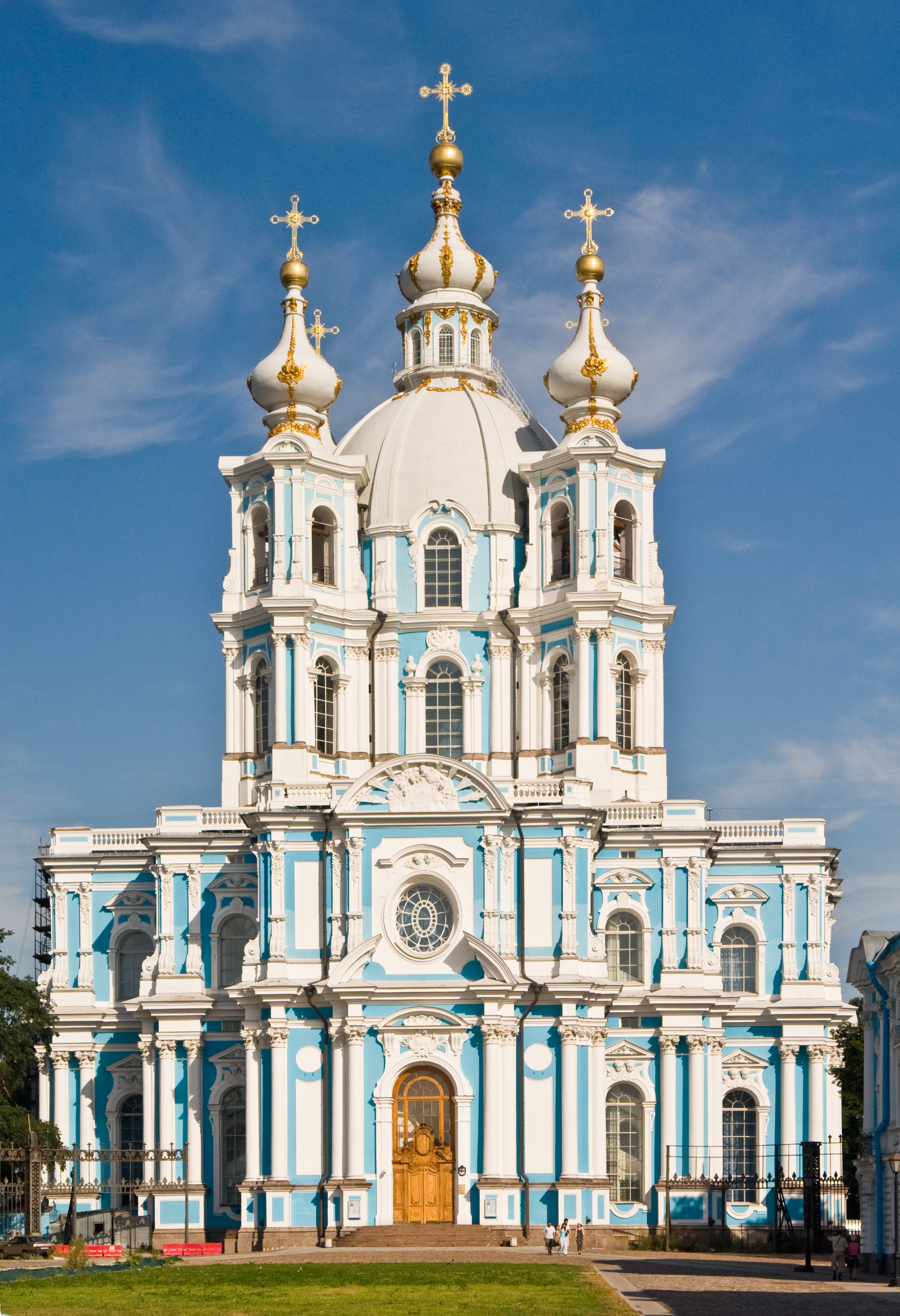
Style baroque (cathédrale de la Résurrection, Saint-Pétersbourg, Russie).
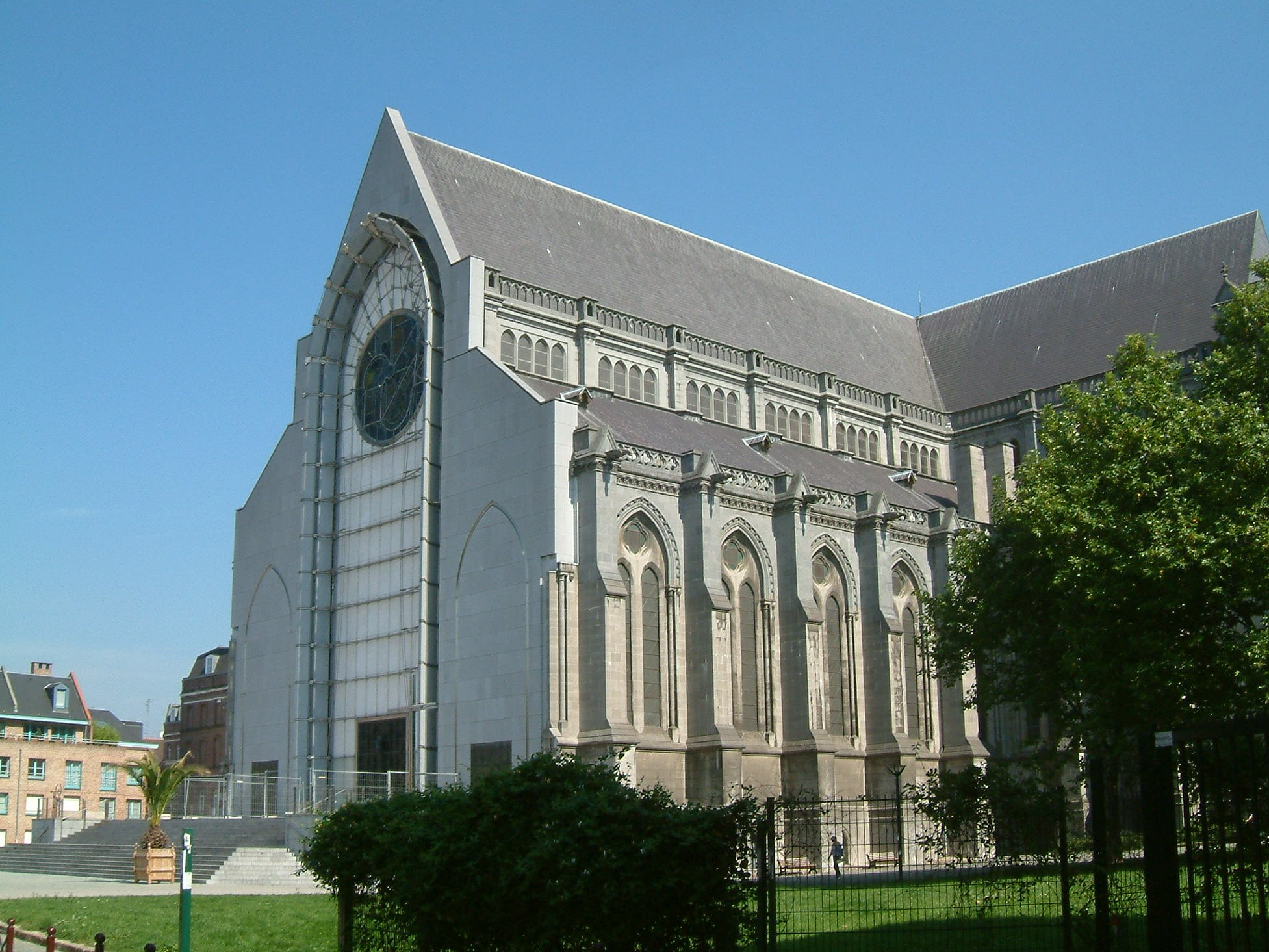
Style néo-gothique (cathédrale Notre-Dame-de-la-Treille, Lille, France).
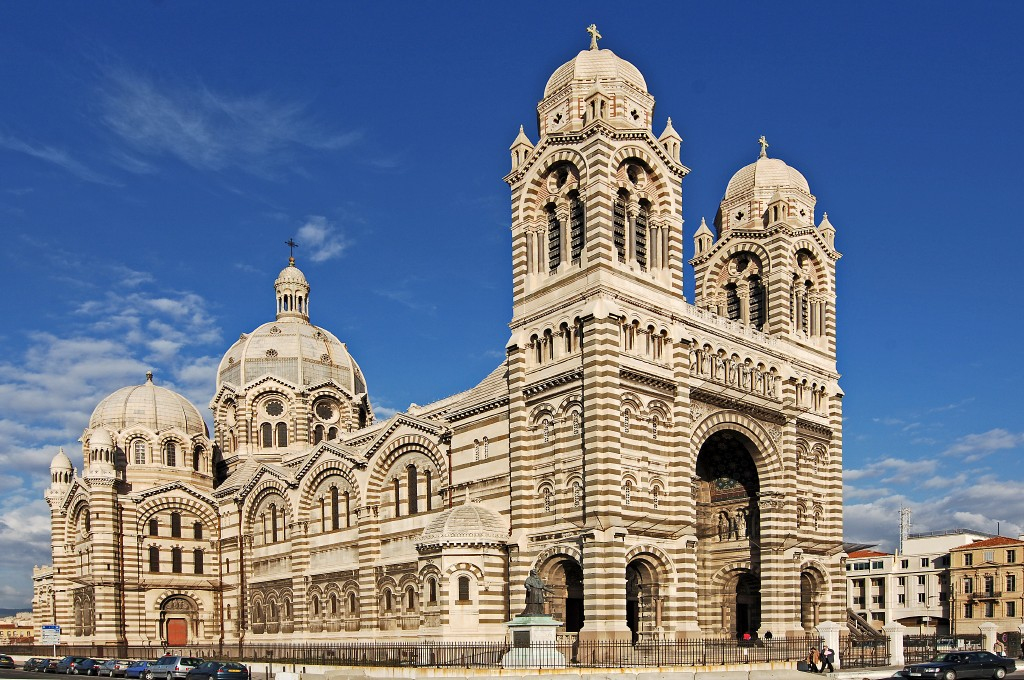
Style néo-byzantin (basilique métropolitaine Sainte-Marie-Majeure de Marseille, Marseille, France).
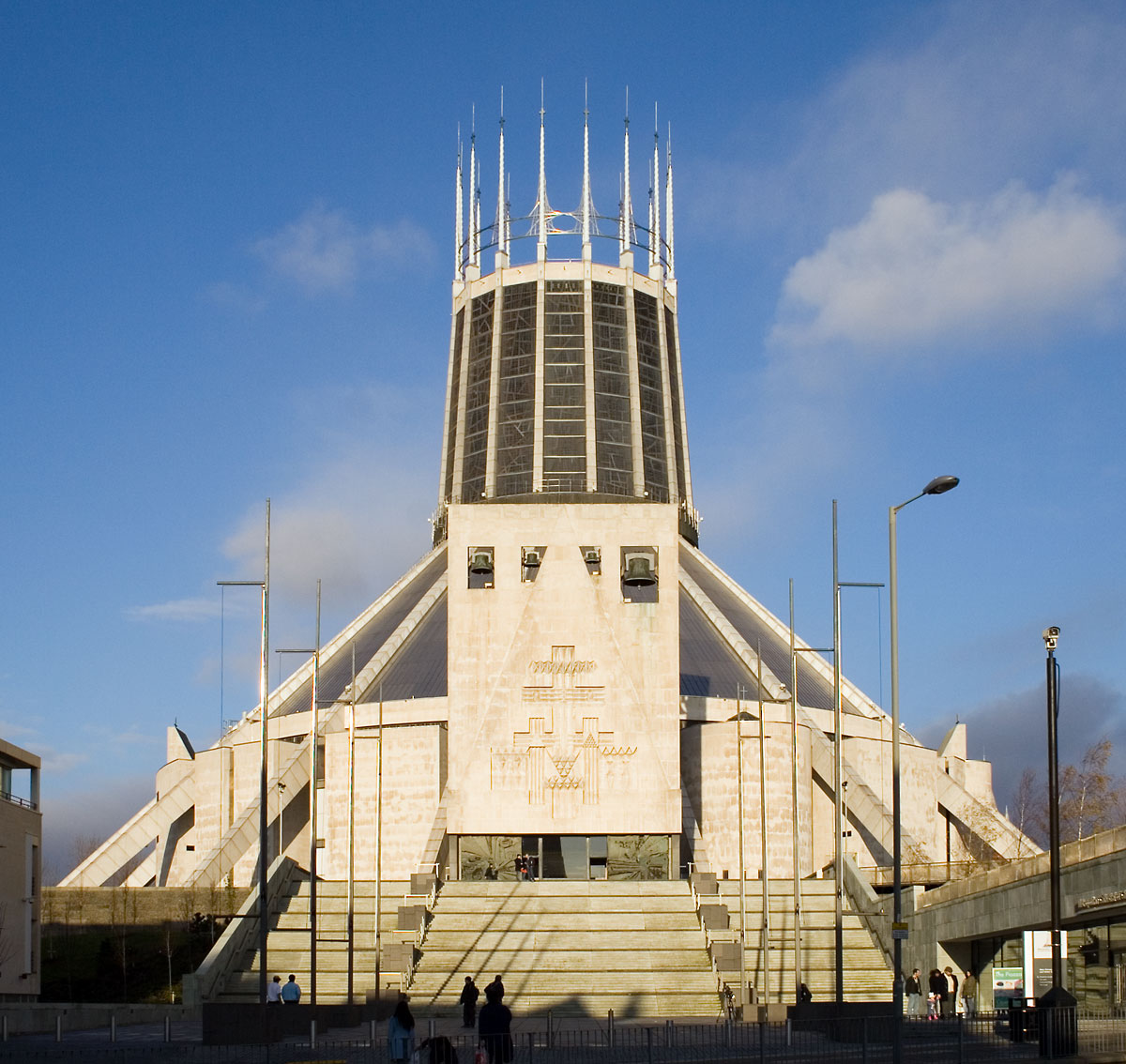
Style contemporain (cathédrale métropolitaine du Christ-Roi, Liverpool, Royaume-Uni).

#### Cathédrales orthodoxes

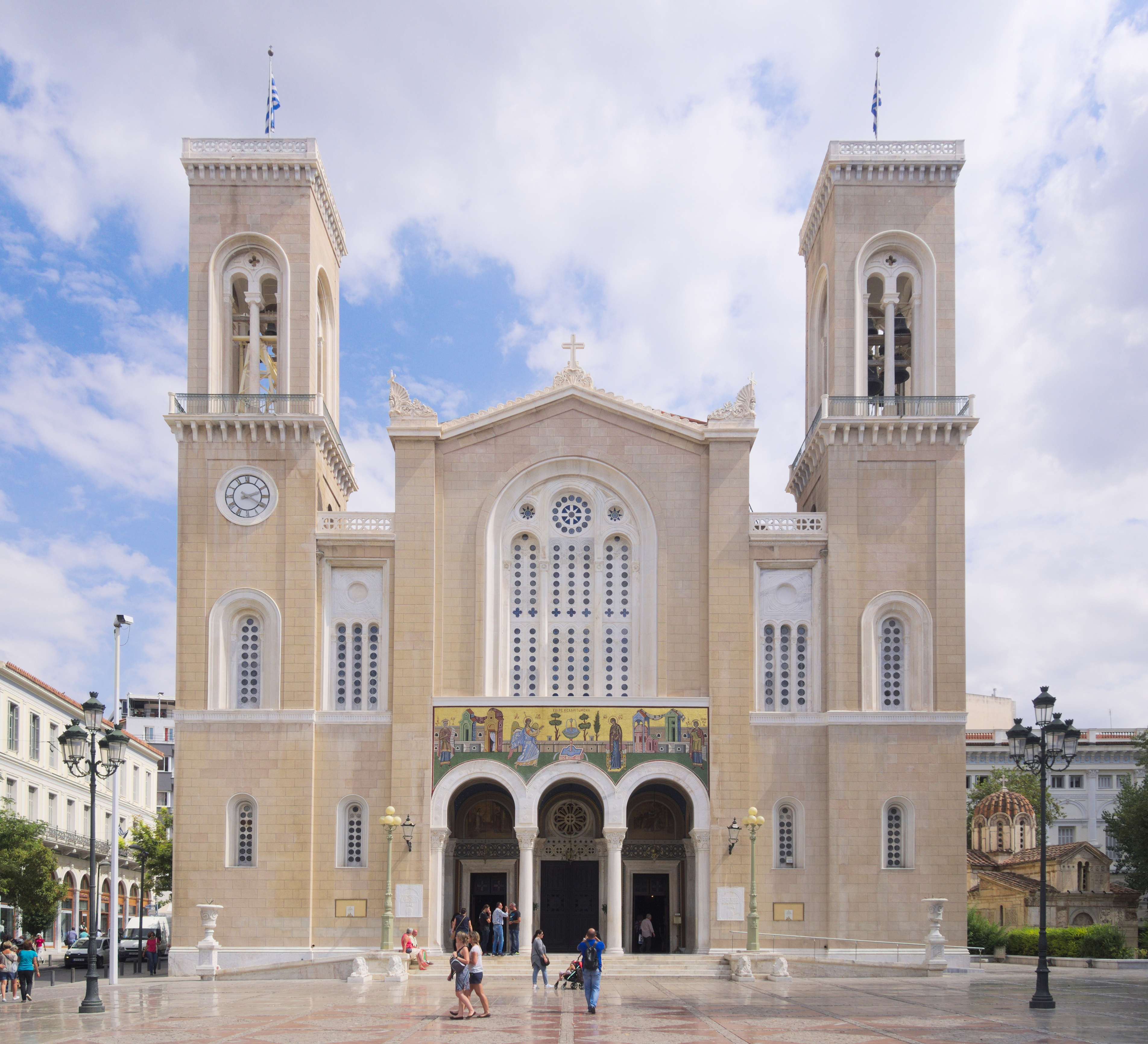
Cathédrale de l’Annonciation (Athènes).
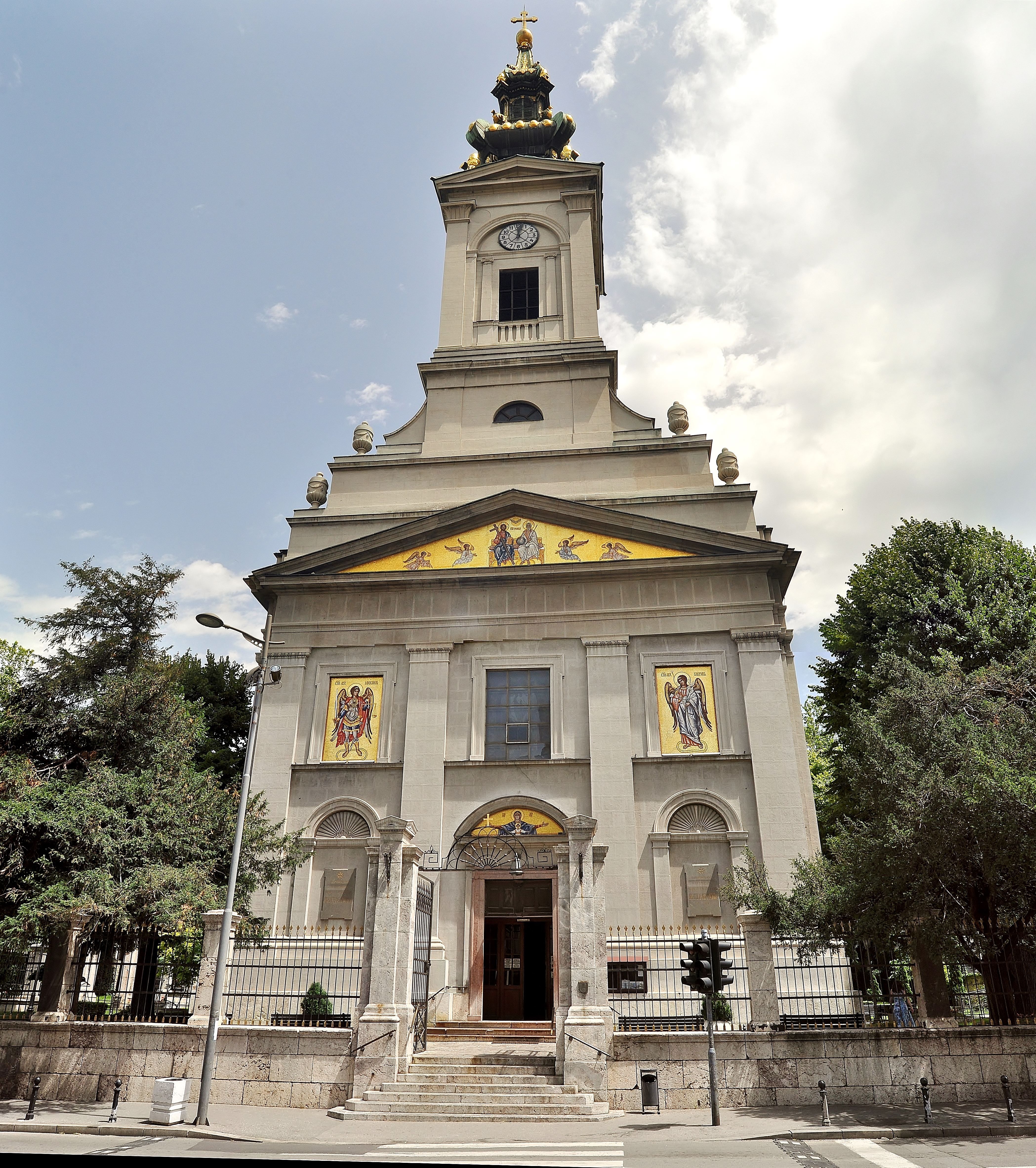
Cathédrale Saint-Michel de Belgrade.
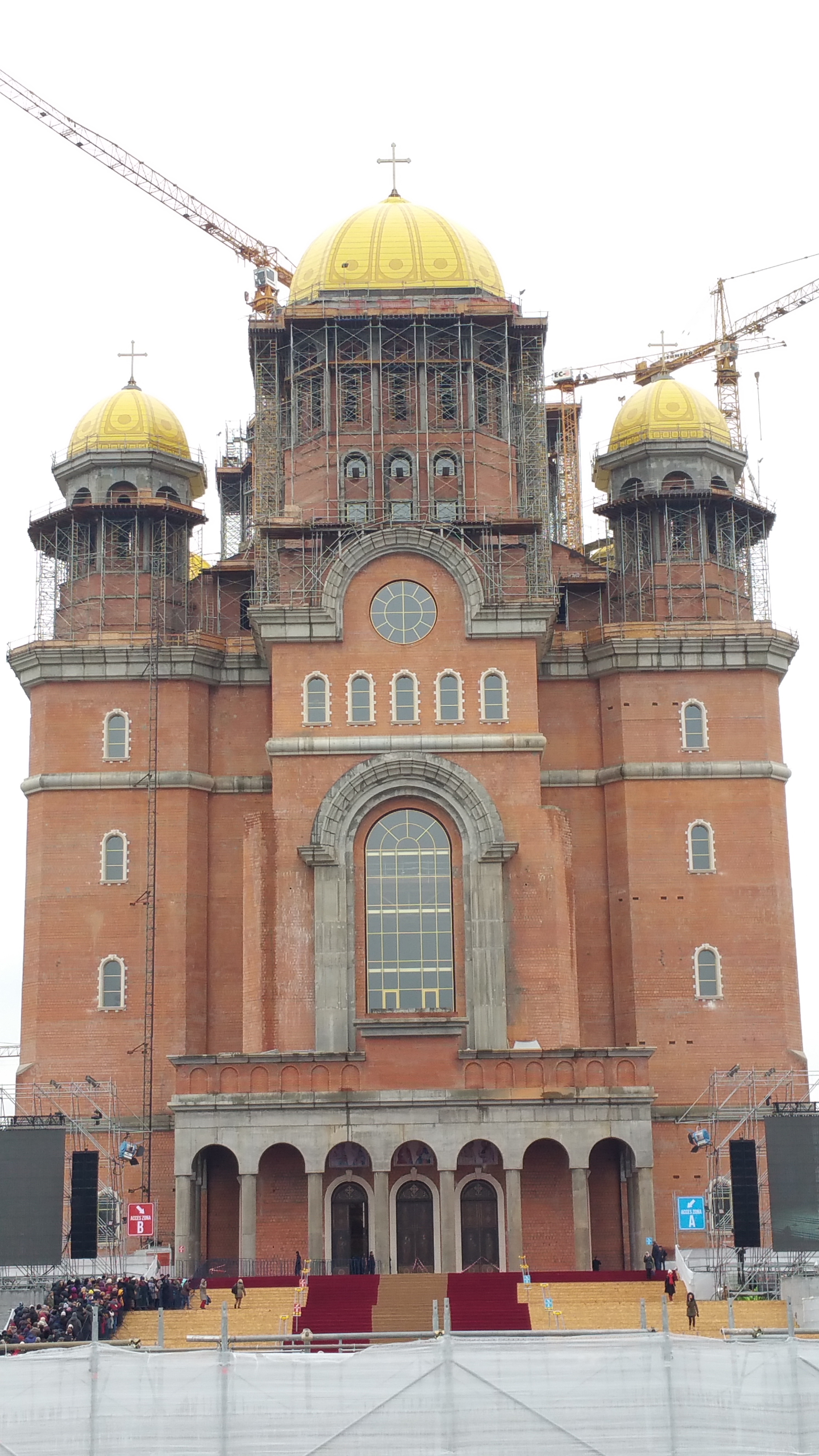
Cathédrale du salut de la nation roumaine de Bucarest.
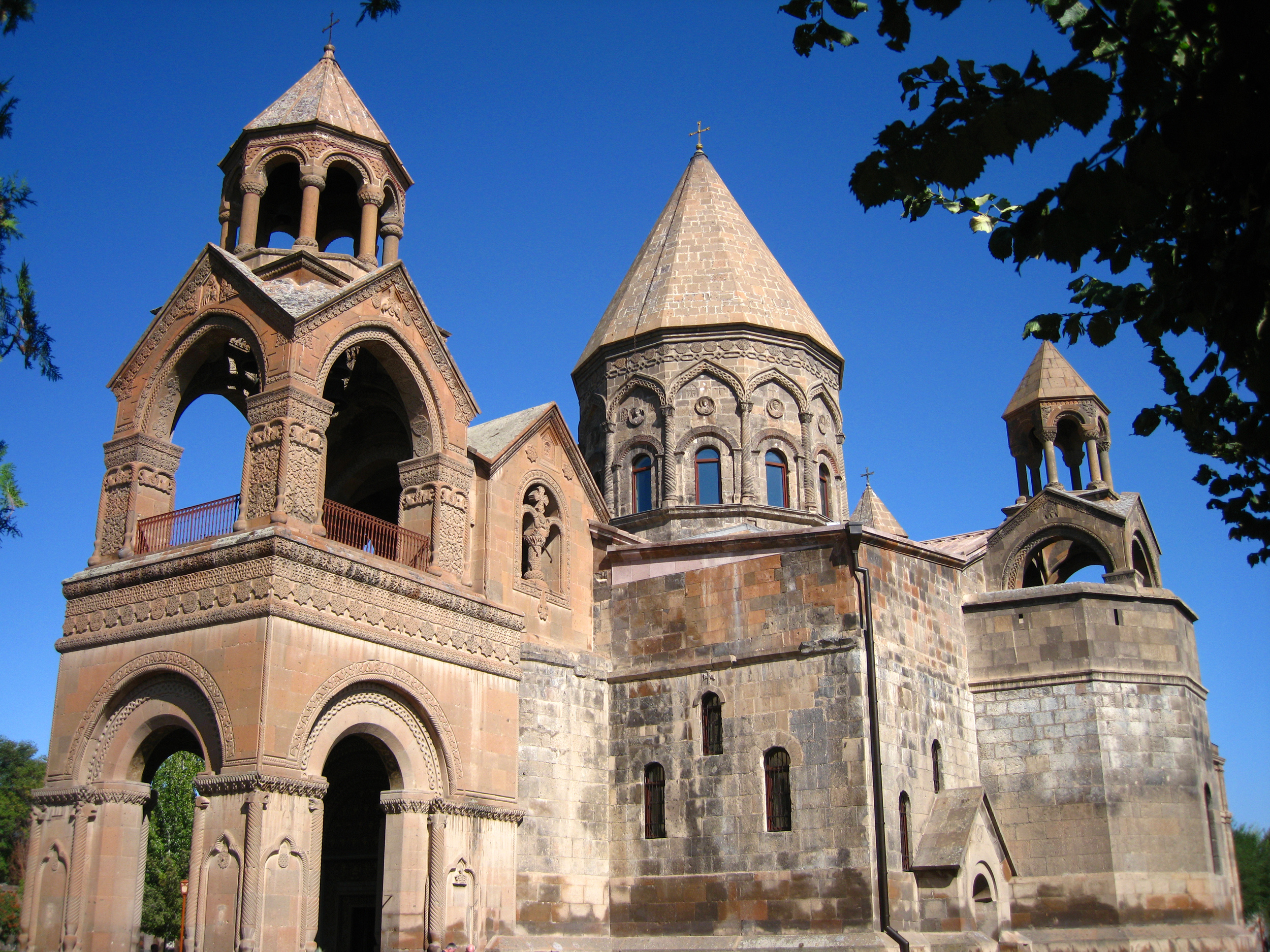
Cathédrale Sainte-Etchmiadzin d'Etchmiadzin (Arménie).
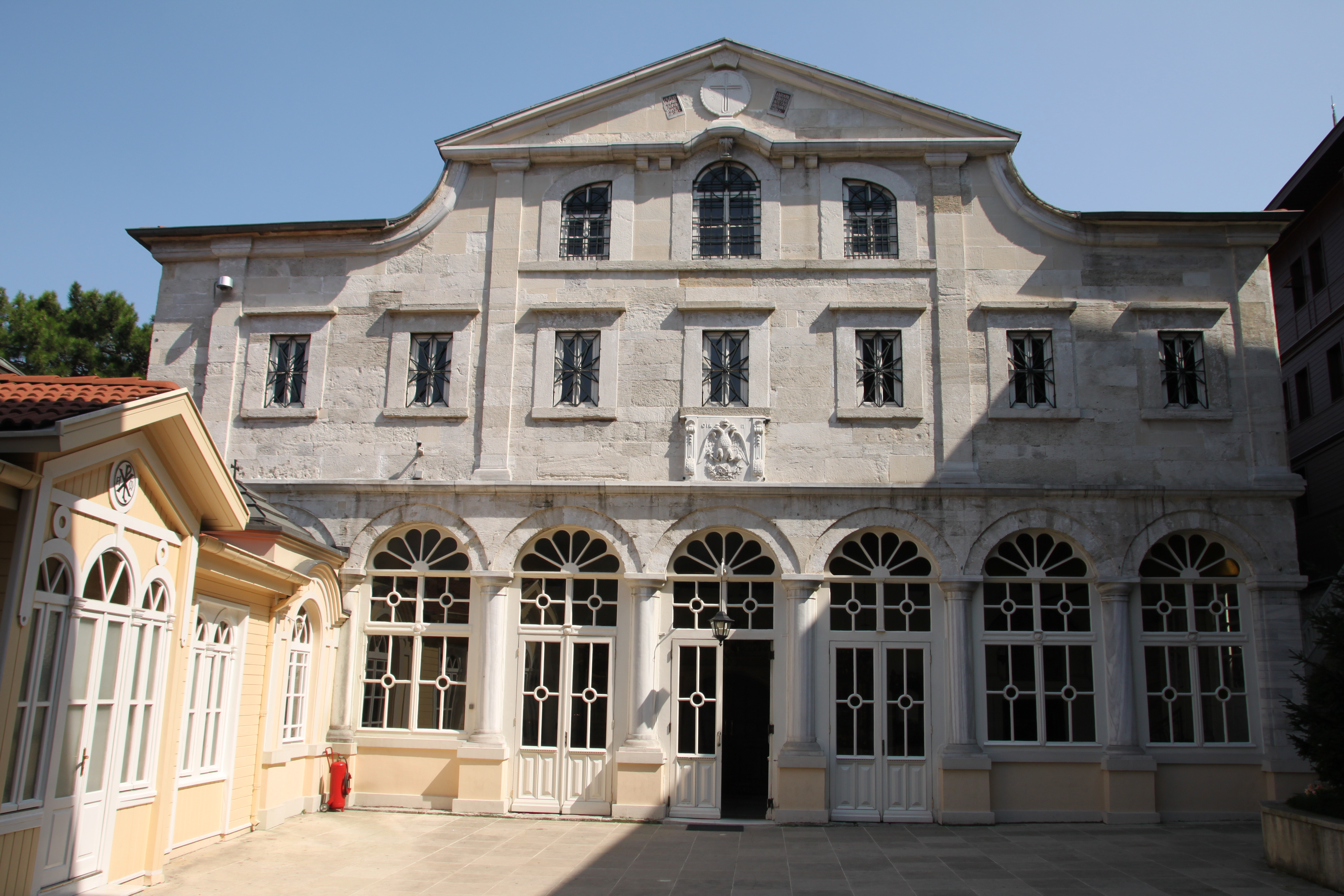
Cathédrale Saint-Georges (Istanbul).
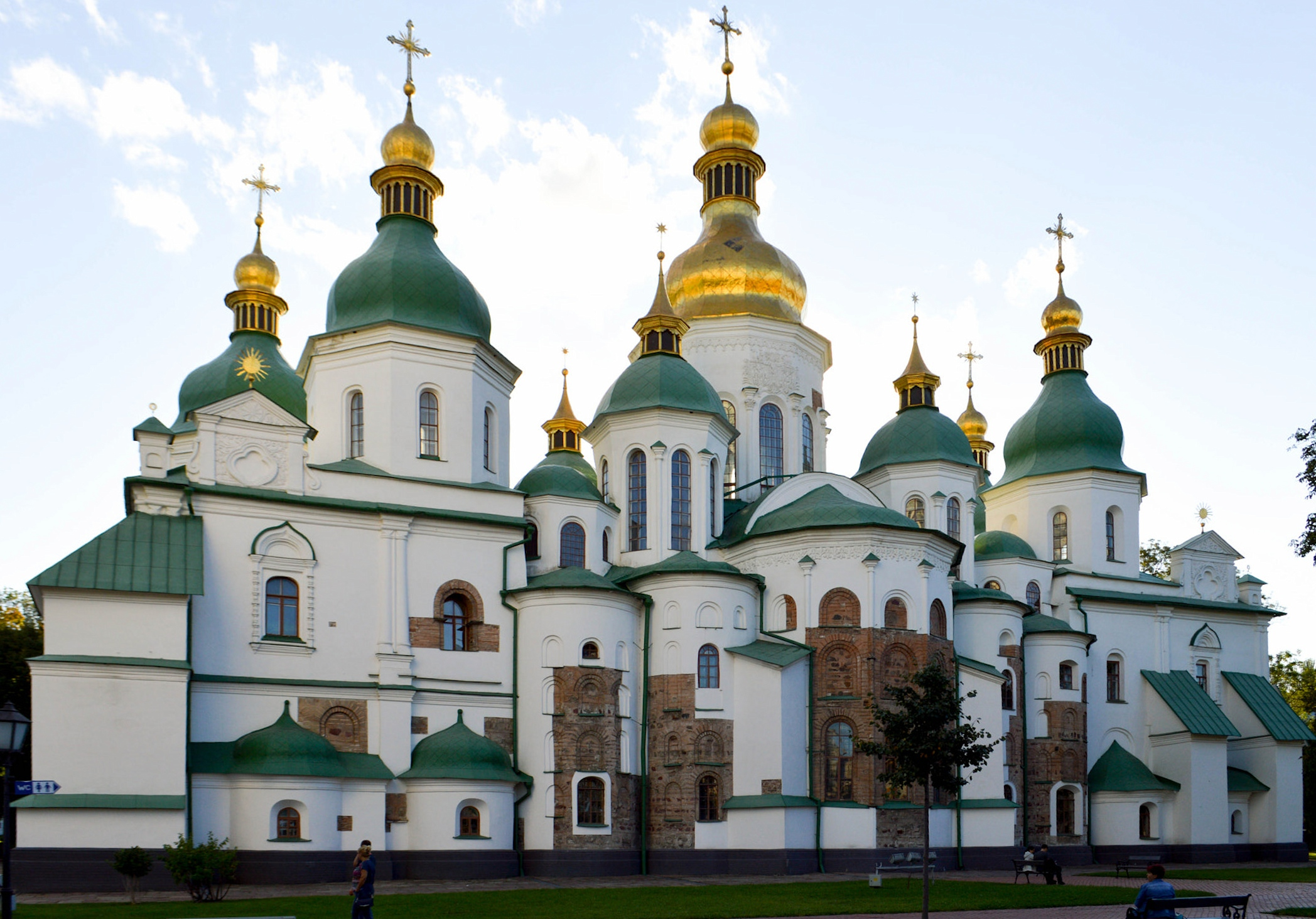
Cathédrale Sainte-Sophie de Kiev.
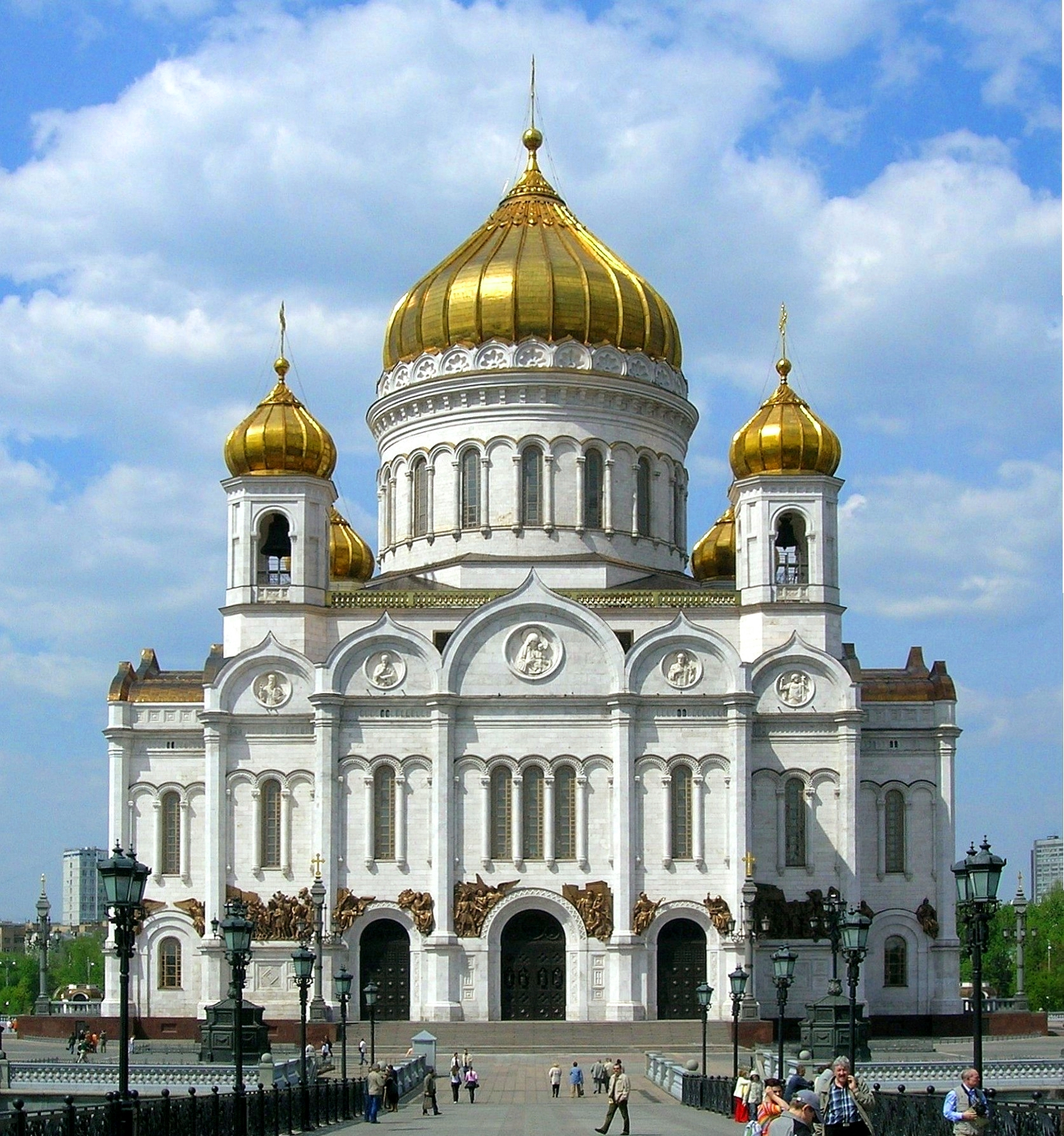
Cathédrale du Christ-Sauveur de Moscou.
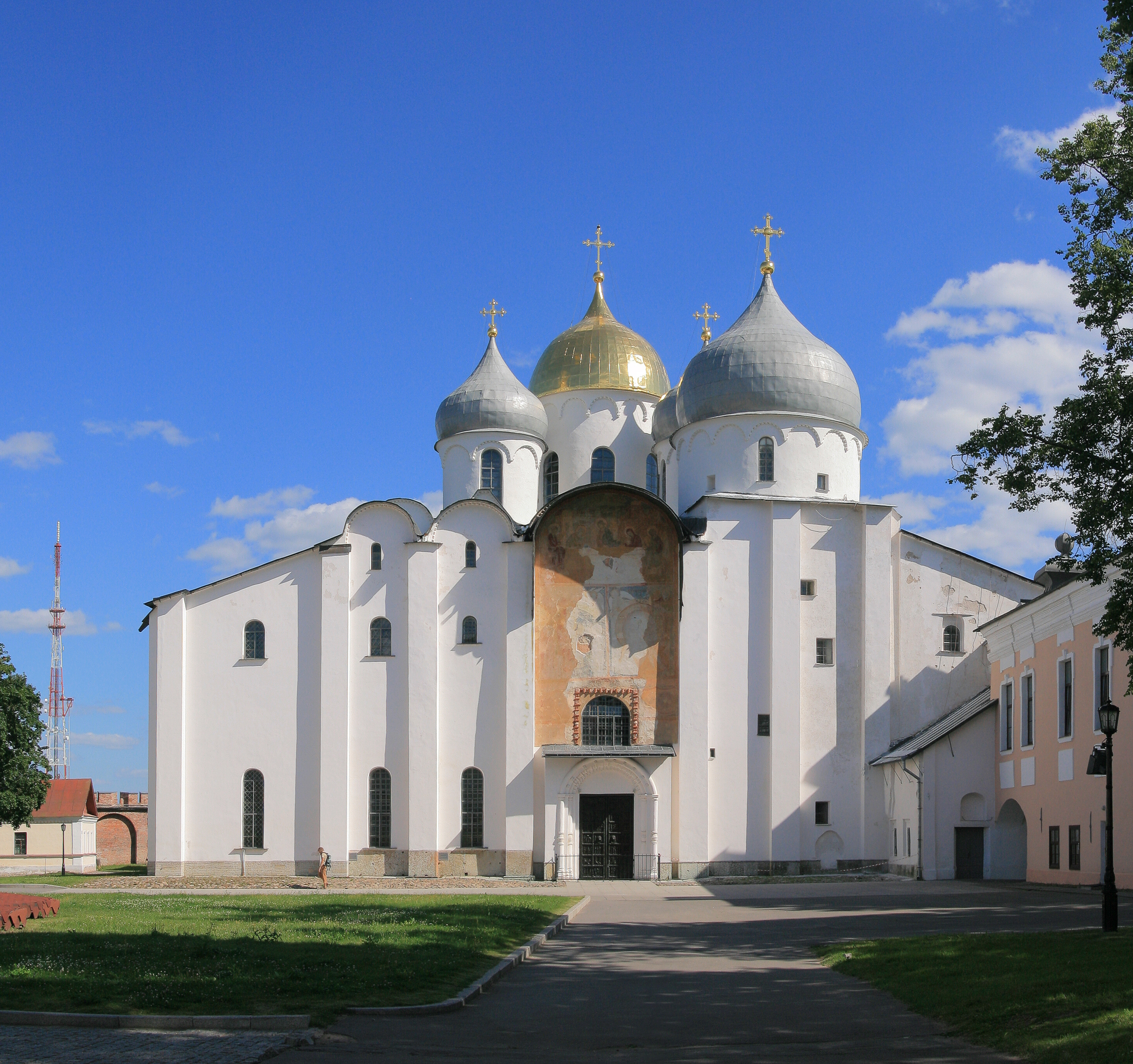
Cathédrale Sainte-Sophie de Novgorod.
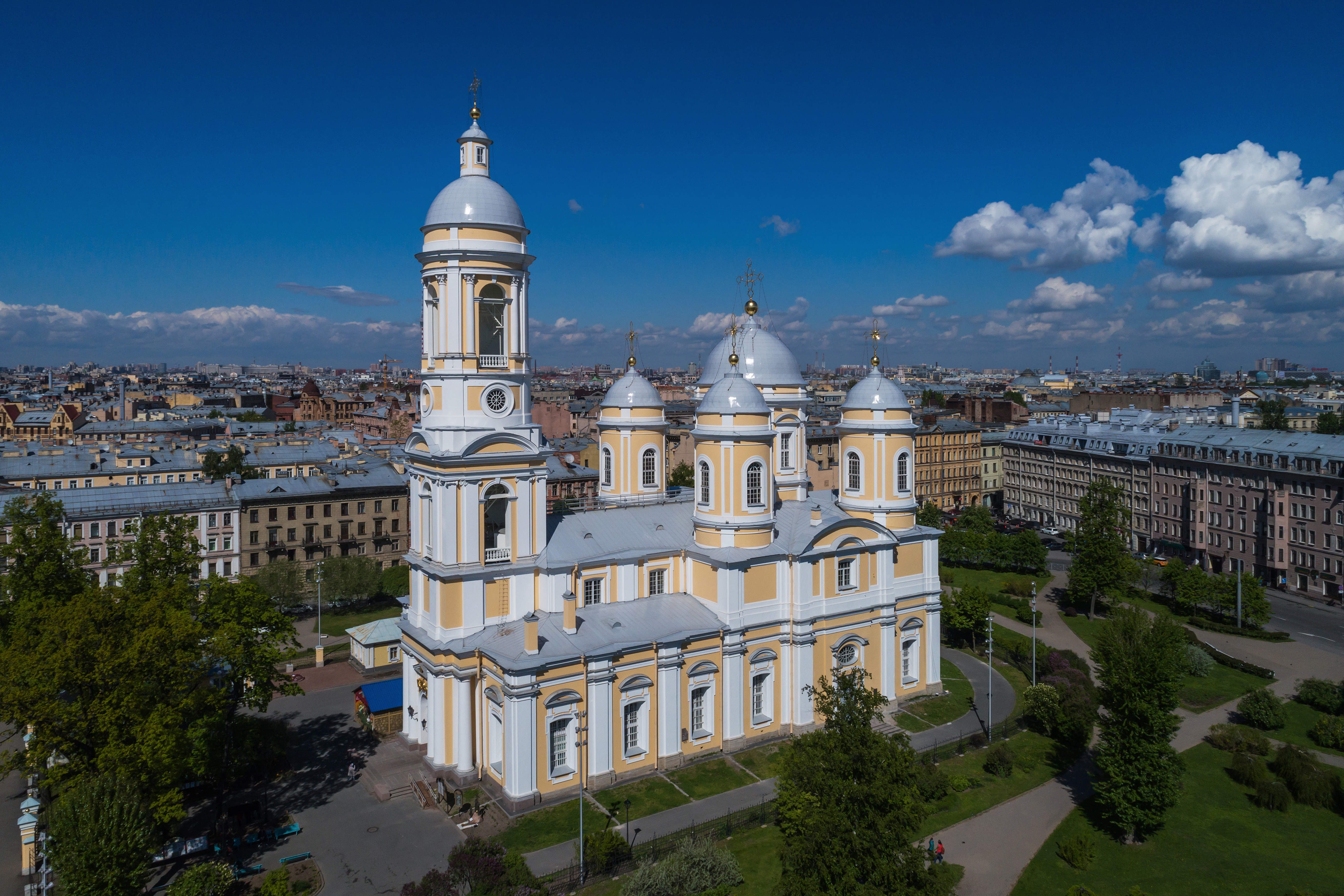
Cathédrale Saint-Vladimir de Saint-Pétersbourg.
Cathédrale Saint-Alexandre-Nevski (Sofia).

#### Cathédrales romanes

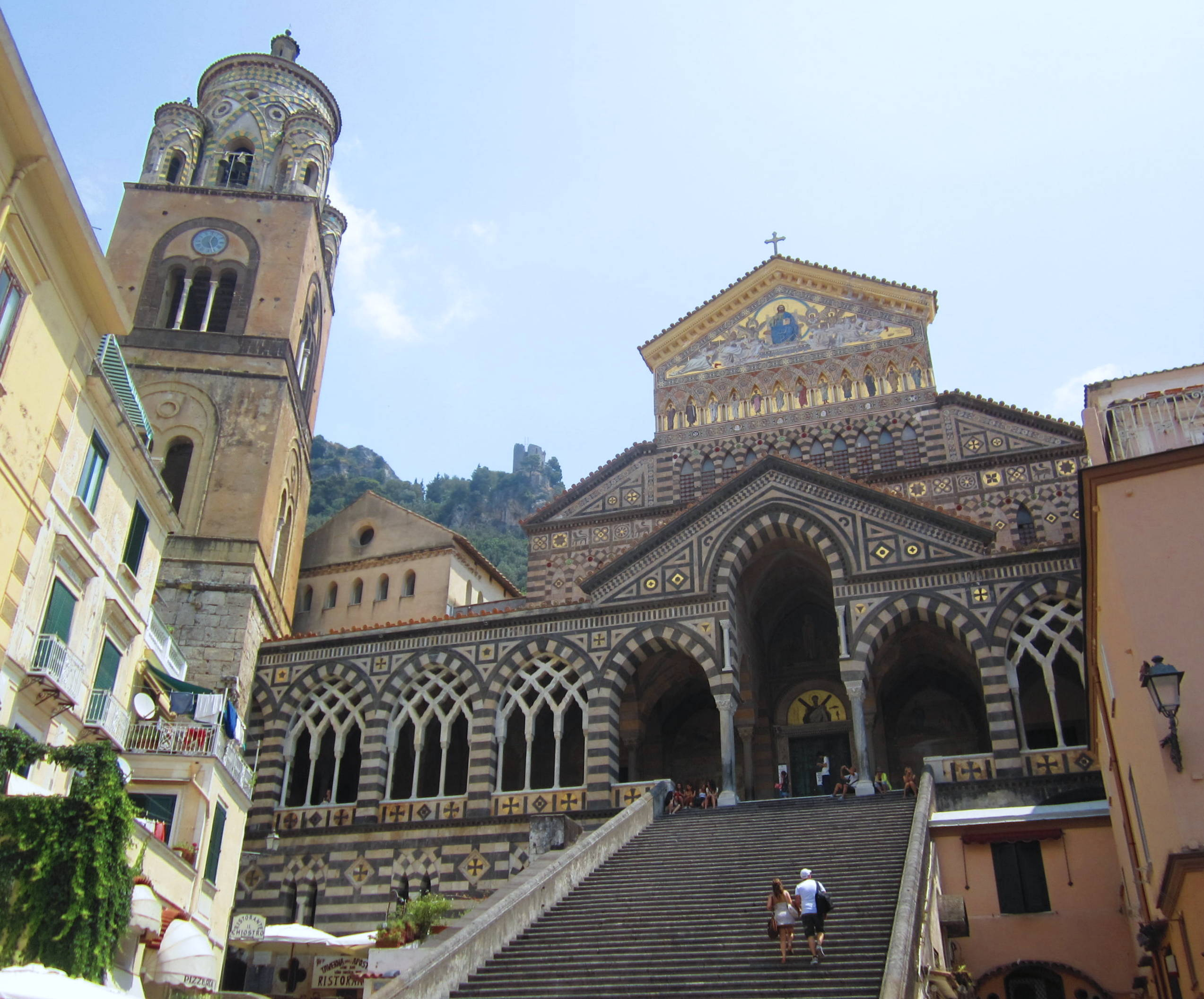
Cathédrale d'Amalfi.
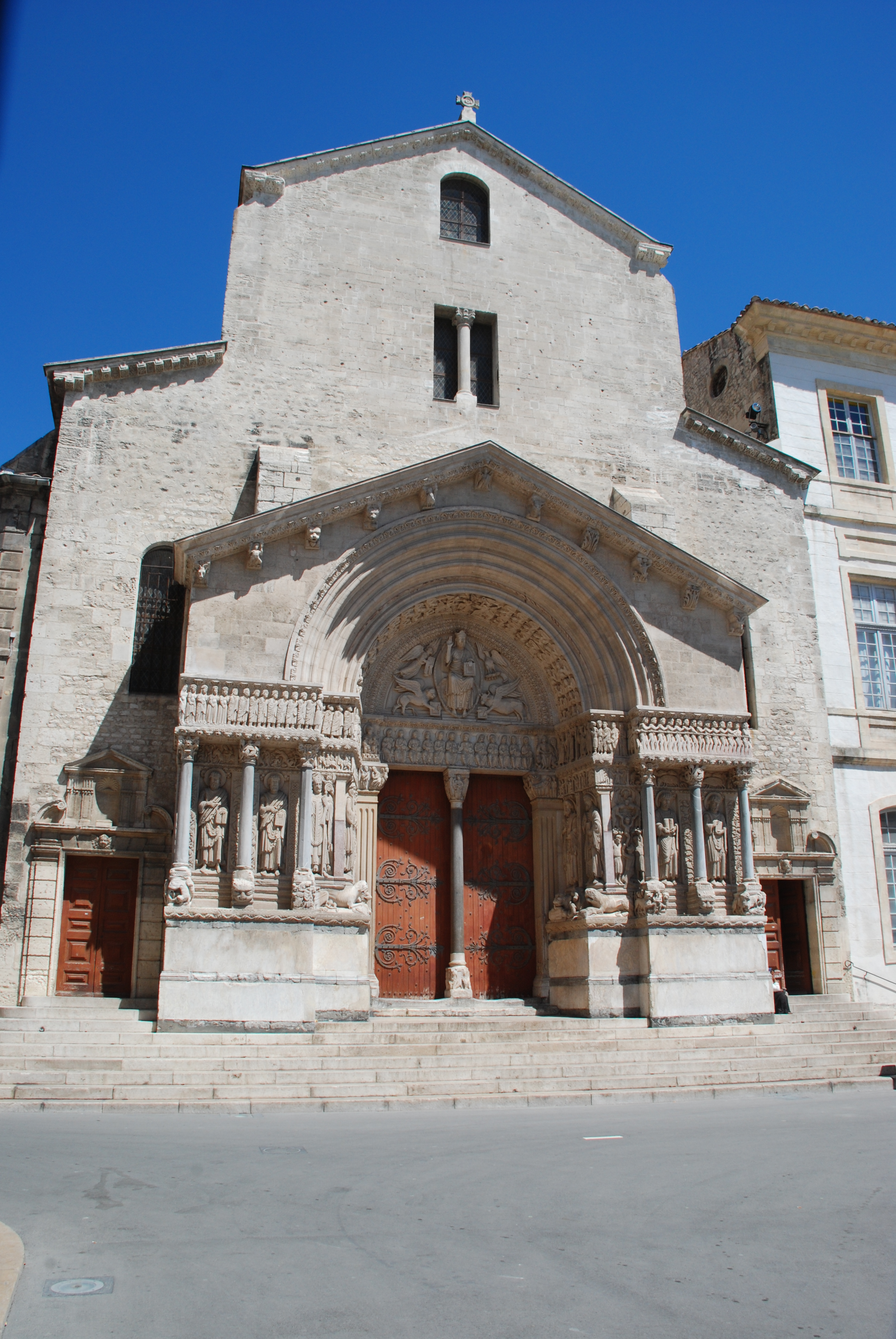
Cathédrale Saint-Trophime d'Arles.
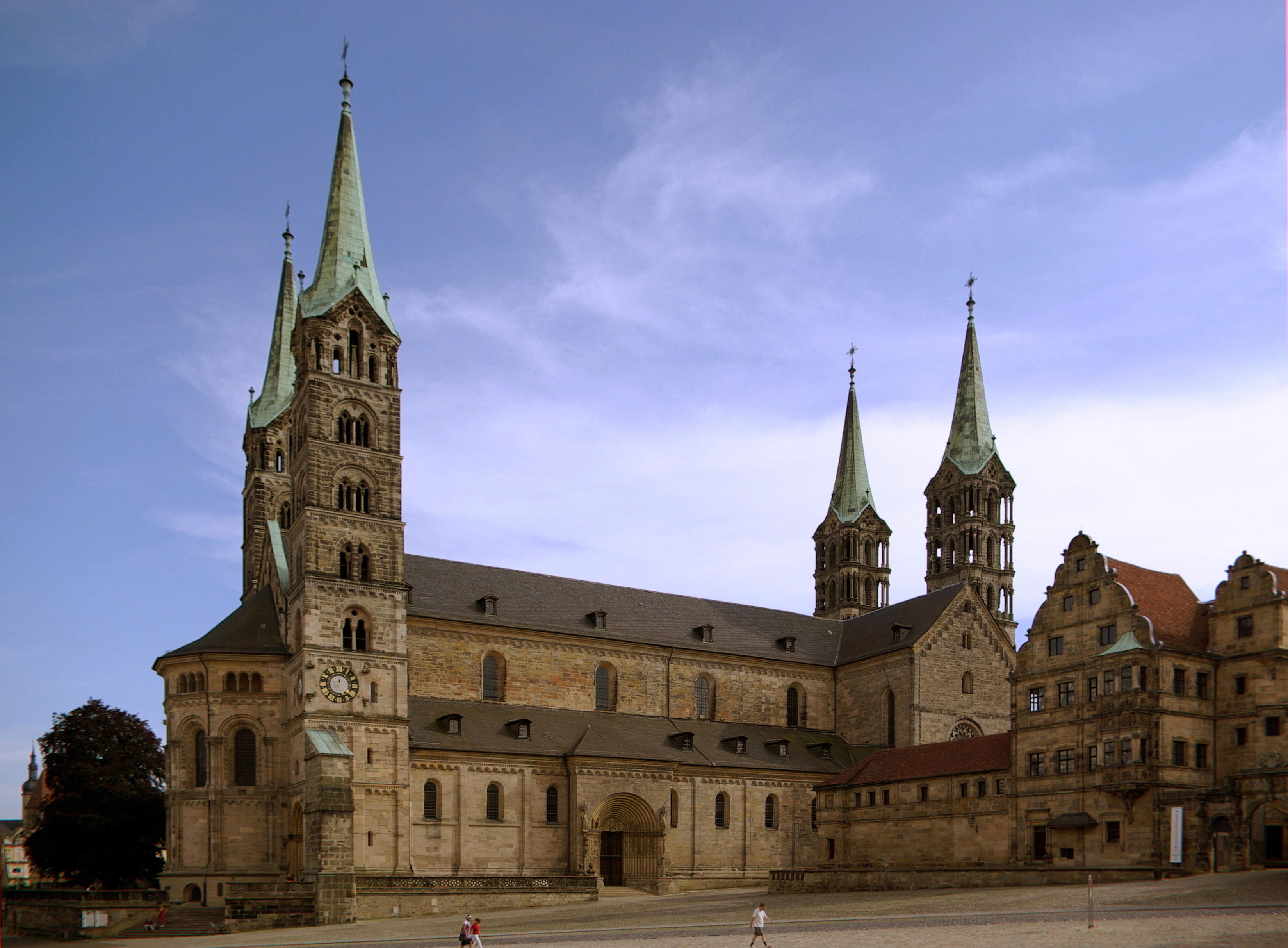
Cathédrale Saint-Pierre et Saint-Georges de Bamberg.
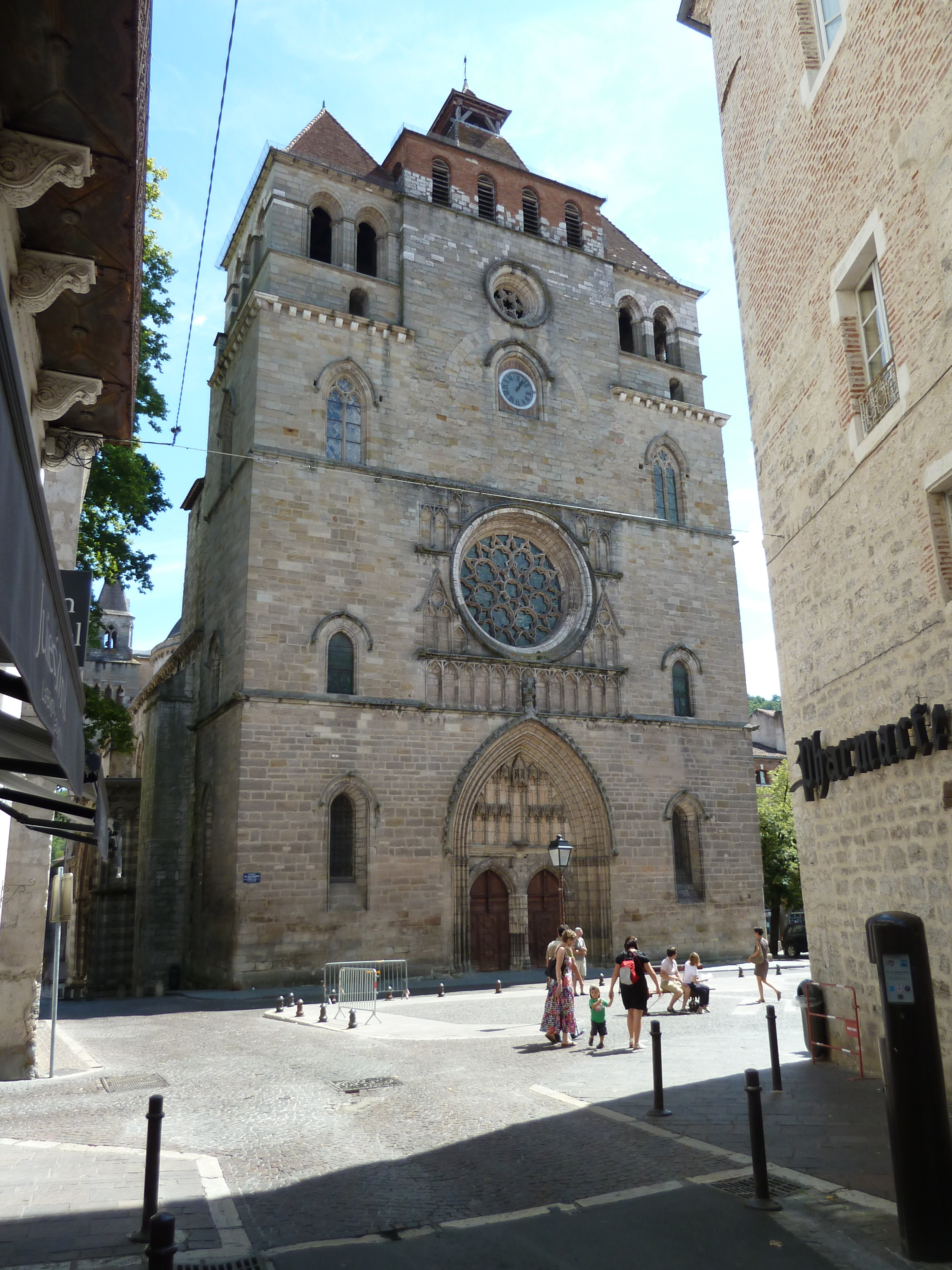
Cathédrale Saint-Étienne de Cahors.
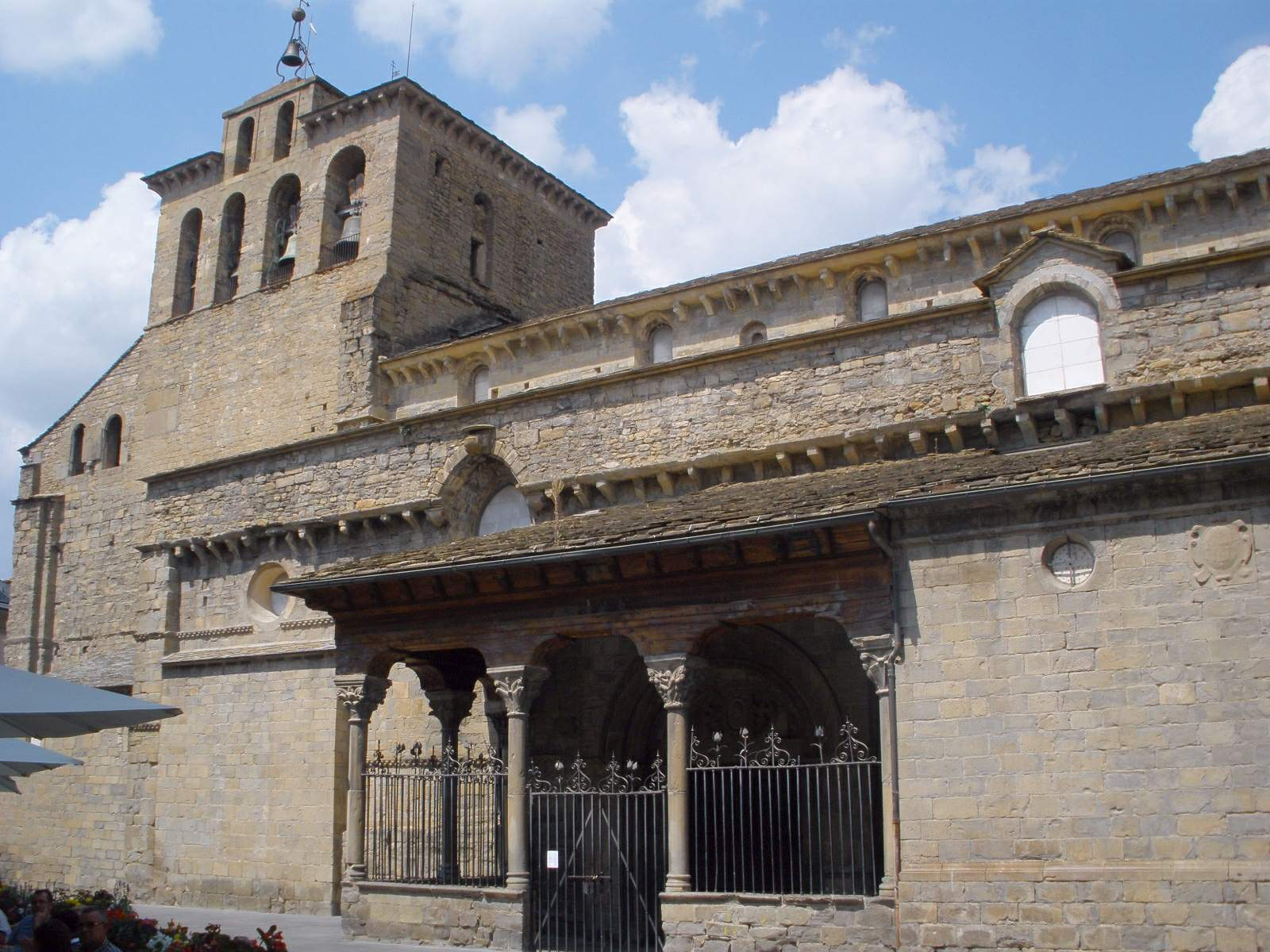
Cathédrale San Pedro de Jaca (Espagne).
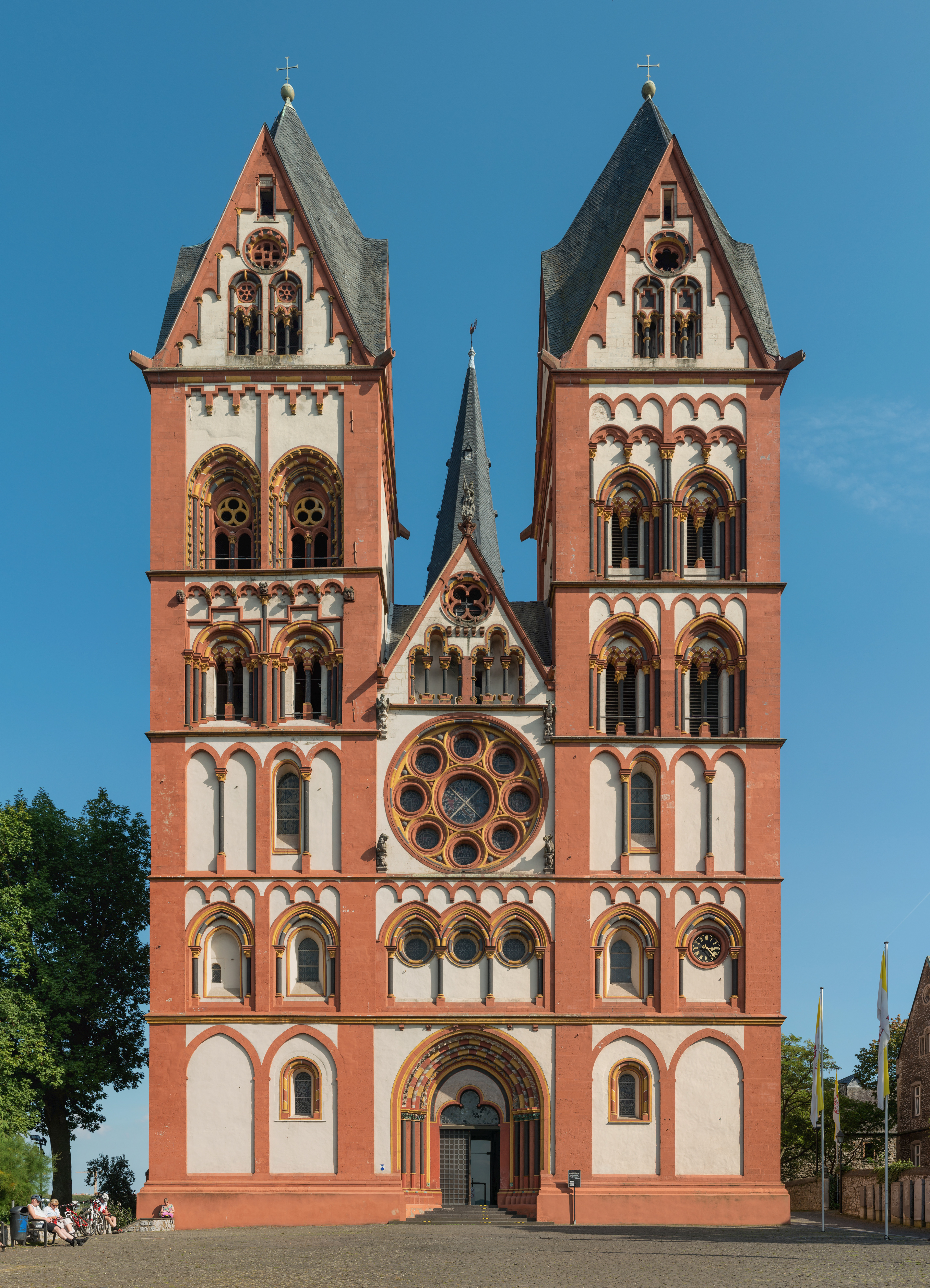
Cathédrale Saint-Georges de Limburg an der Lahn (Allemagne).
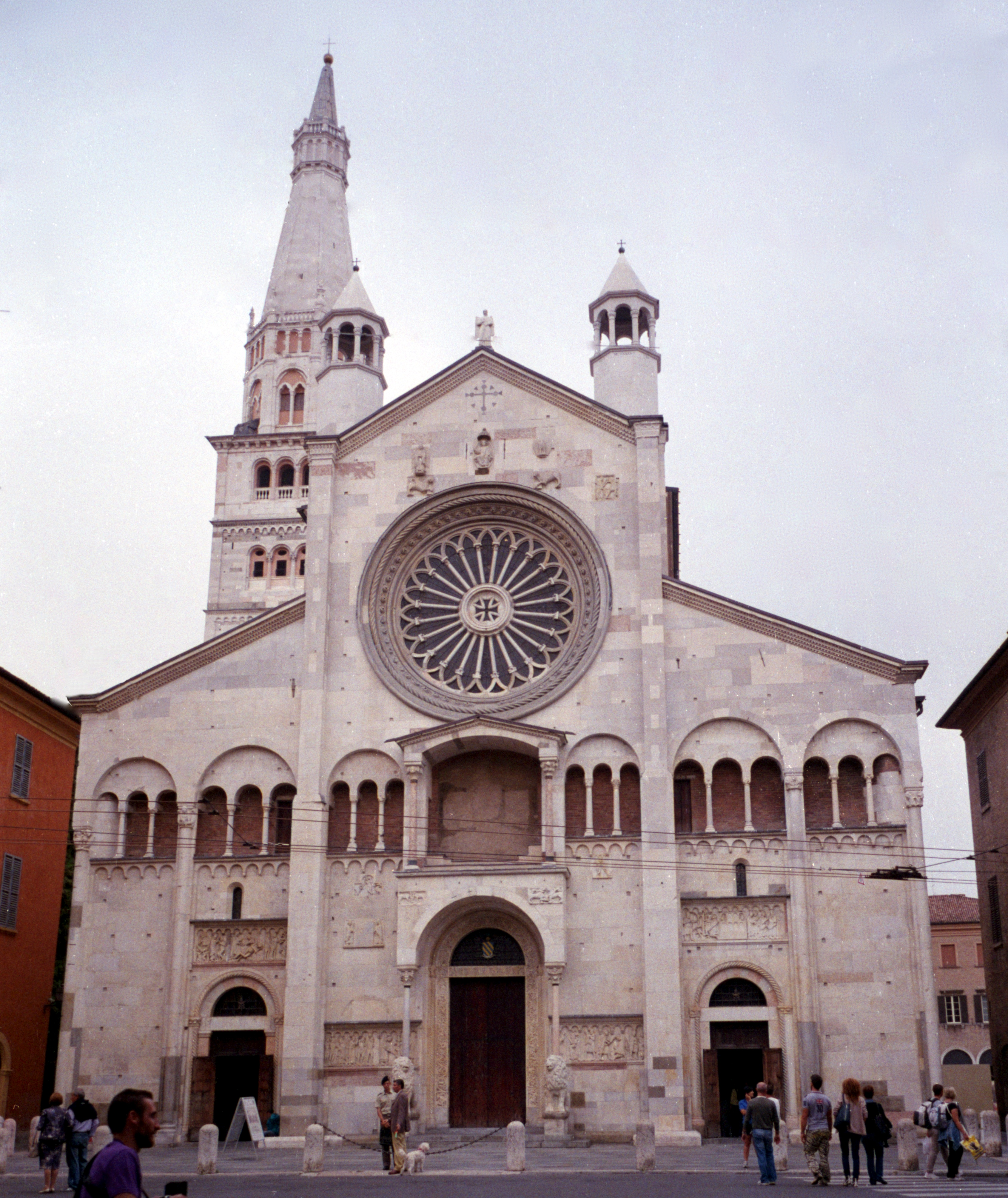
Cathédrale de Modène.
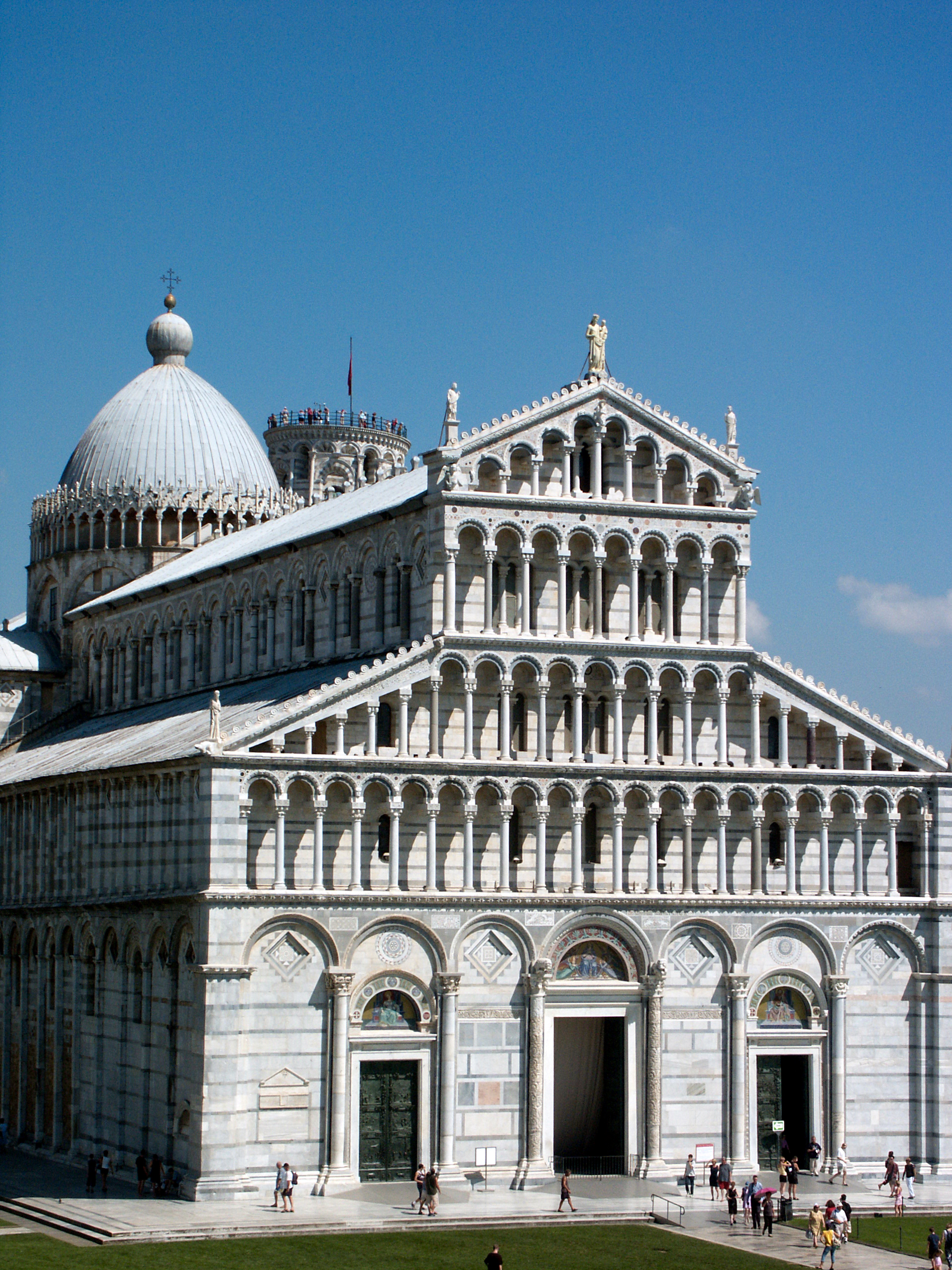
Cathédrale Notre-Dame-de-l'Assomption de Pise.
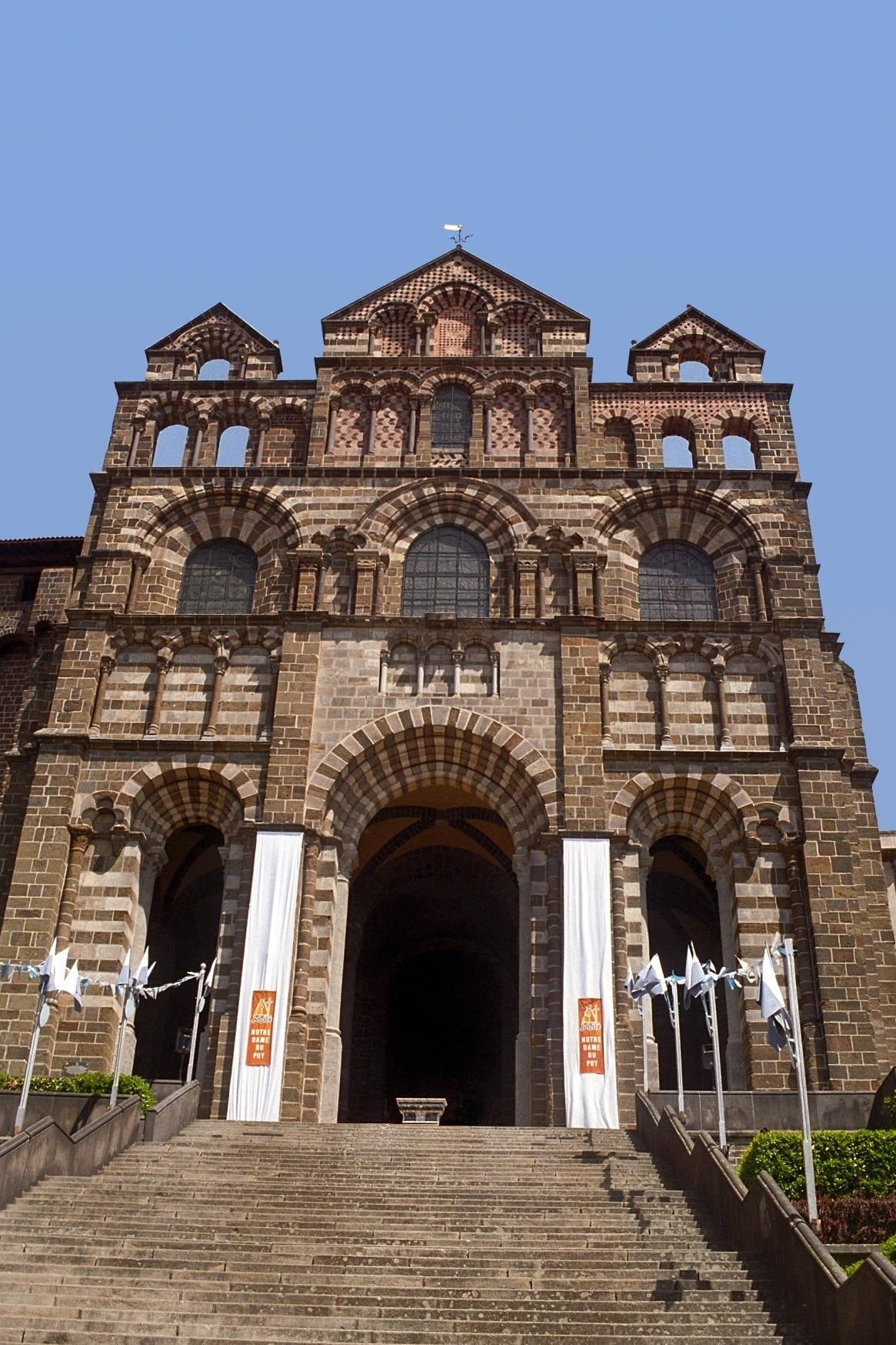
Cathédrale Notre-Dame-de-l'Annonciation du Puy-en-Velay.
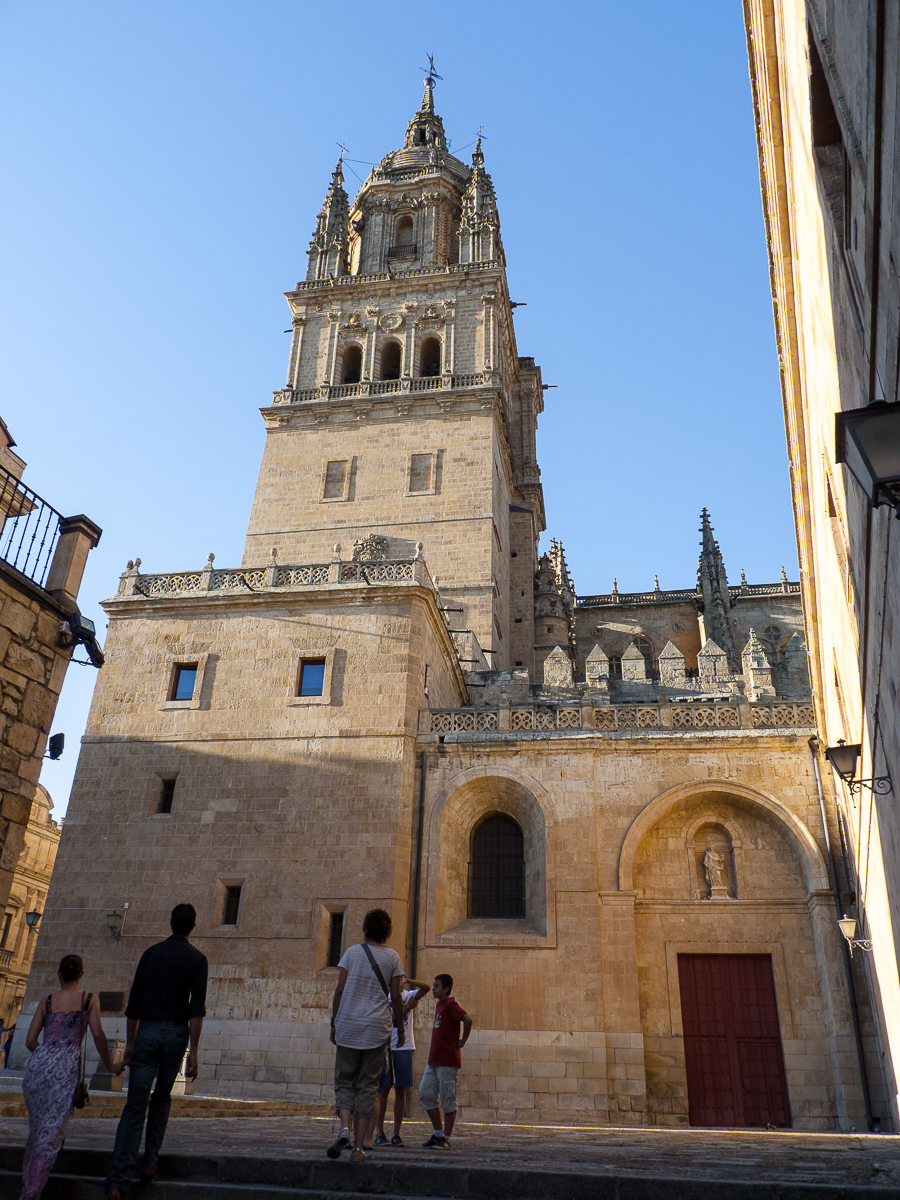
Vieille cathédrale de Salamanque.
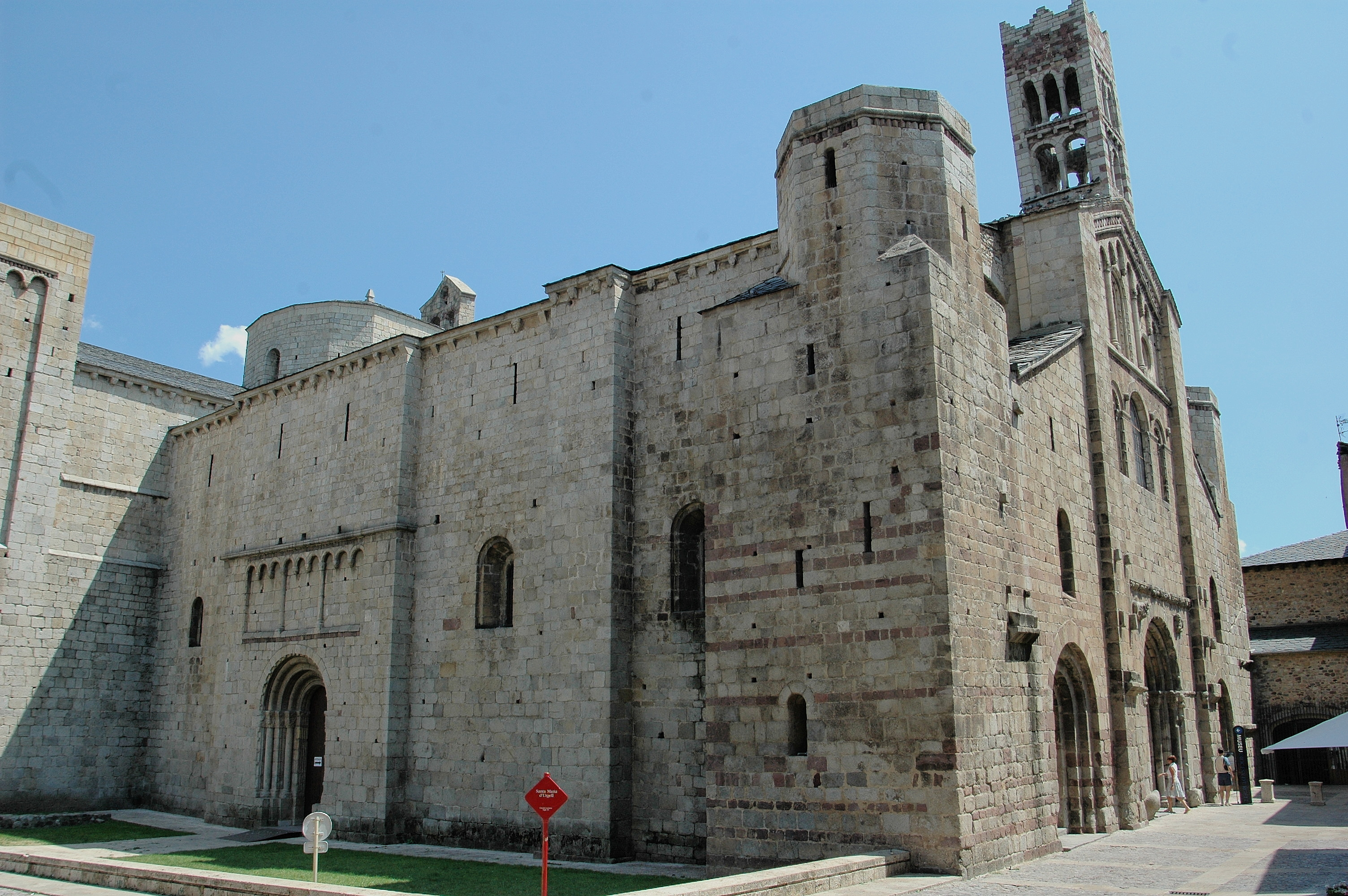
Cathédrale Sainte-Marie d'Urgell de La Seu d'Urgell (Espagne).
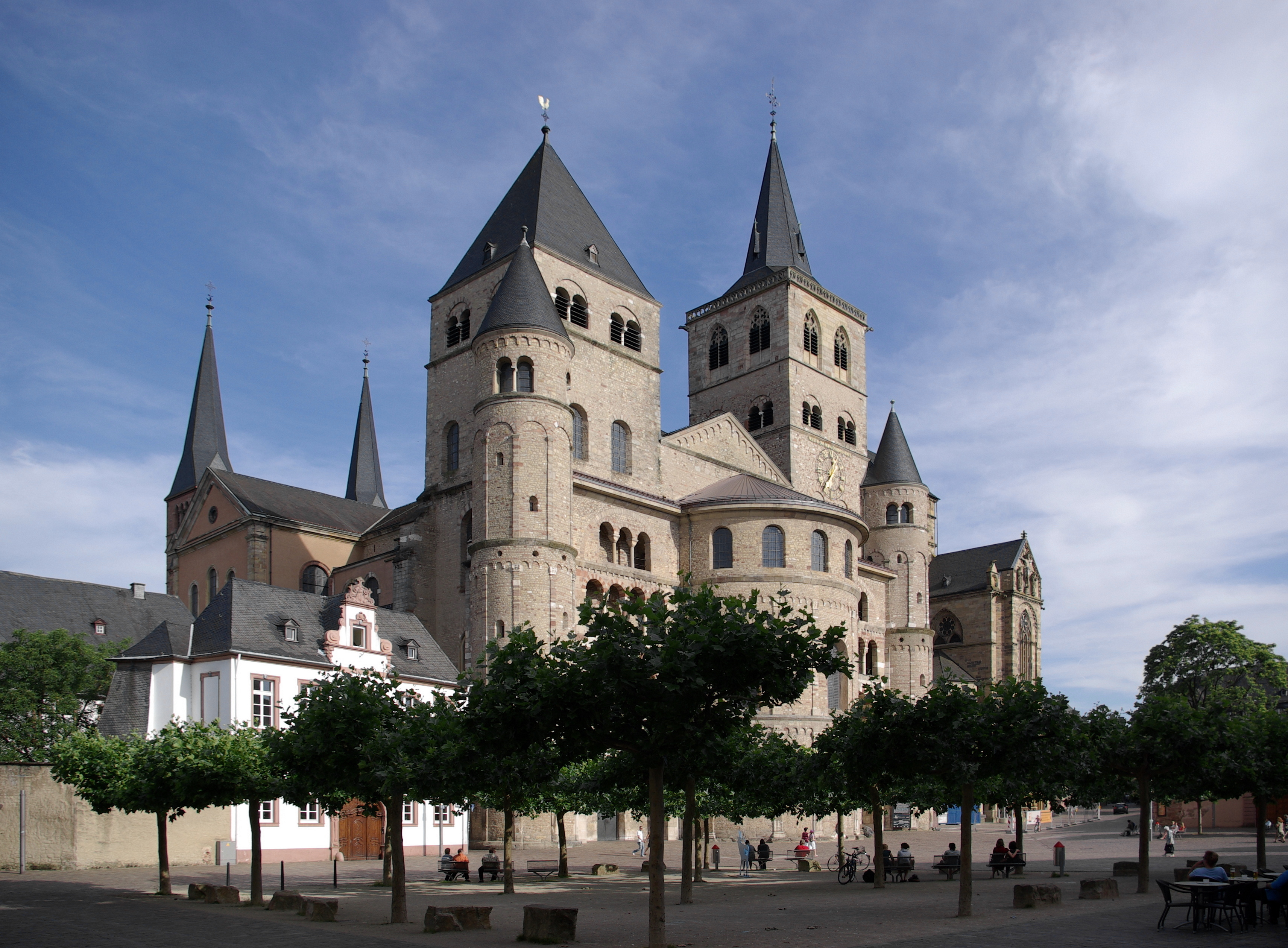
Cathédrale Saint-Pierre de Trèves.

#### Cathédrales gothiques
Bien que différentes, les cathédrales gothiques construites en Europe aux XIIe et XIIIe siècles ont très généralement un plan similaire en forme de croix latine, composé d'une nef, d'un transept d'un chœur et d'espaces collatéraux (bas-côtés, tribunes et déambulatoire…).

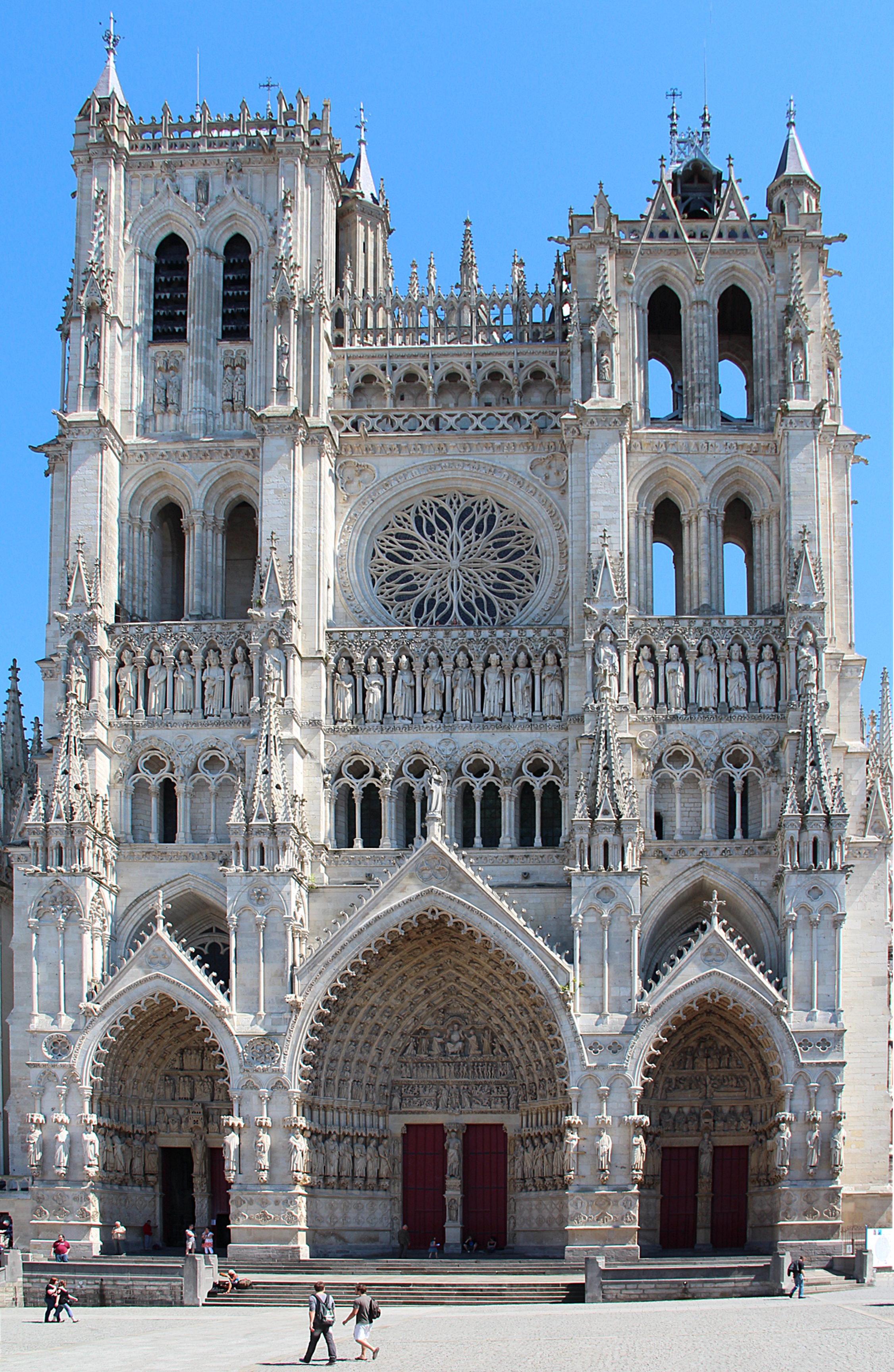
Cathédrale Notre-Dame d'Amiens.
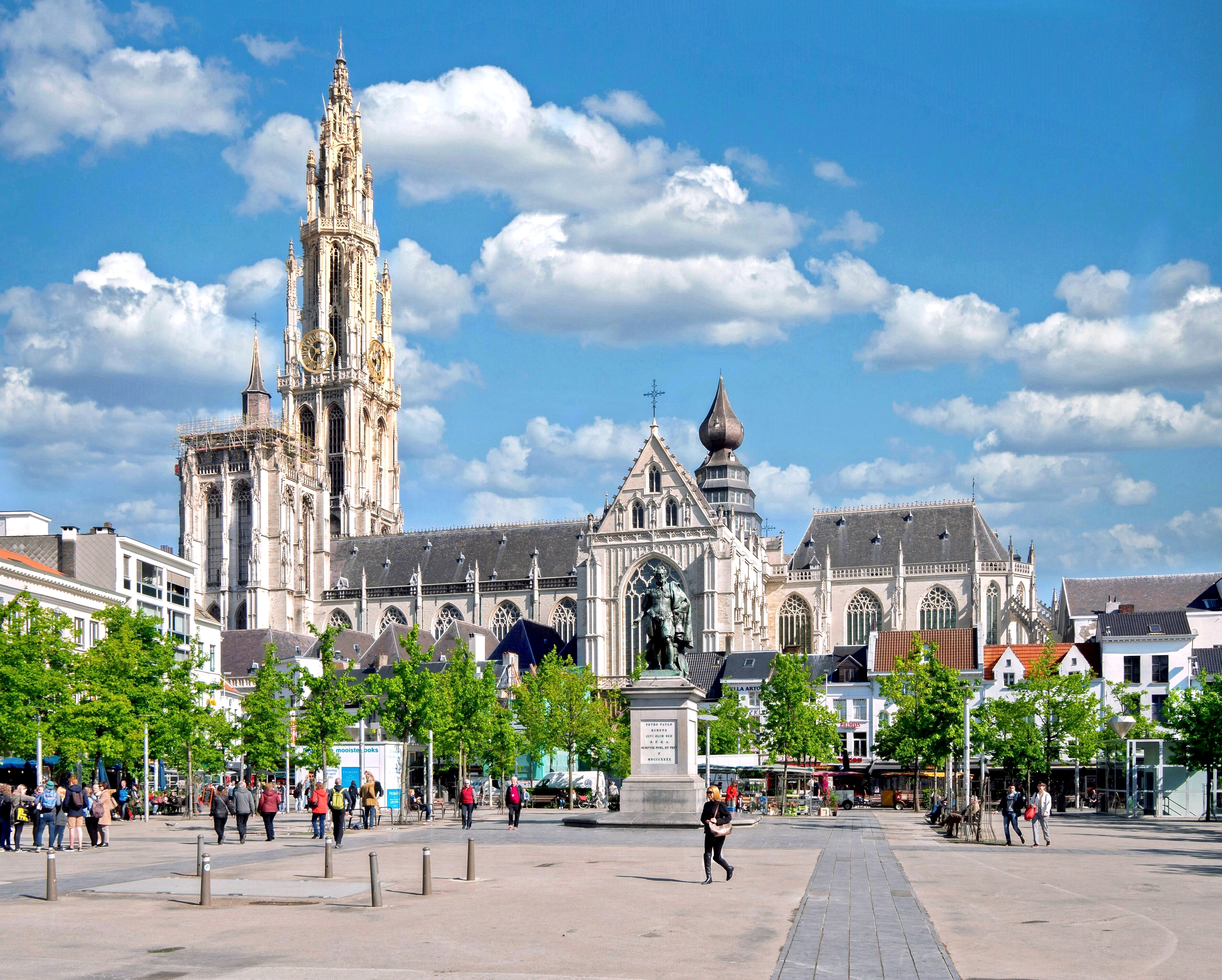
Cathédrale Notre-Dame d'Anvers.
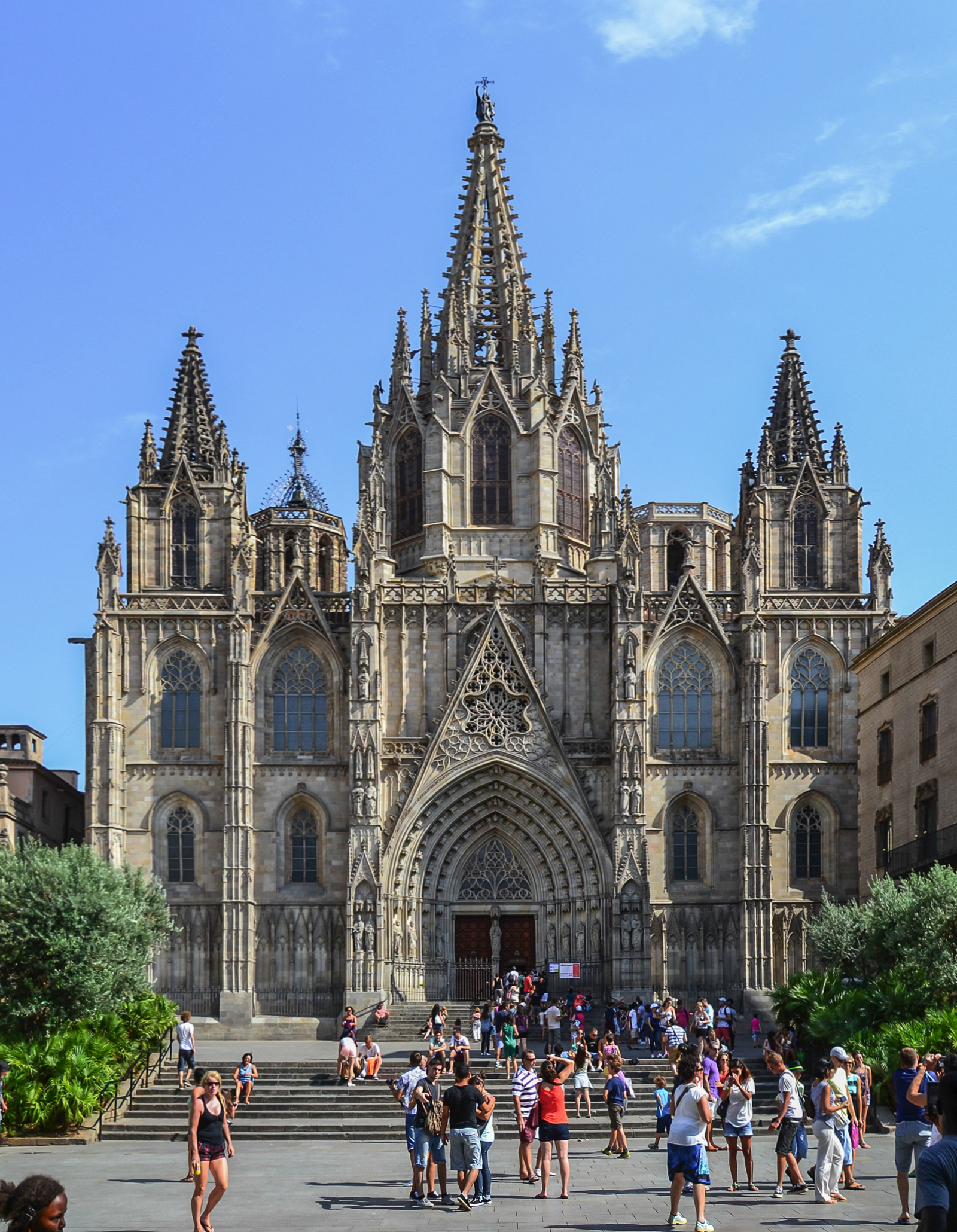
Cathédrale Sainte-Croix de Barcelone.
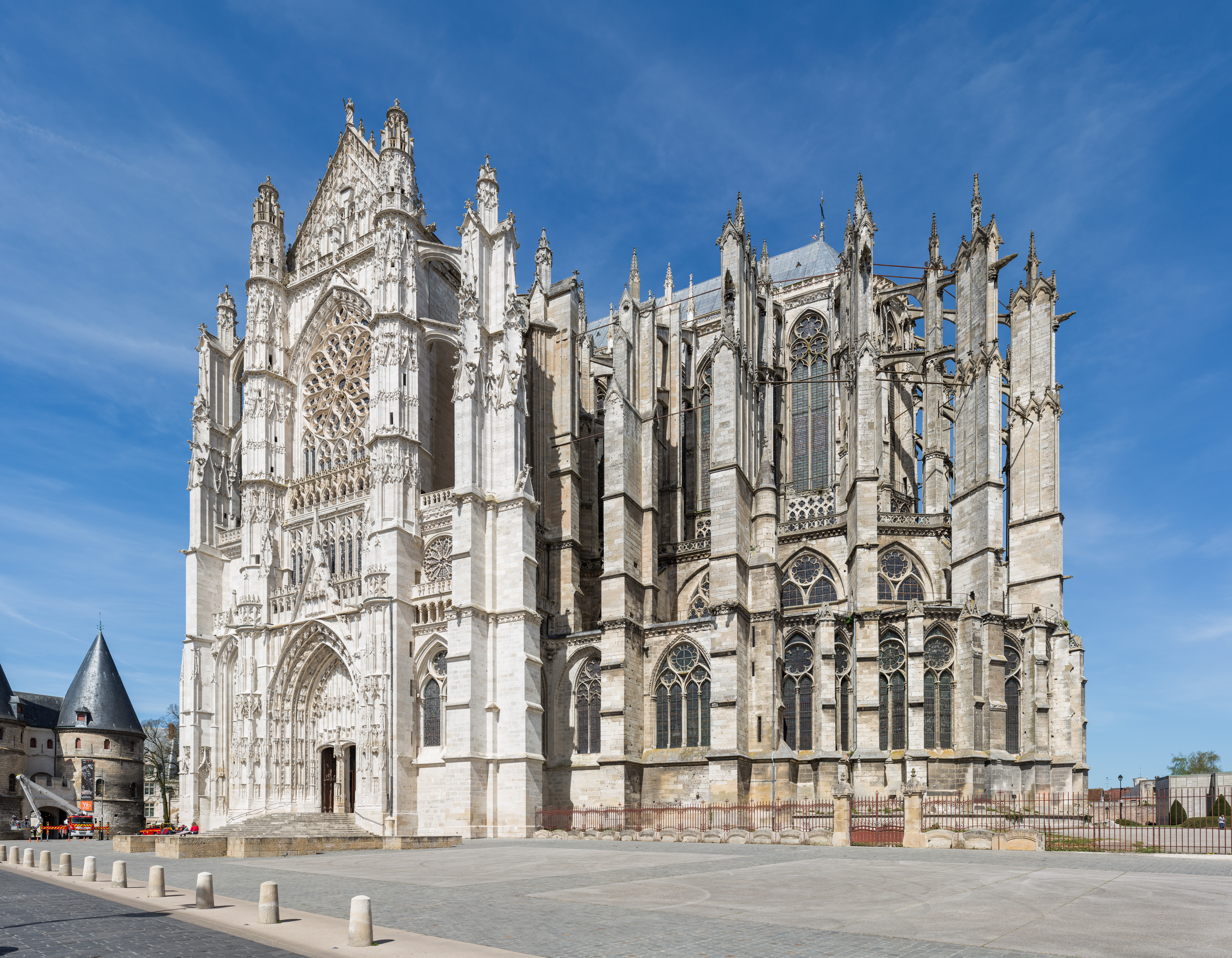
Cathédrale Saint-Pierre de Beauvais.
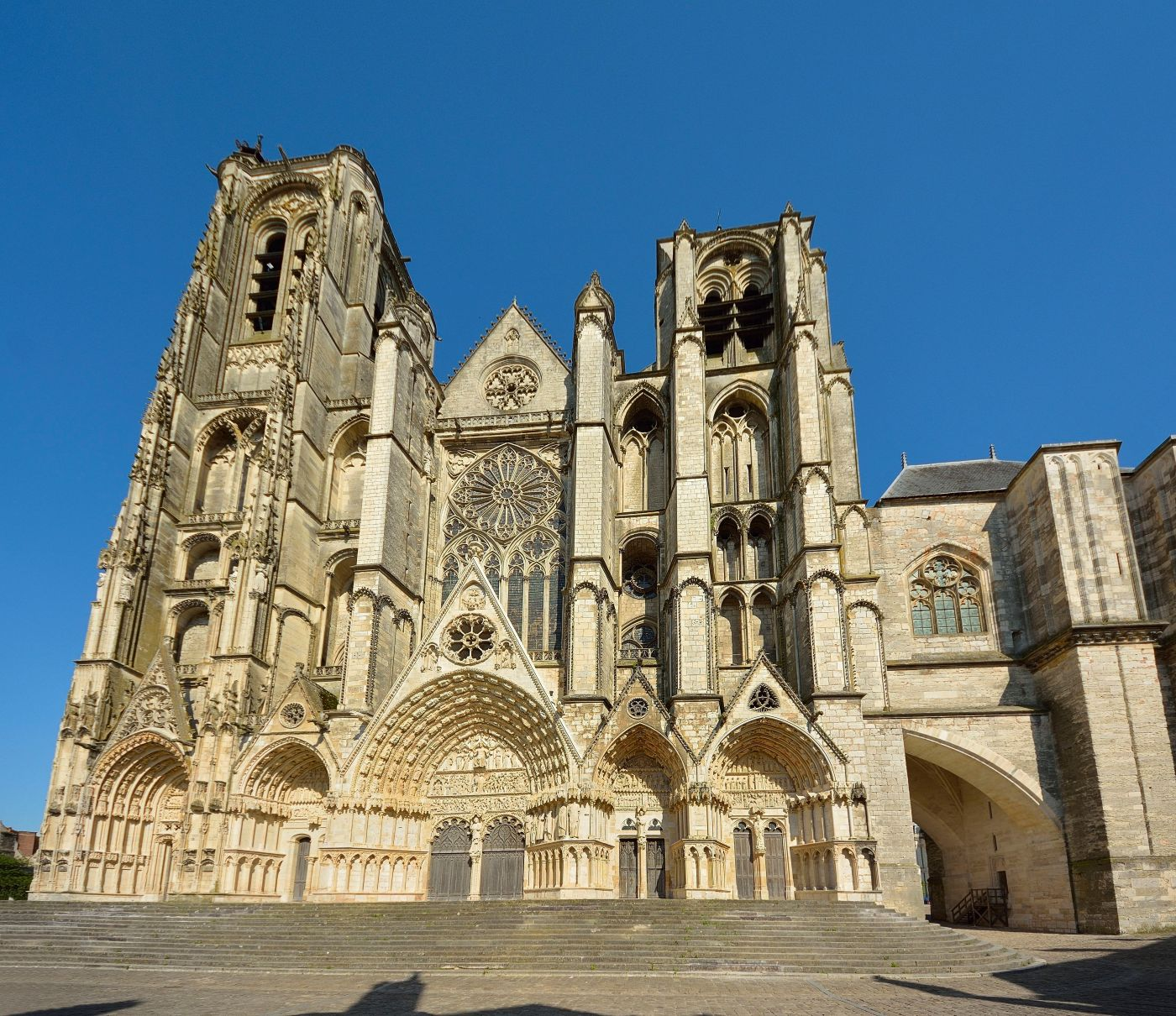
Cathédrale Saint-Étienne de Bourges.
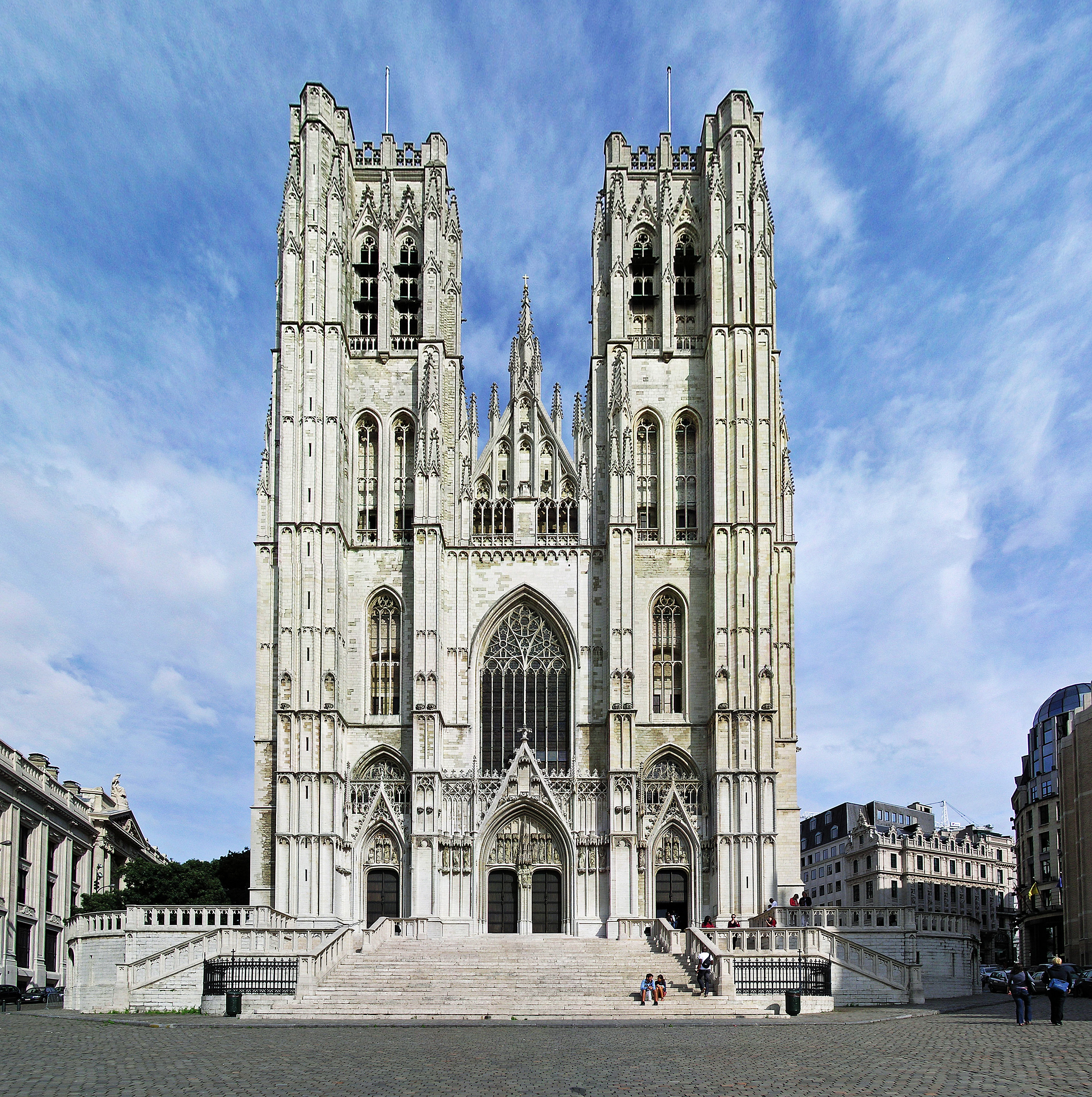
Cathédrale Saints-Michel-et-Gudule de Bruxelles.
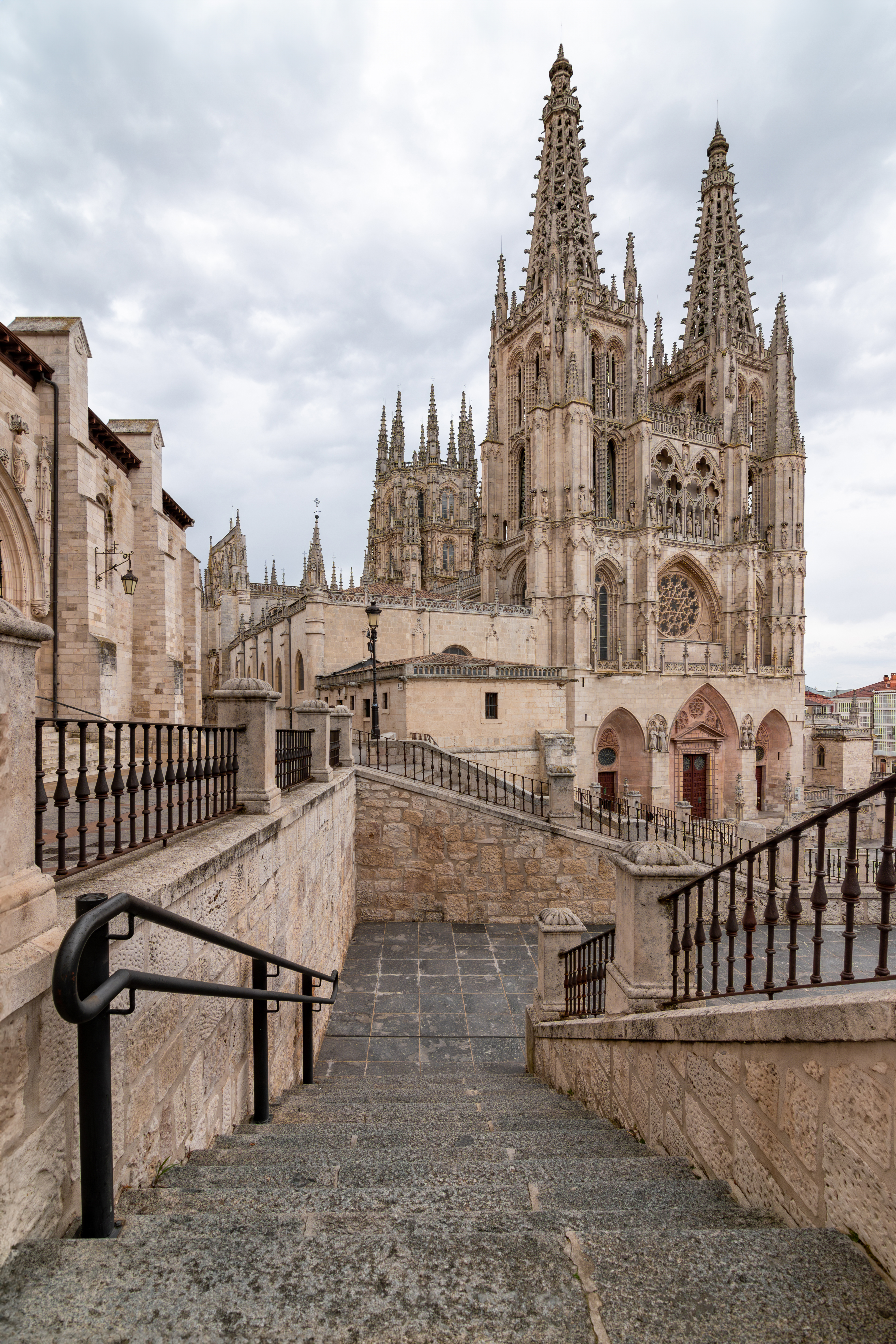
Cathédrale Sainte-Marie de Burgos.
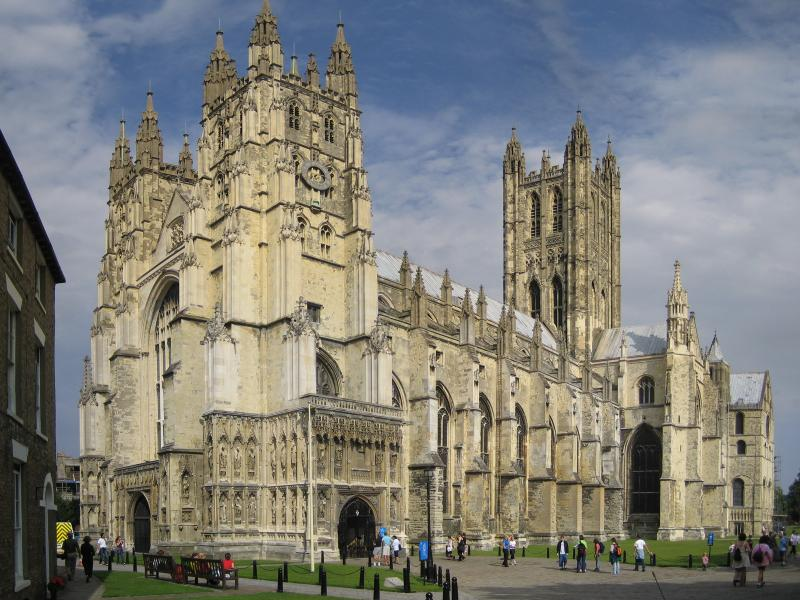
Cathédrale de Canterbury.
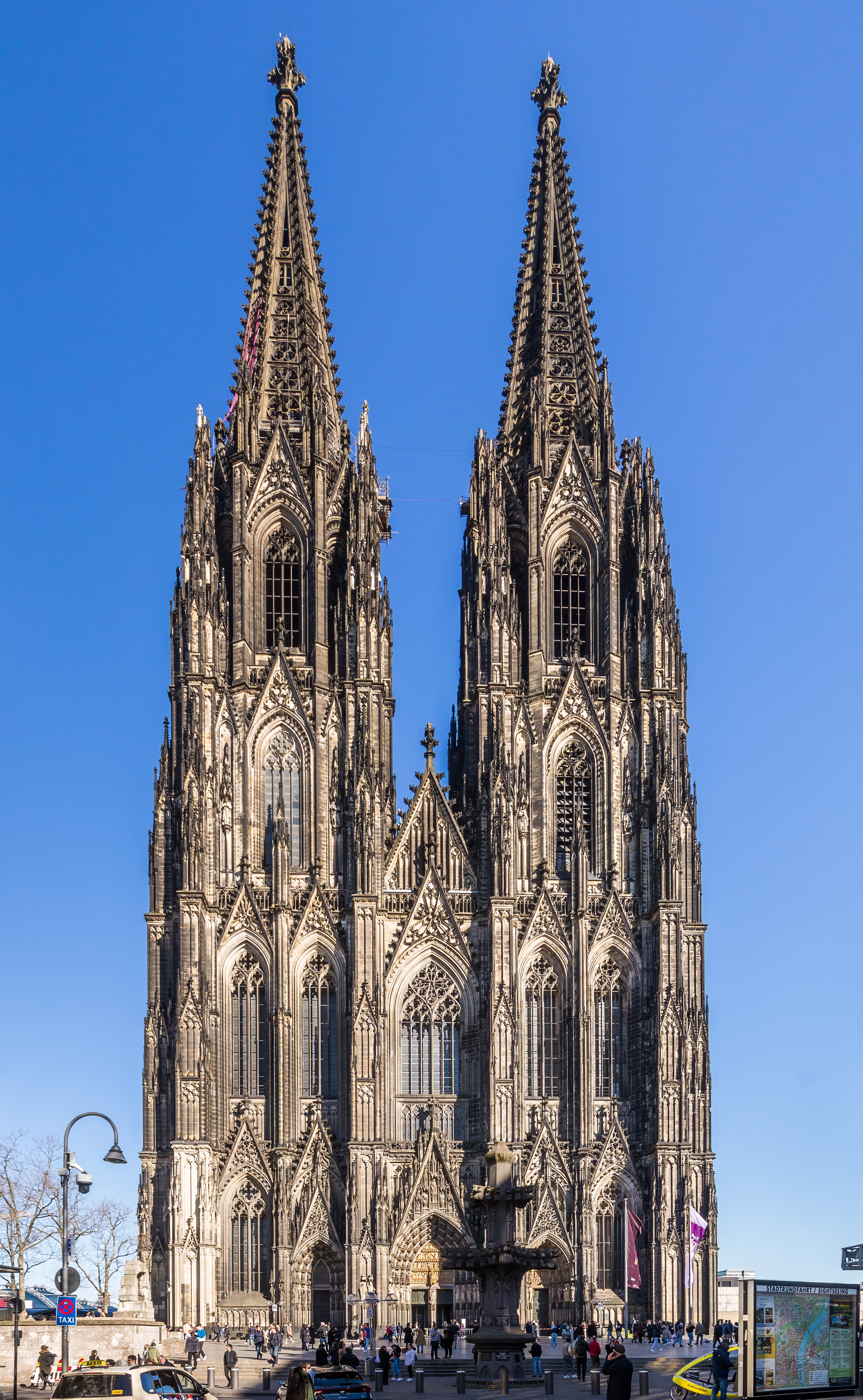
Cathédrale de Cologne.
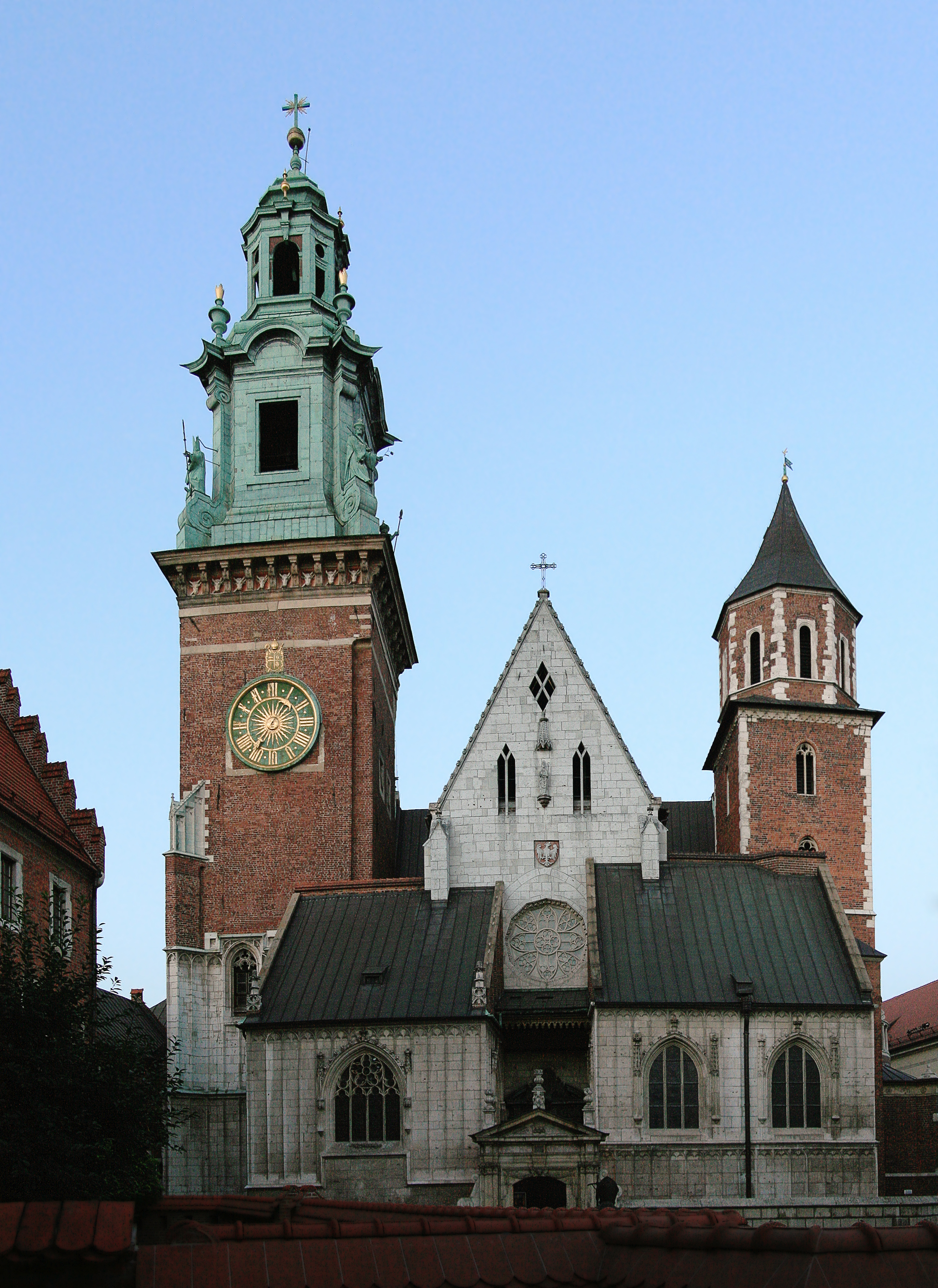
Cathédrale du Wawel de Cracovie.
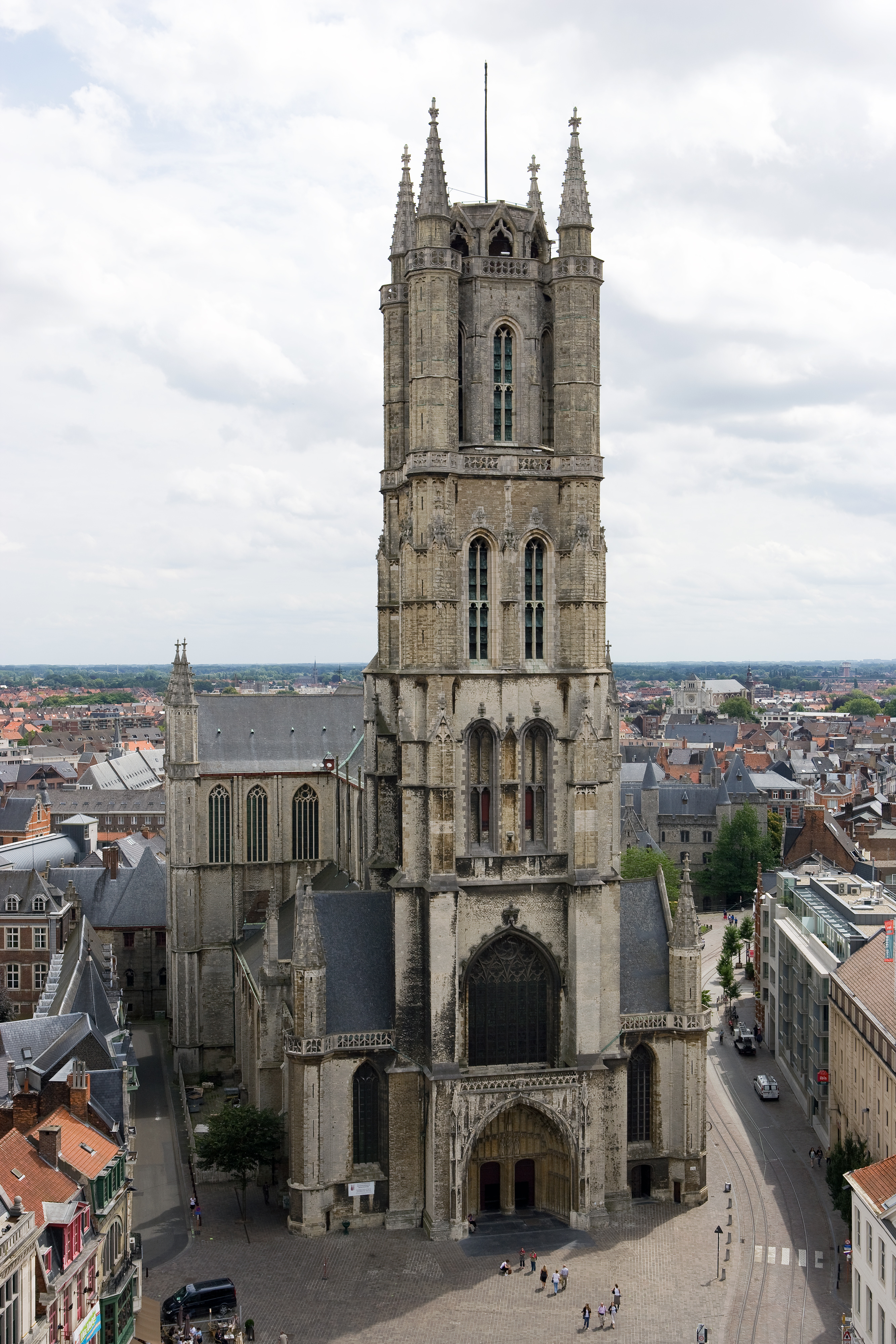
Cathédrale Saint-Bavon de Gand.
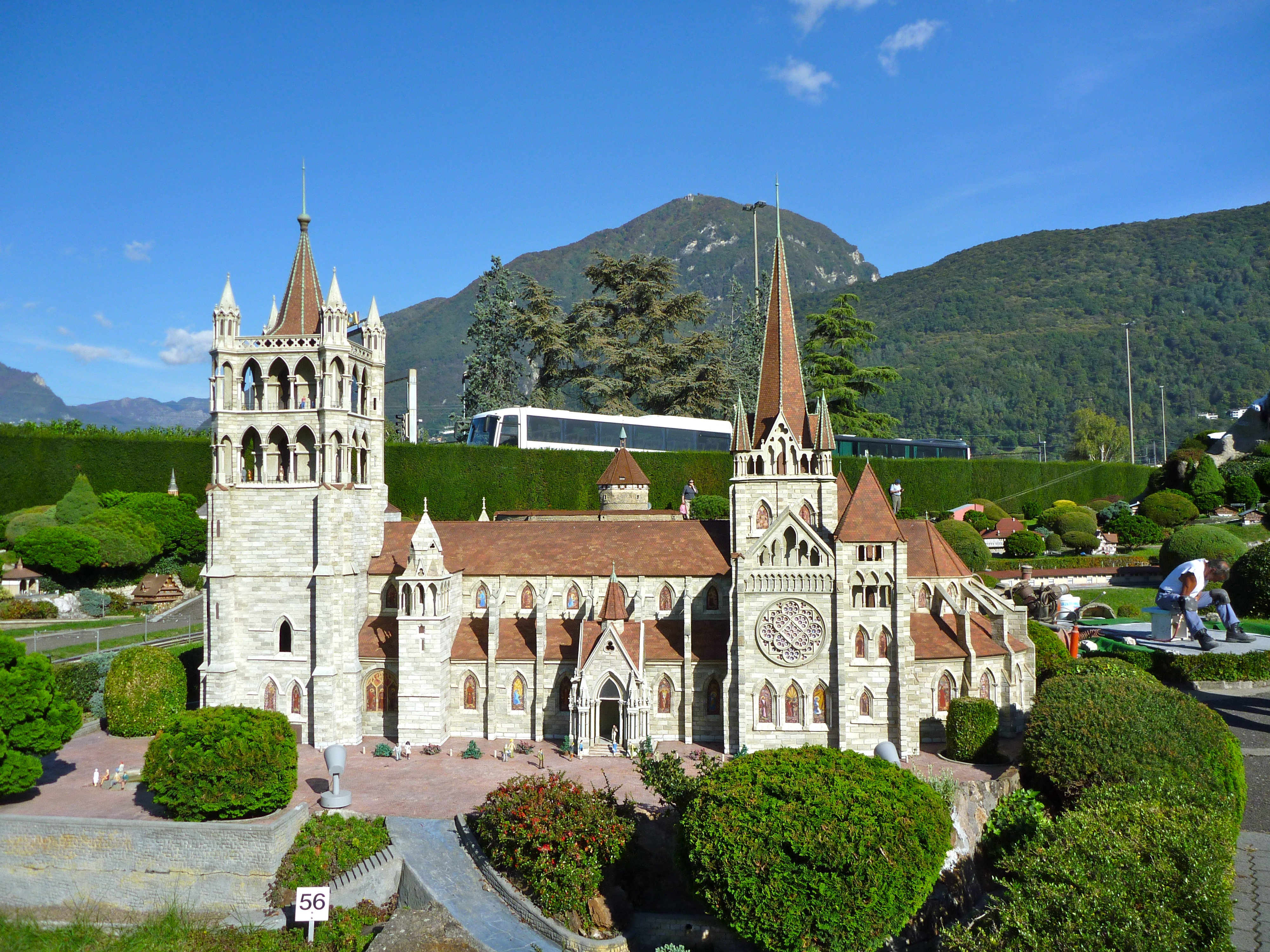
Cathédrale de Lausanne.
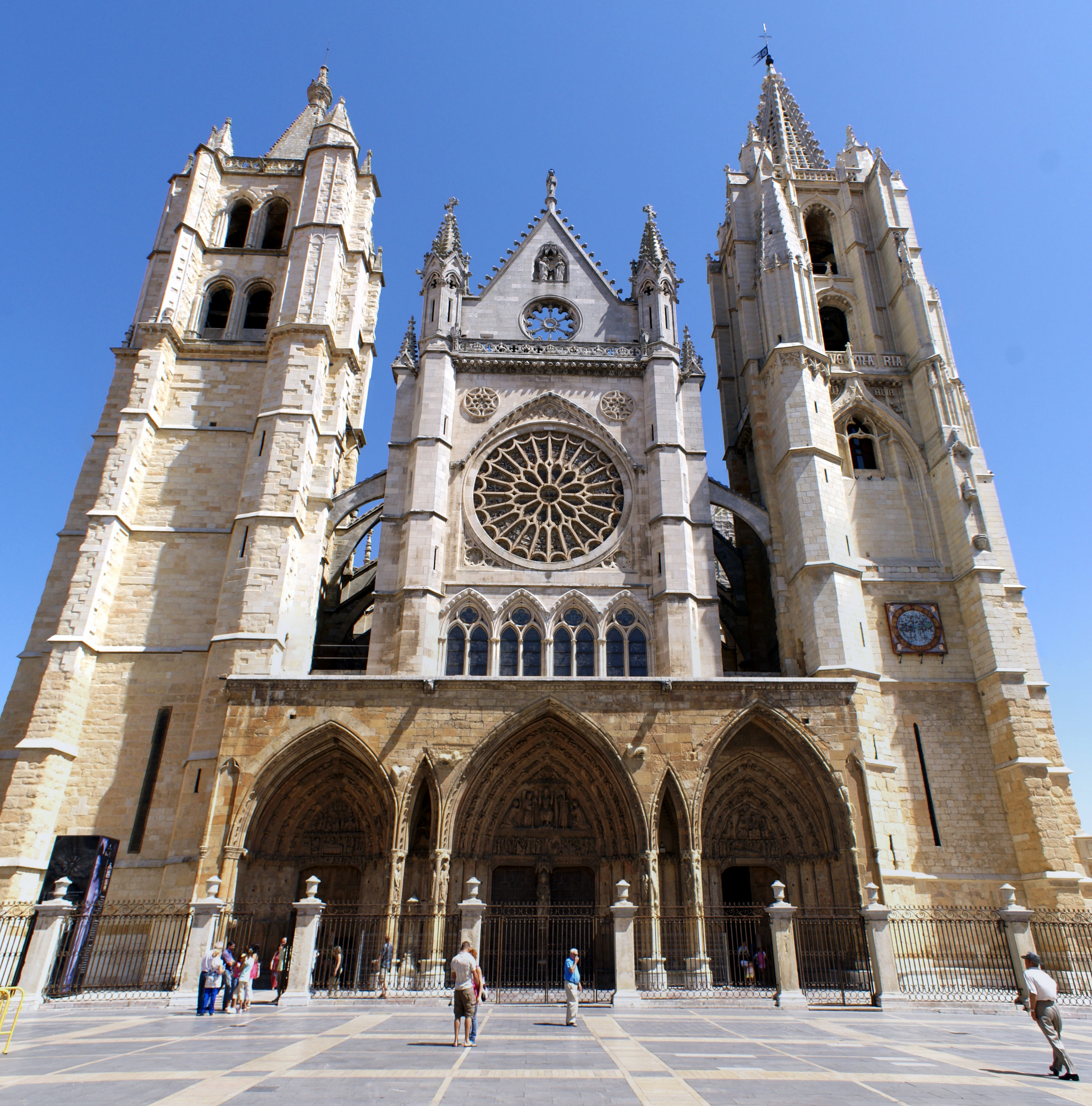
Cathédrale de León (Espagne).
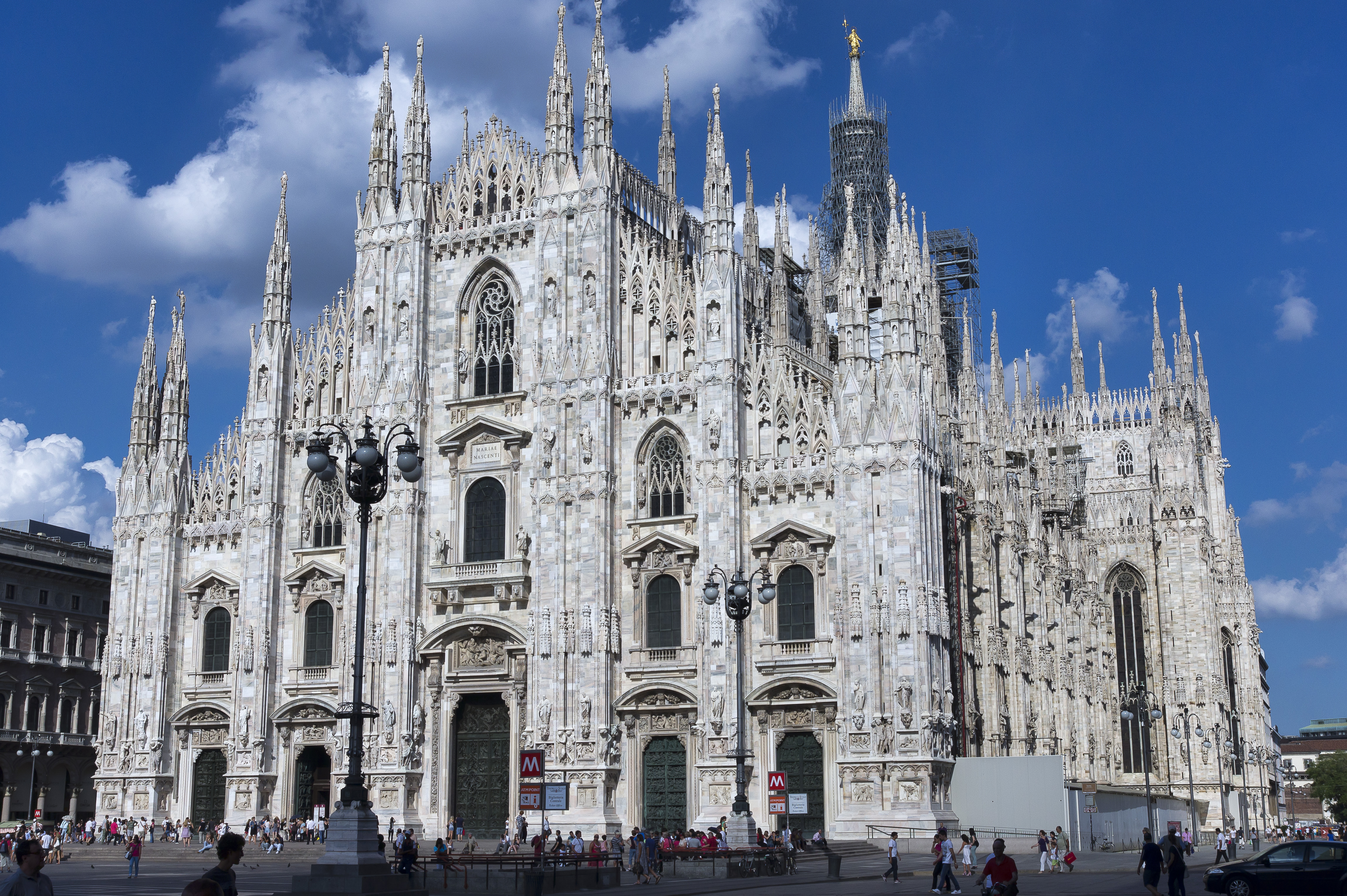
Cathédrale de la Nativité-de-la-Sainte-Vierge de Milan (Duomo).
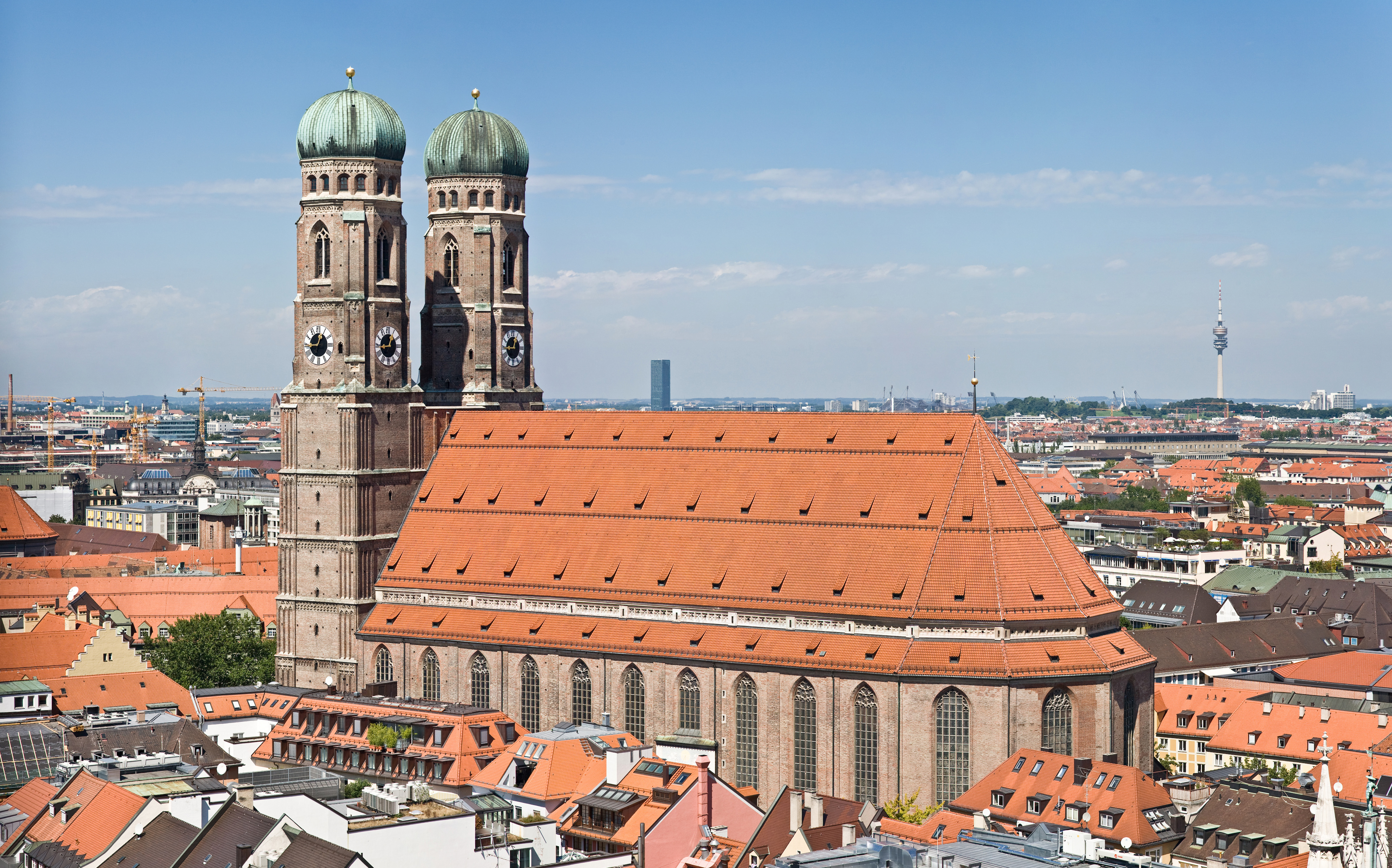
Cathédrale Notre-Dame de Munich Frauenkirche.
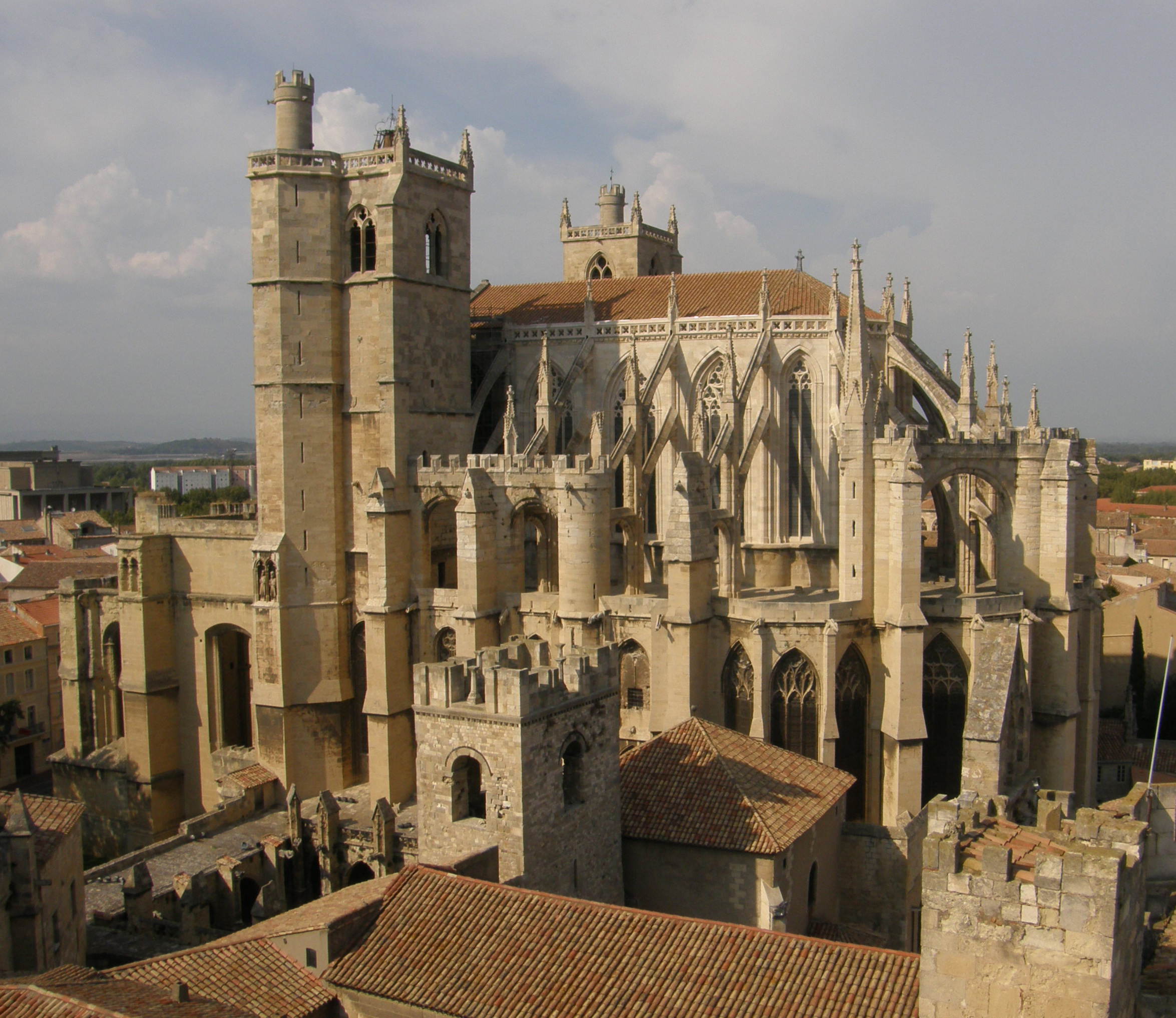
Cathédrale Saint-Just-et-Saint-Pasteur de Narbonne.
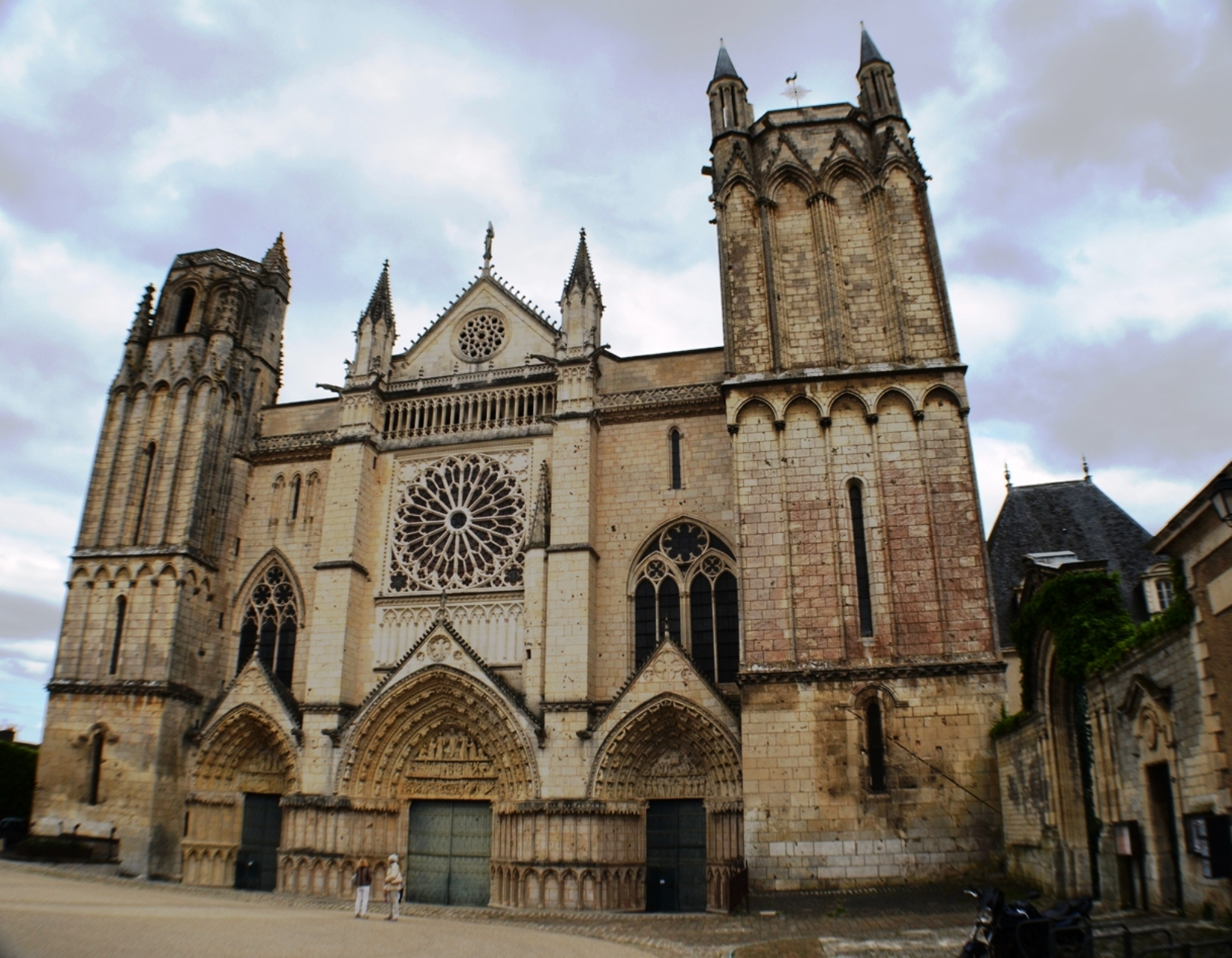
Cathédrale Saint-Pierre de Poitiers (France).
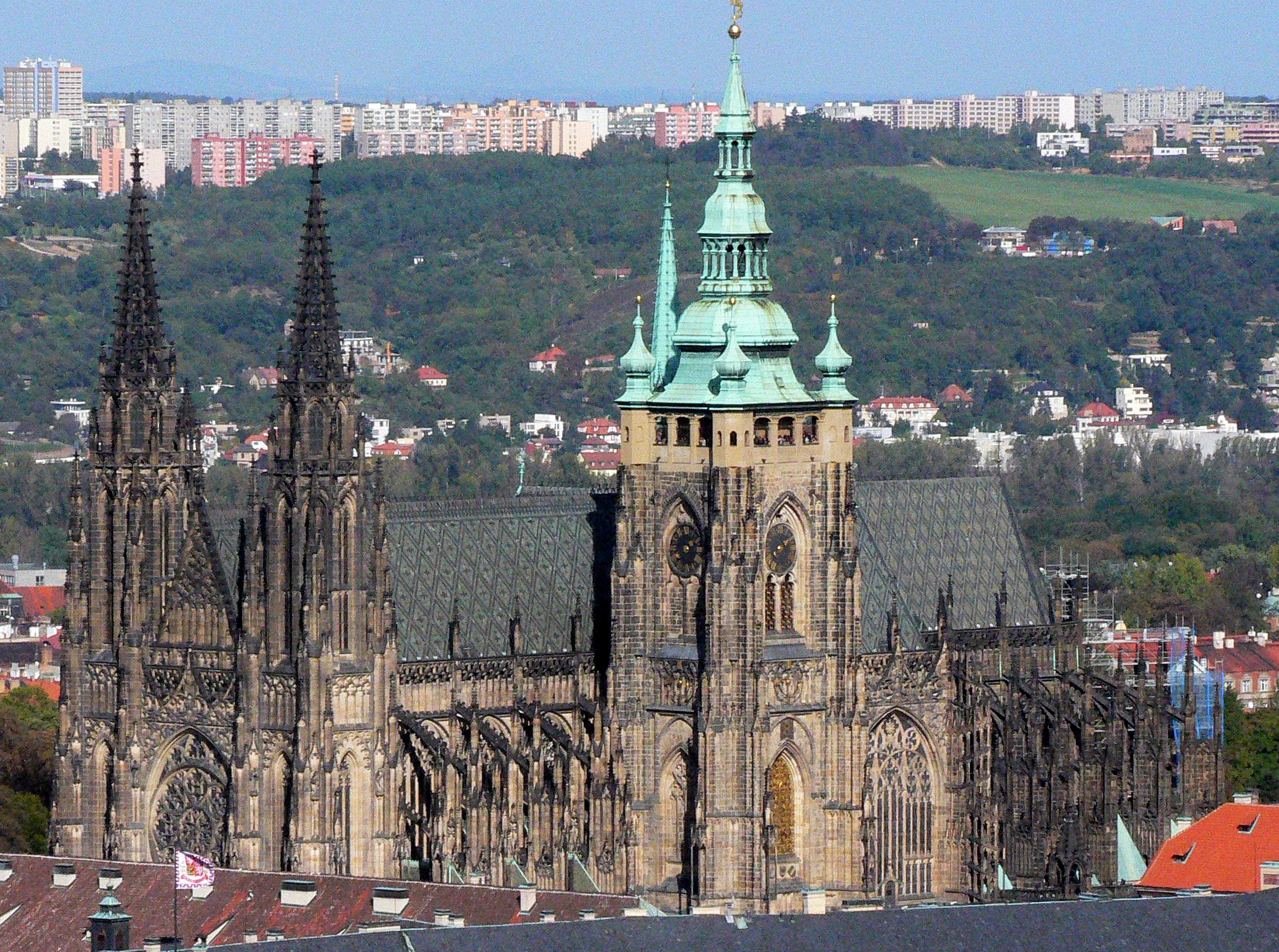
Cathédrale Saint-Guy de Prague.
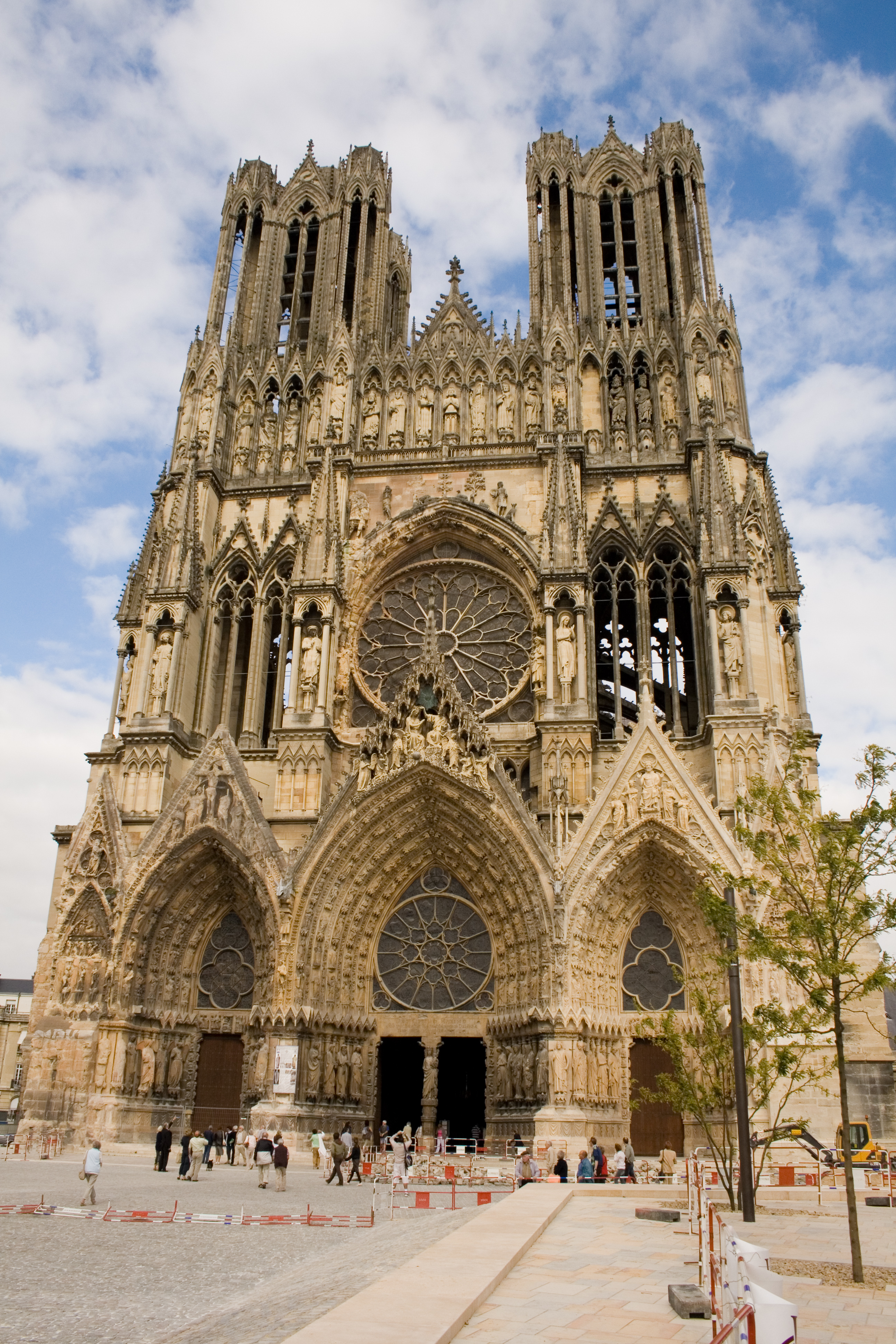
Cathédrale Notre-Dame de Reims.
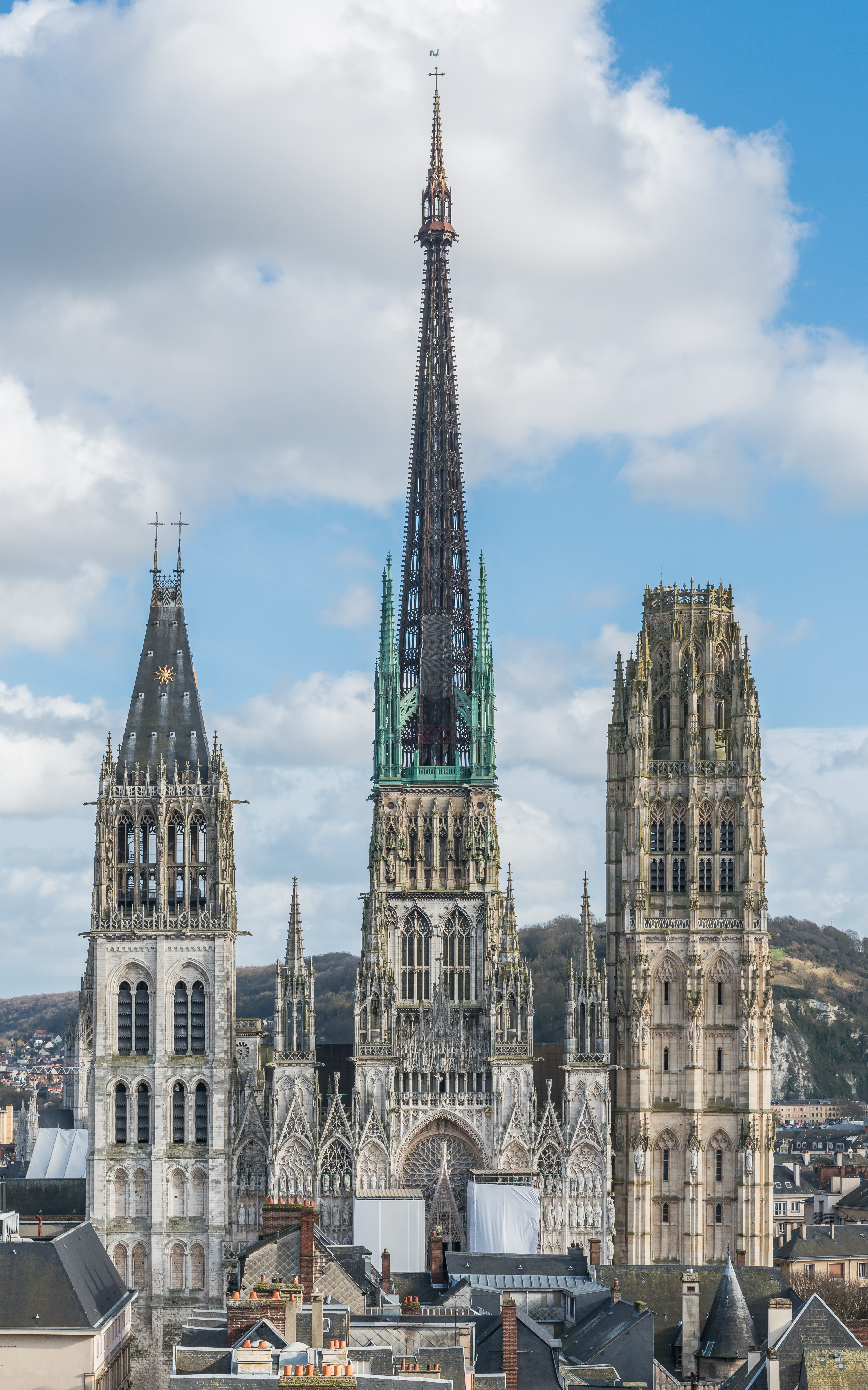
Cathédrale Notre-Dame de Rouen.
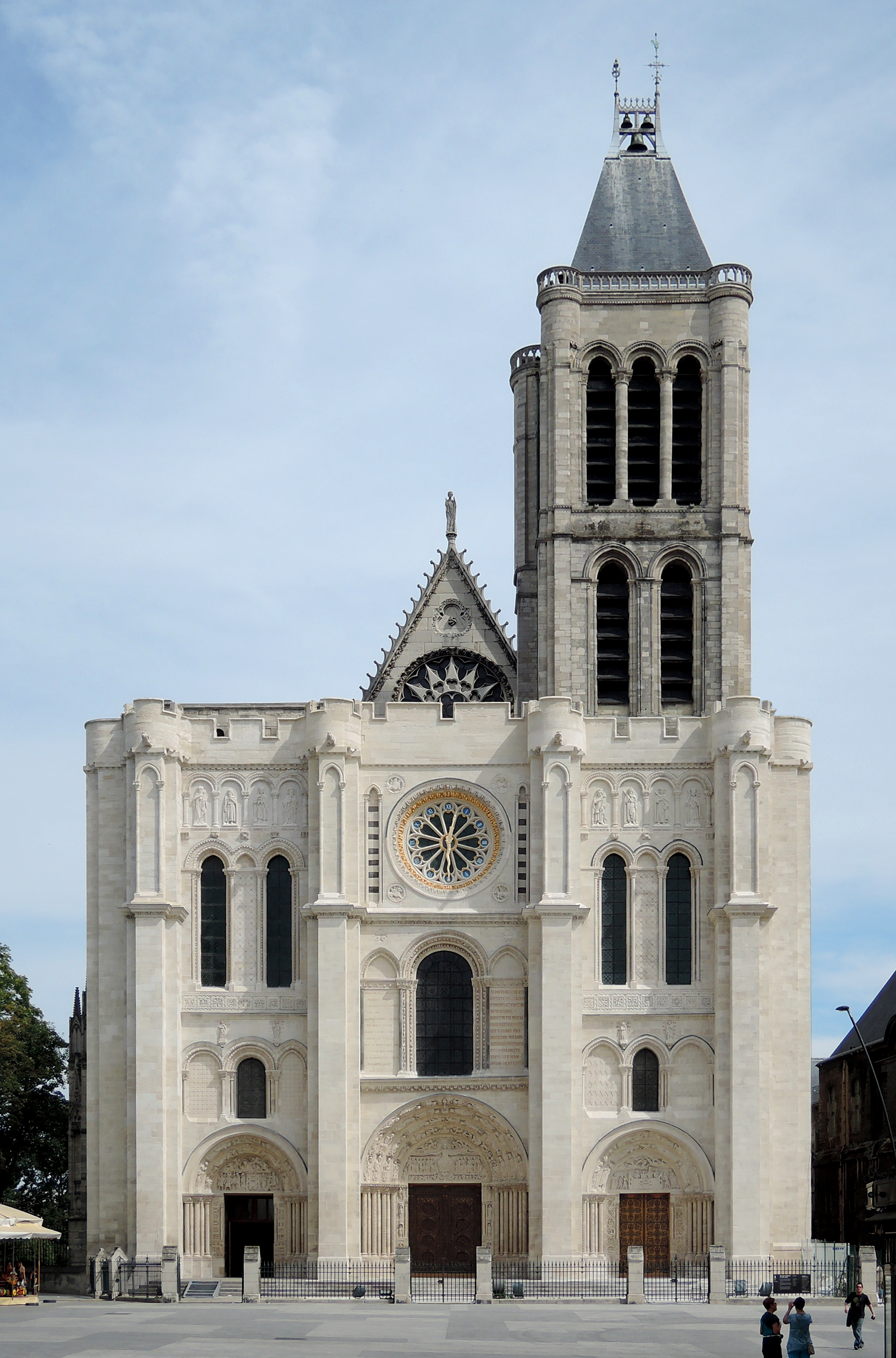
Cathédrale de Saint-Denis.
Cathédrale Saint-Étienne de Sens.
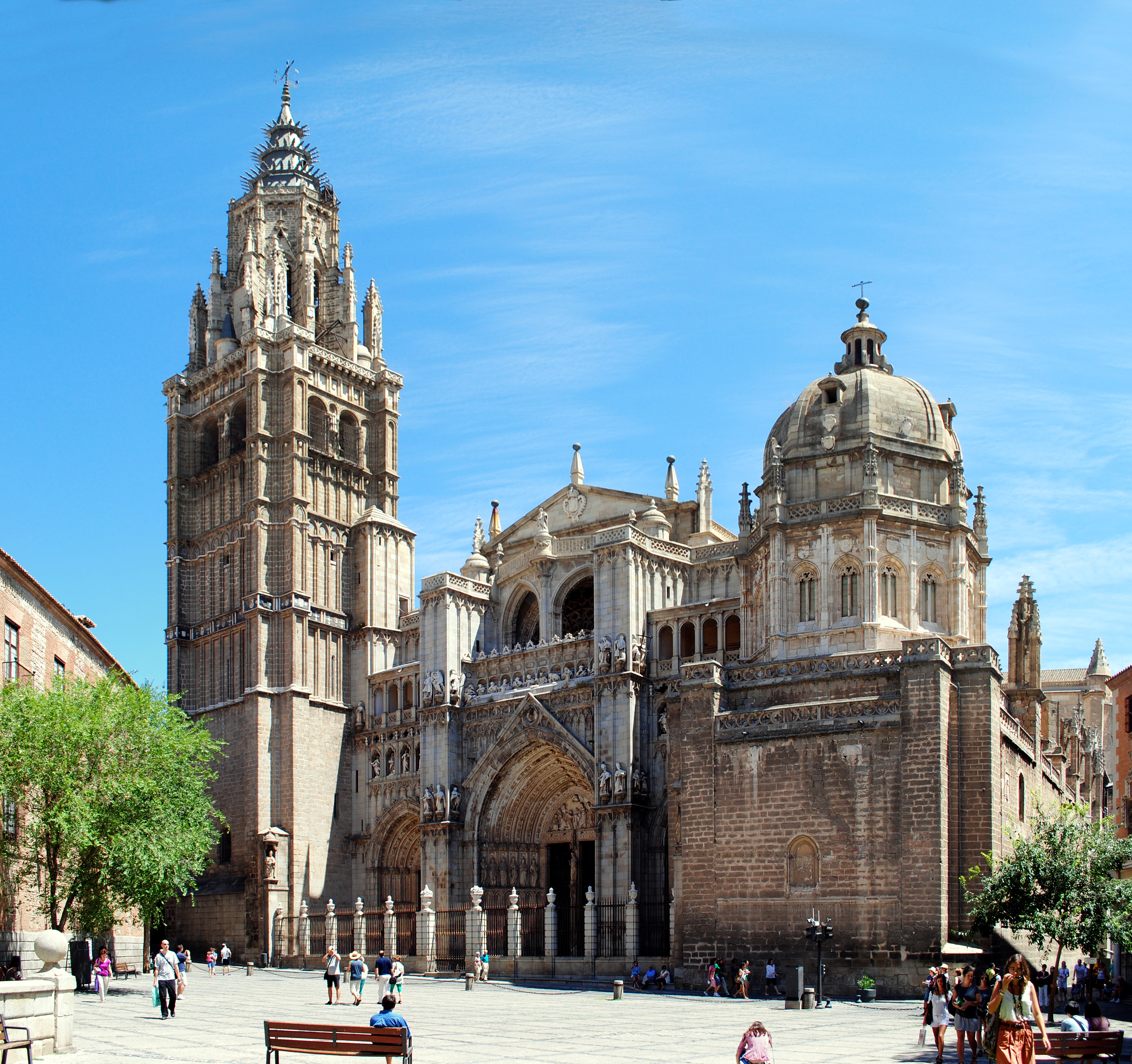
Cathédrale Sainte-Marie de Tolède.
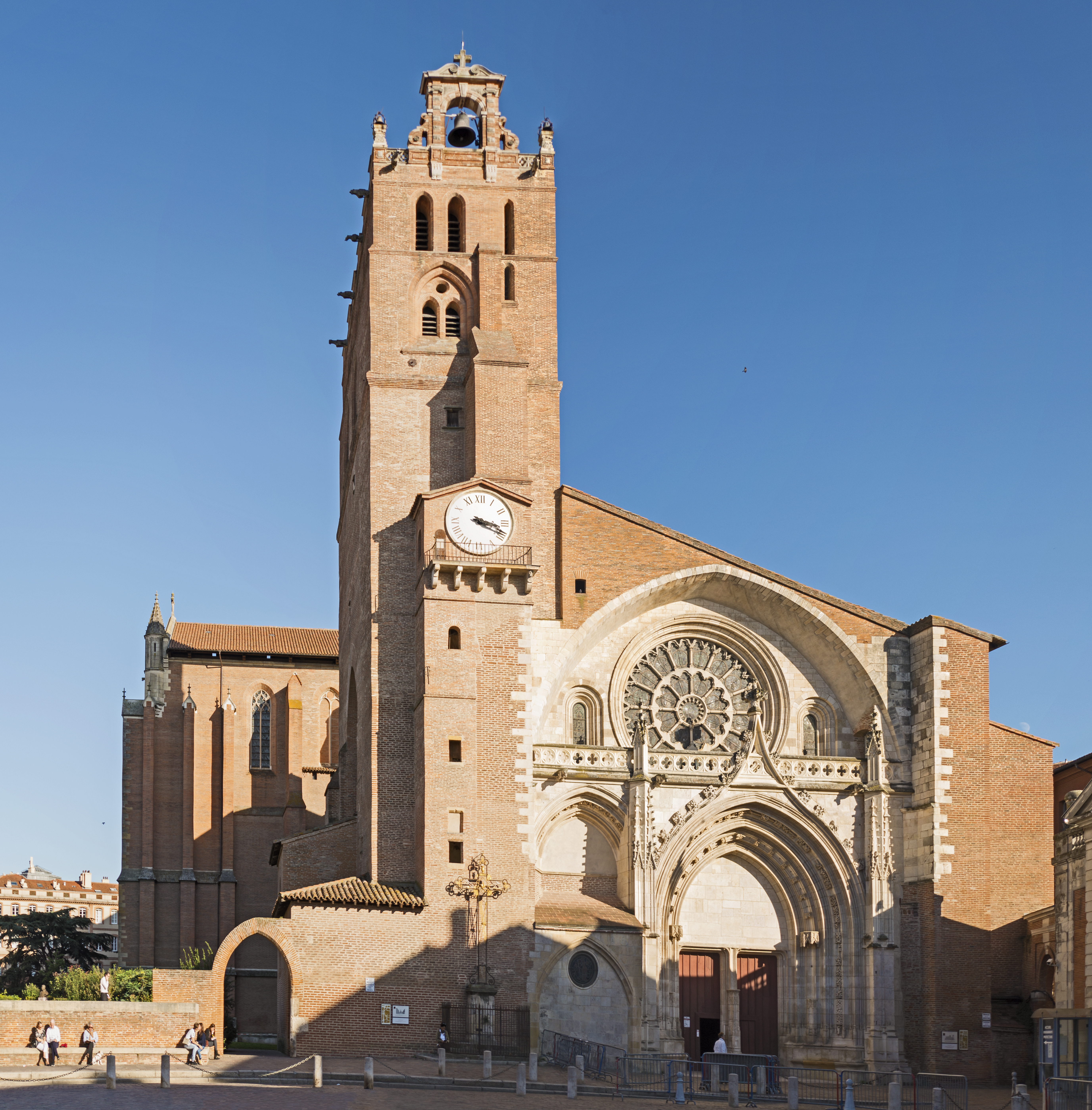
Cathédrale Saint-Étienne de Toulouse.
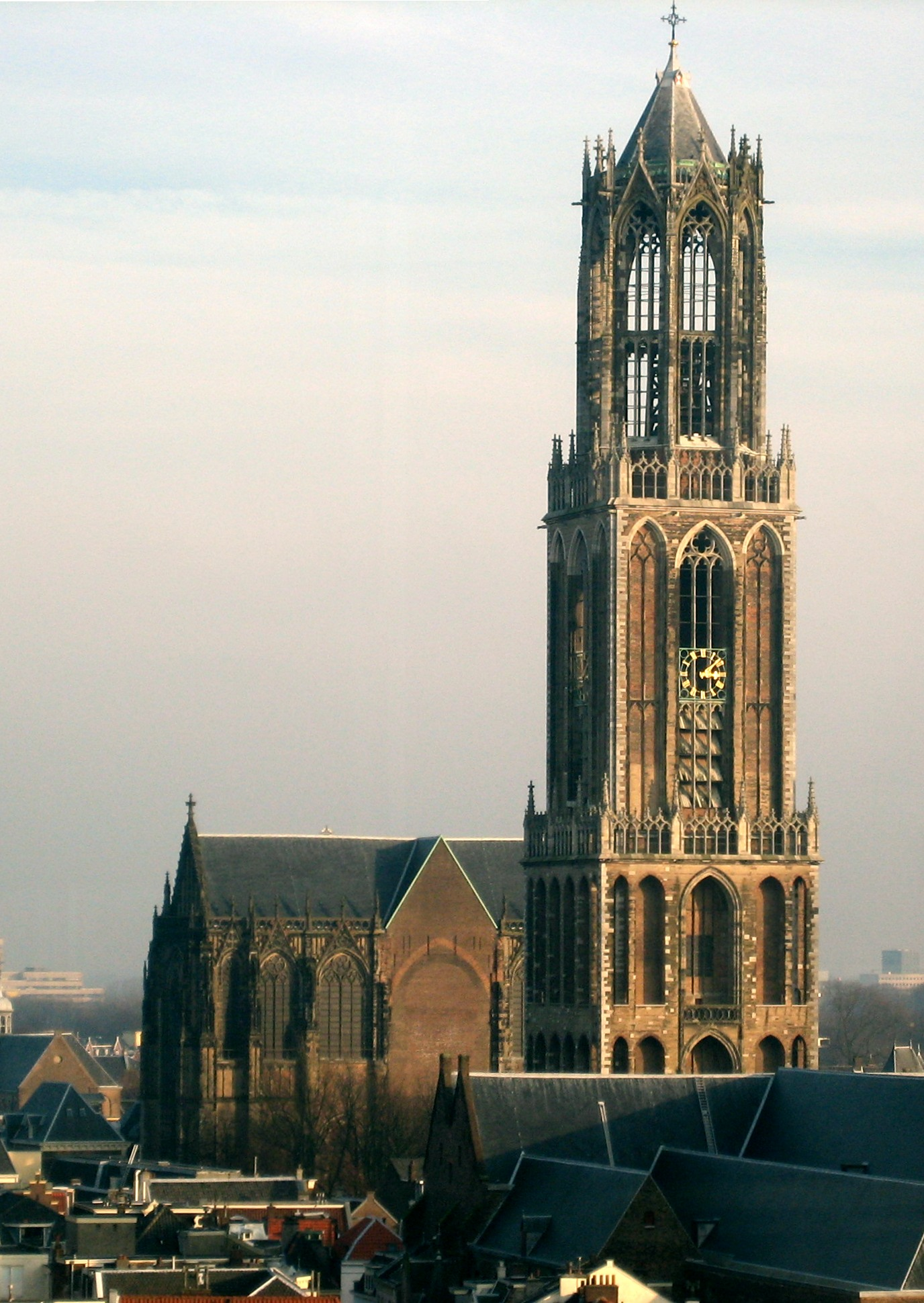
Cathédrale Saint-Martin d'Utrecht (Pays-Bas).
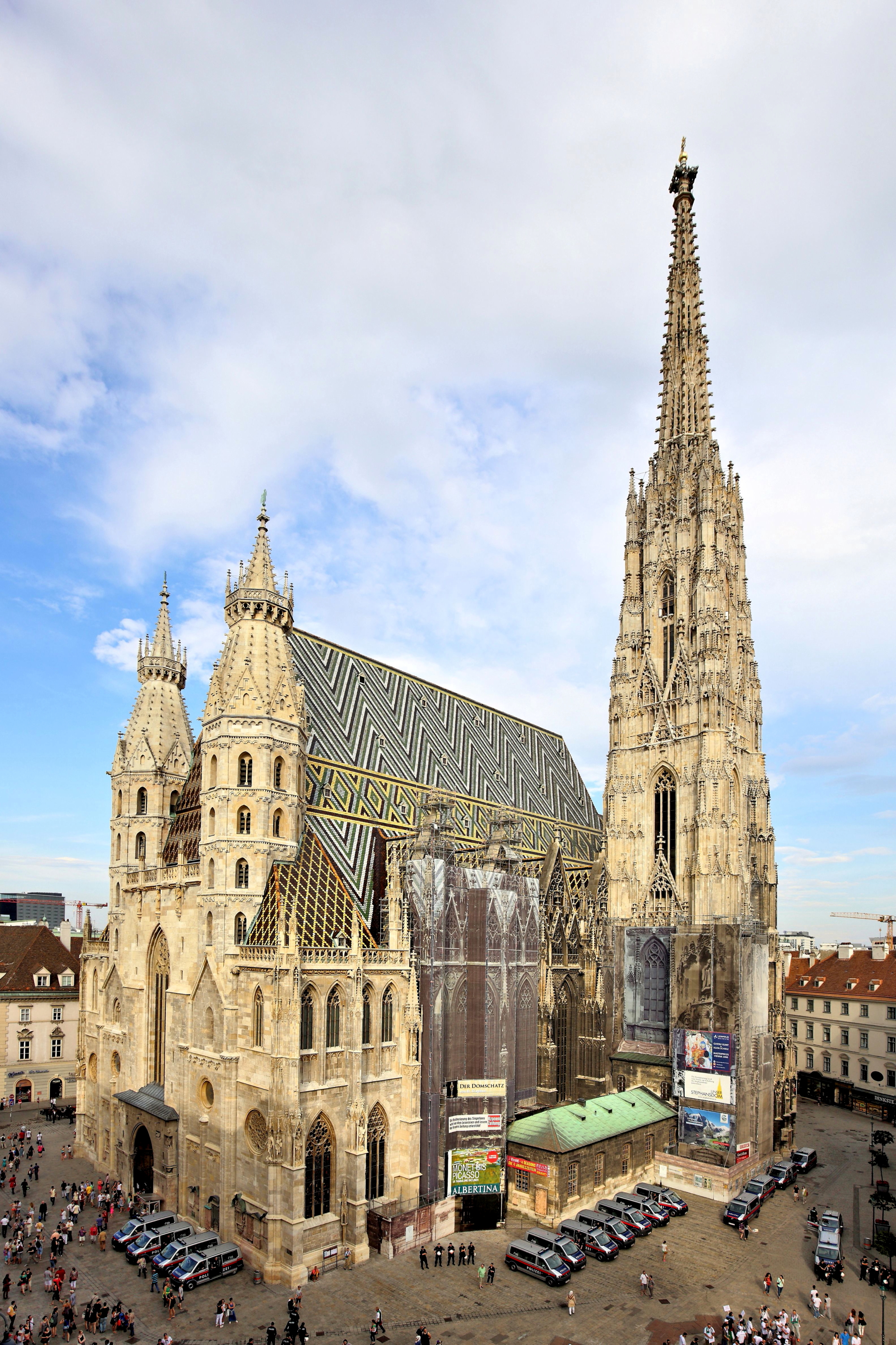
Cathédrale Saint-Étienne de Vienne (Autriche).
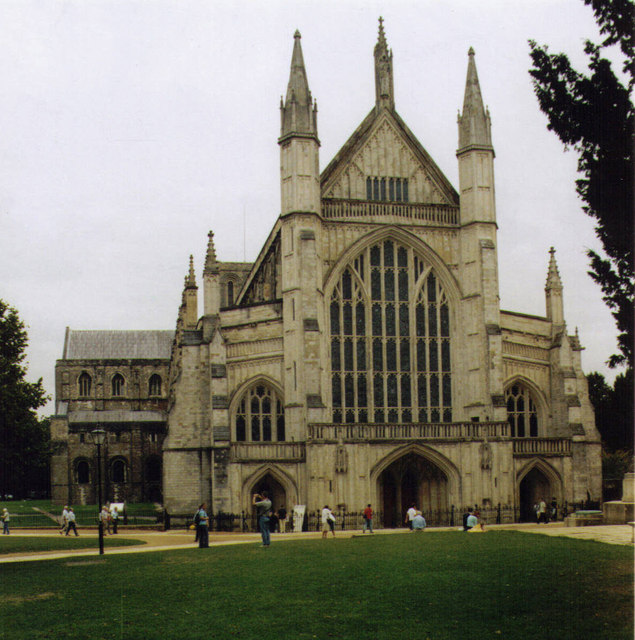
Cathédrale de Winchester.
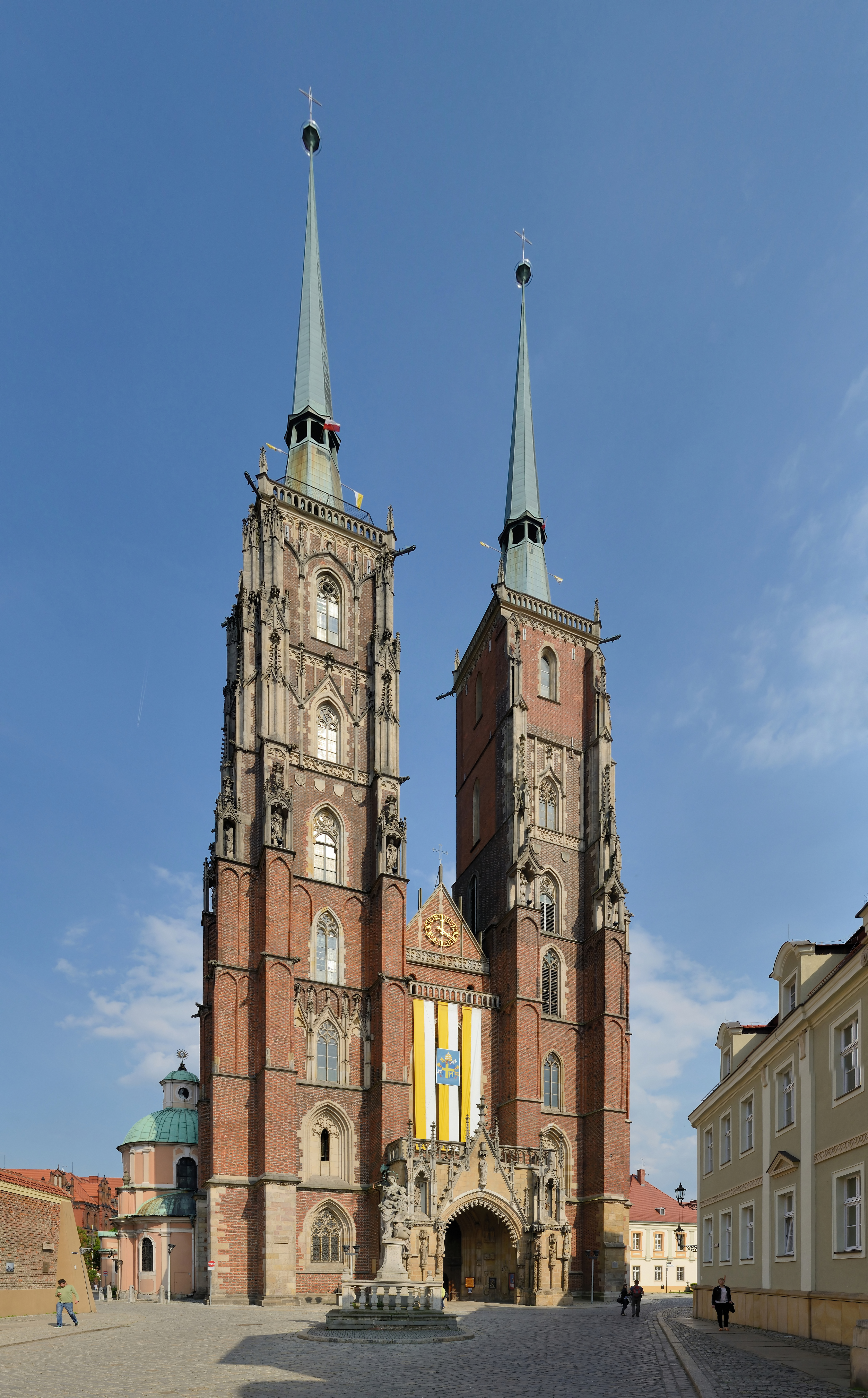
Cathédrale de Wrocław (Pologne).
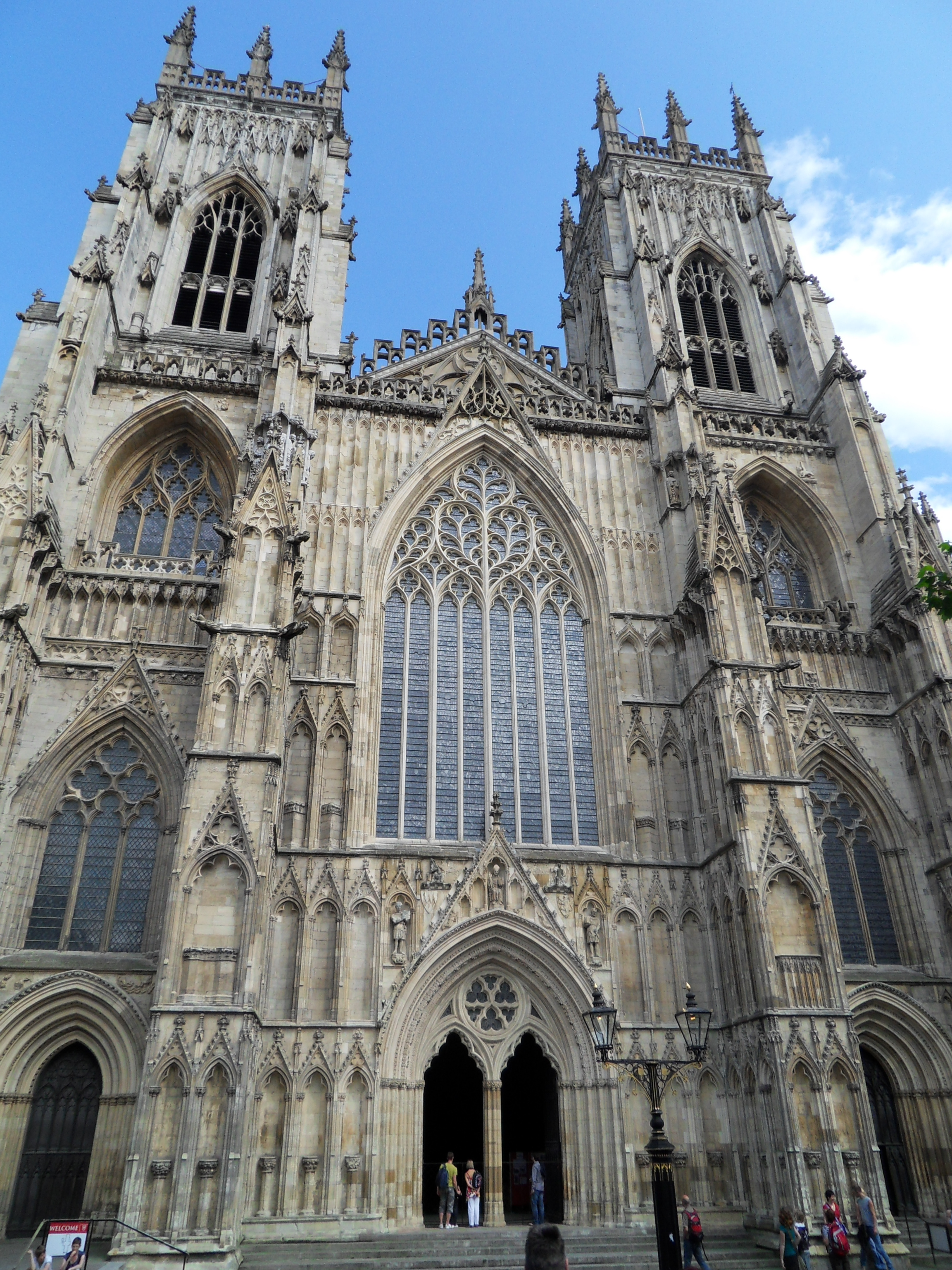
Cathédrale d'York.

#### Cathédrales classiques ou néo-classiques

Cathédrale luthérienne d'Helsinki.
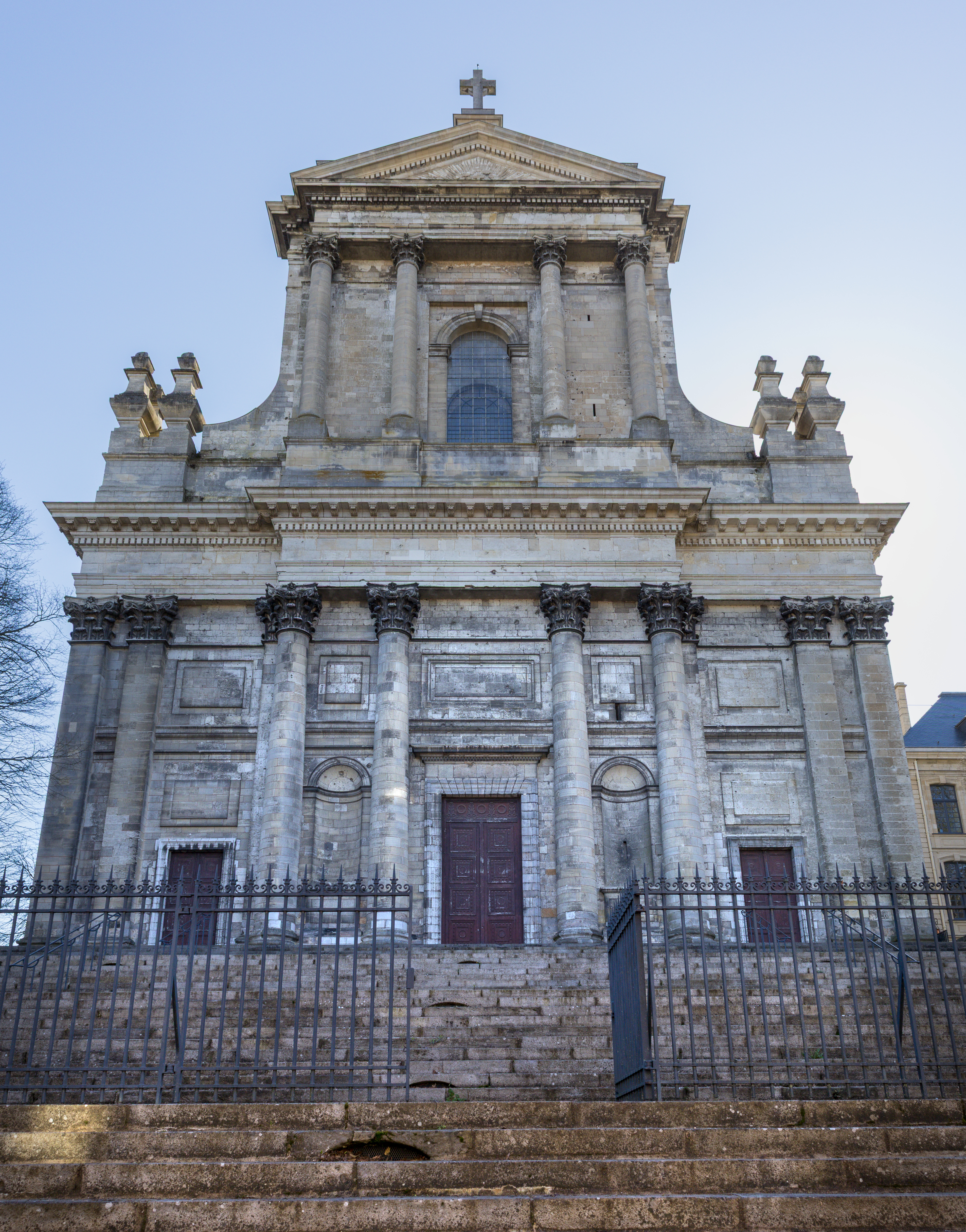
Cathédrale Notre-Dame-et-Saint-Vaast d'Arras.
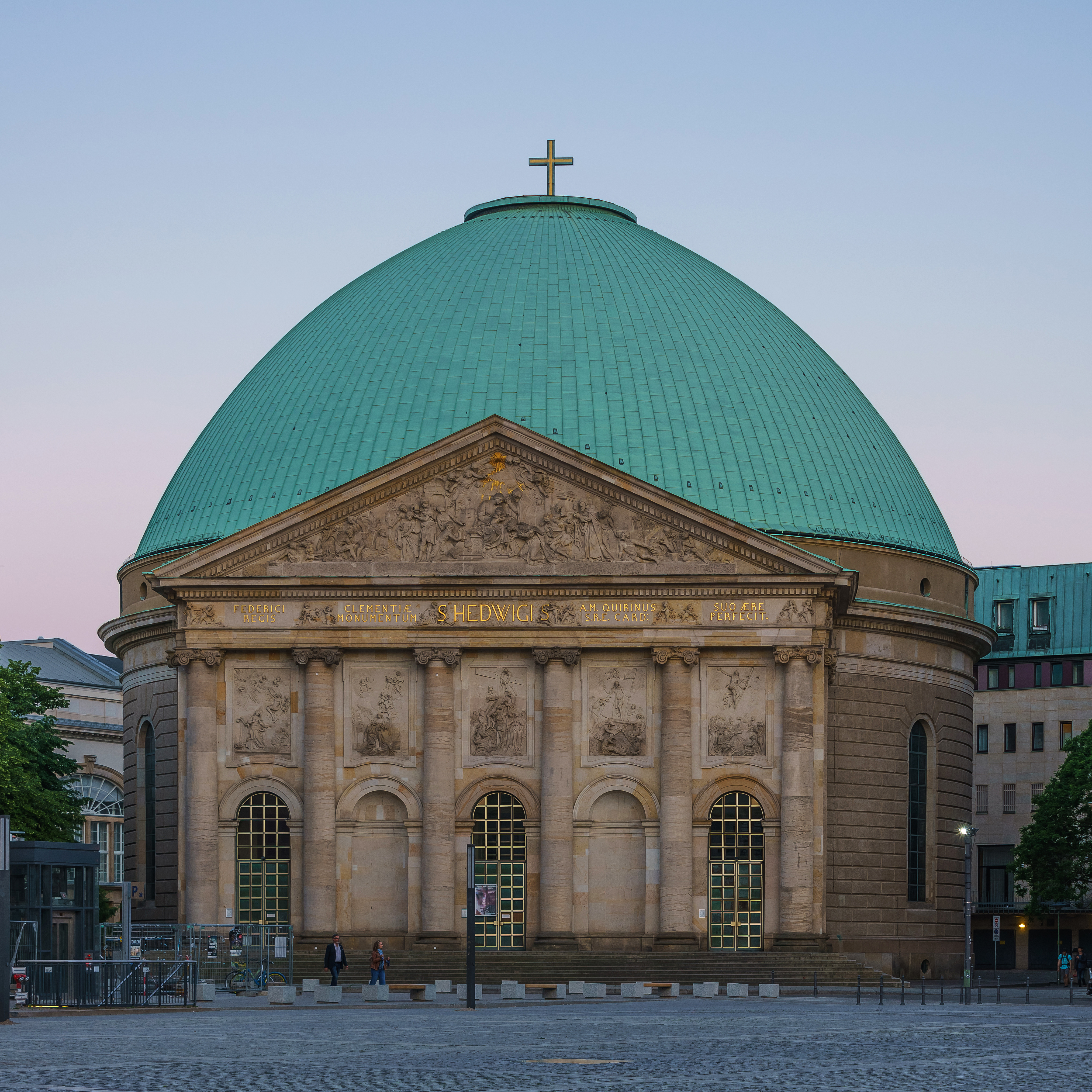
Cathédrale Sainte-Edwige de Berlin.
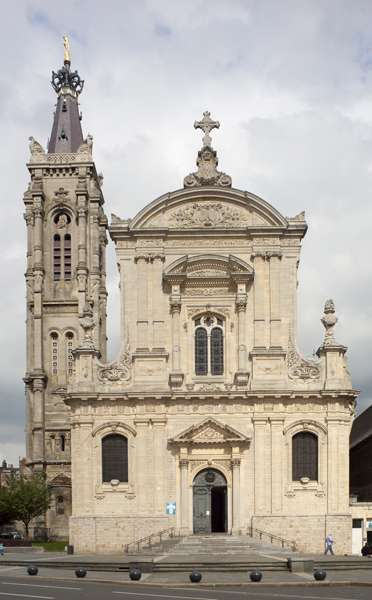
Cathédrale Notre-Dame-de-Grâce de Cambrai.
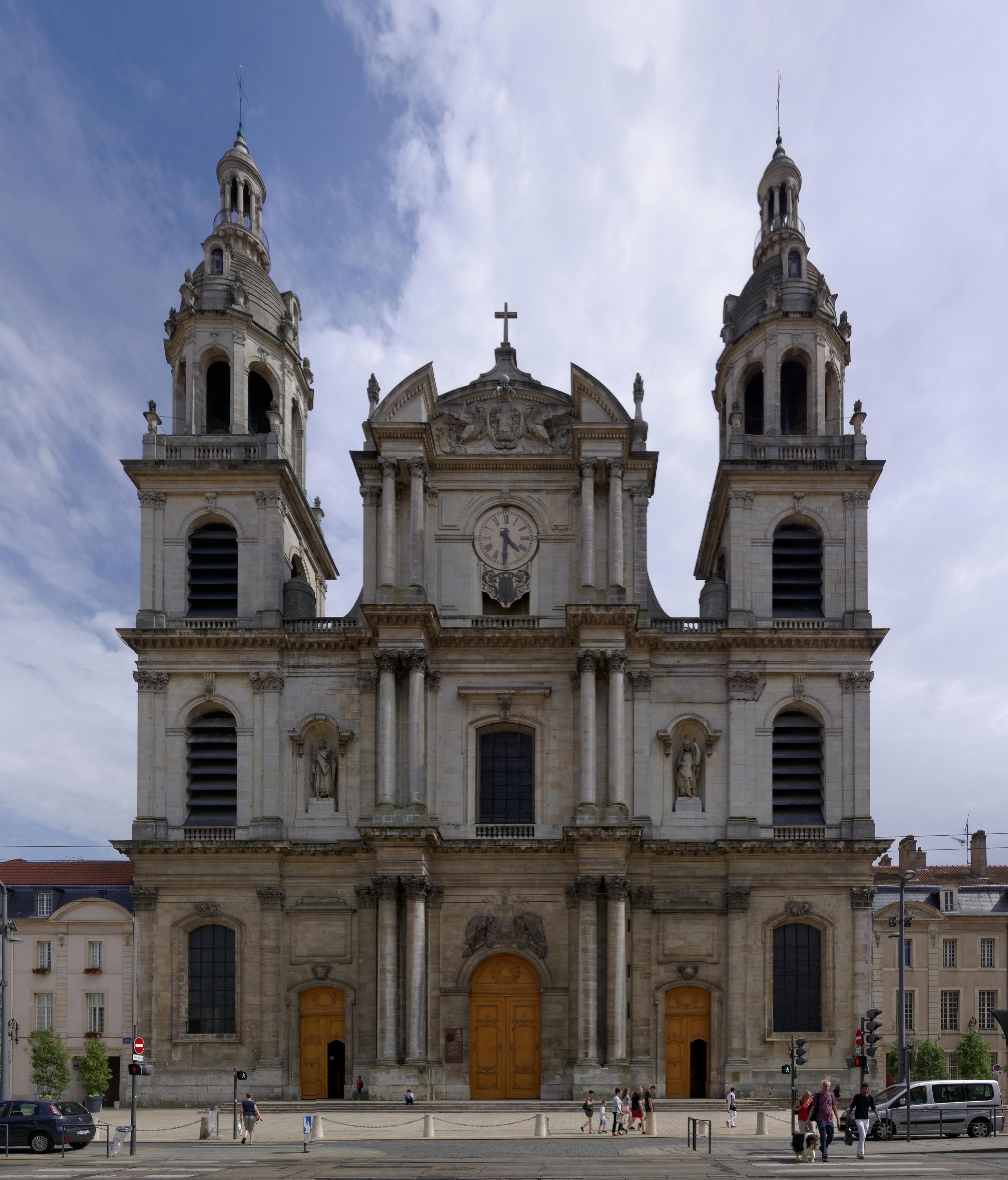
Cathédrale Notre-Dame-de-l'Annonciation de Nancy.
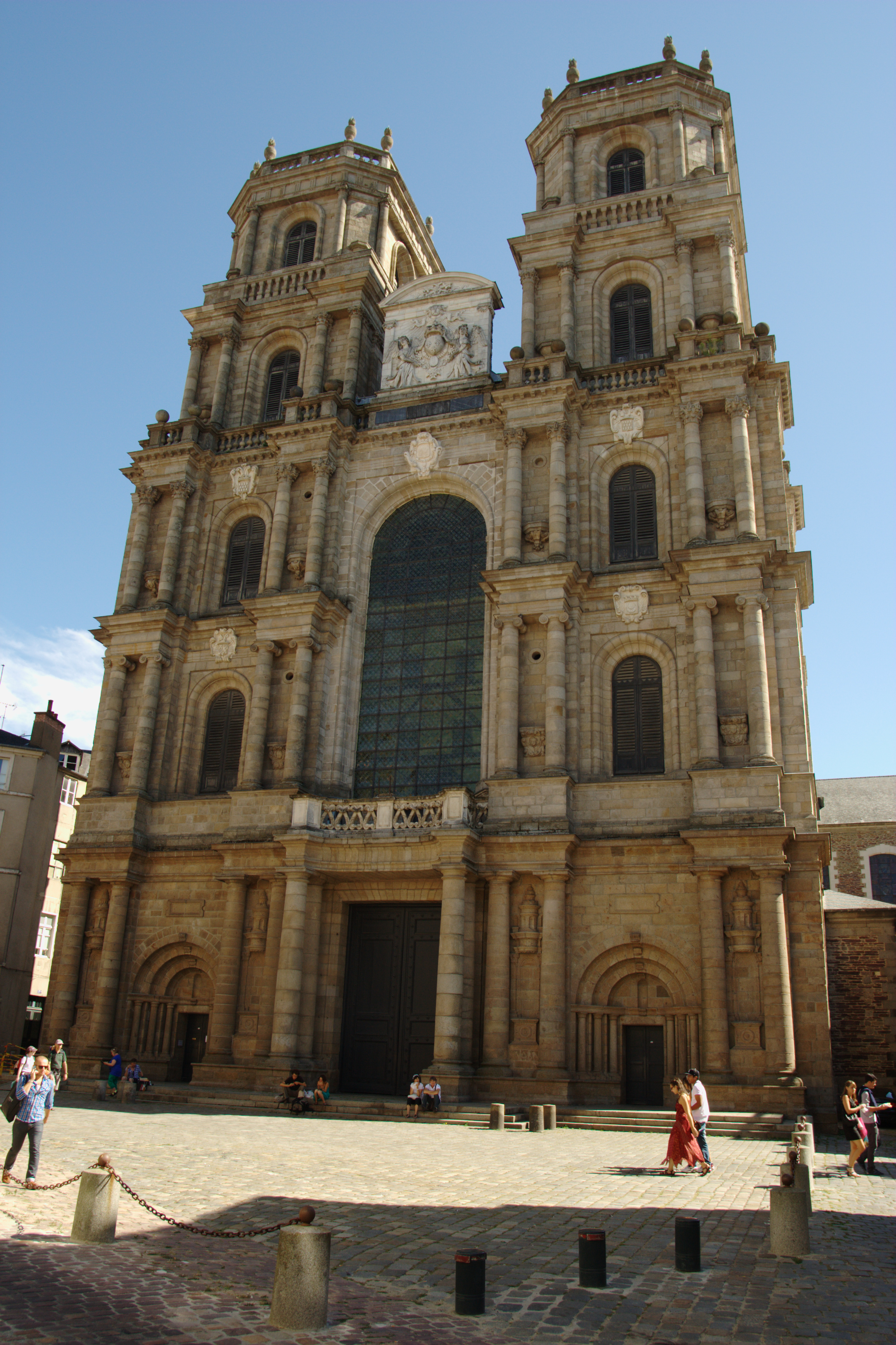
Cathédrale Saint-Pierre de Rennes.
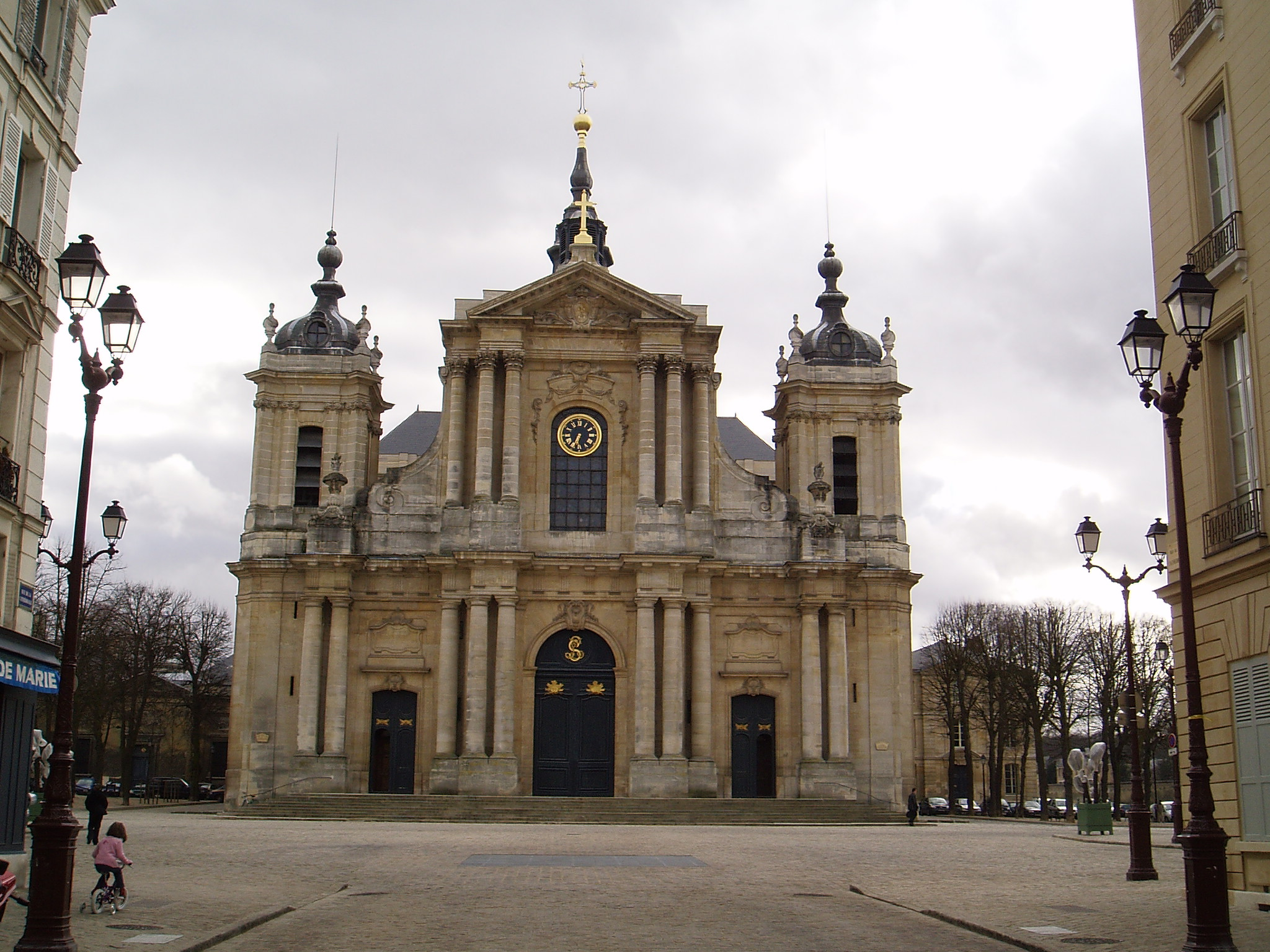
Cathédrale Saint-Louis de Versailles.

#### Cathédrales baroques

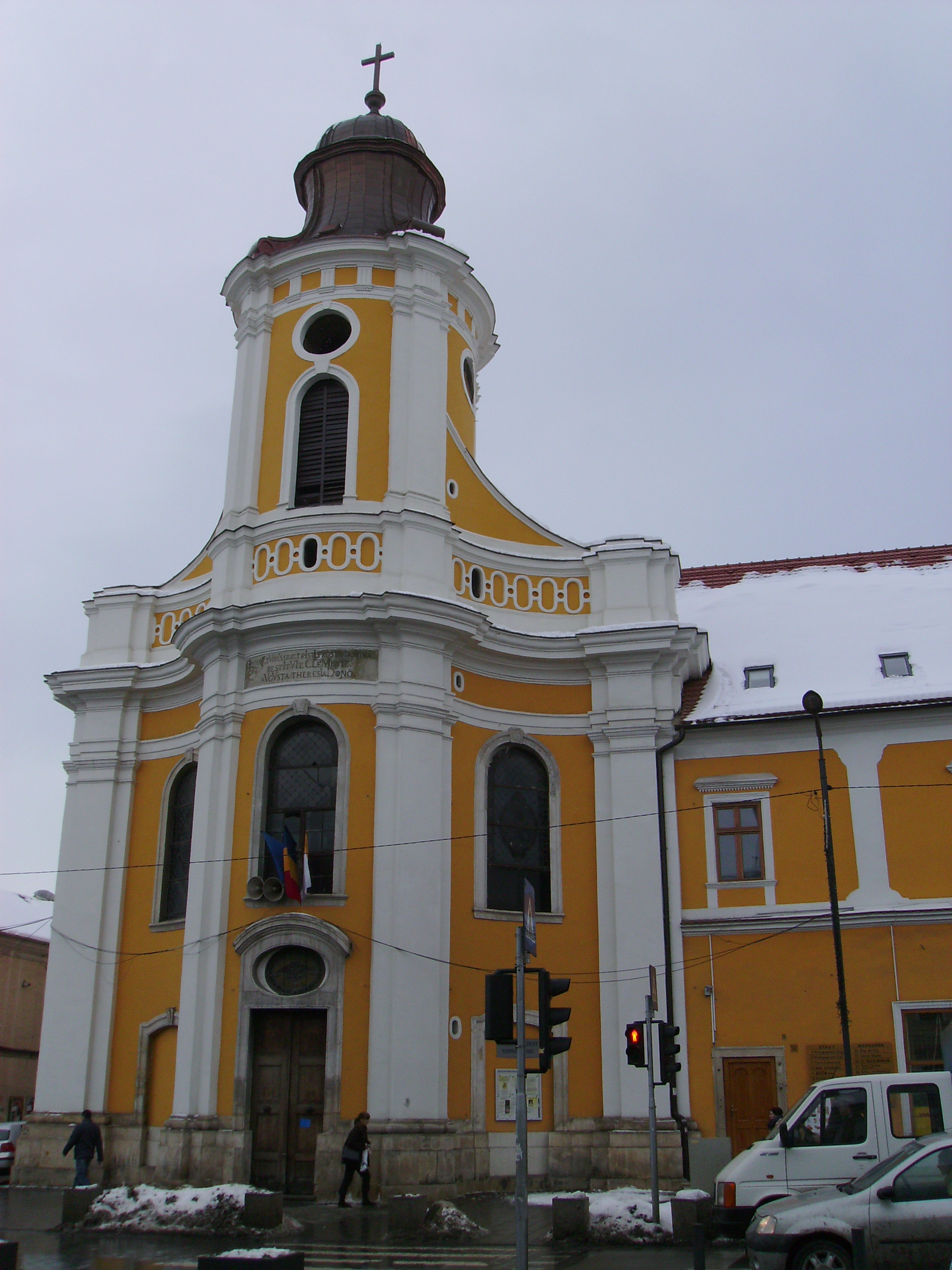
Cathédrale catholique de Cluj (Roumanie).
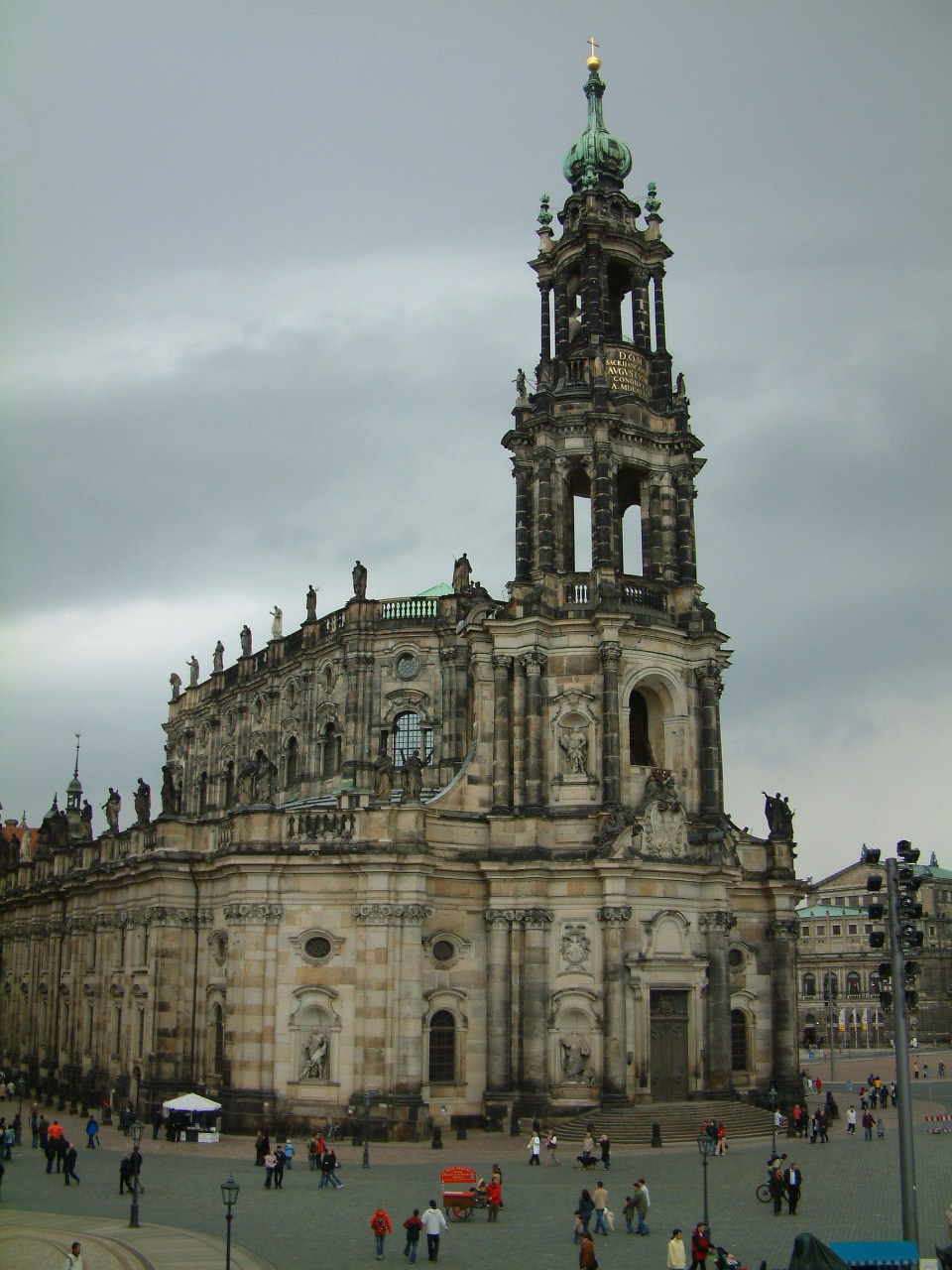
Cathédrale de la Sainte-Trinité de Dresde.
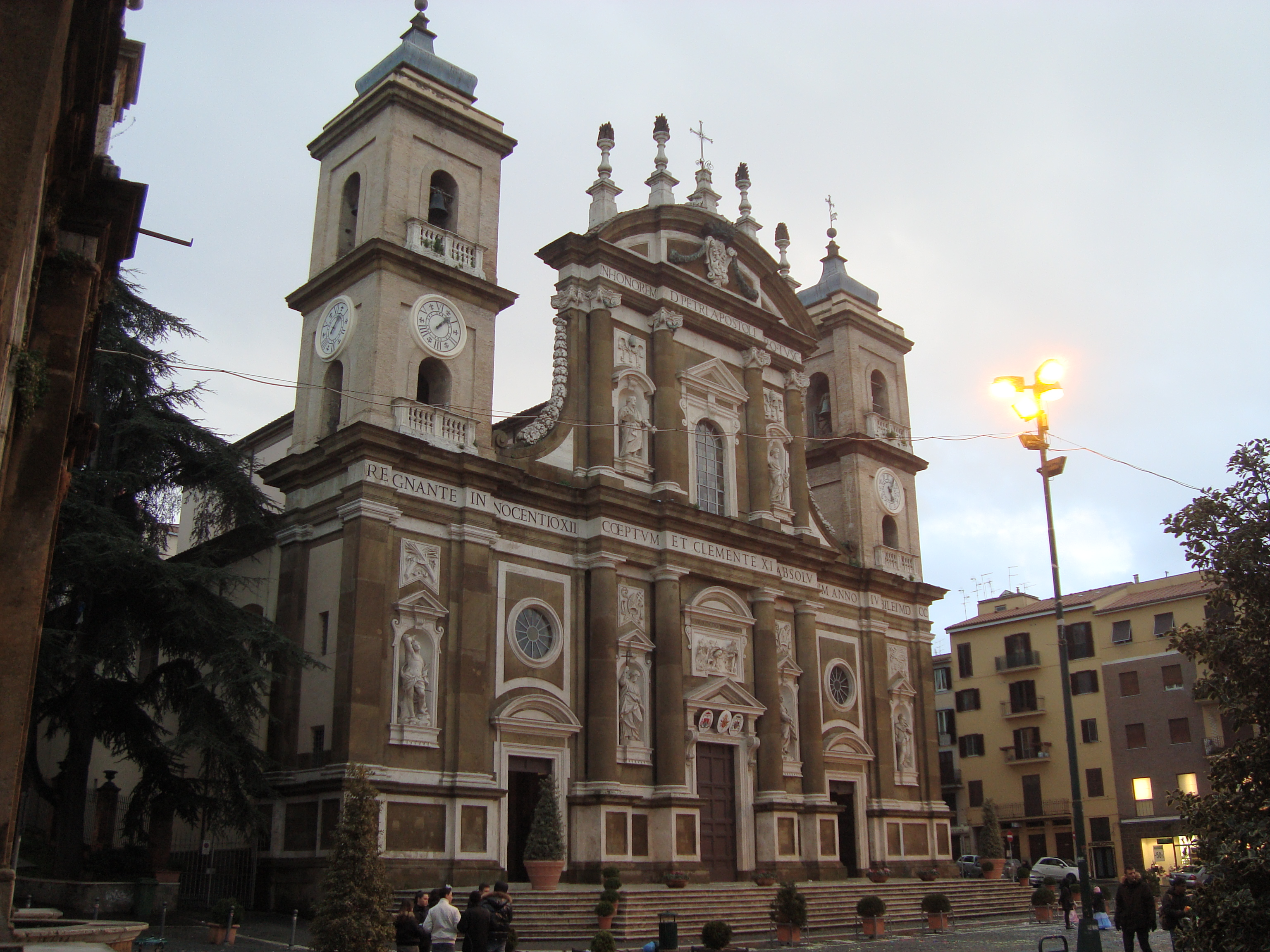
Cathédrale San Pietro de Frascati.
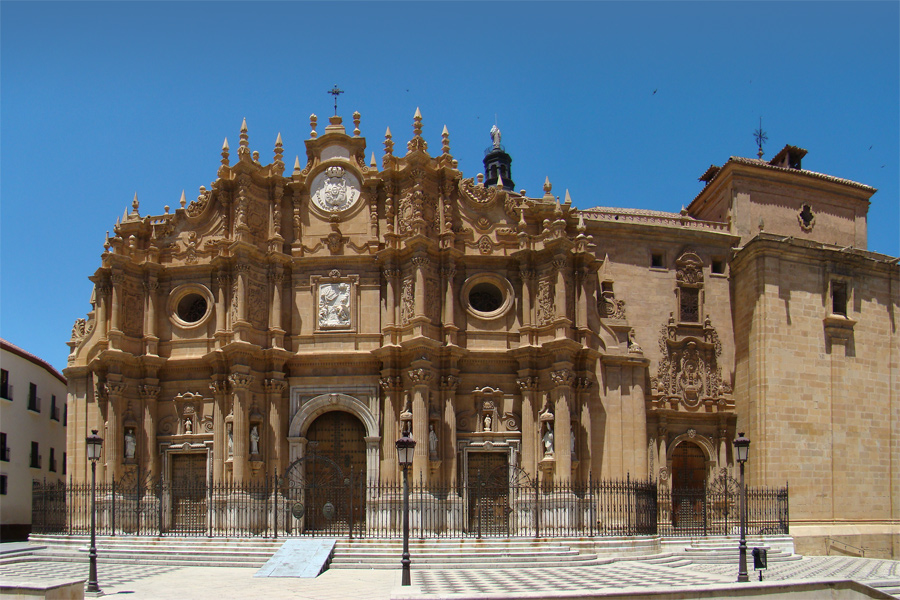
Cathédrale de Guadix (Espagne).
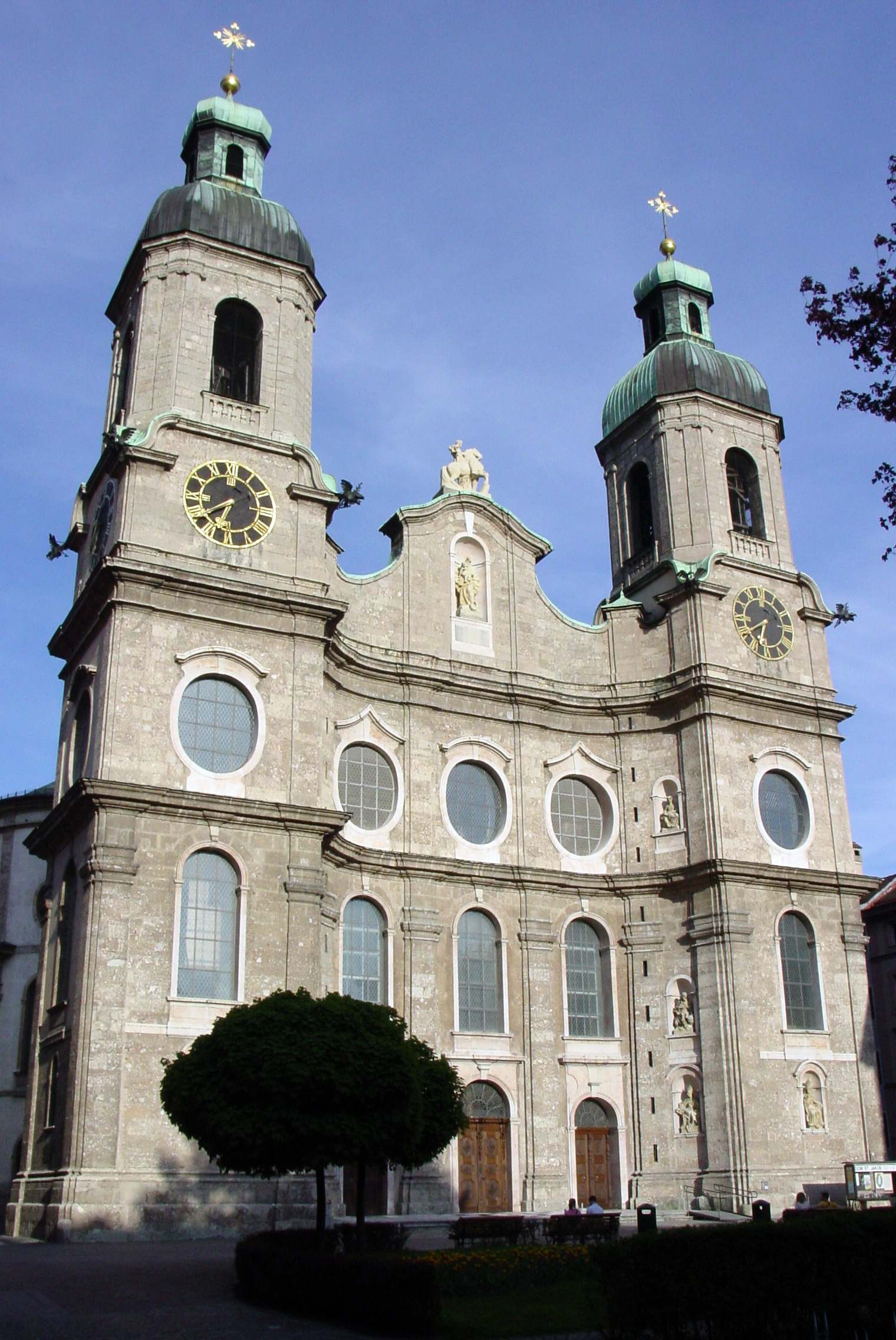
Cathédrale Saint-Jacques d'Innsbruck.
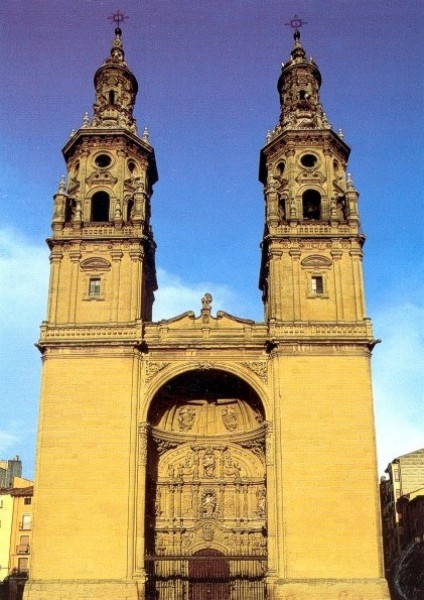
Façade de la cathédrale de Logroño (Espagne).
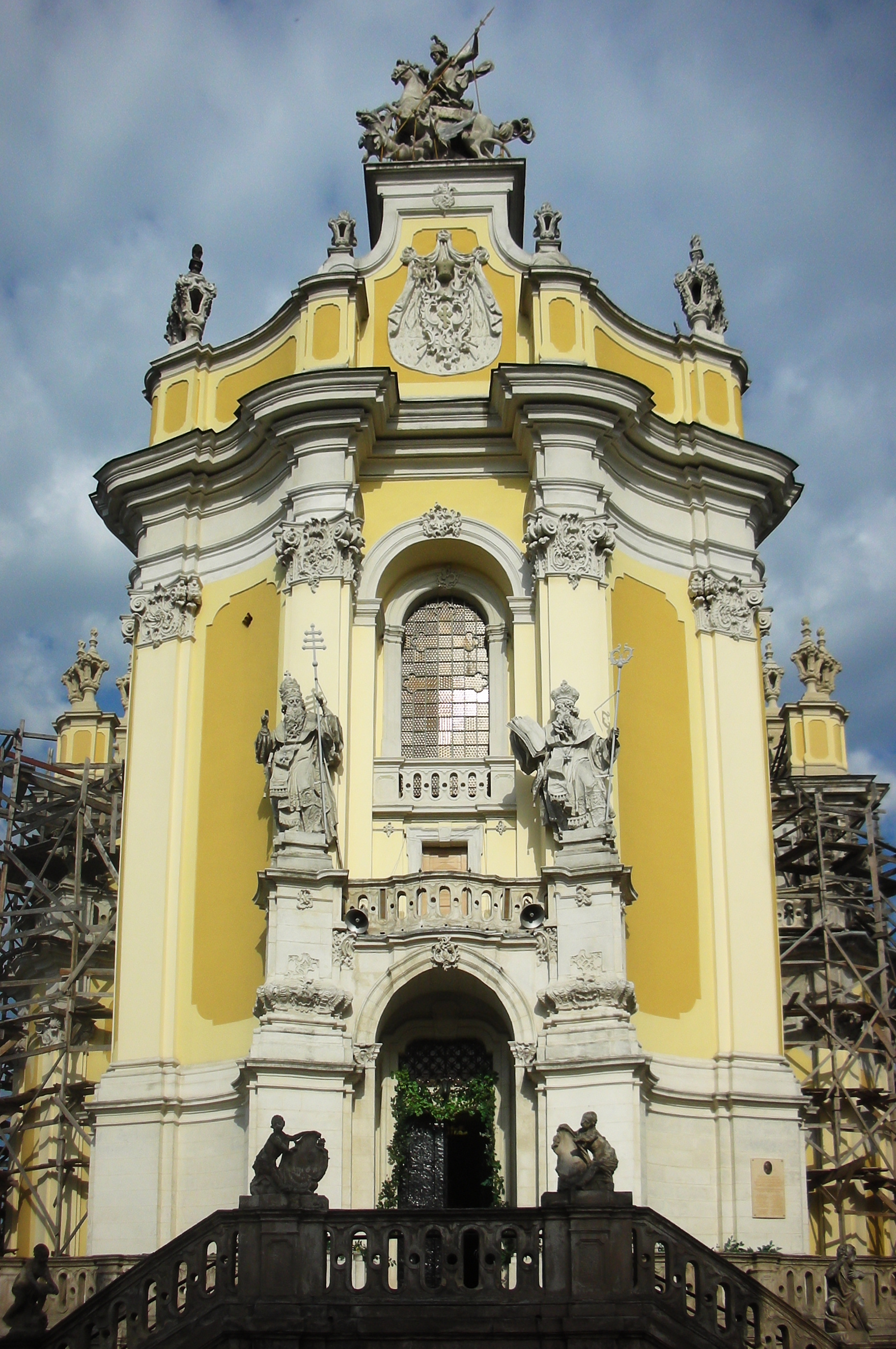
Cathédrale de Lviv (Ukraine).
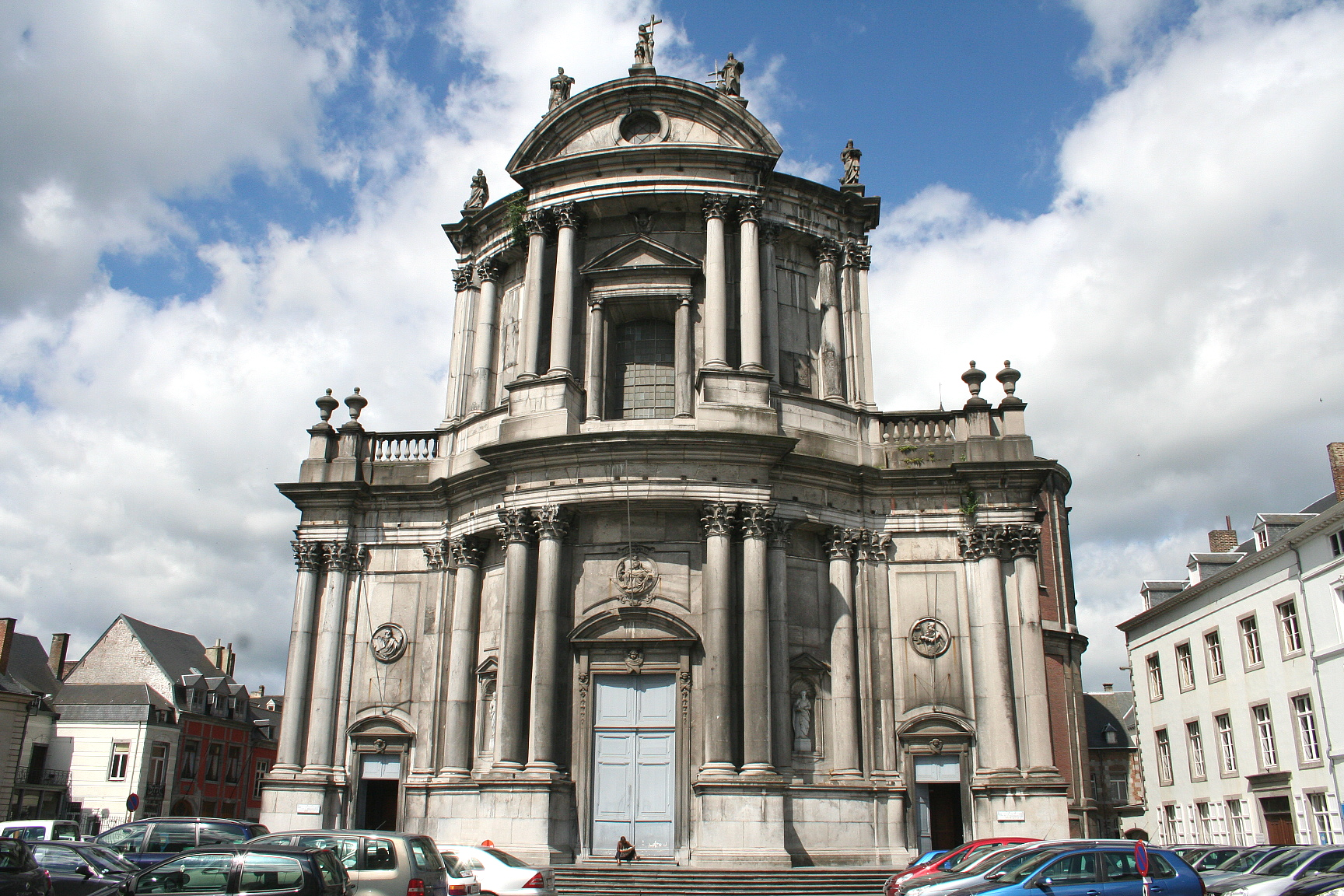
Façade de la cathédrale Saint-Aubain de Namur.
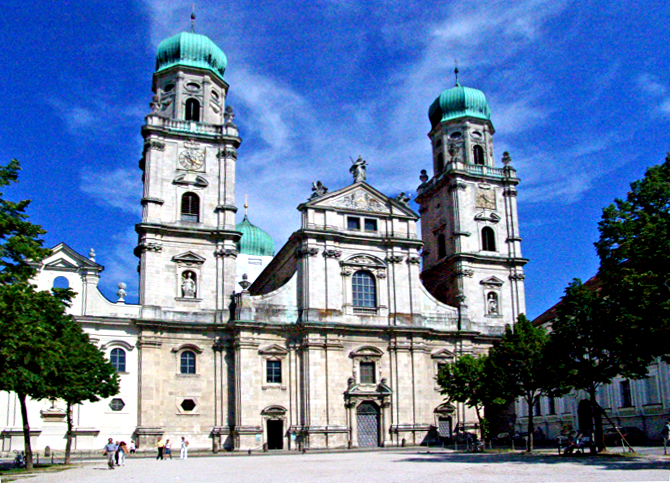
Cathédrale de Passau (Allemagne).
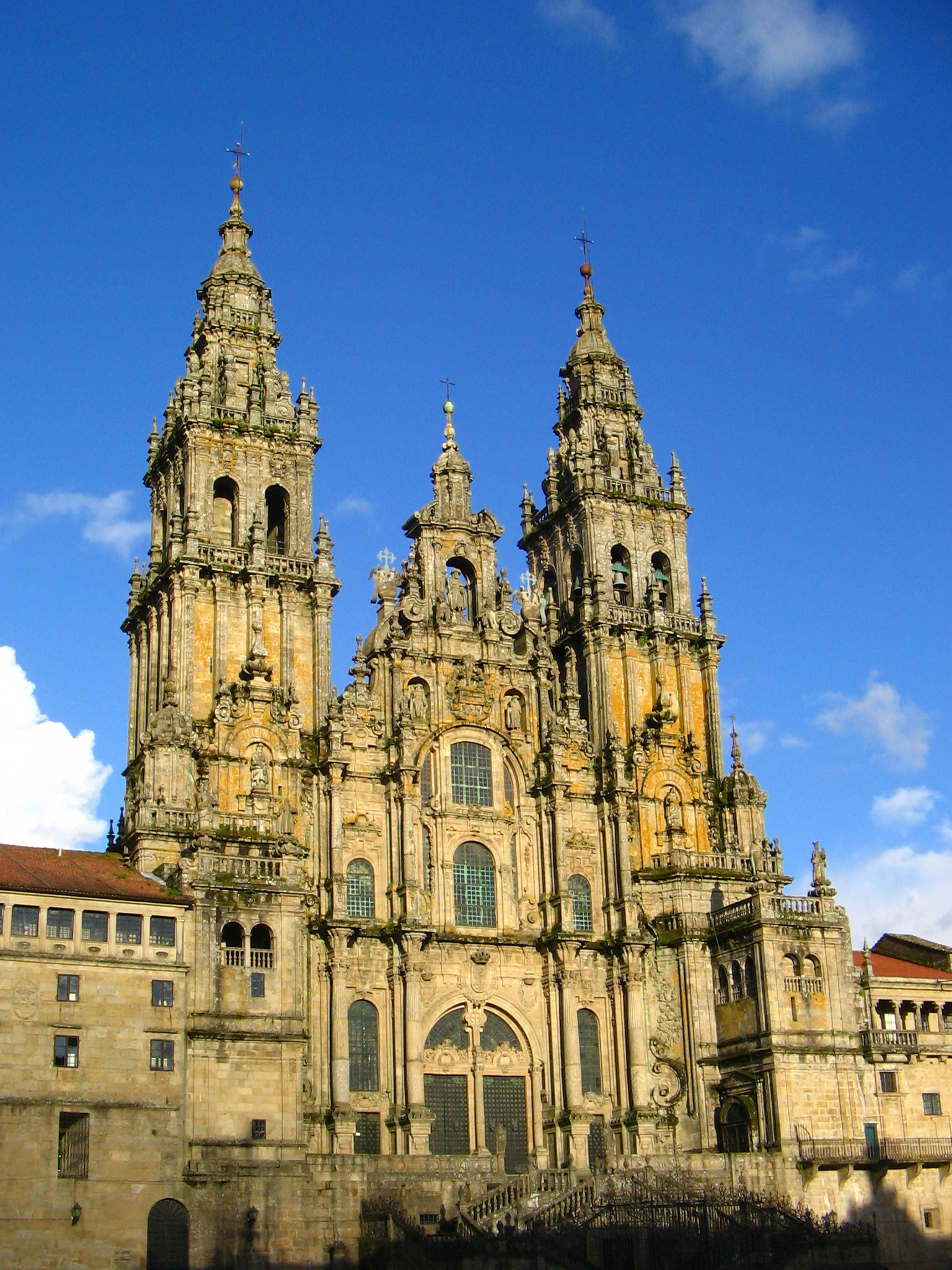
Façade de la cathédrale de Saint-Jacques-de-Compostelle.
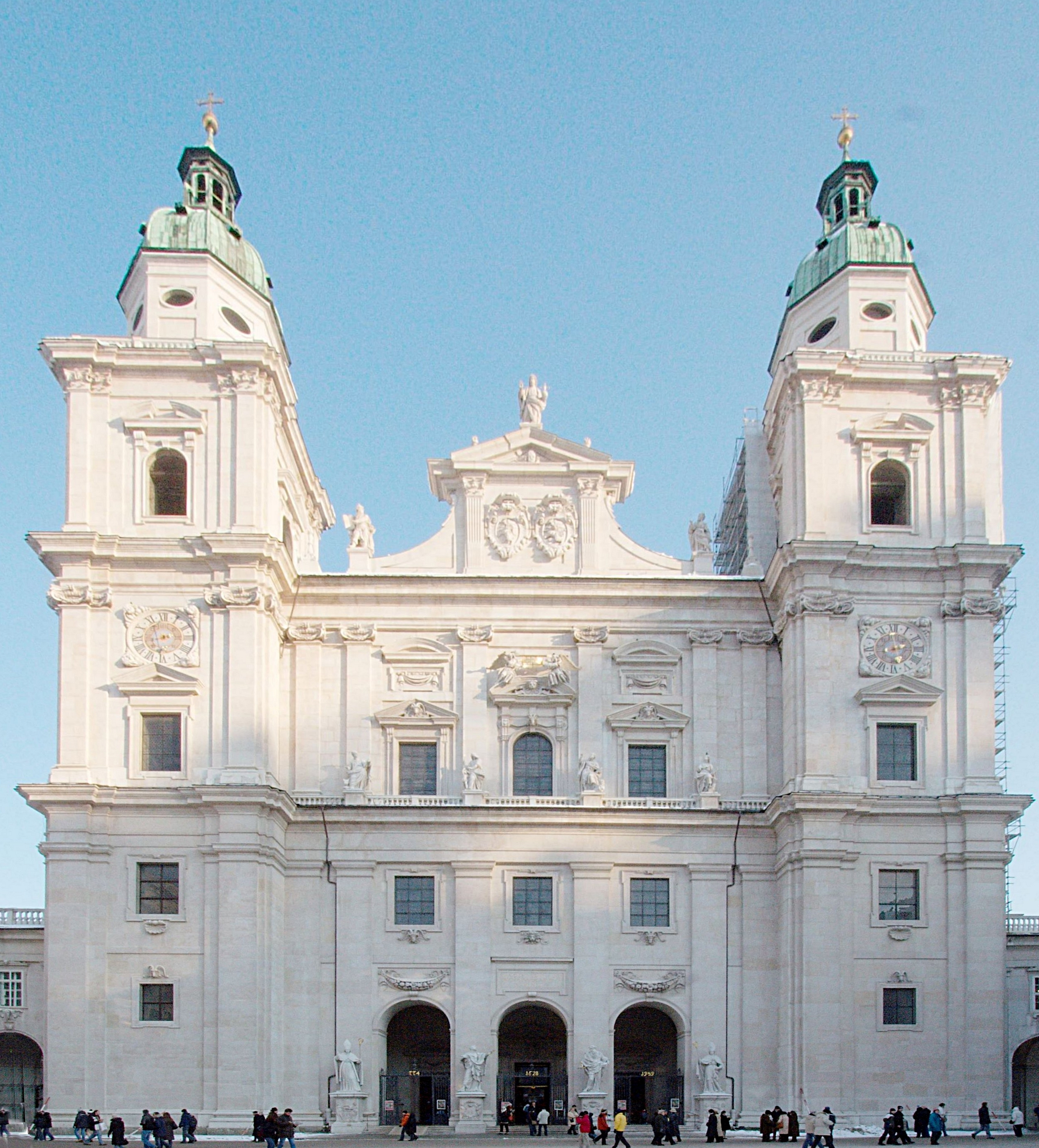
Cathédrale Saint-Rupert de Salzbourg.
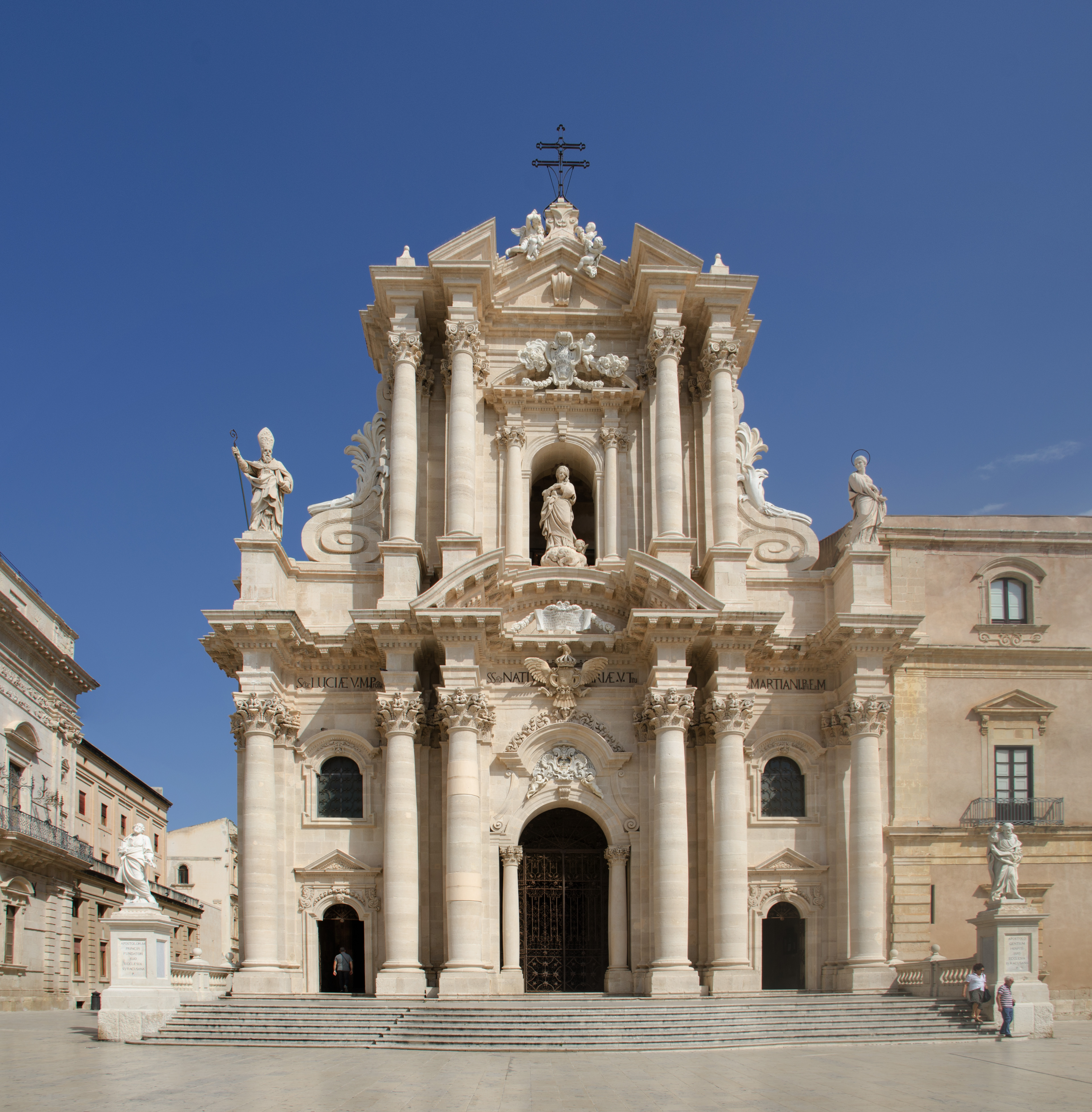
Façade de la cathédrale de Syracuse.

#### Cathédrales néo-gothiques

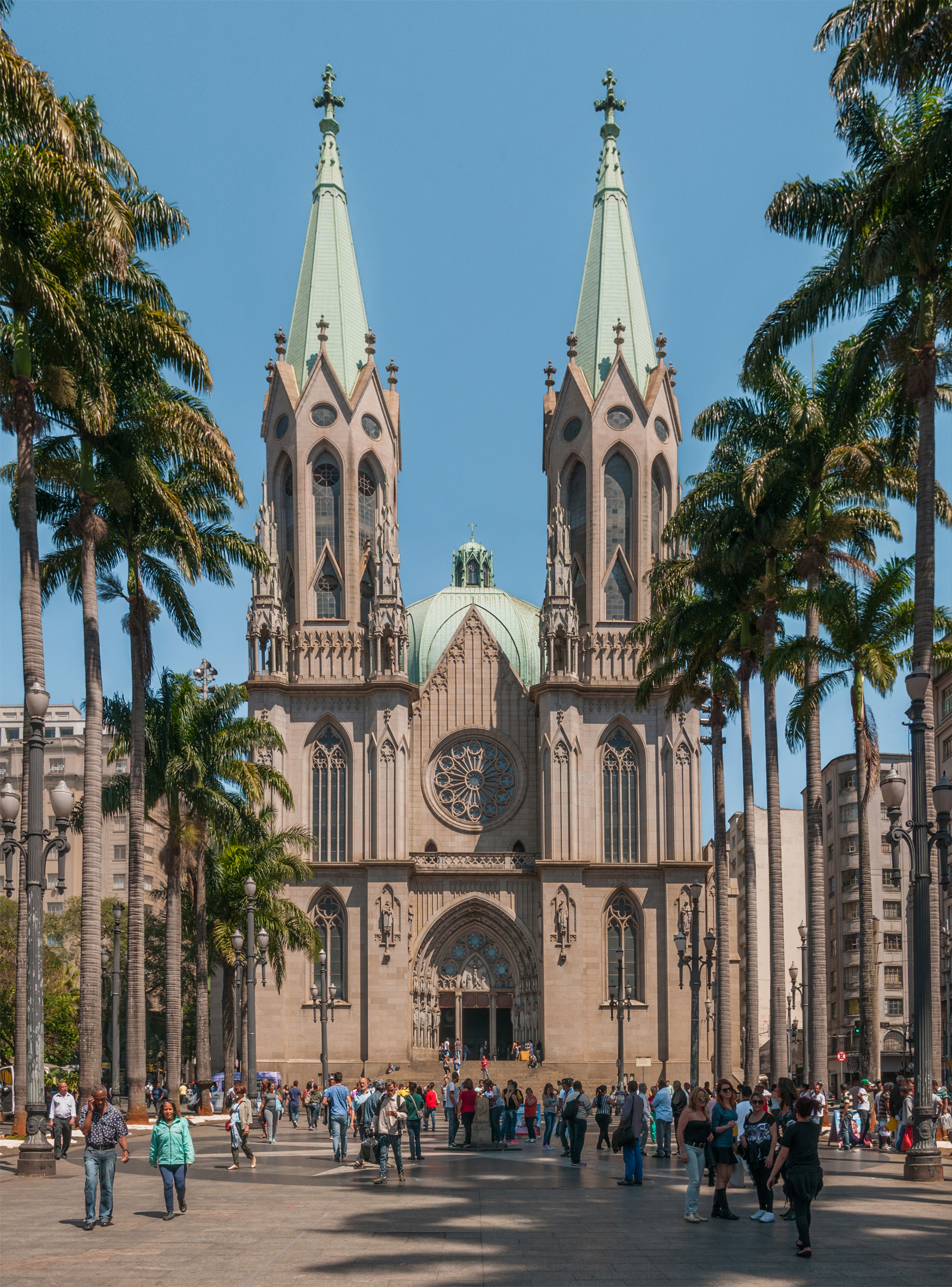
La cathédrale de São Paulo au Brésil.
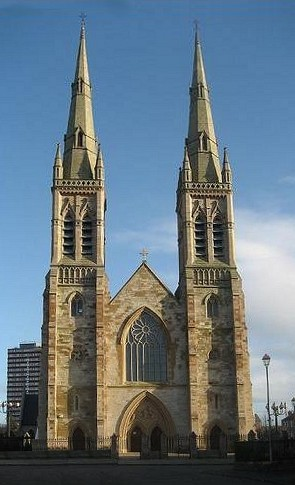
Cathédrale Saint-Pierre de Belfast.
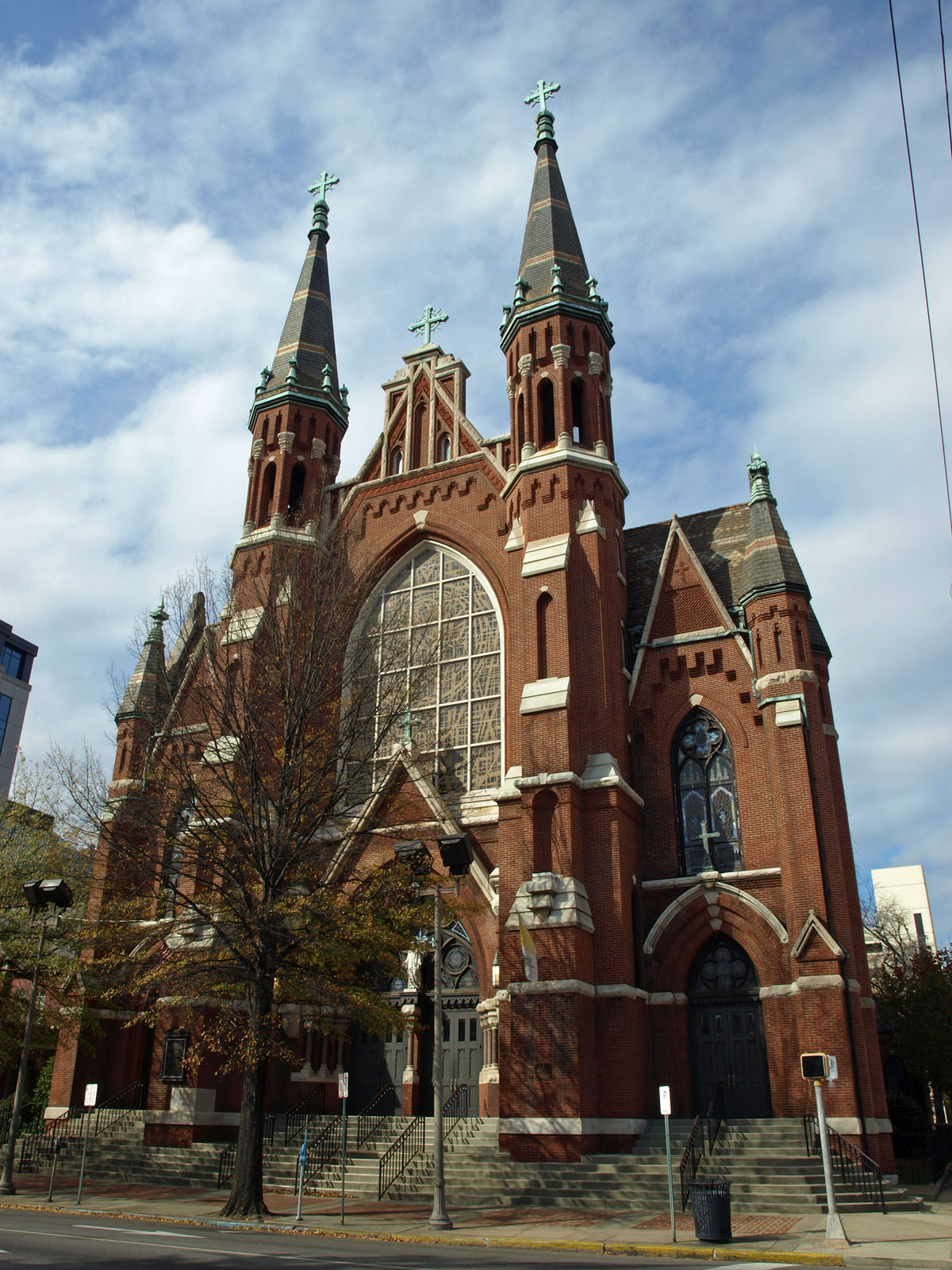
Cathédrale Saint-Paul de Birmingham.
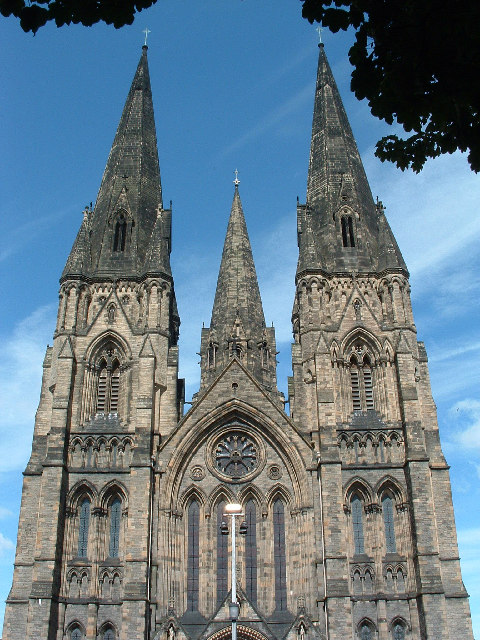
Cathédrale épiscopalienne Sainte-Marie d'Édimbourg.
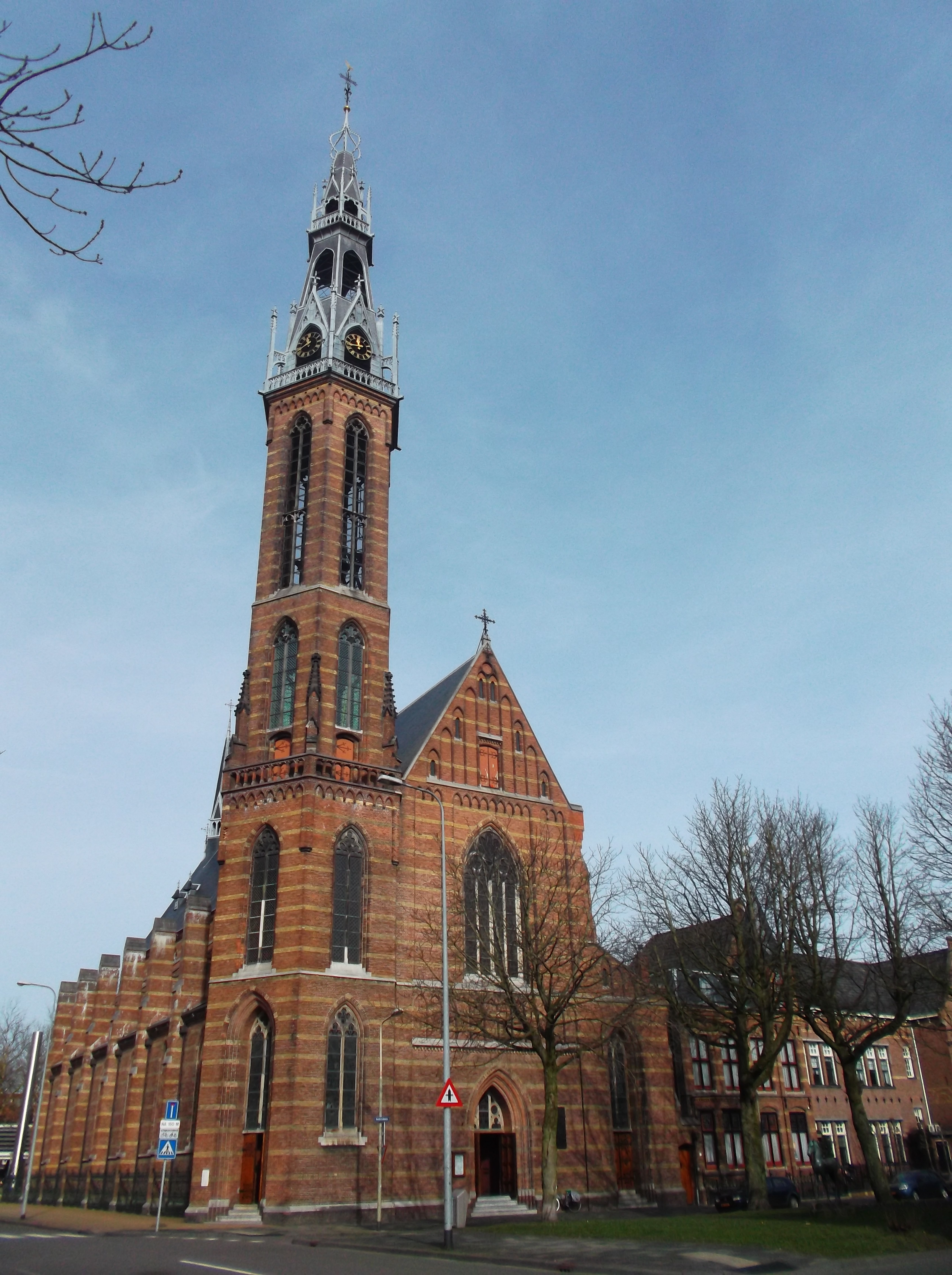
Cathédrale Saint-Joseph de Groningue.
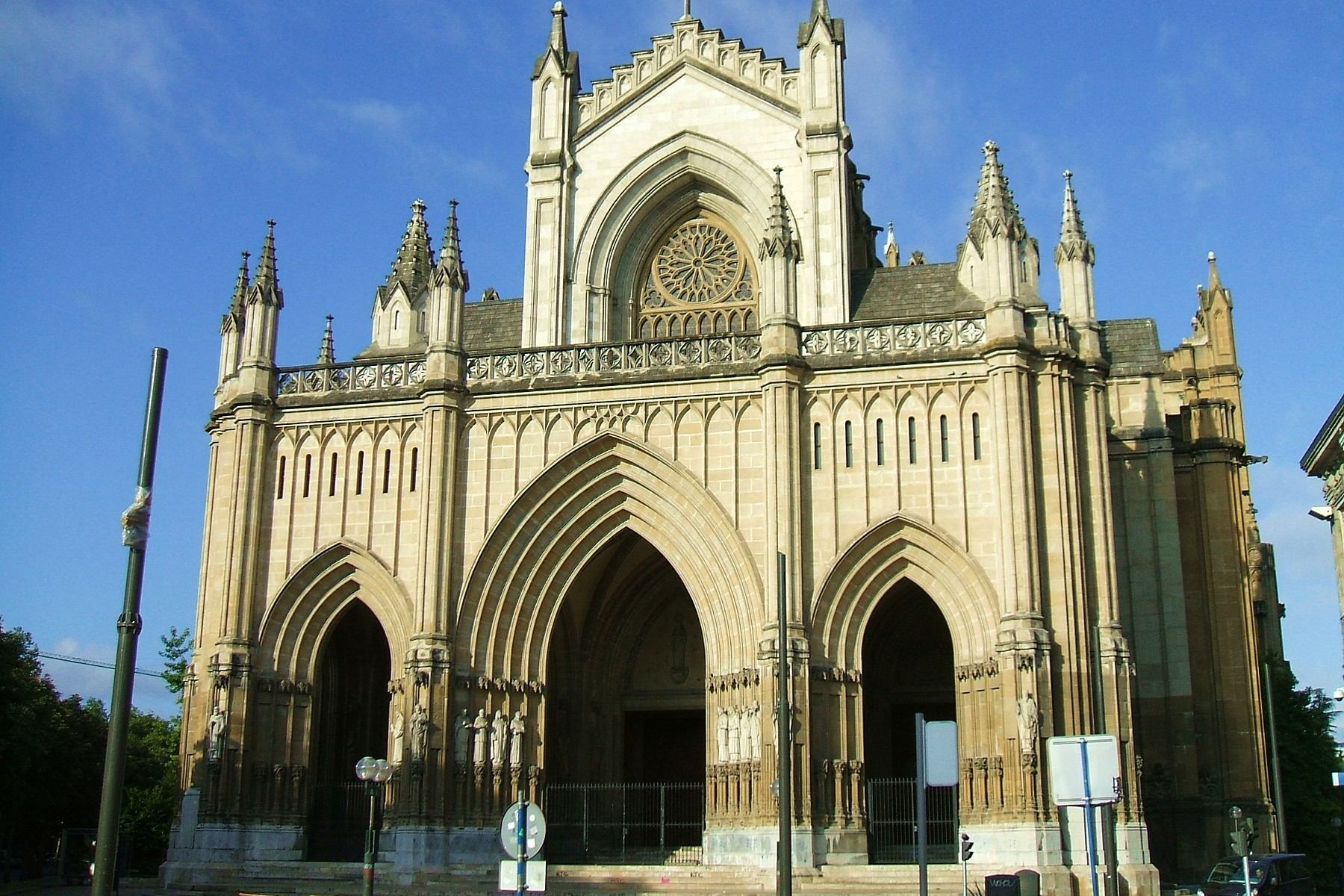
Cathédrale Sainte-Marie immaculée de Vitoria (Espagne).
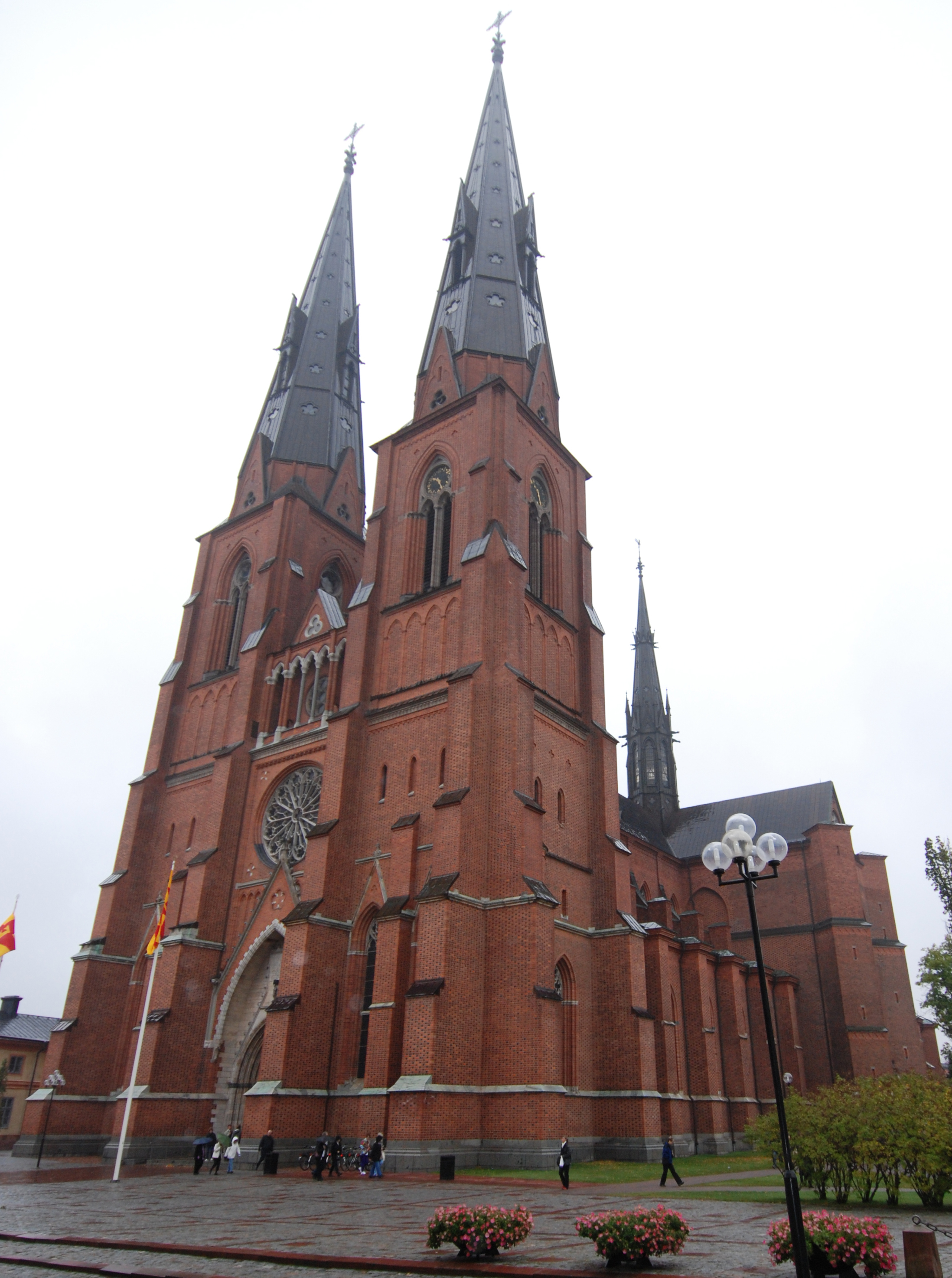
Cathédrale d'Uppsala (Suède).

#### Cathédrales contemporaines

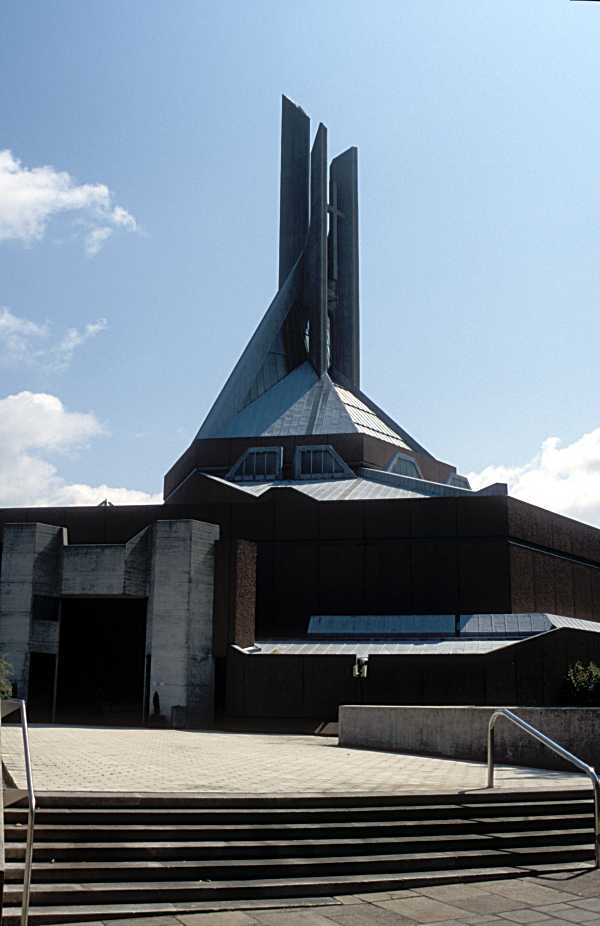
Cathédrale Saints-Pierre-et-Paul de Clifton à Bristol.
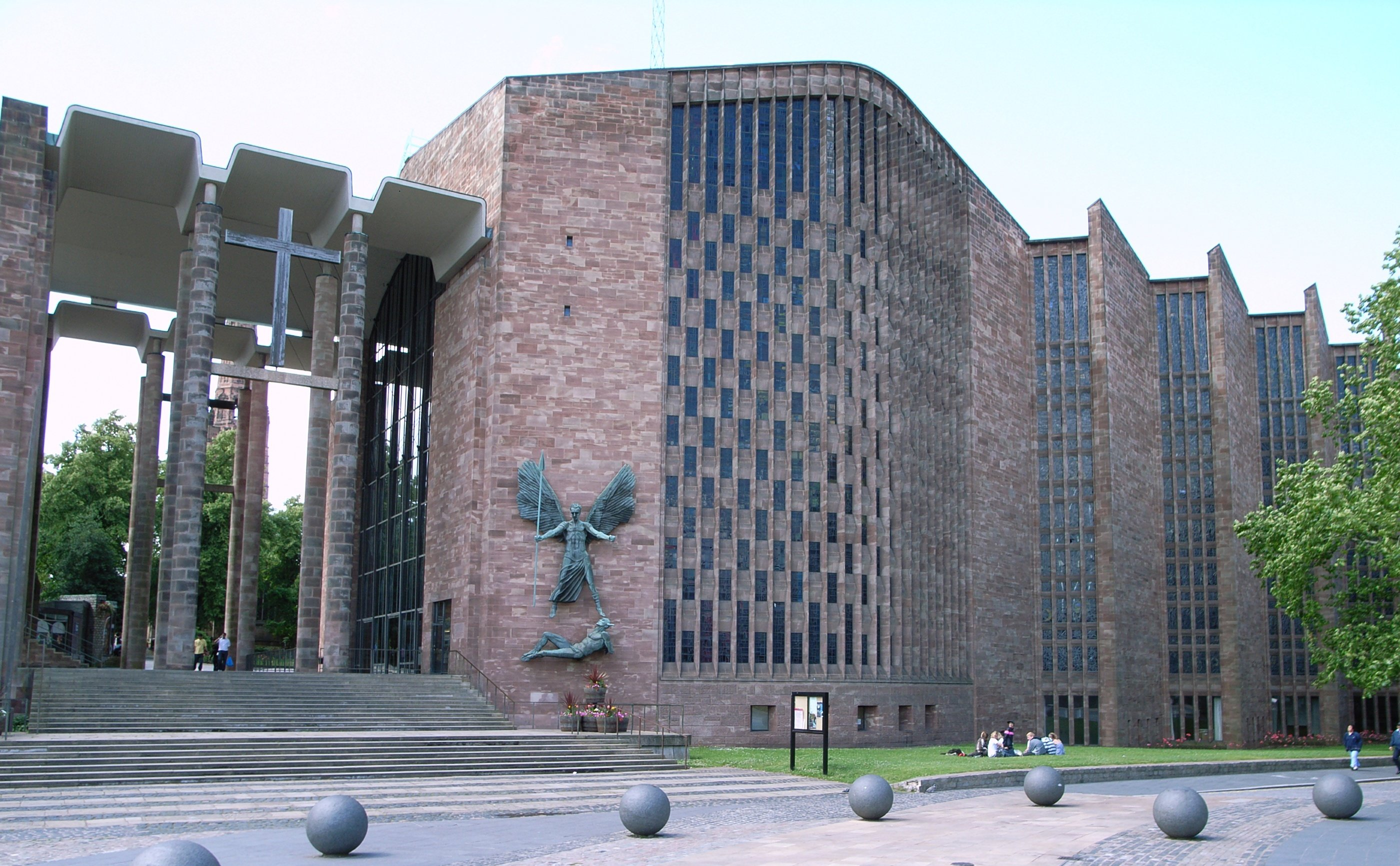
Cathédrale Saint-Michel de Coventry.
Cathédrale de la Résurrection d'Évry.
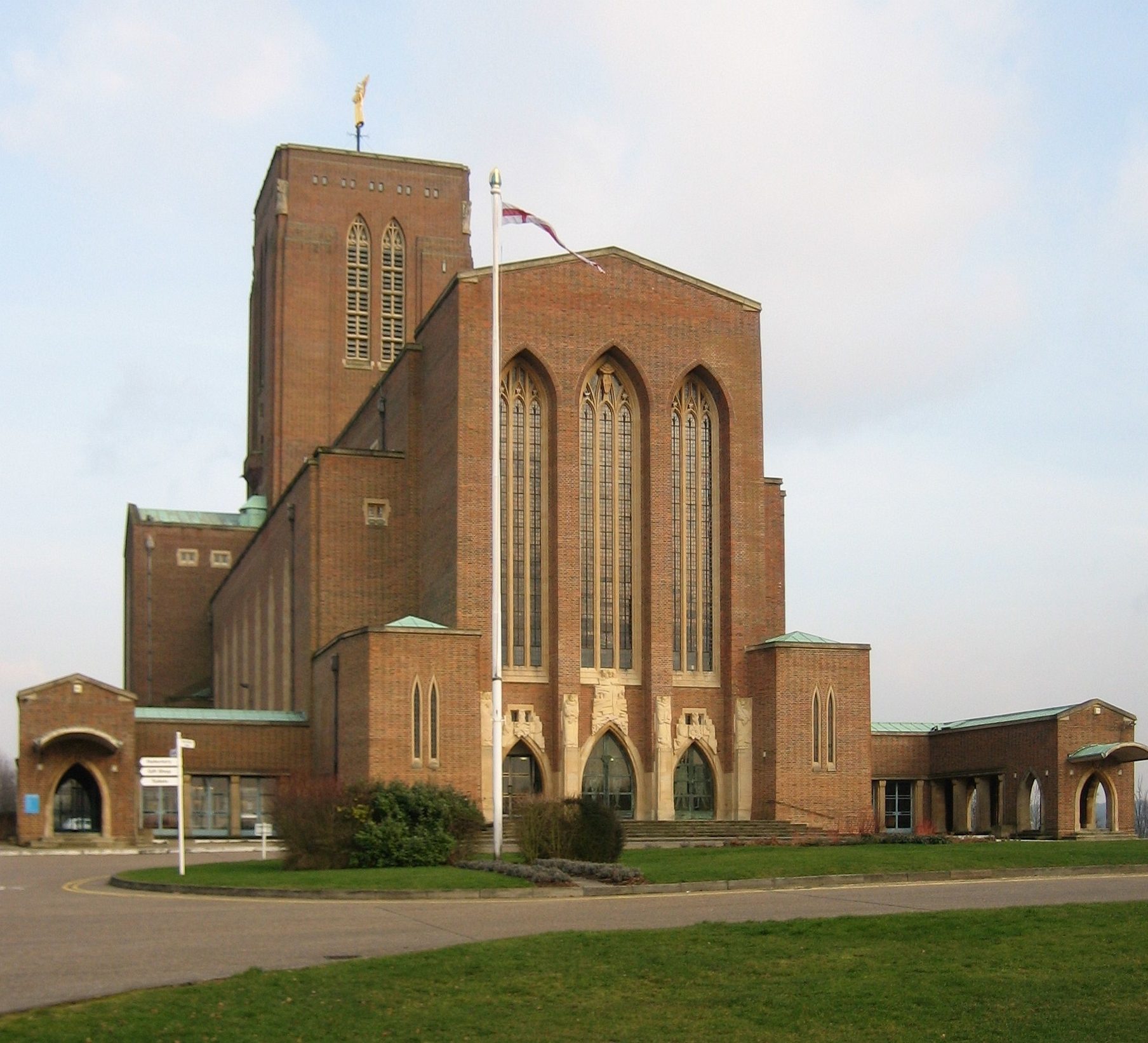
Cathédrale de Guildford (Royaume-Uni).
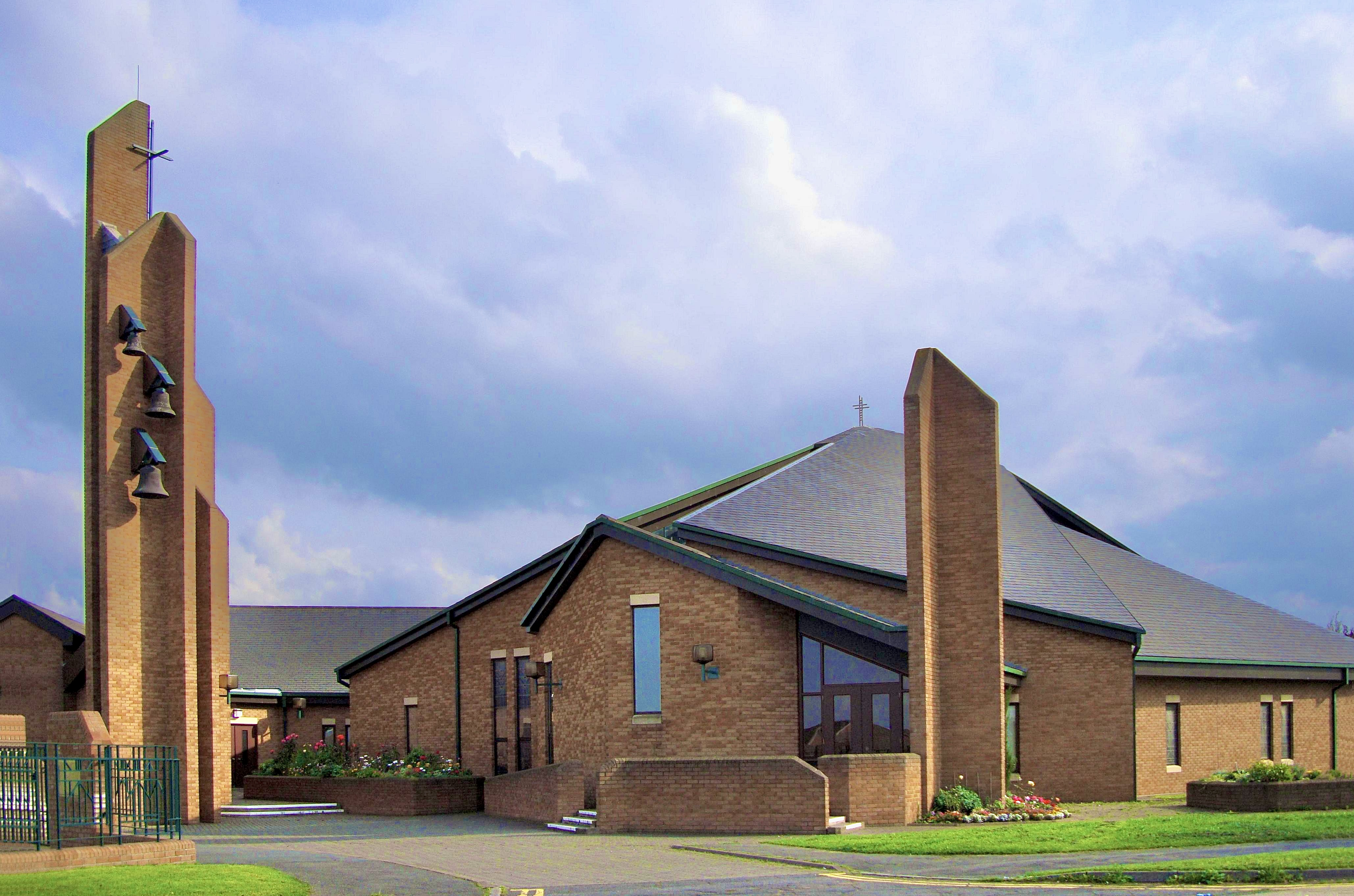
Cathédrale de Middlesbrough (Royaume-Uni).
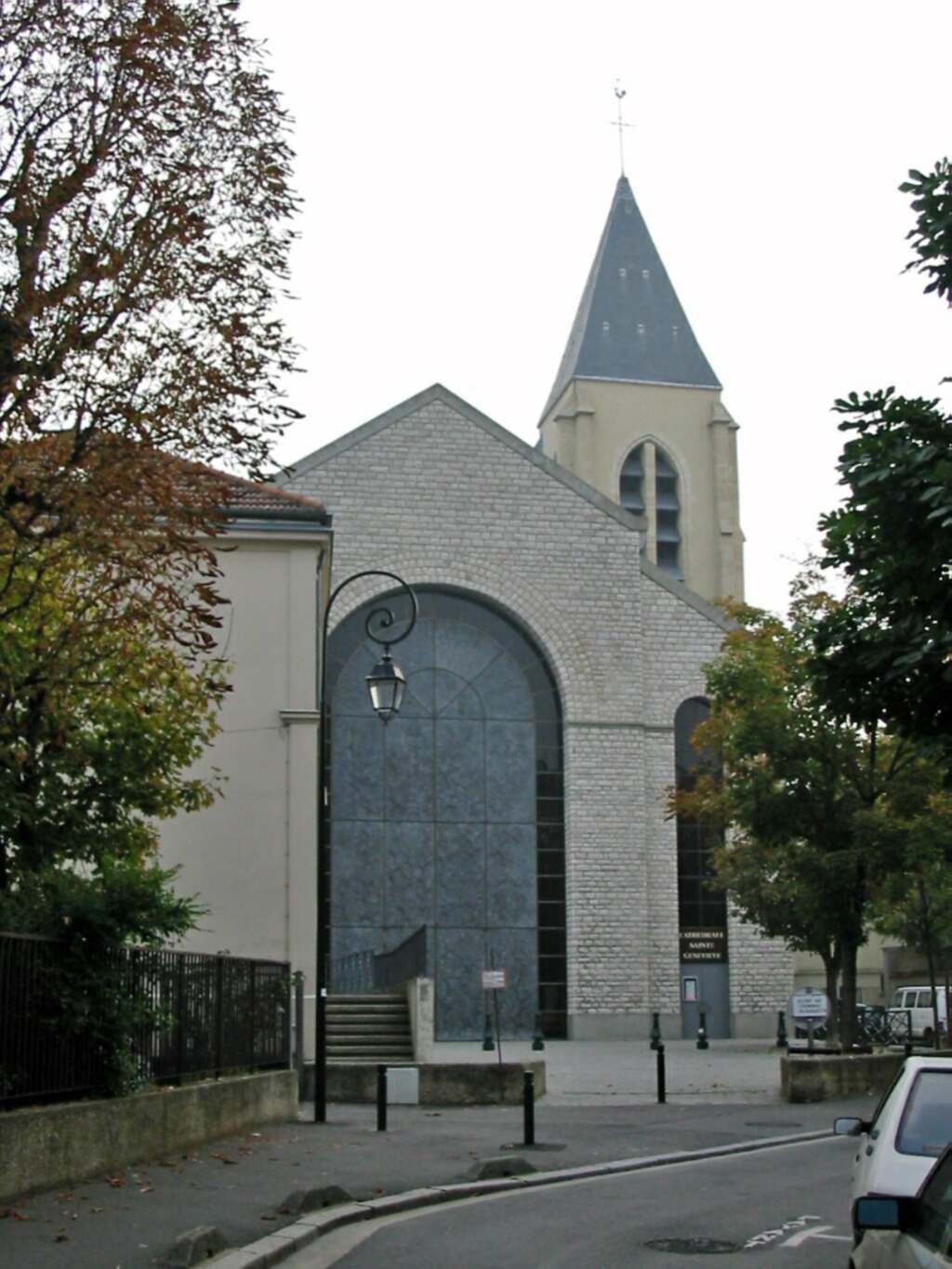
Cathédrale Sainte-Geneviève-et-Saint-Maurice de Nanterre.

### Styles d'Amérique

#### Cathédrales baroques

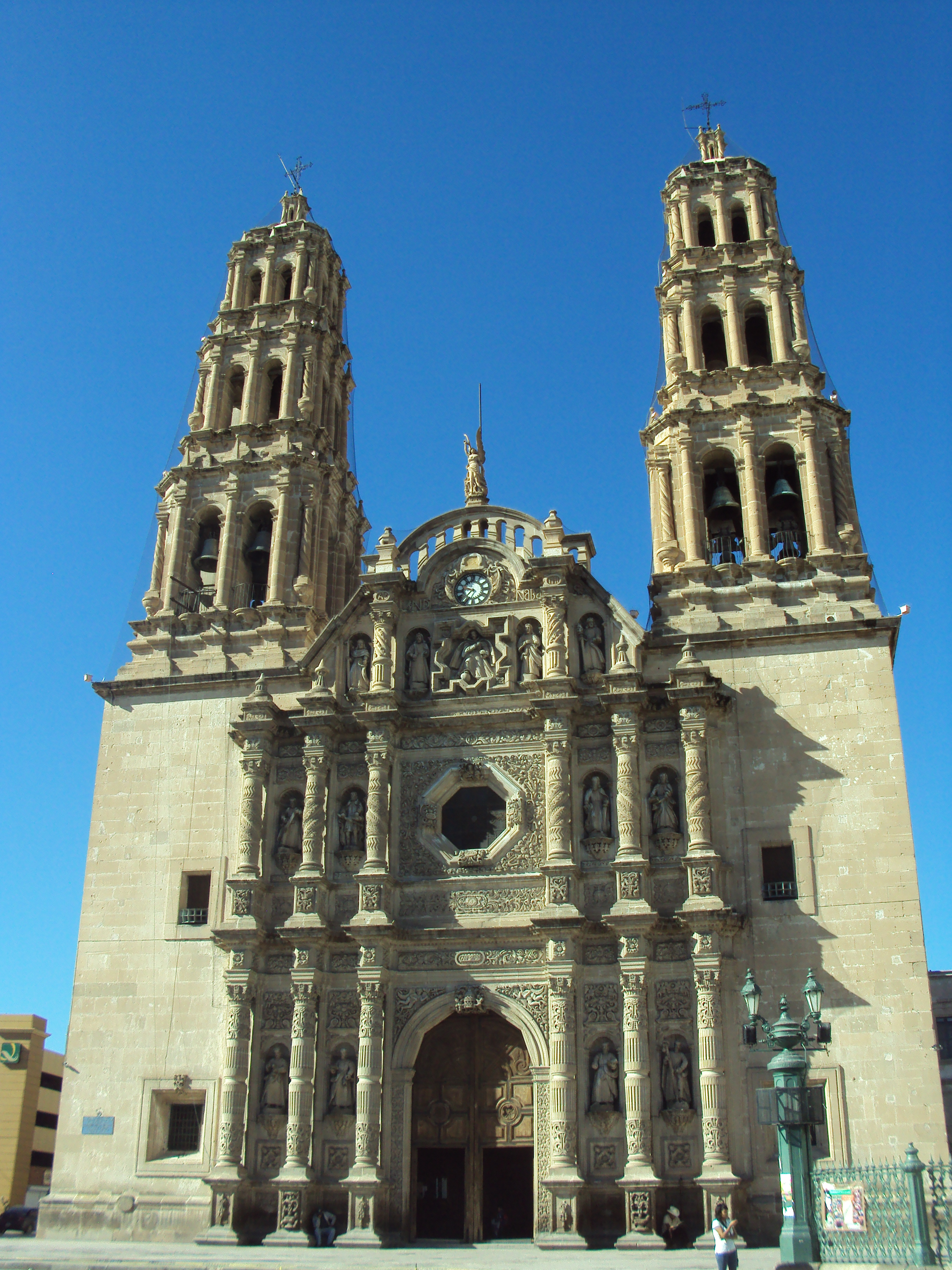
Cathédrale de Chihuahua (Mexique).
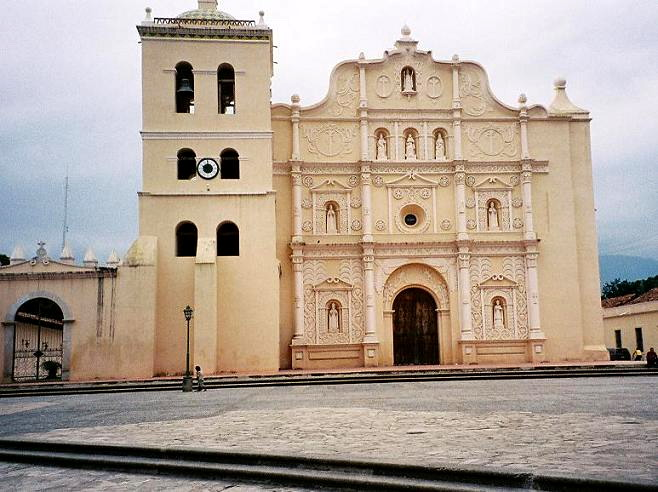
Cathédrale Sainte-Marie de Comayagua (Honduras).
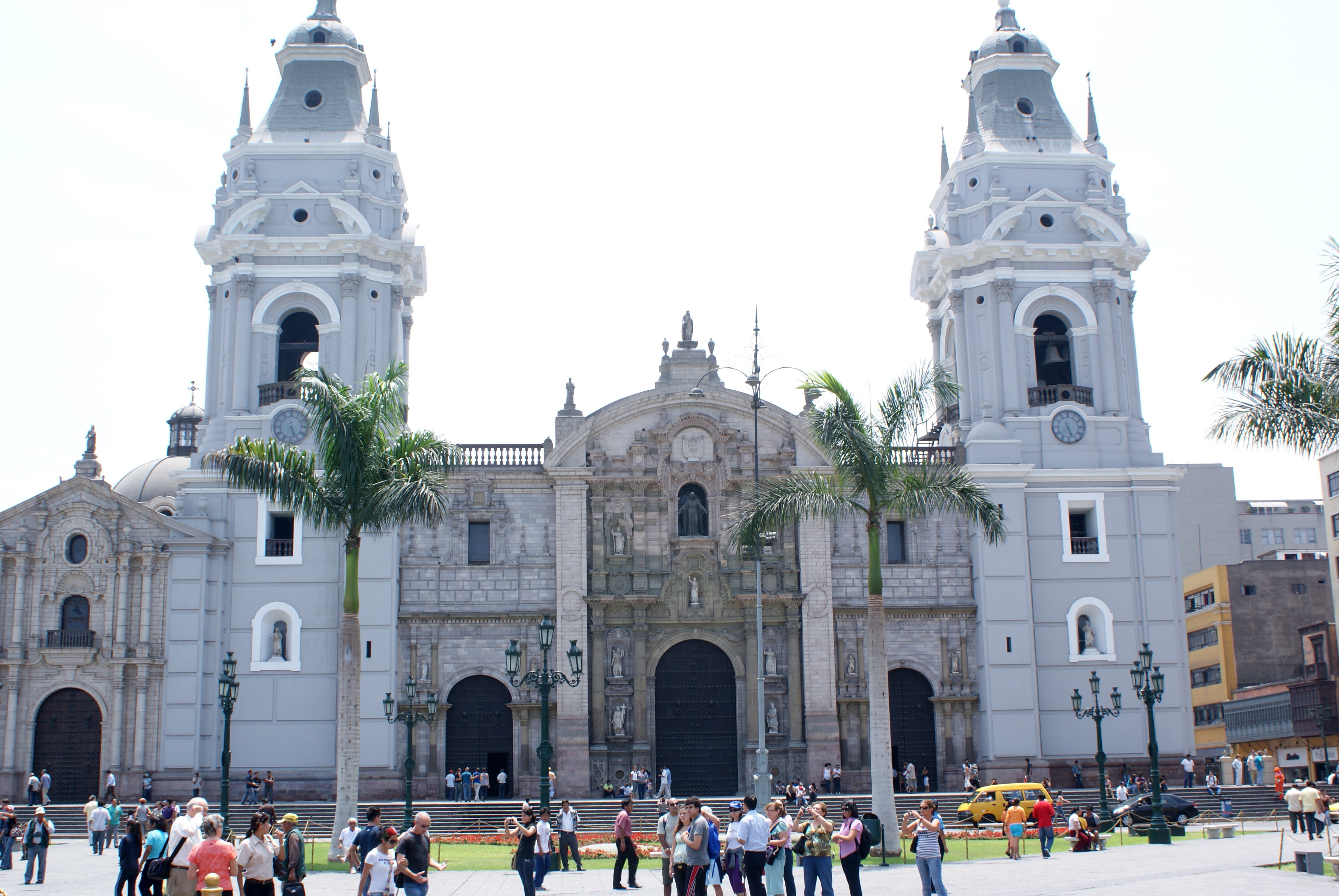
Vue de la cathédrale Saint-Jean de Lima.
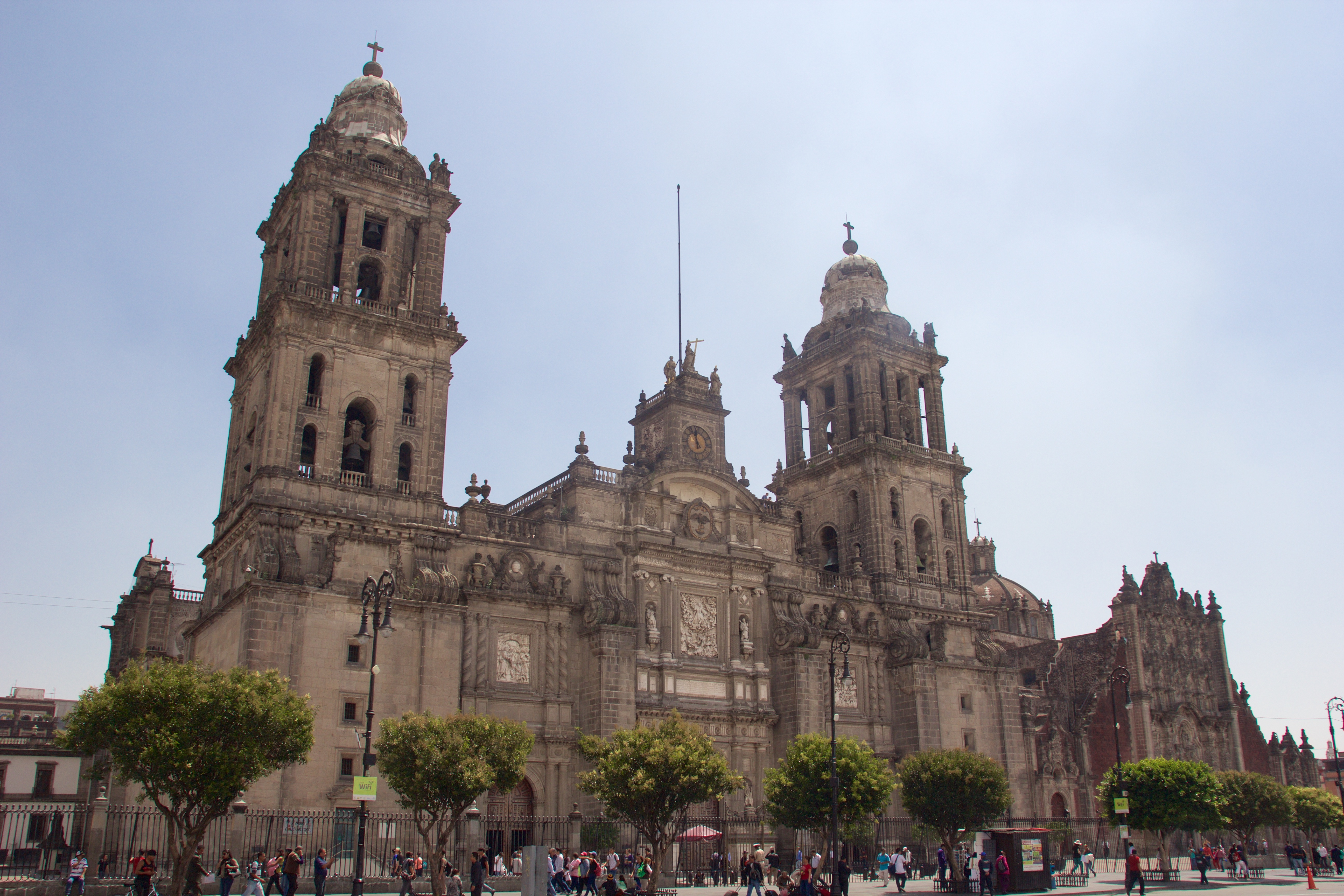
Cathédrale métropolitaine de Mexico.
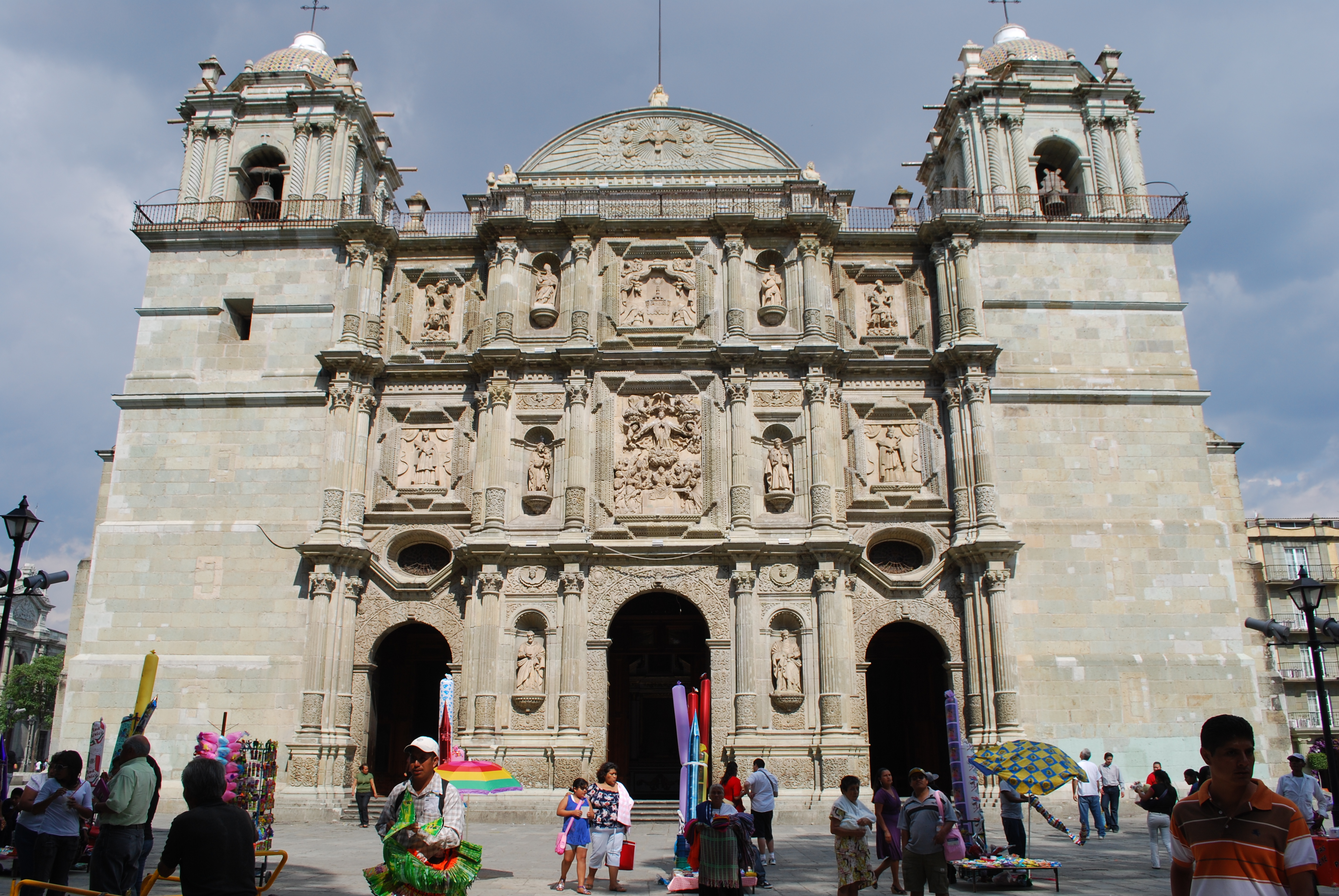
Cathédrale Notre-Dame-de-l'Assomption de Oaxaca (Mexique).
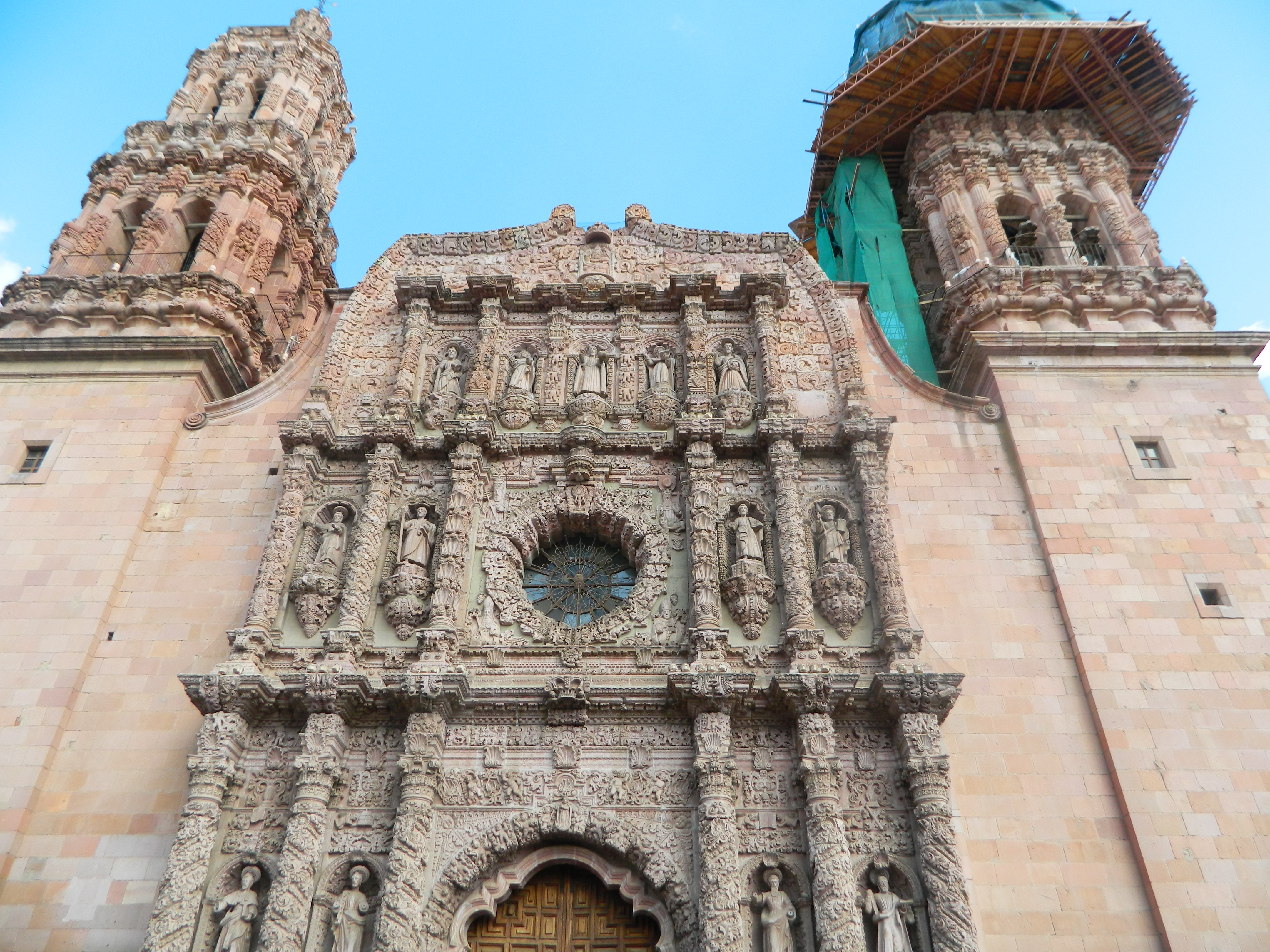
Façade de la cathédrale Notre-Dame-de-l'Assomption de Zacatecas (Mexique).

#### Cathédrales néoclassiques

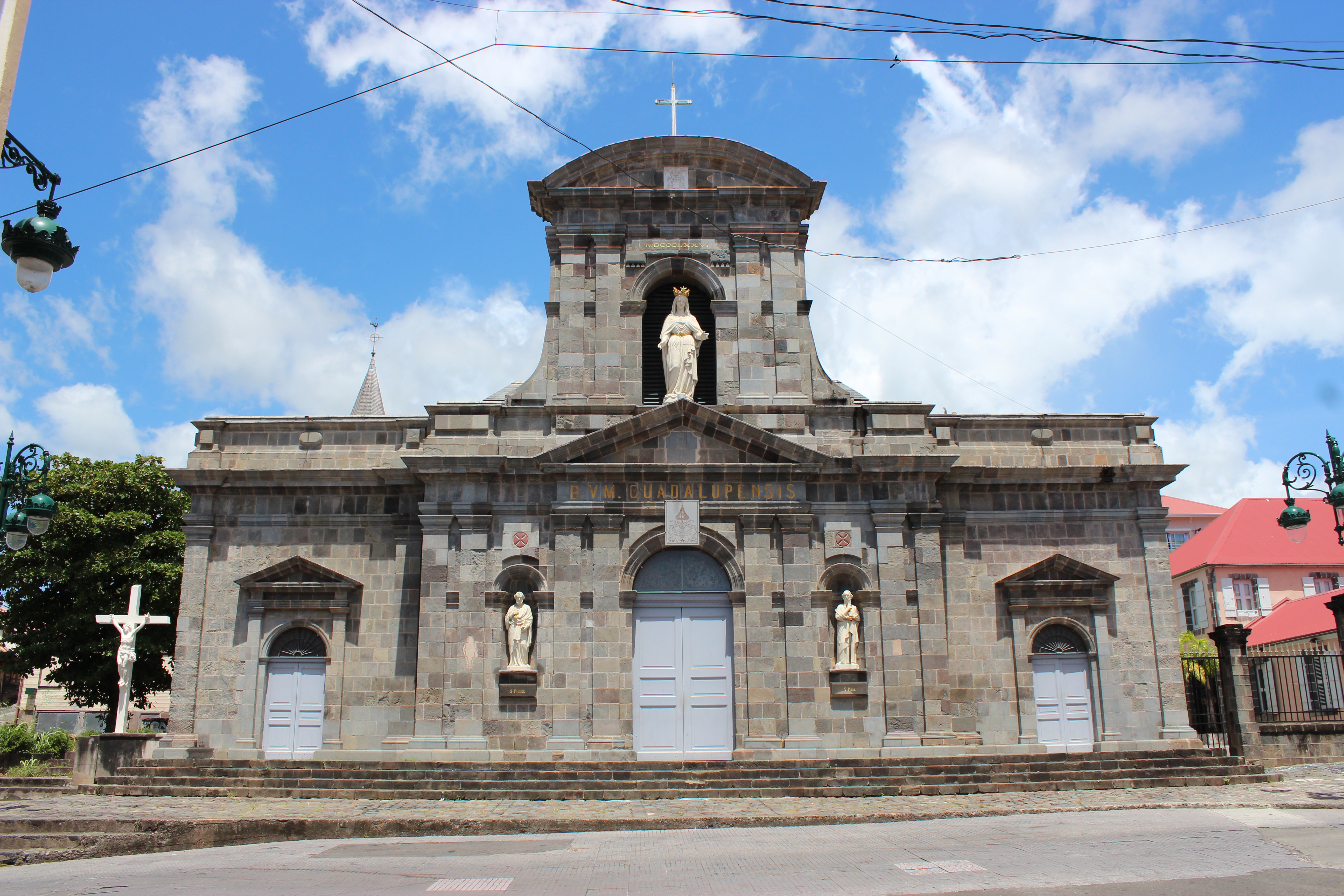
Cathédrale Notre-Dame-de-Guadeloupe de Basse-Terre.
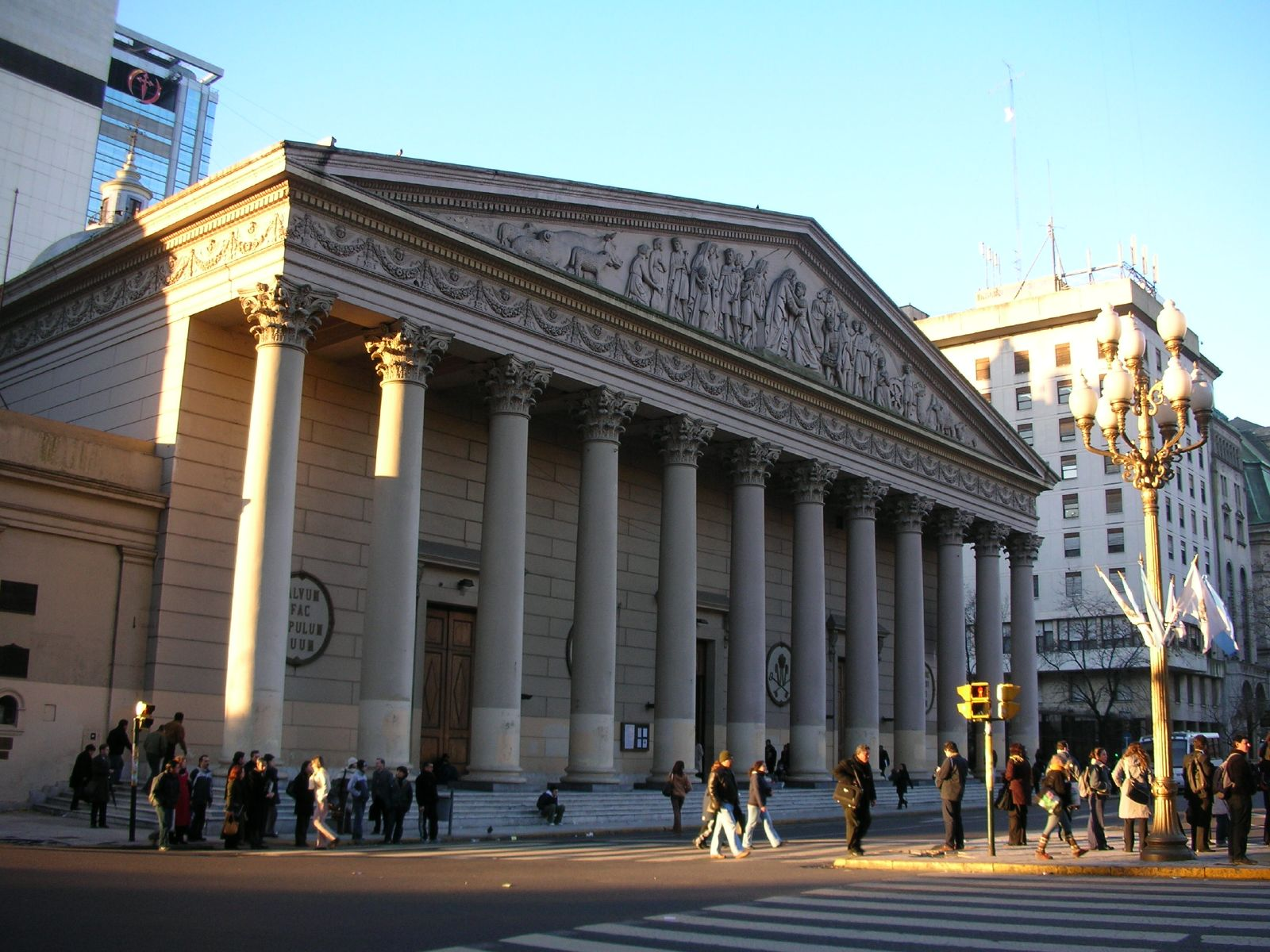
Cathédrale métropolitaine de Buenos Aires.
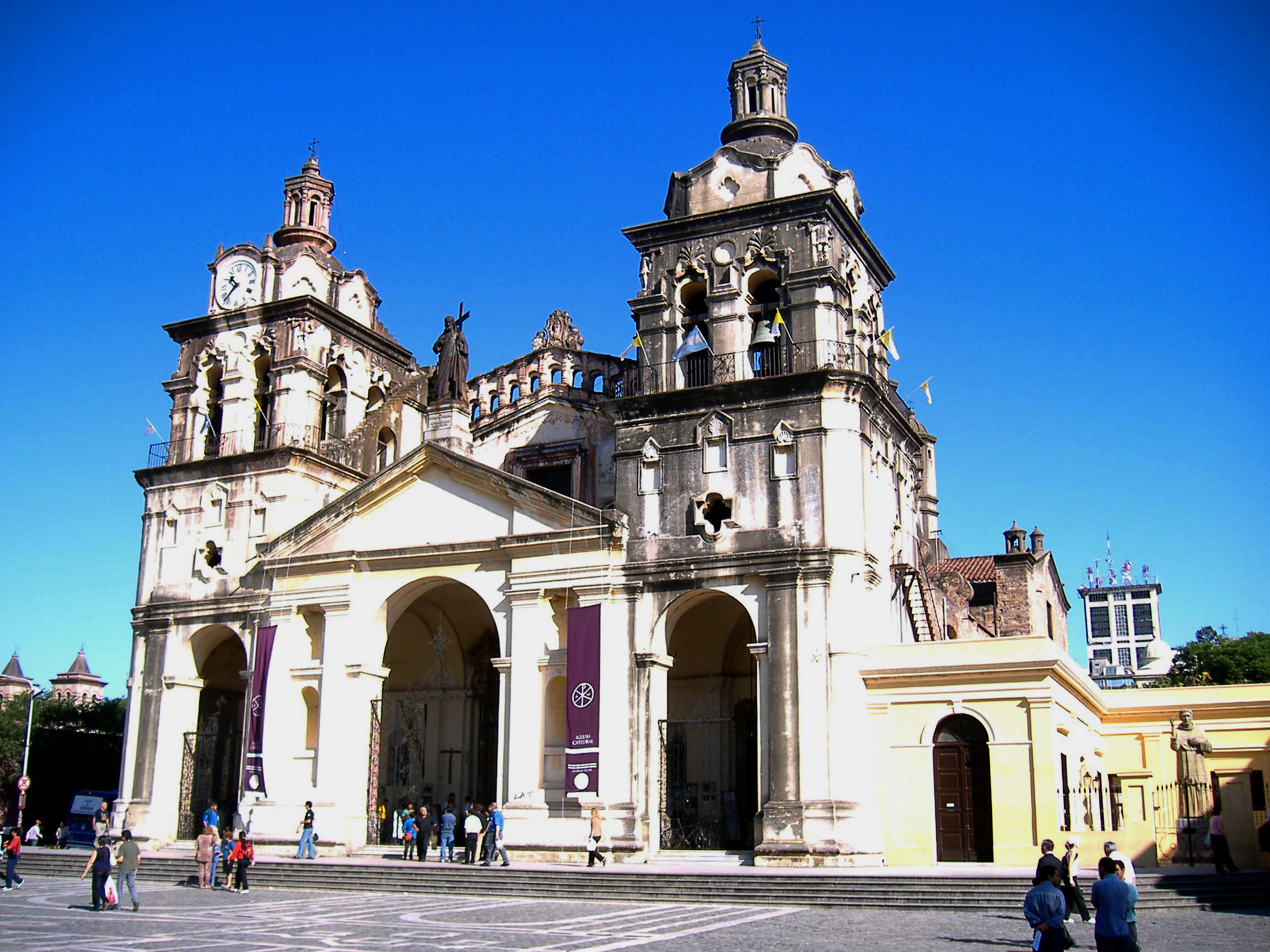
Cathédrale Notre-Dame-de-l'Assomption de Córdoba (Argentine).
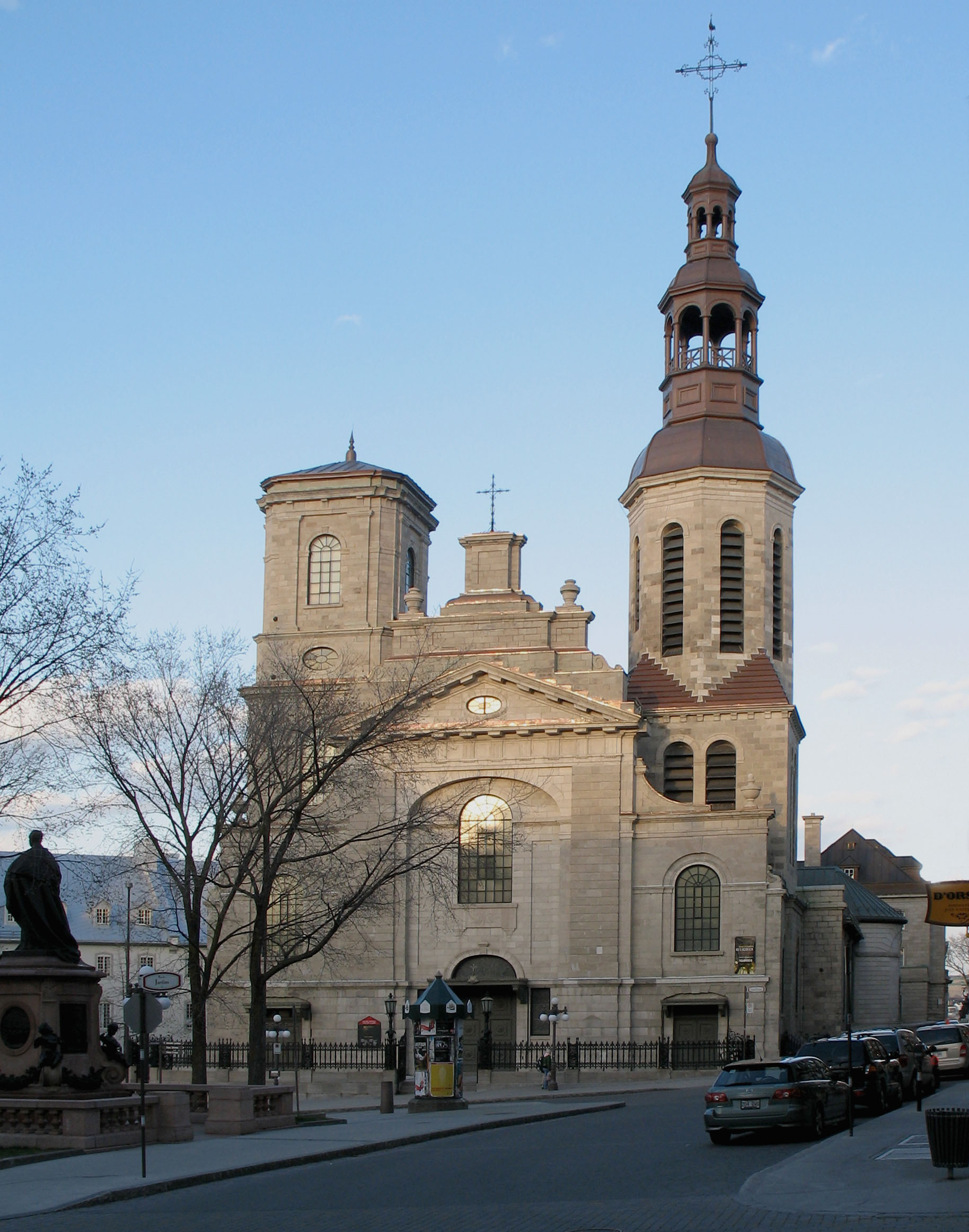
Basilique-cathédrale Notre-Dame de Québec.
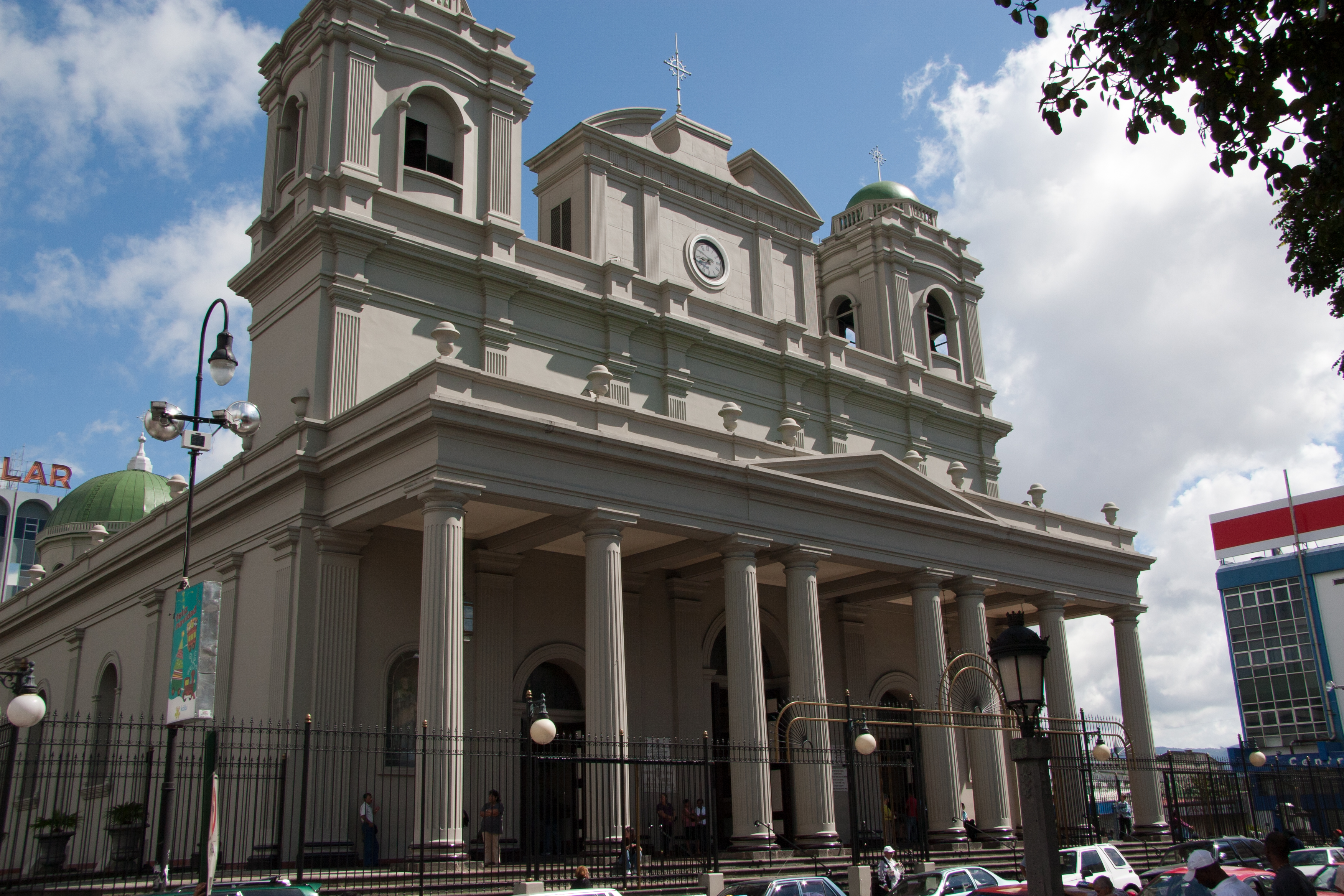
Cathédrale métropolitaine de San José (Costa Rica).
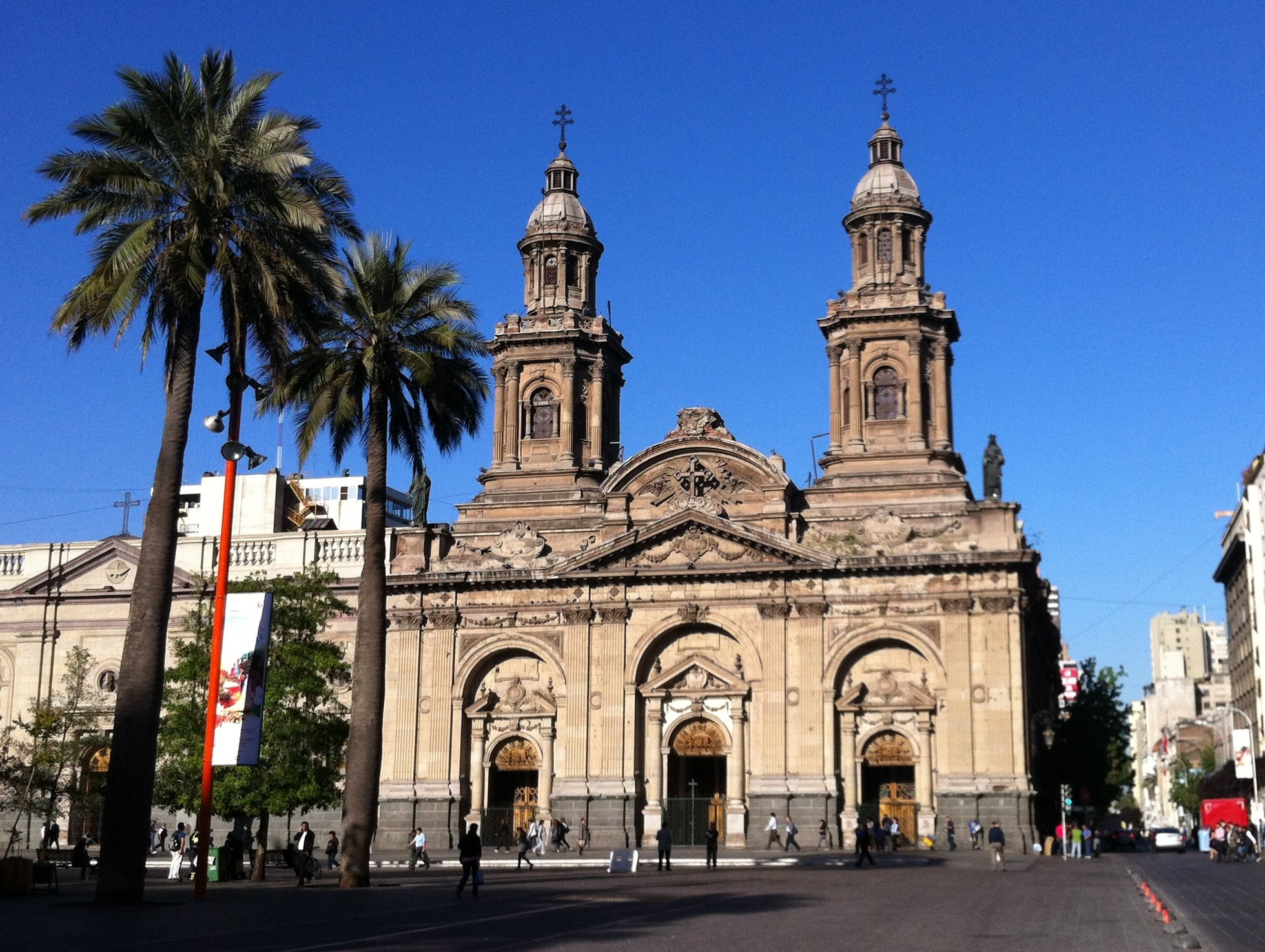
Cathédrale métropolitaine de Santiago du Chili.

#### Cathédrales néo-gothiques

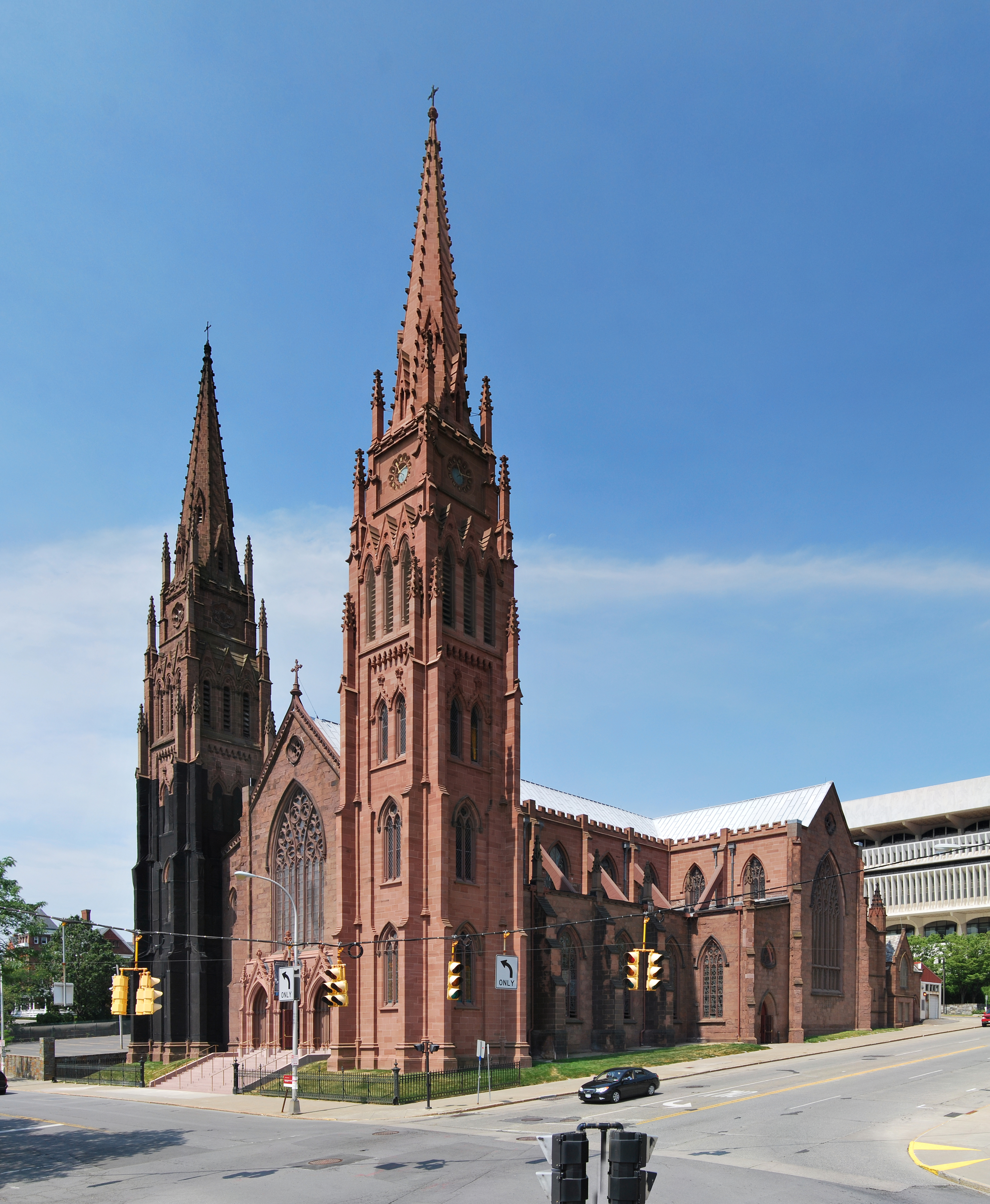
Cathédrale de l'Immaculée-Conception d'Albany (État de New York).
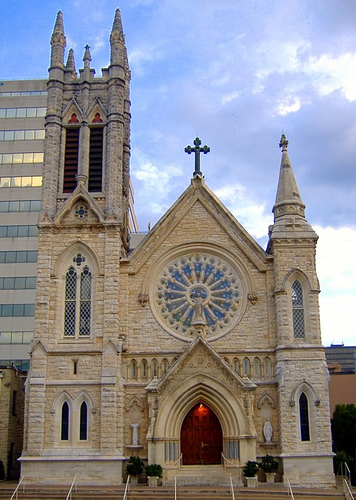
Cathédrale Sainte-Marie d'Austin (Texas).
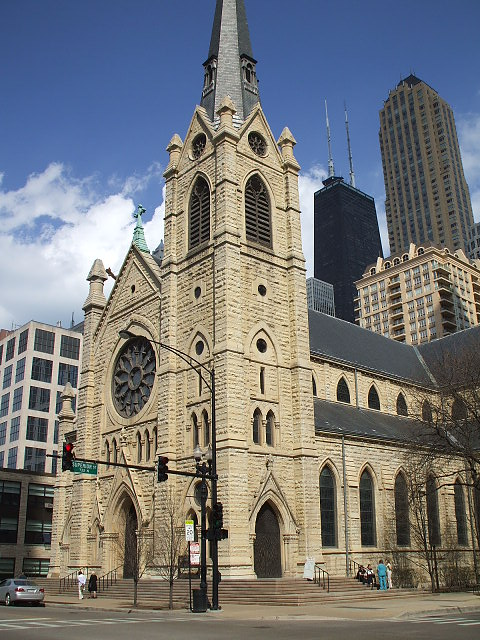
La cathédrale du Saint-Nom de Chicago.
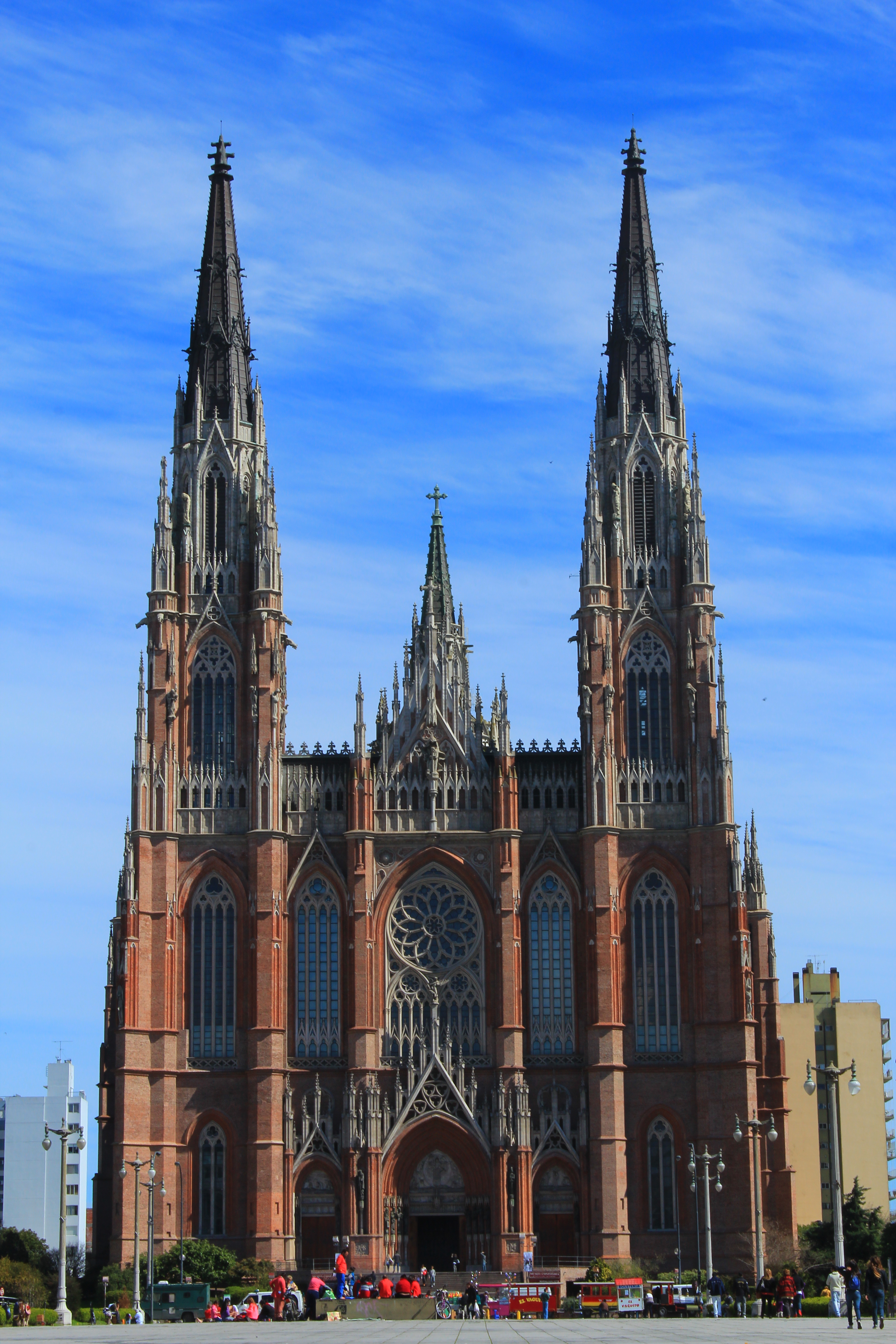
Cathédrale de l'Immaculée-Conception de La Plata (Argentine).
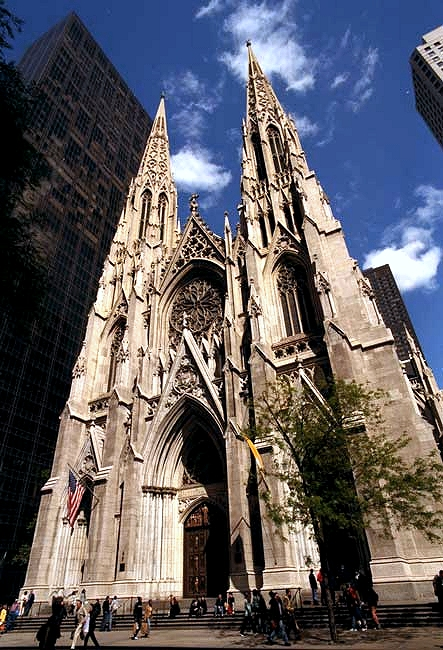
La cathédrale Saint-Patrick de New York.
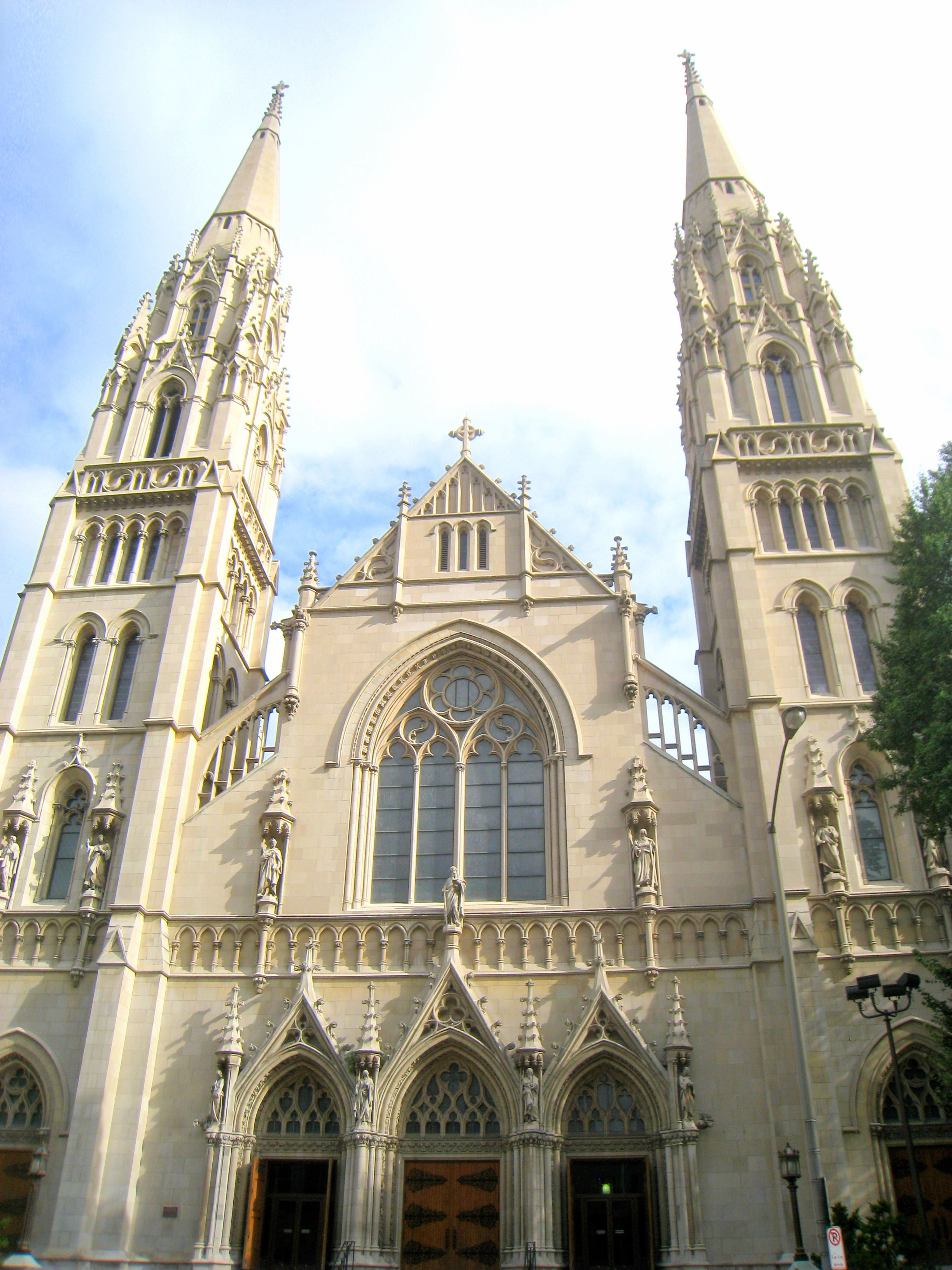
Cathédrale Saint-Paul de Pittsburgh.
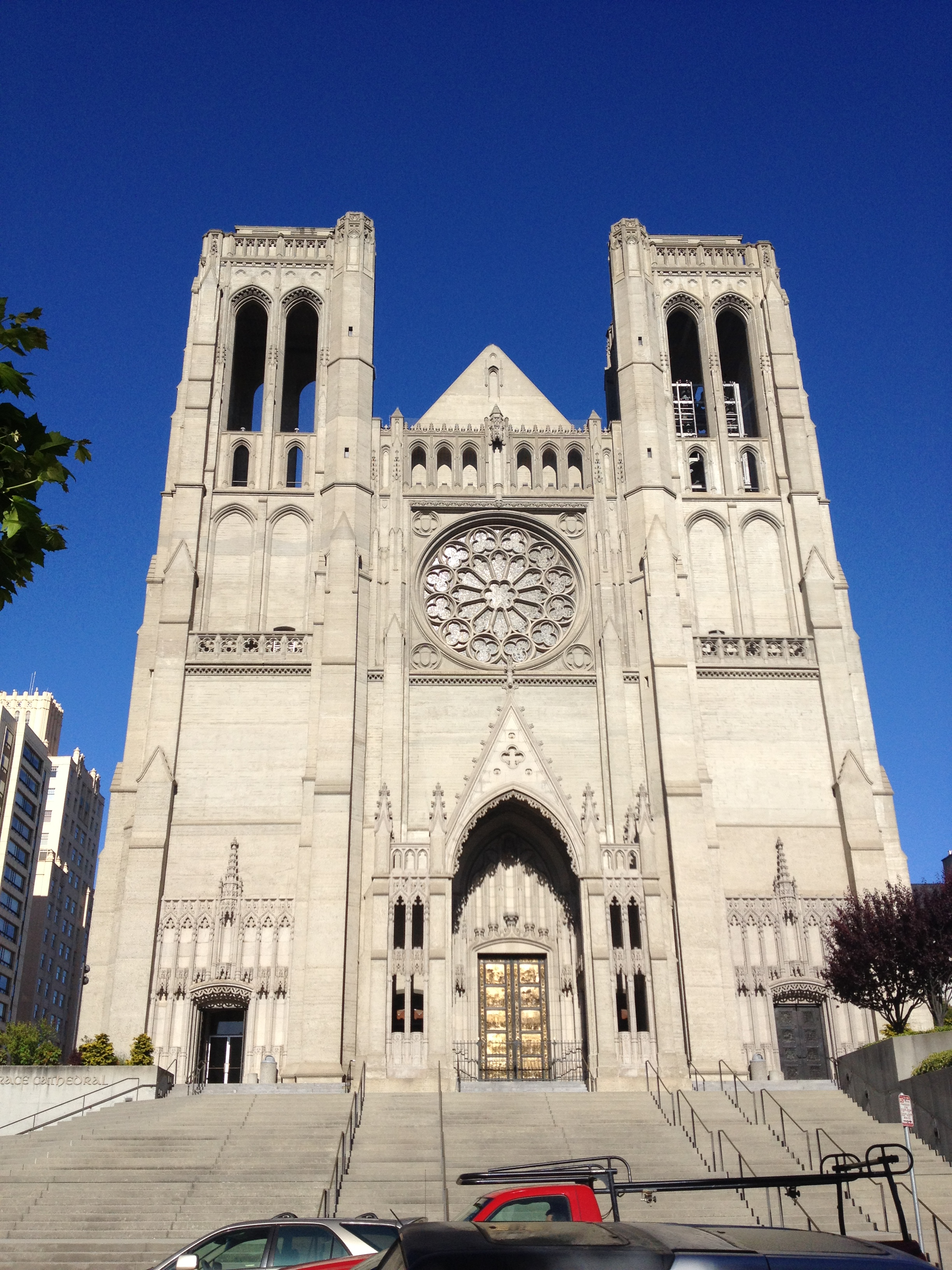
Grace Cathedral de San Francisco.
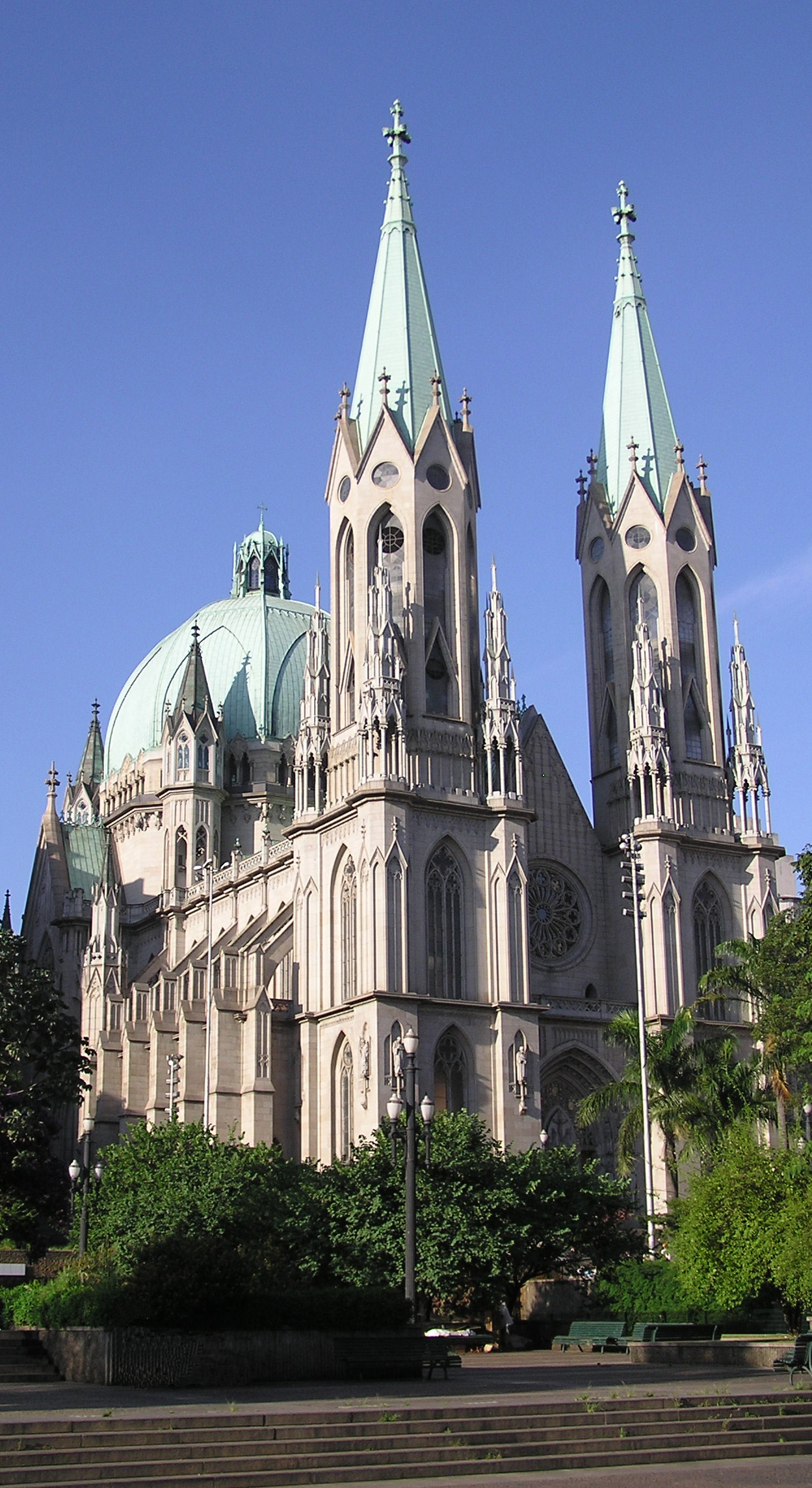
Cathédrale métropolitaine de São Paulo.
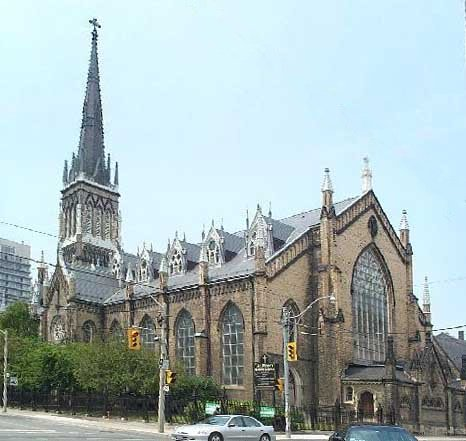
Cathédrale Saint-Michel de Toronto.
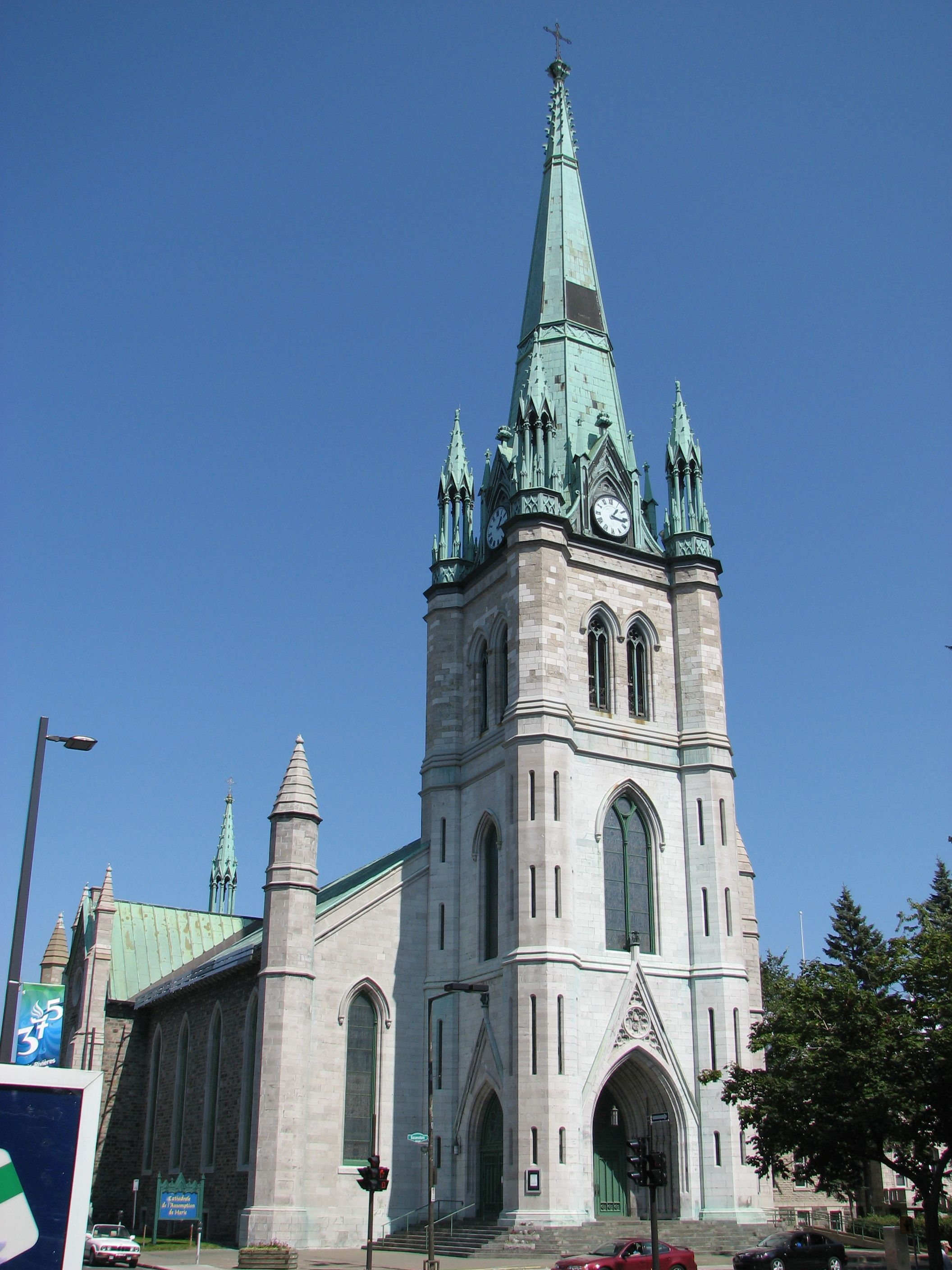
Cathédrale de l'Assomption de Trois-Rivières (Canada).

#### Cathédrales contemporaines

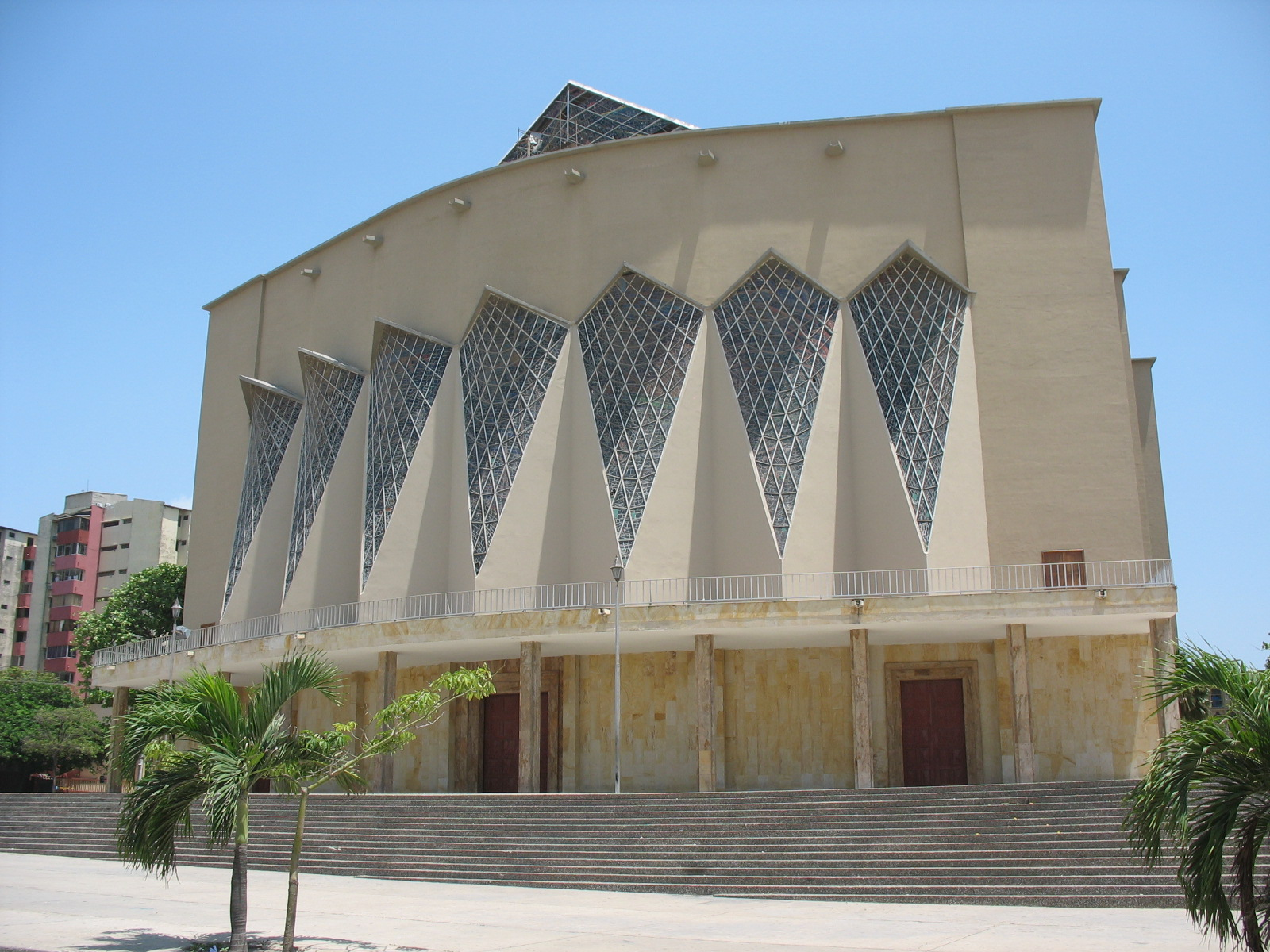
Cathédrale Marie-Reine de Barranquilla (Colombie).
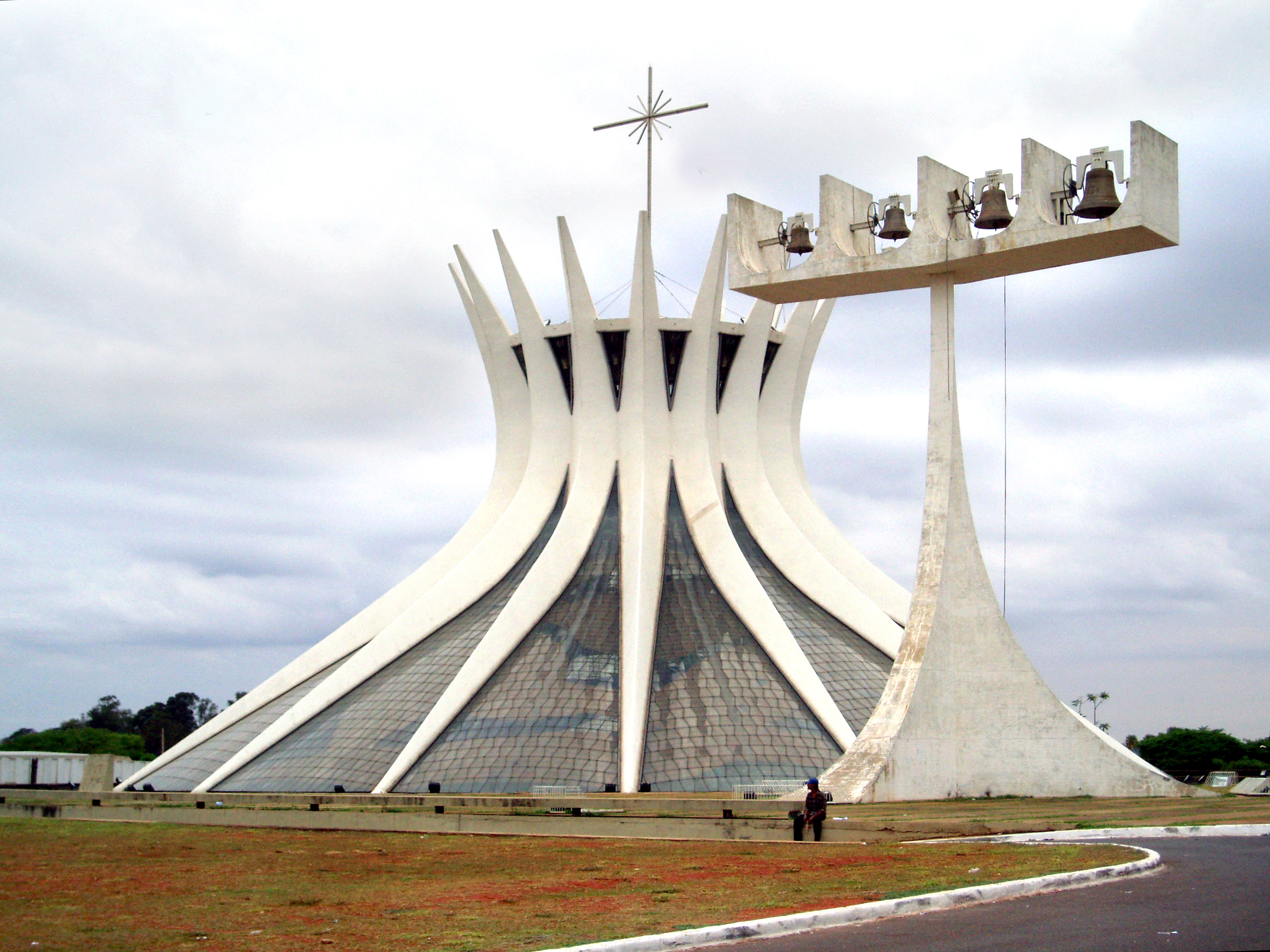
Cathédrale de Brasilia.
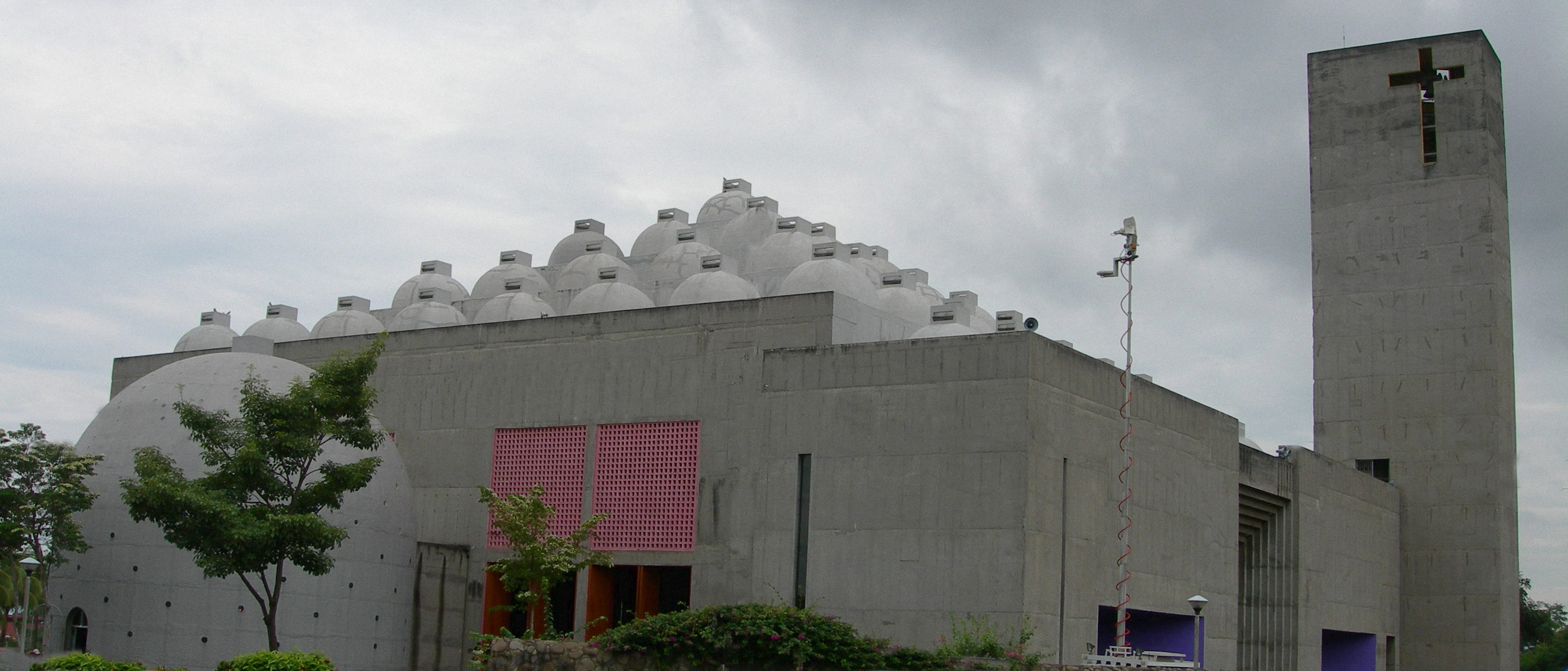
Cathédrale de l'Immaculée-Conception de Managua.
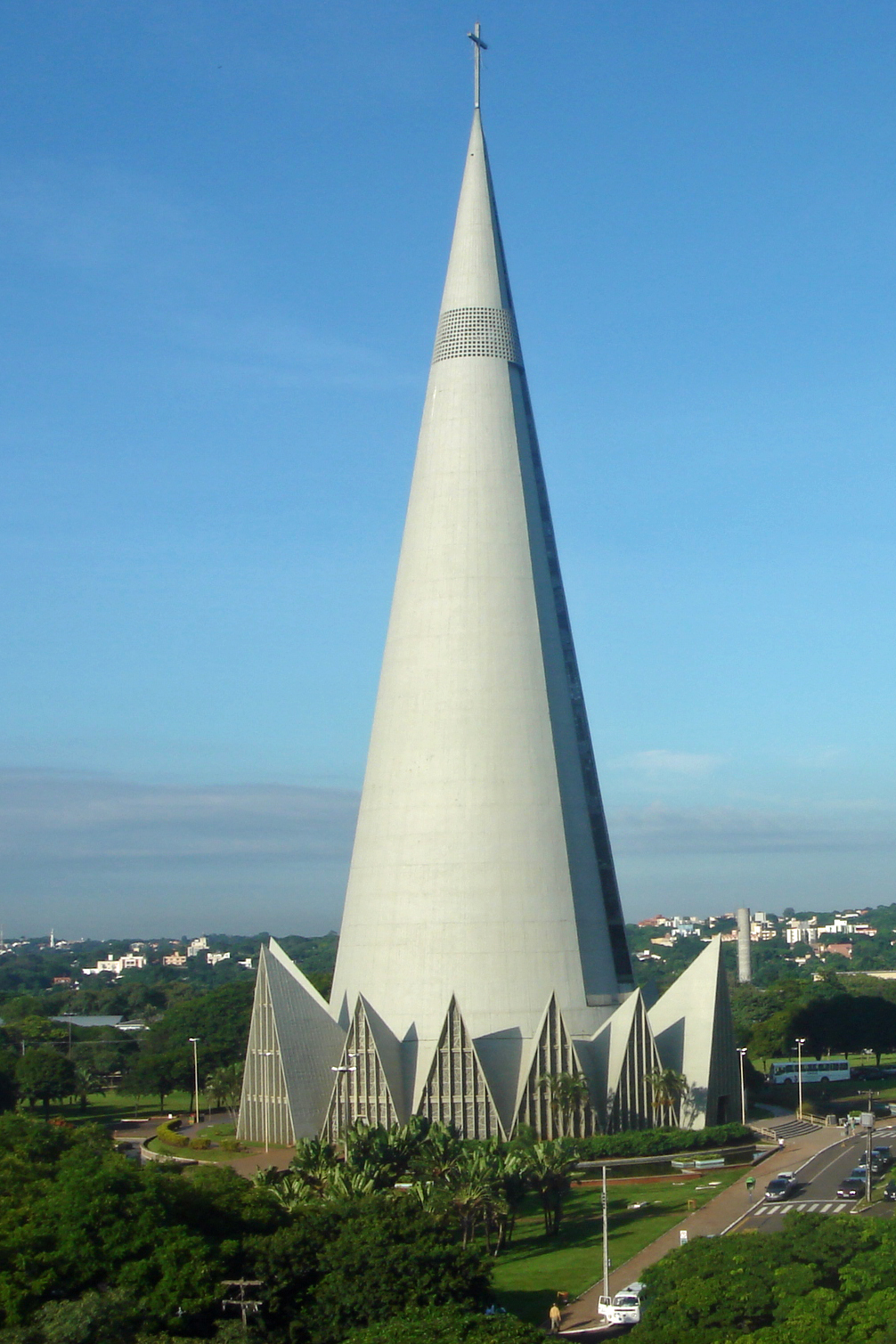
Cathédrale Notre-Dame-de-la-Gloire de Maringá (Brésil).
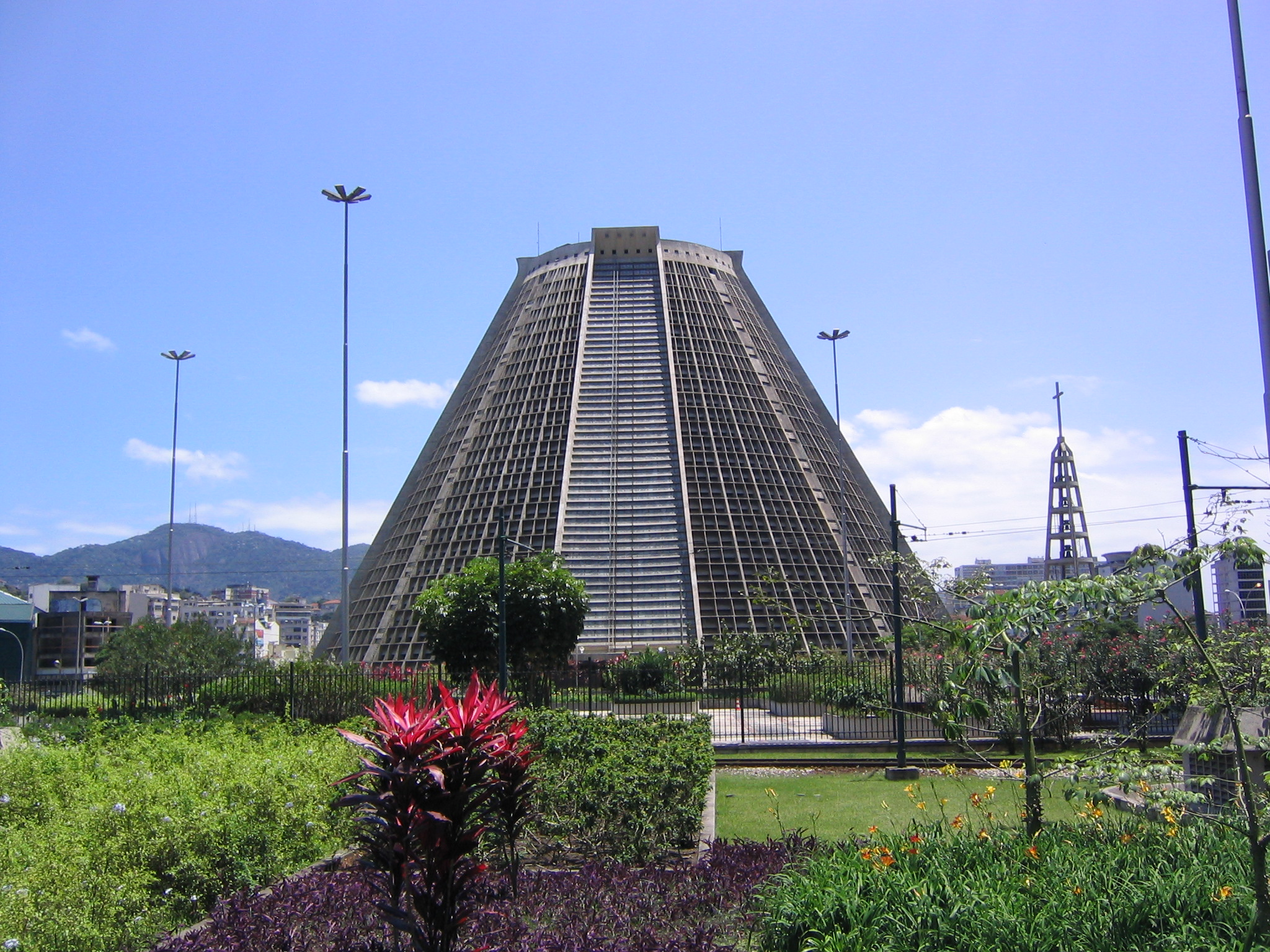
Cathédrale Saint-Sébastien de Rio de Janeiro.
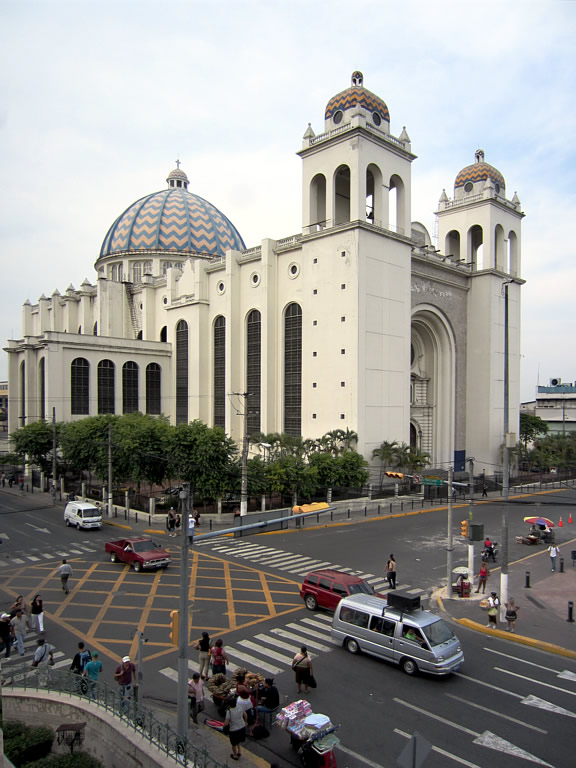
Cathédrale métropolitaine Saint-Sauveur de San Salvador (Salvador).

### Cathédrales d'Afrique

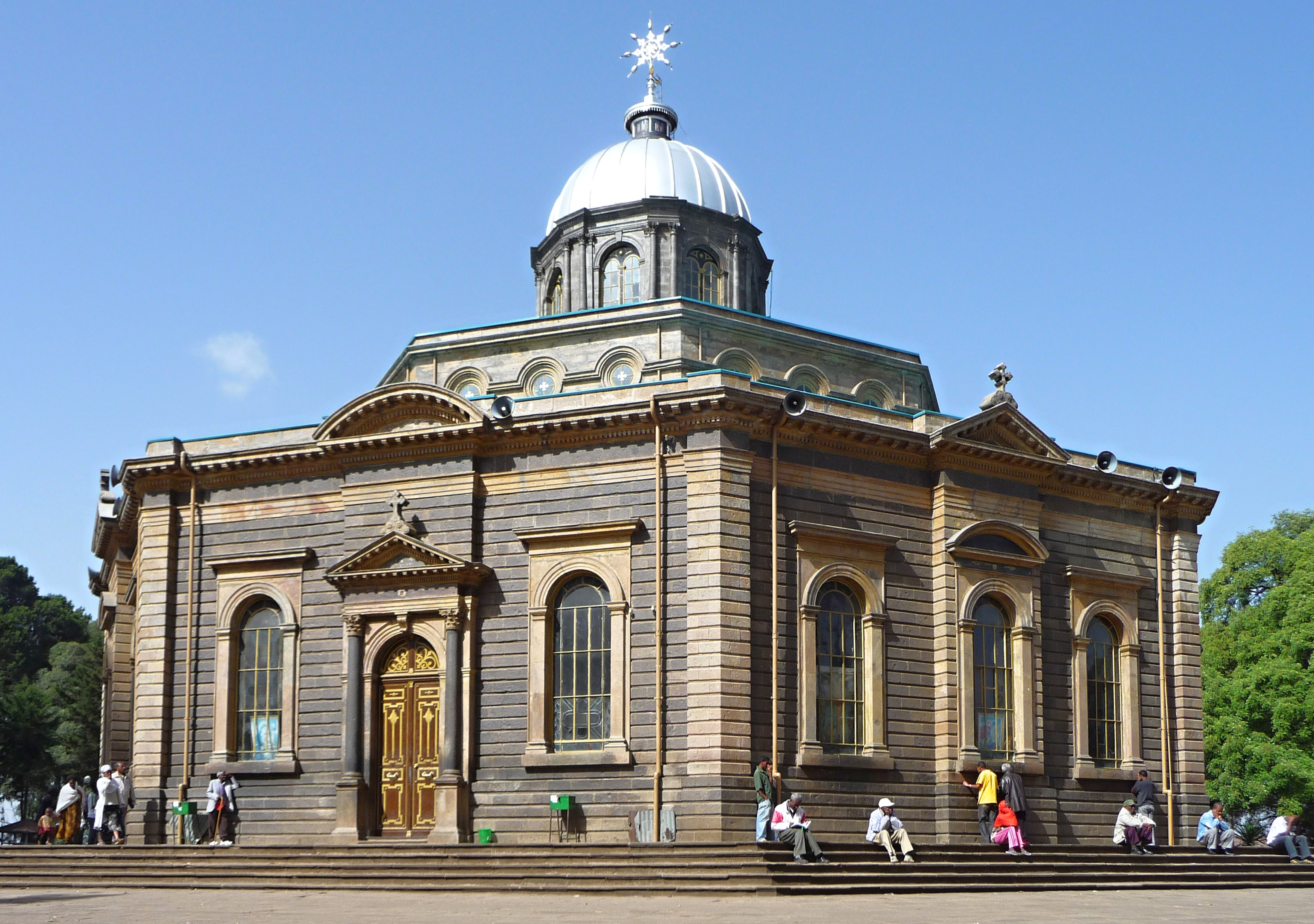
Cathédrale Saint-Georges d'Addis-Abeba.
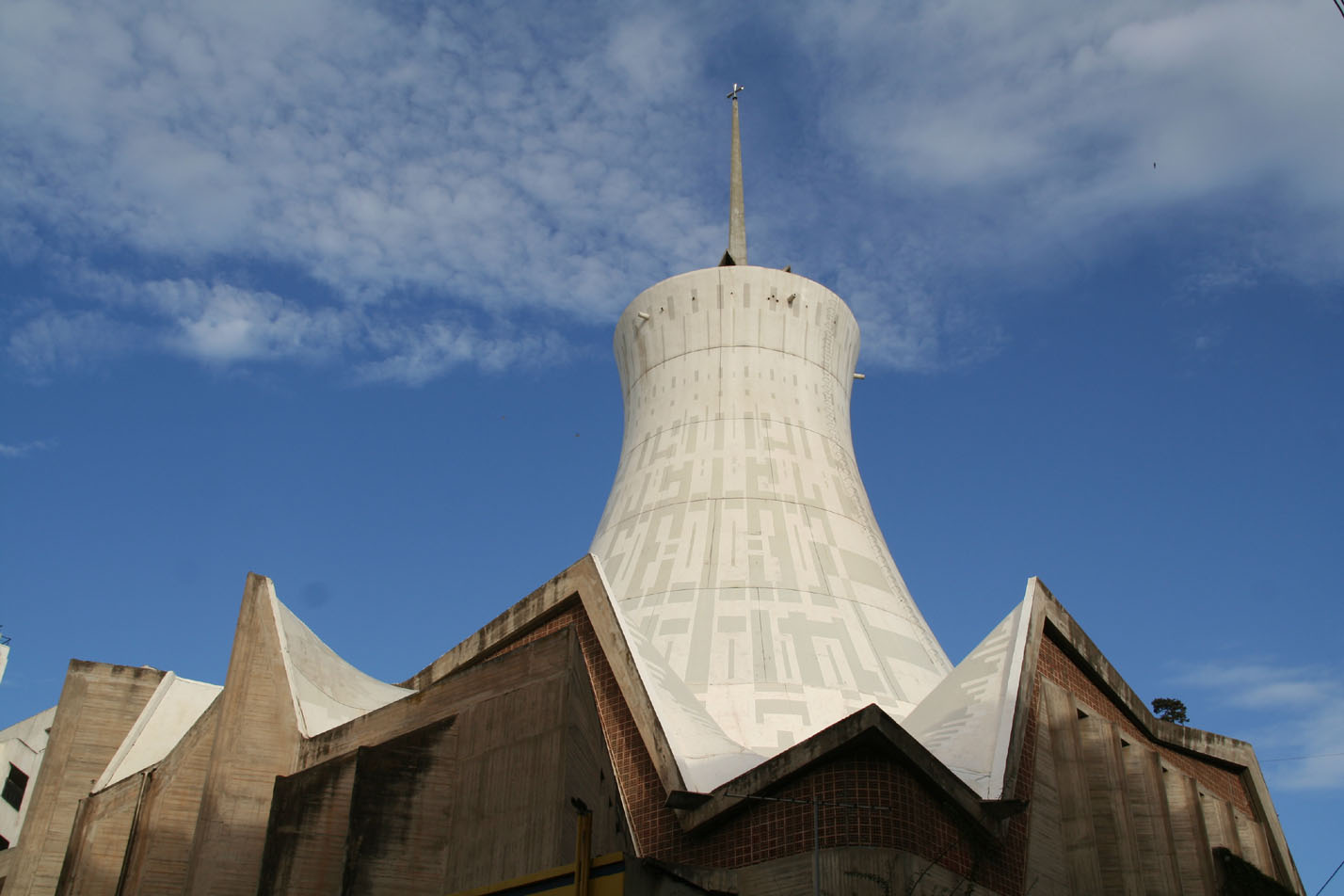
Cathédrale du Sacré-Cœur d'Alger.
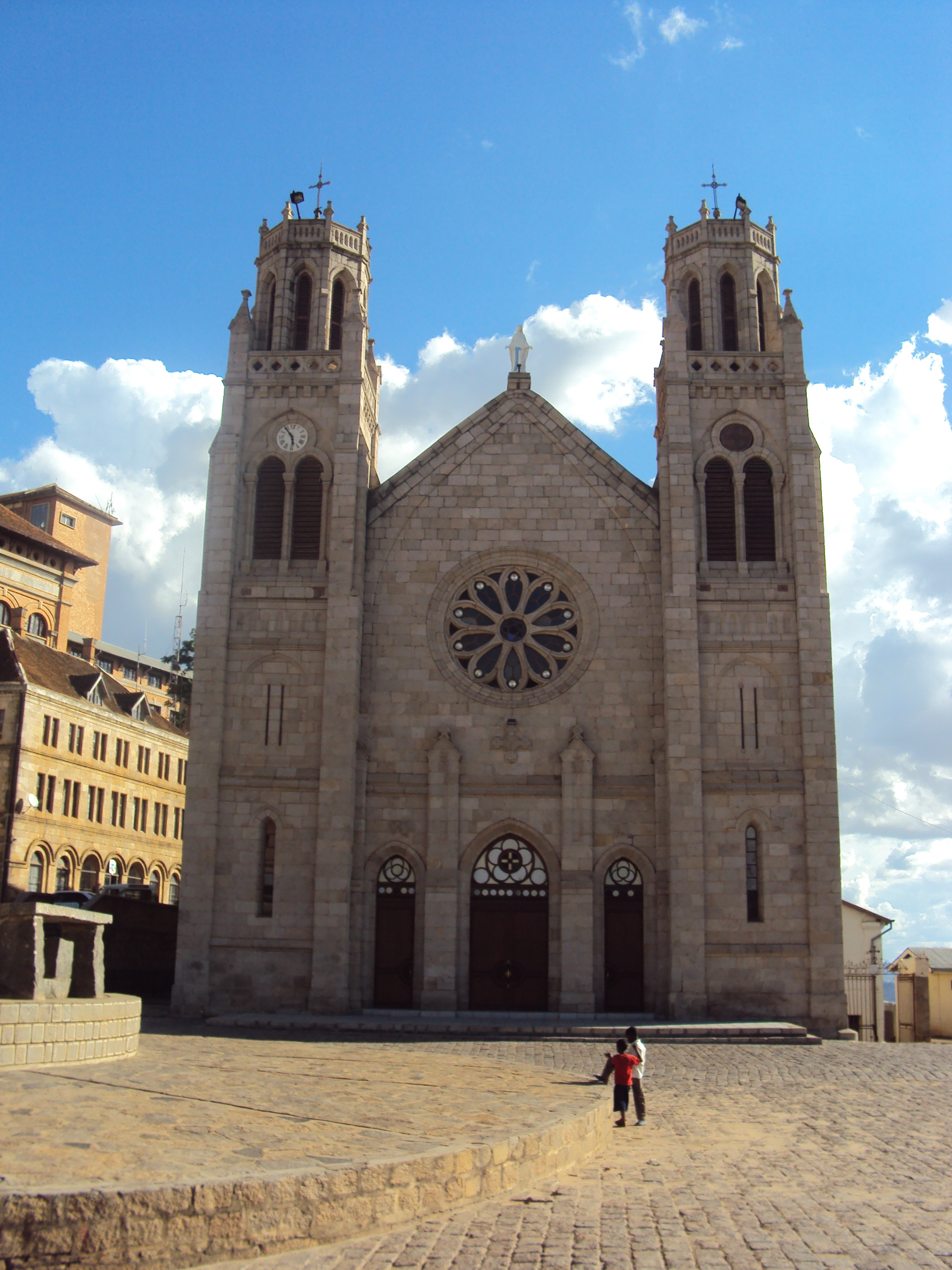
La cathédrale de l'Immaculée-Conception d'Antananarivo.
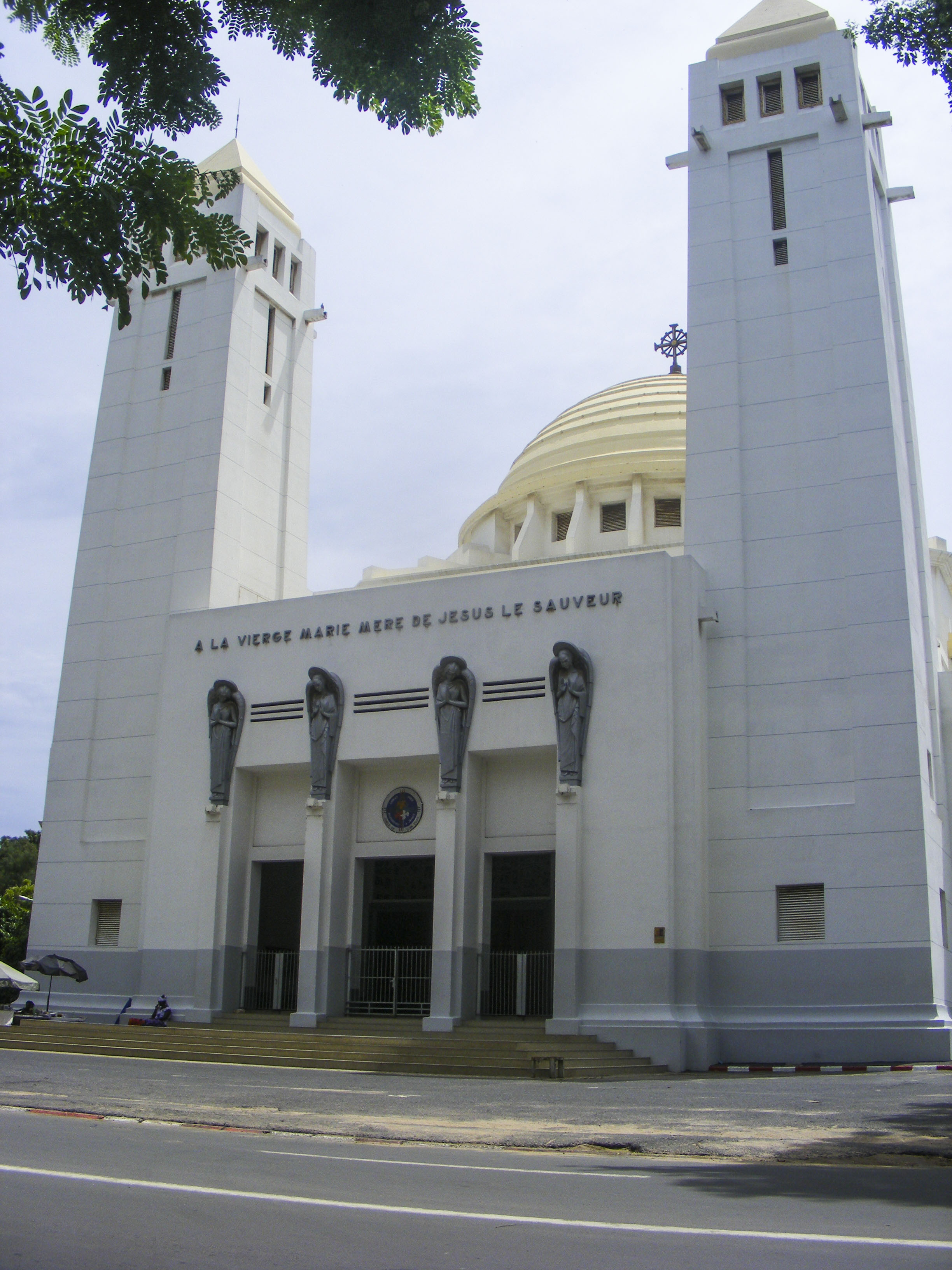
Cathédrale du Souvenir africain de Dakar.
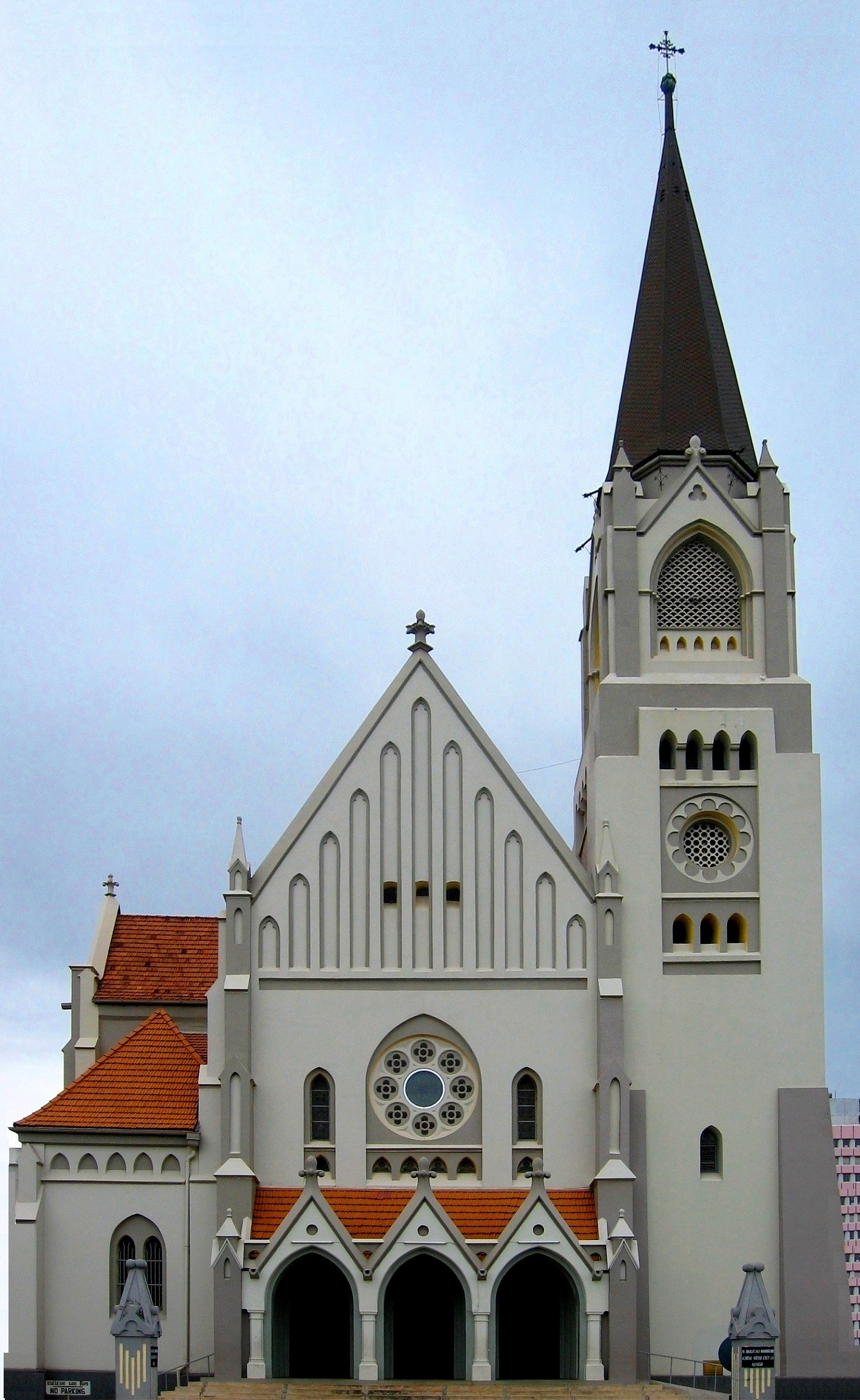
Cathédrale Saint-Joseph de Dar-es-Salaam.
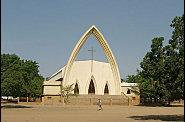
Cathédrale Notre-Dame de Ndjamena.
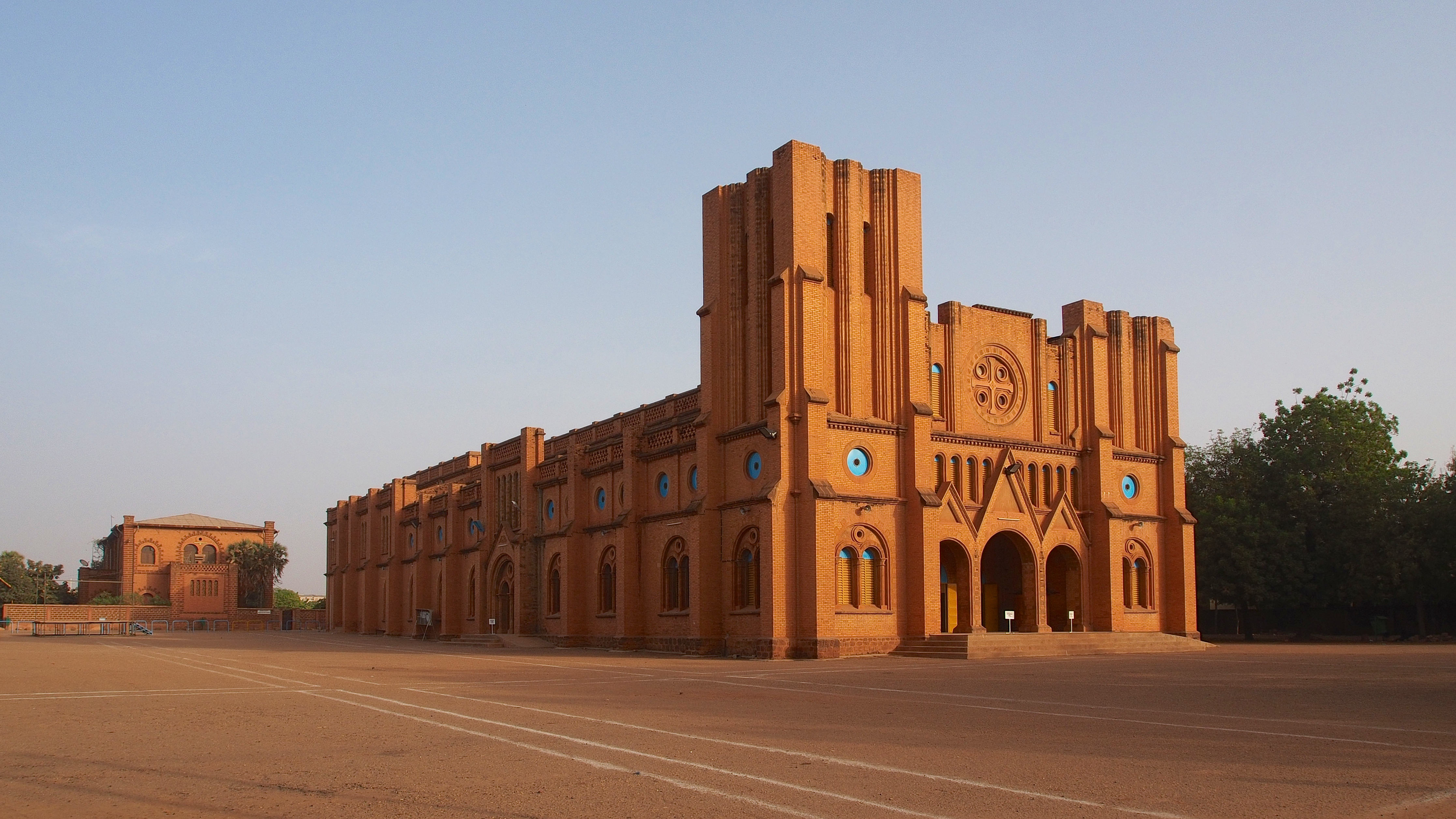
Cathédrale de l'Immaculée-Conception de Ouagadougou.
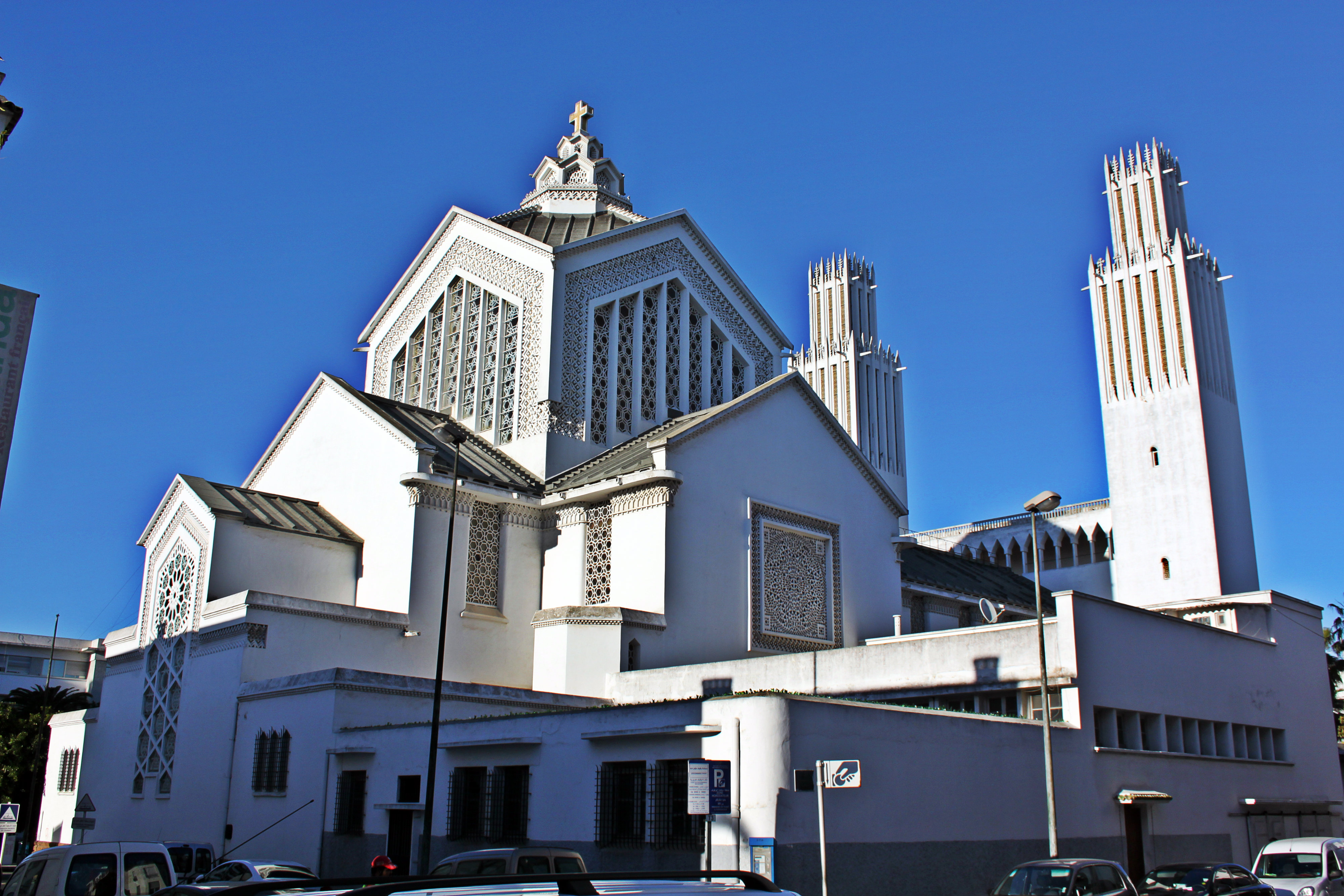
Cathédrale Saint-Pierre de Rabat.
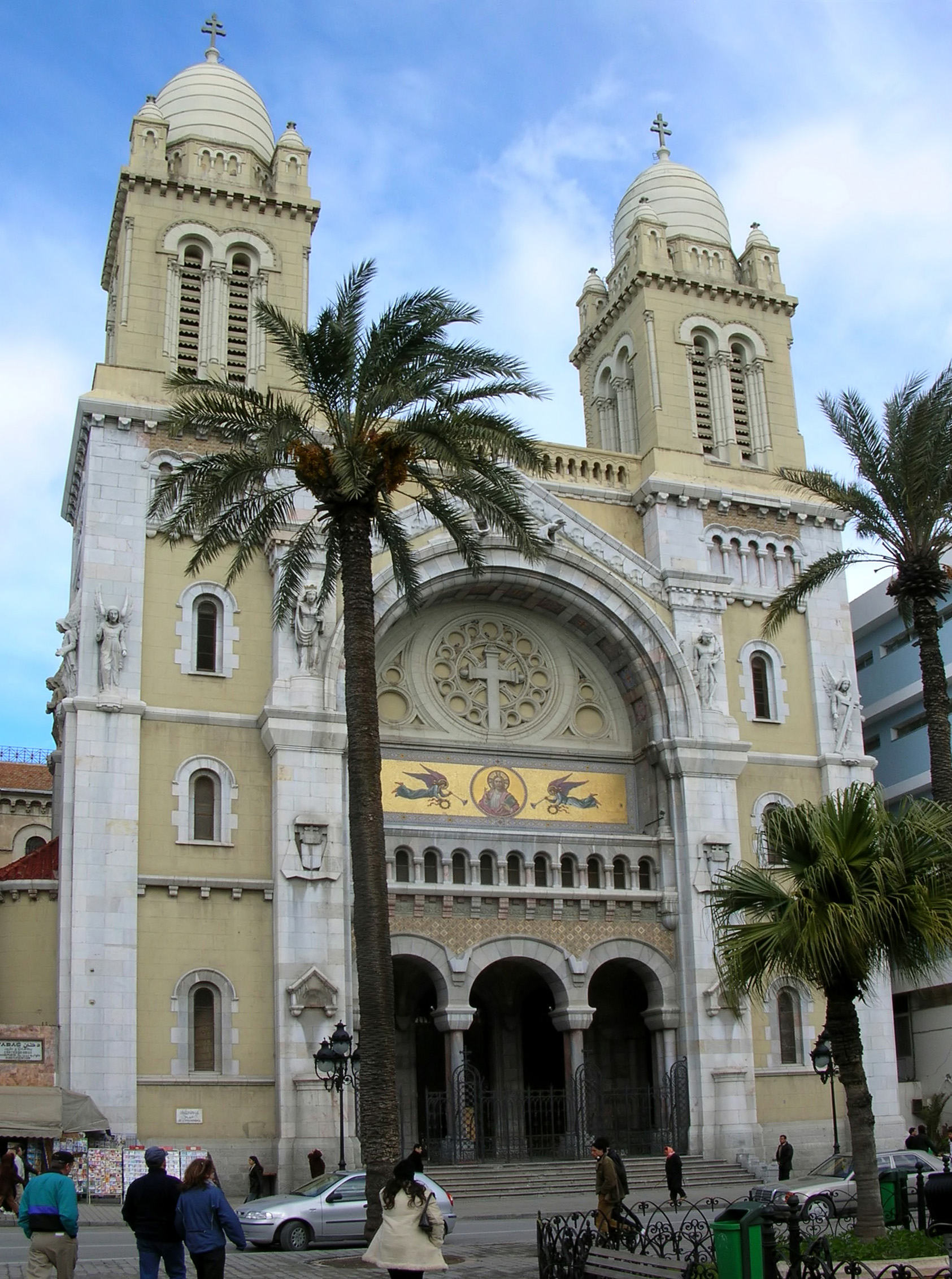
Cathédrale Saint-Vincent-de-Paul de Tunis.
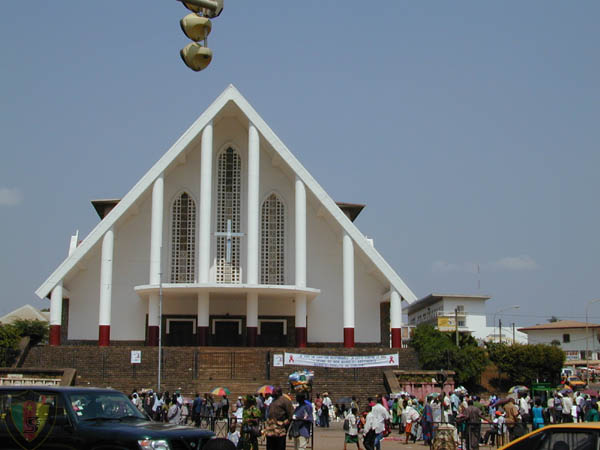
Cathédrale Notre-Dame-des-Victoires de Yaoundé.

### Cathédrales d'Asie

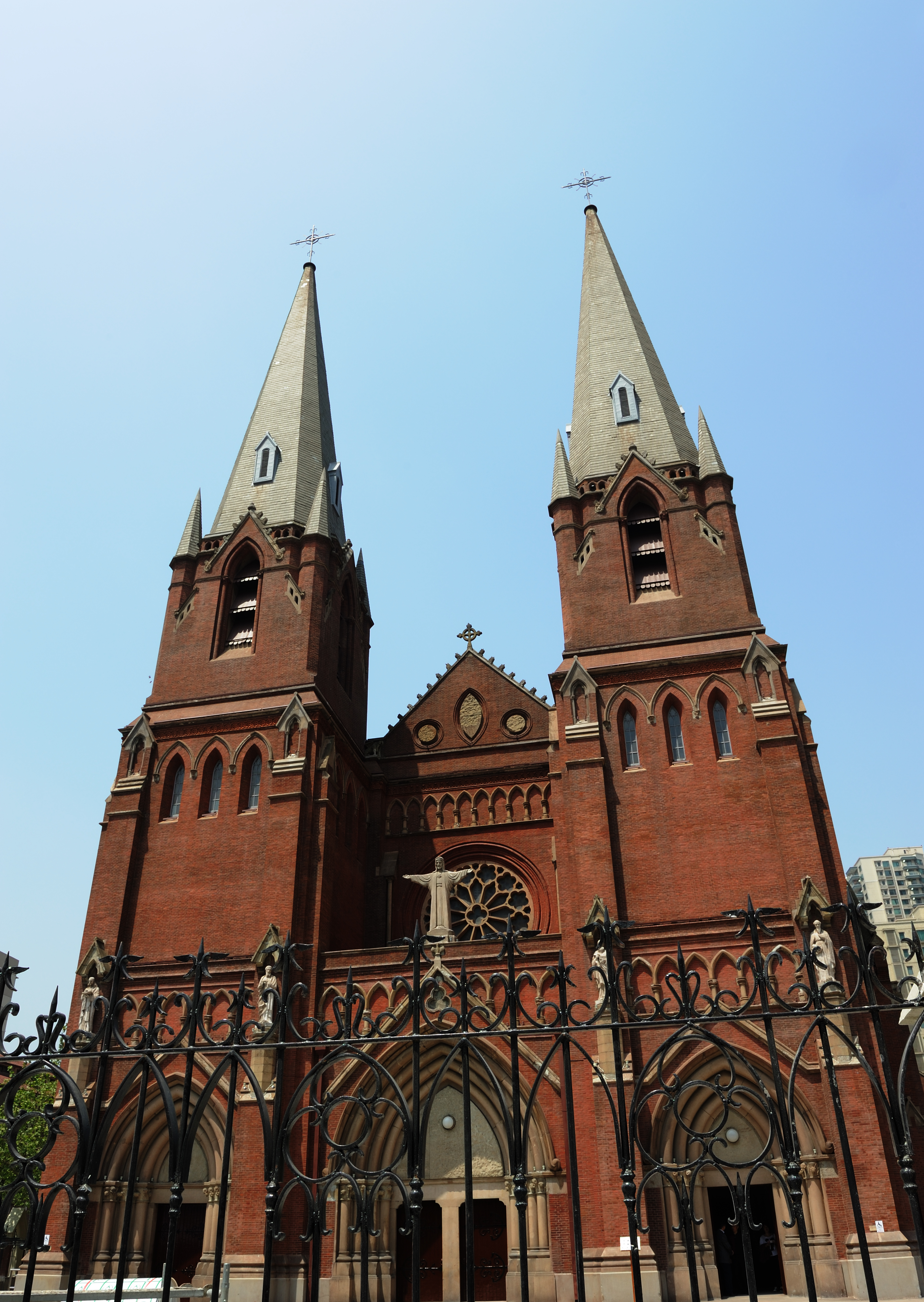
Cathédrale Saint-Ignace de Shanghai.
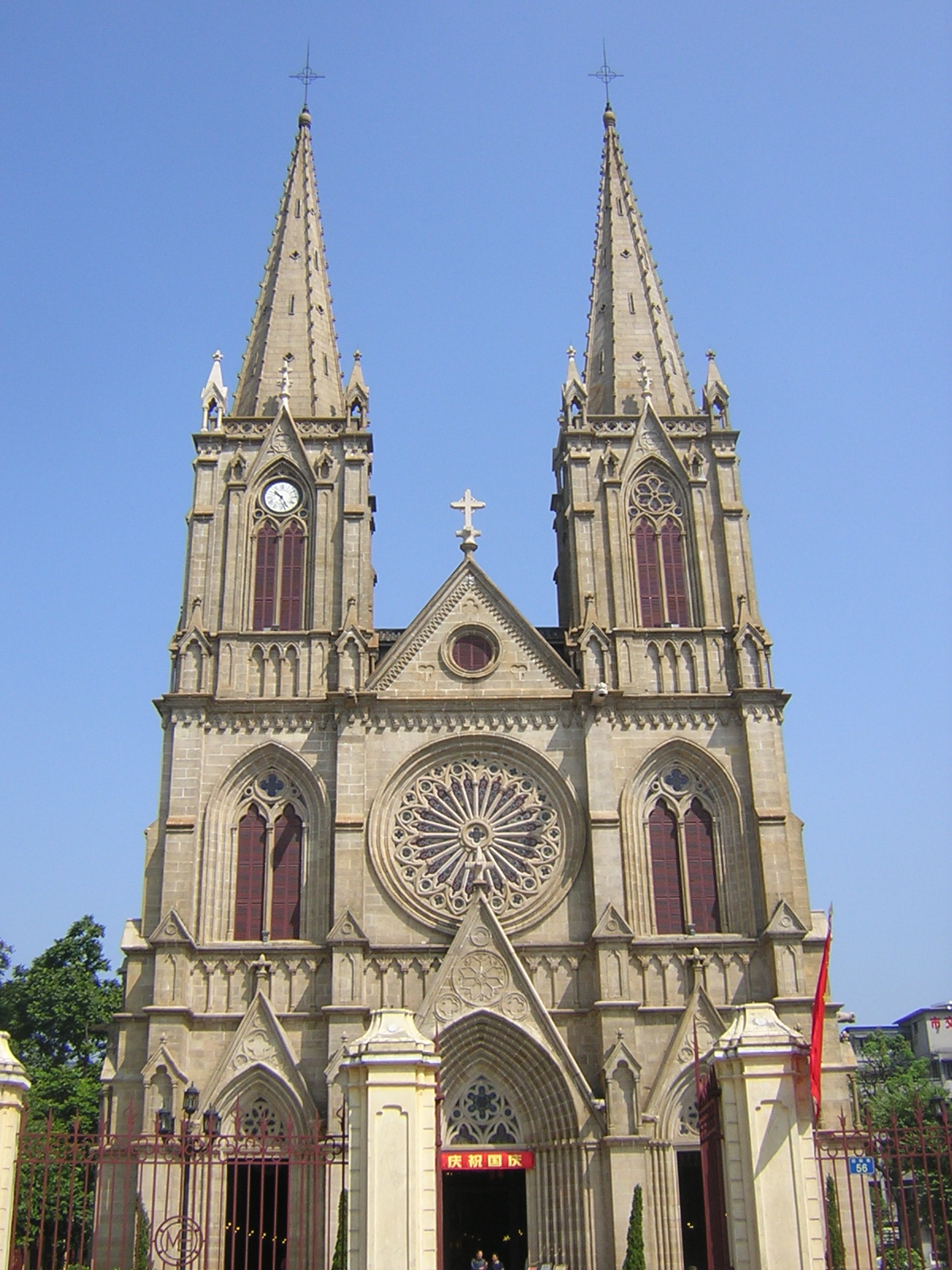
Vue de la cathédrale de Canton.
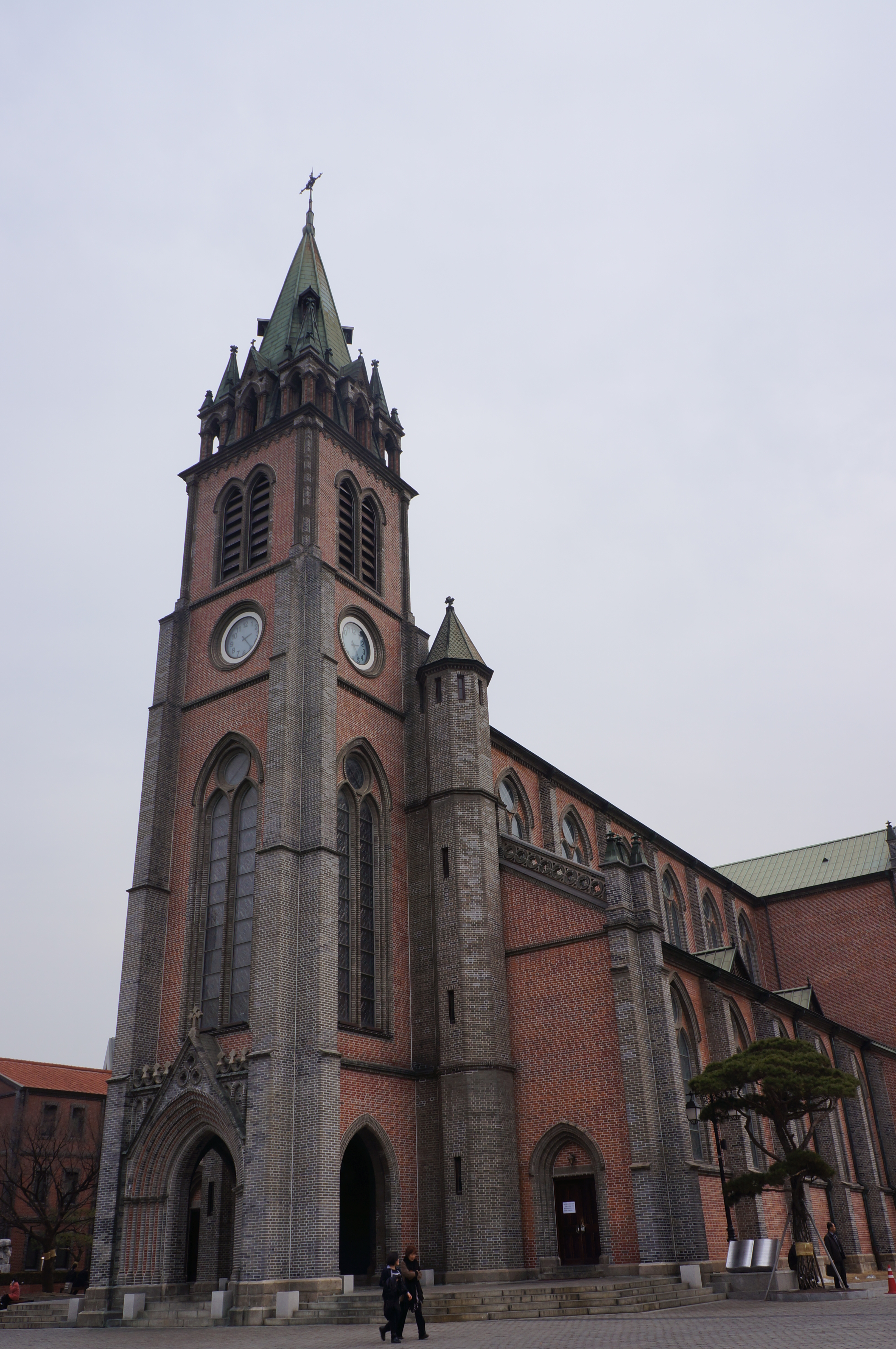
Cathédrale de Myeongdong de Séoul.
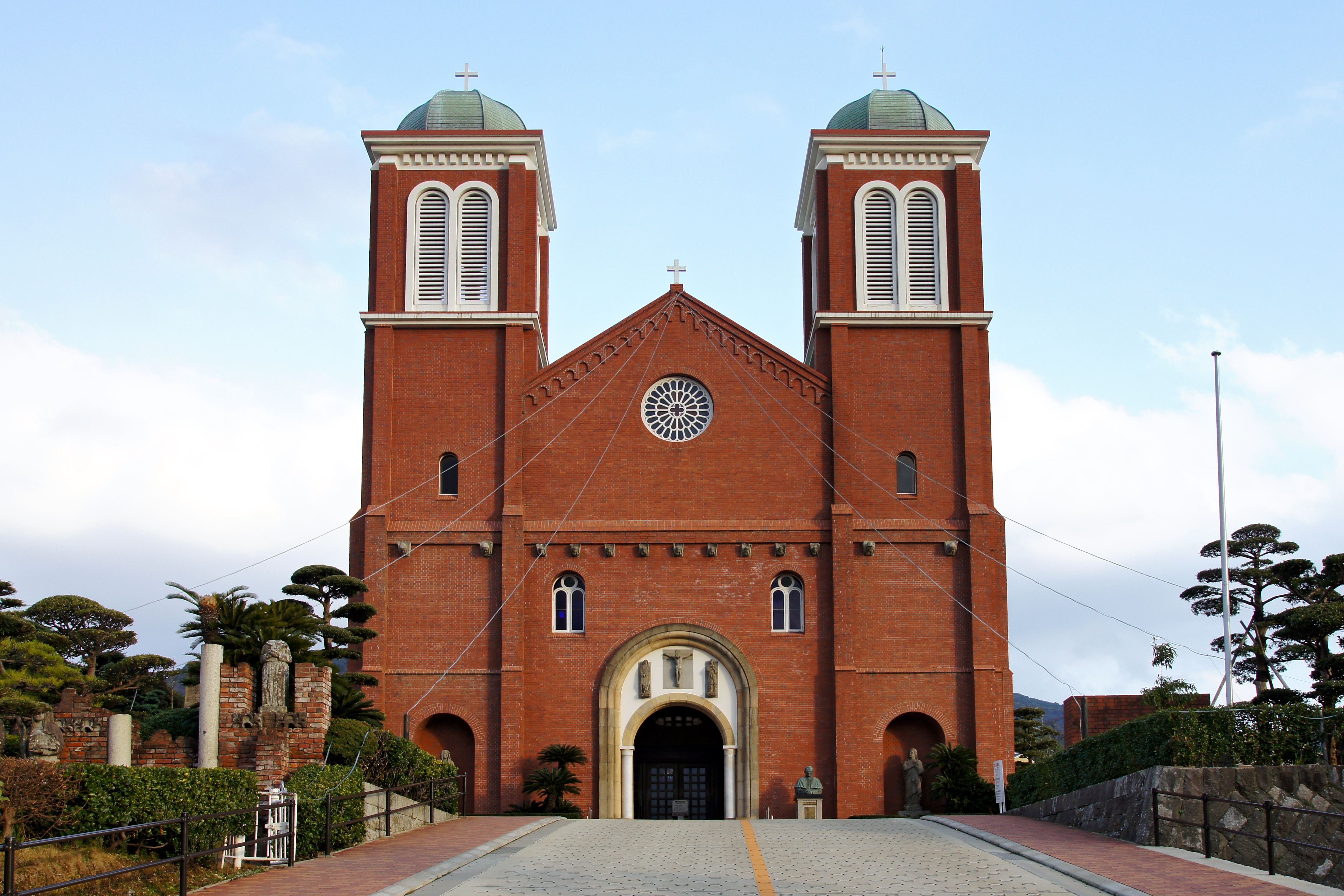
Cathédrale d'Urakami à Nagasaki.
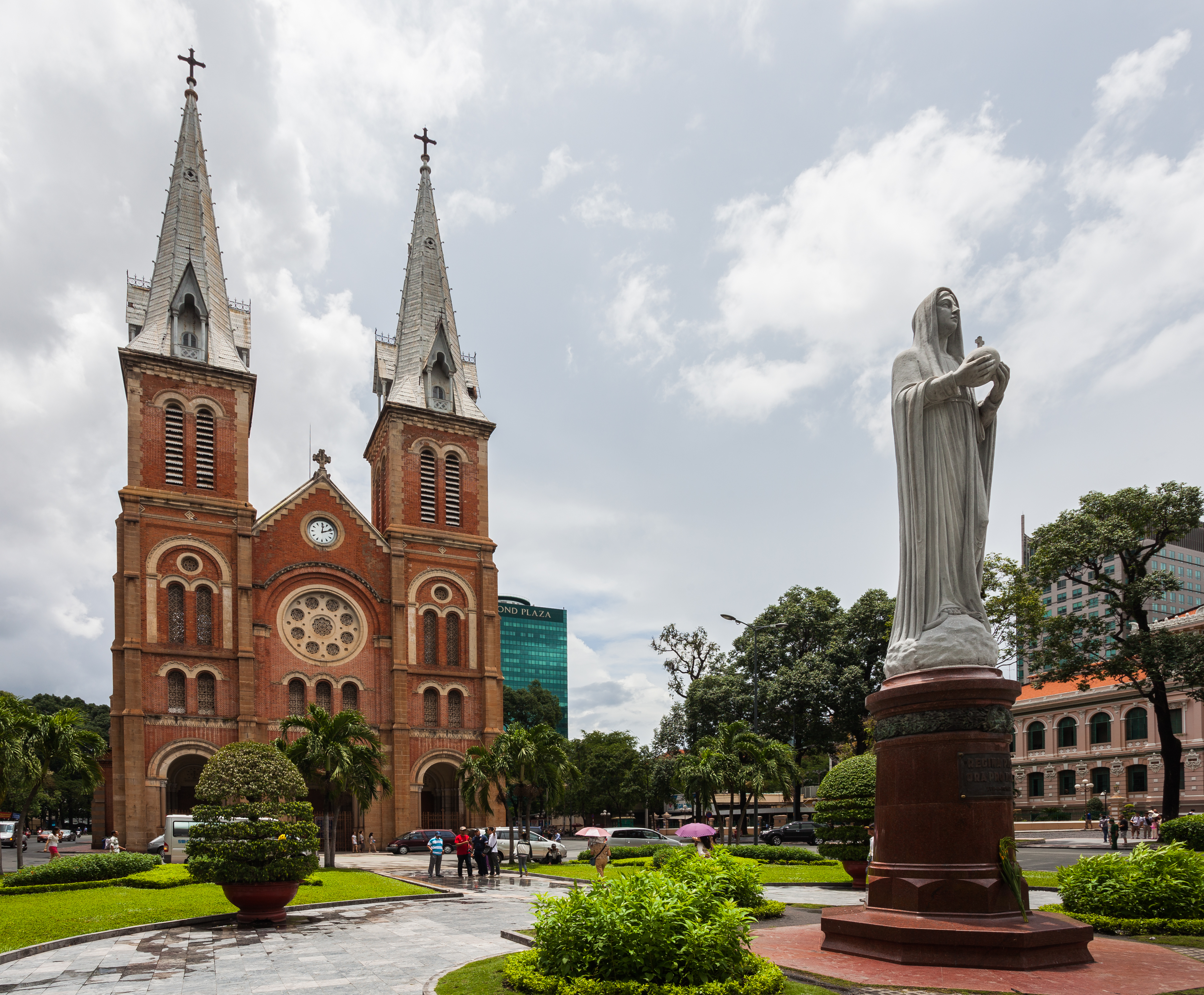
Cathédrale Notre-Dame de Saïgon.
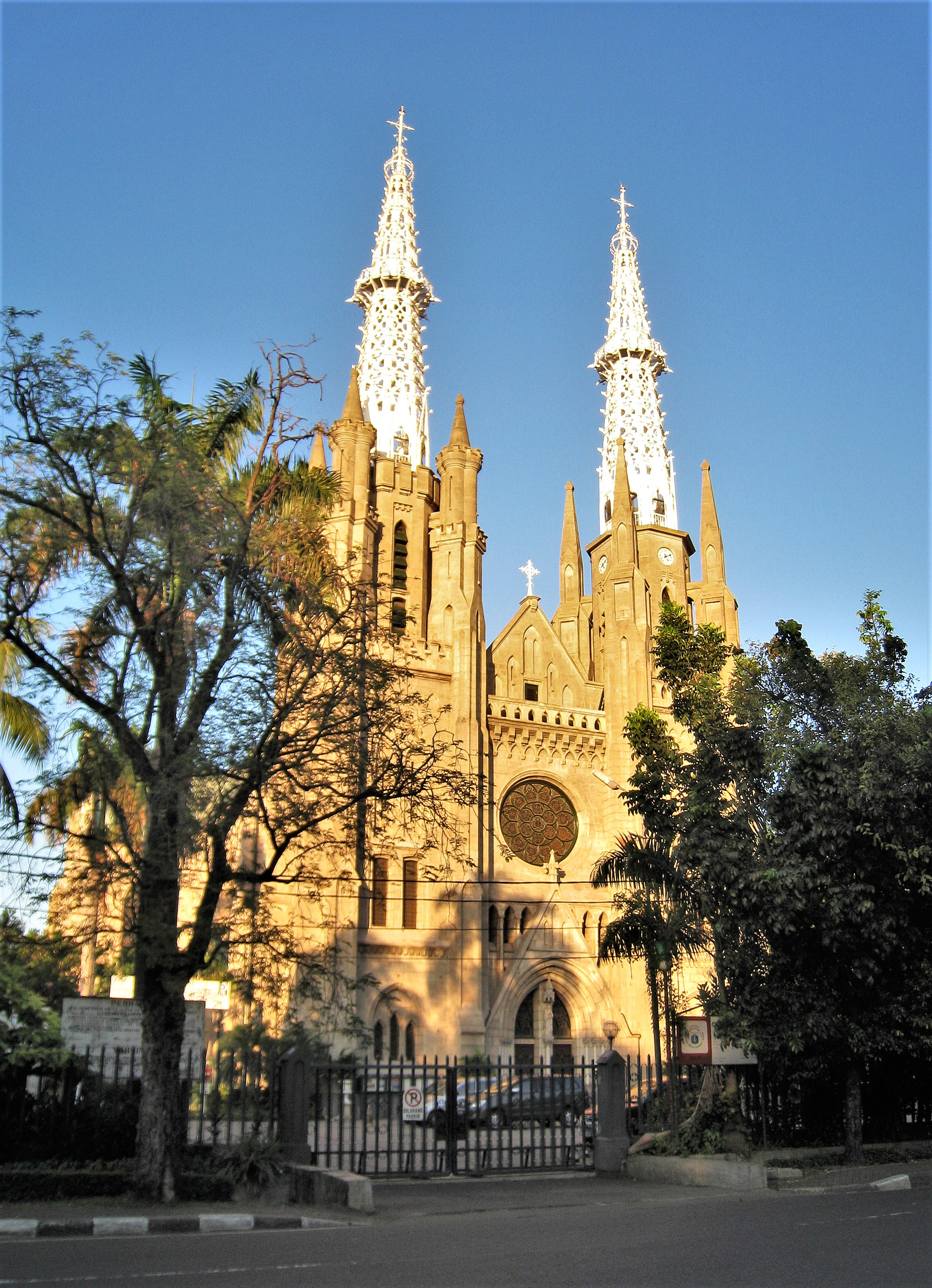
La cathédrale de Jakarta.
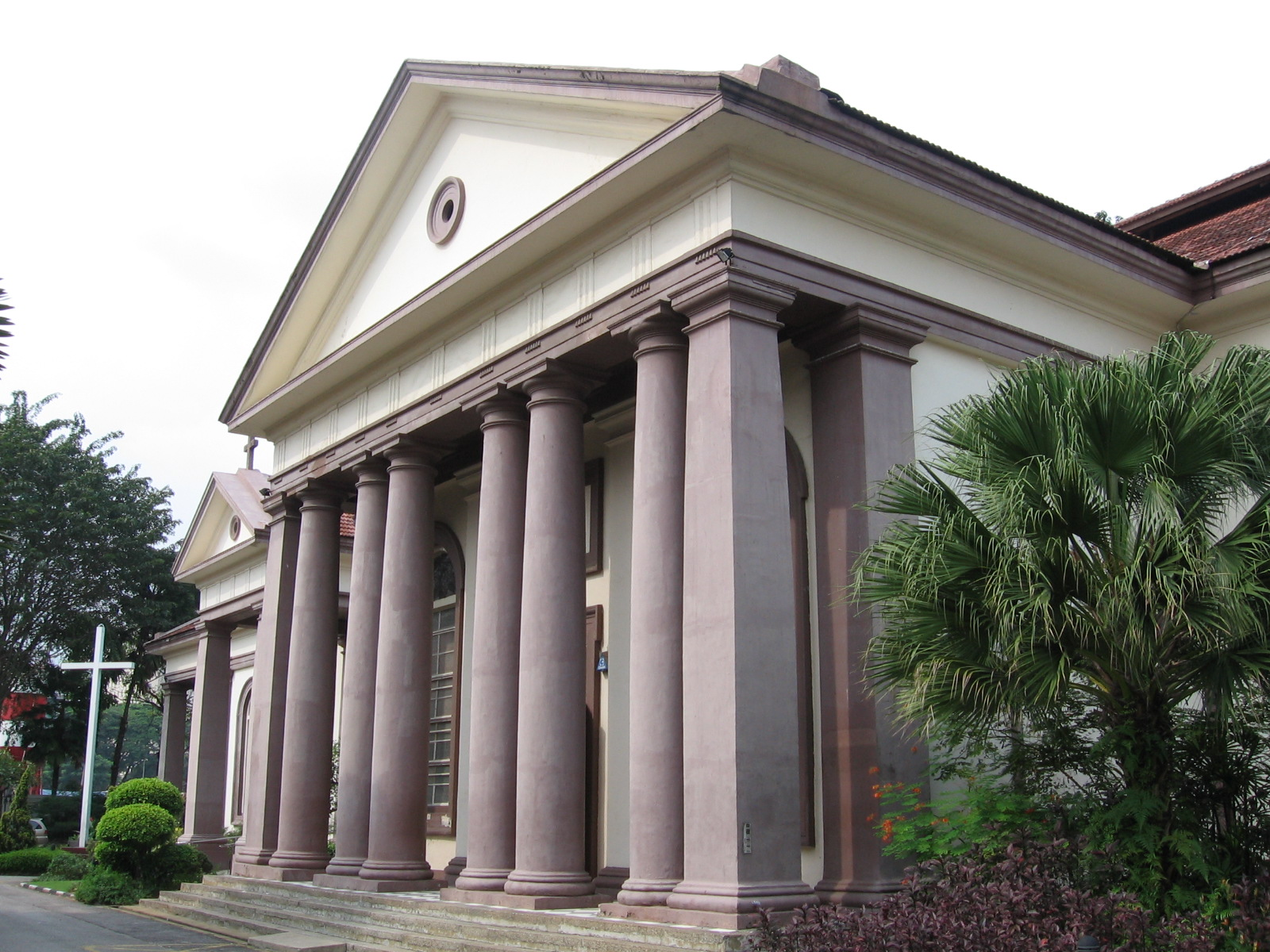
Cathédrale de Singapour.
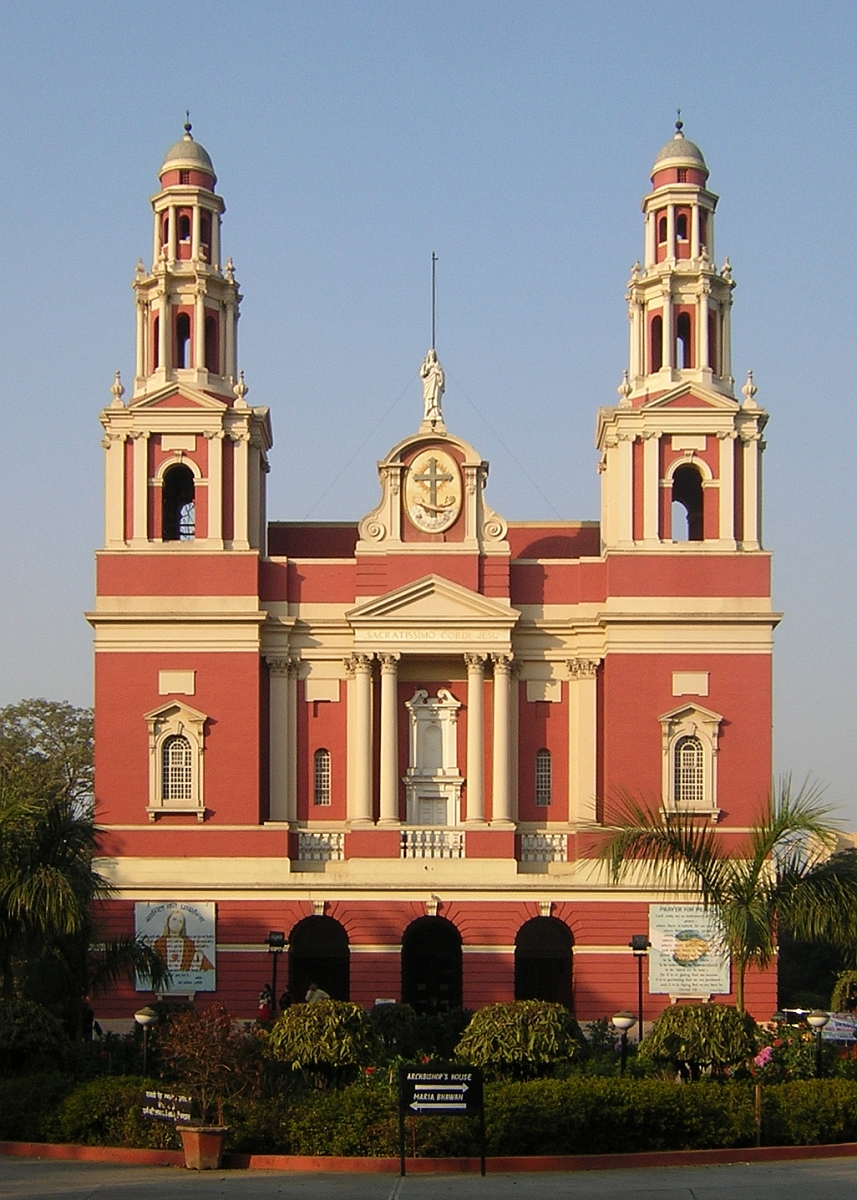
Cathédrale du Sacré-Cœur de Delhi.
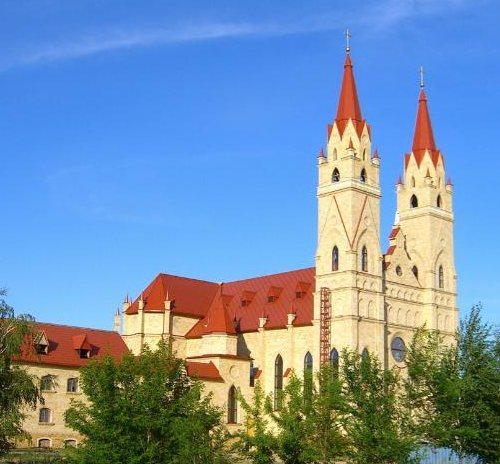
Cathédrale Notre-Dame-de-Fátima de Karaganda (Kazakhstan).
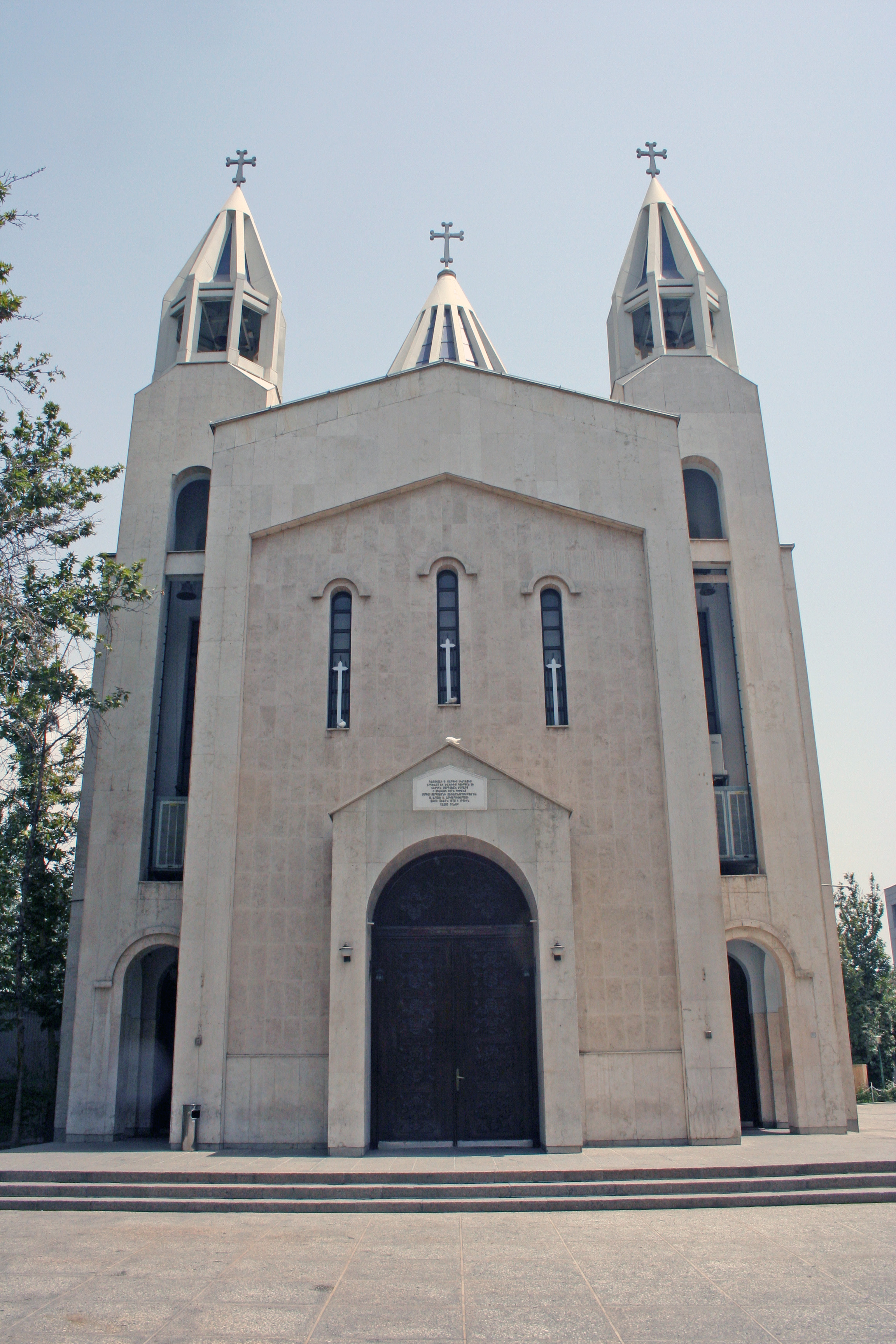
Cathédrale Saint-Sarkis de Téhéran.
Cathédrale Saint-Georges des Maronites de Beyrouth.

### Cathédrales d'Océanie

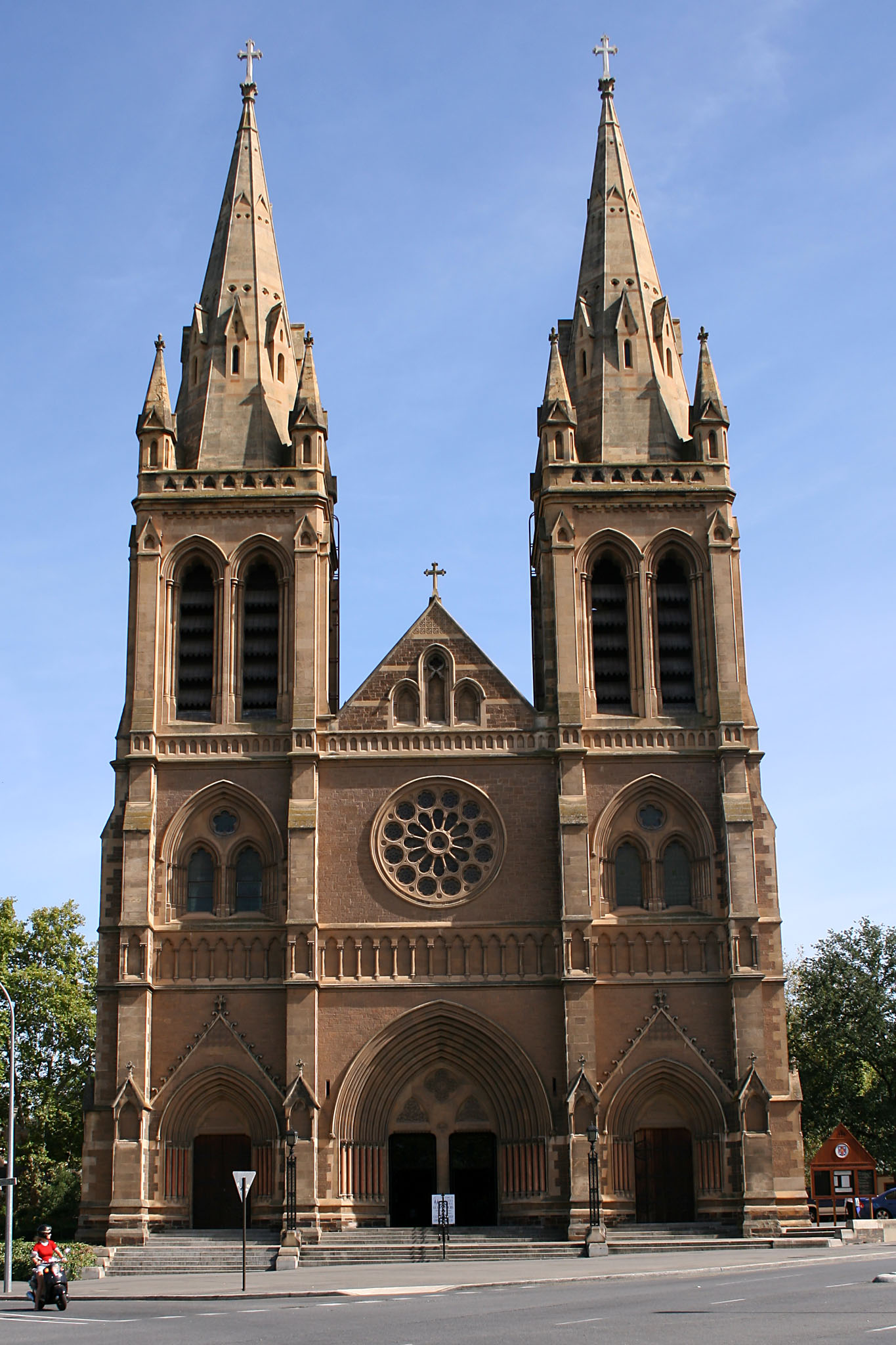
Cathédrale Saint-Pierre d'Adélaïde.
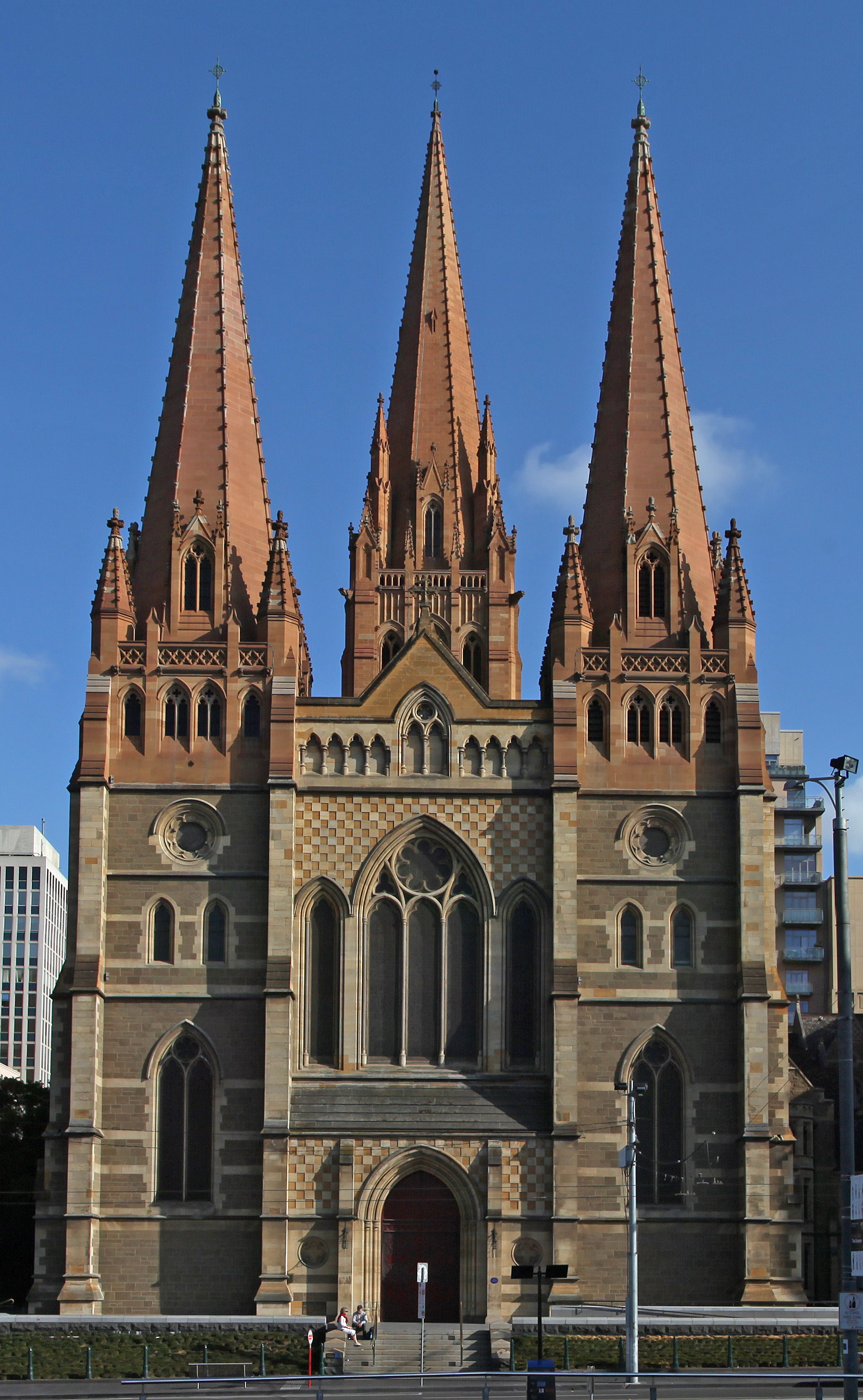
Cathédrale Saint-Paul de Melbourne.
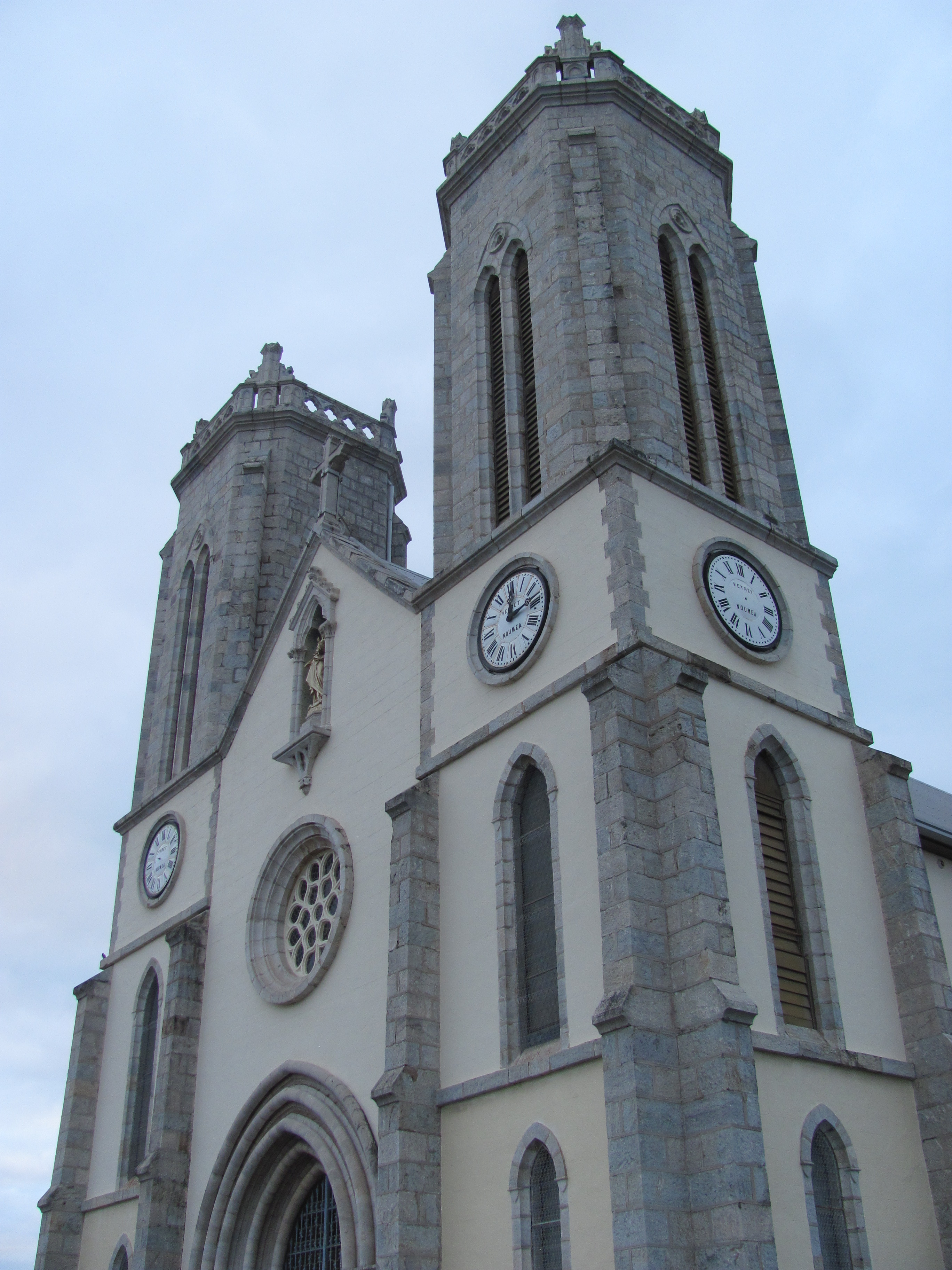
Cathédrale Saint-Joseph de Nouméa.
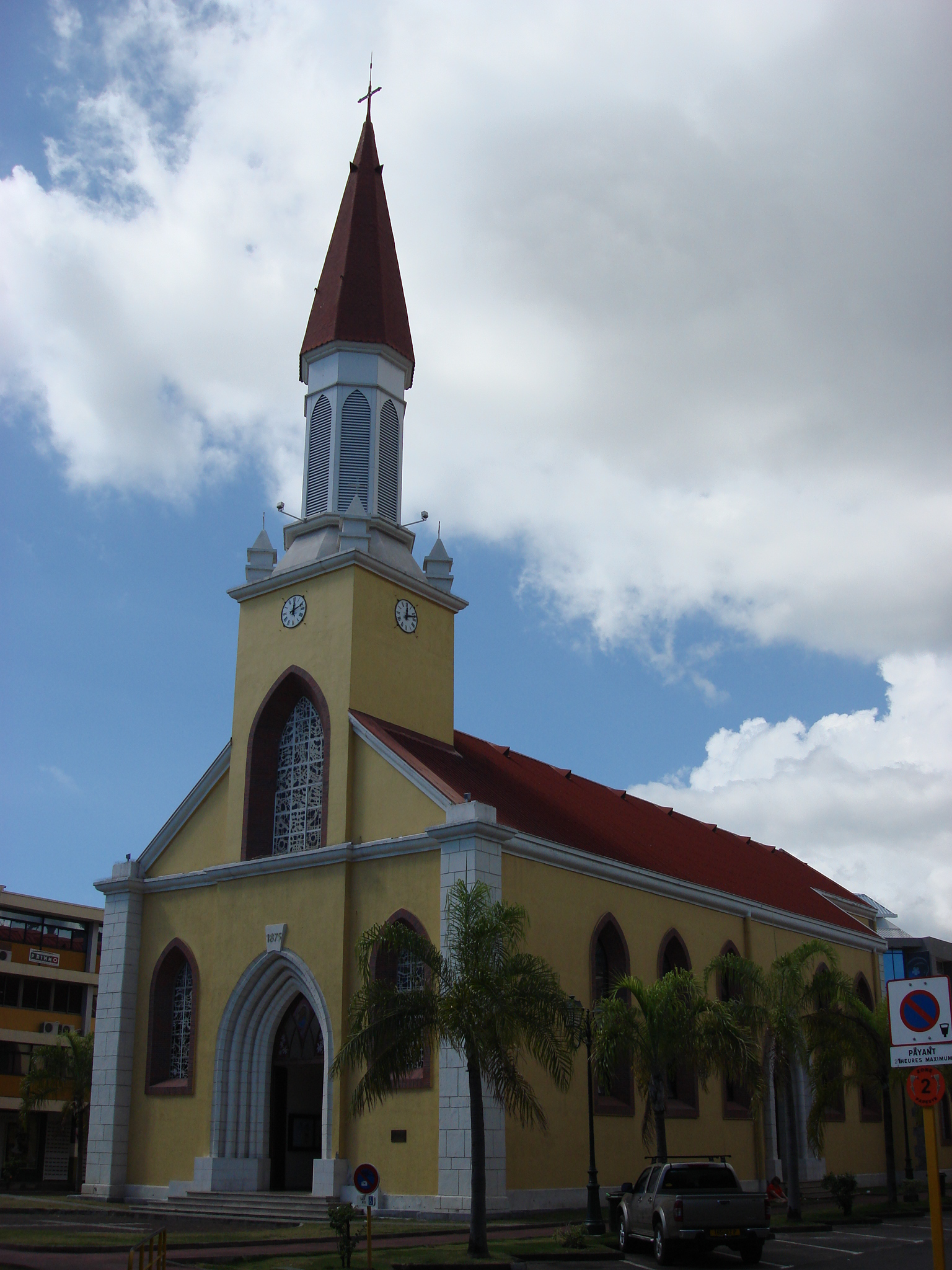
Cathédrale Notre-Dame de Papeete (Tahiti).
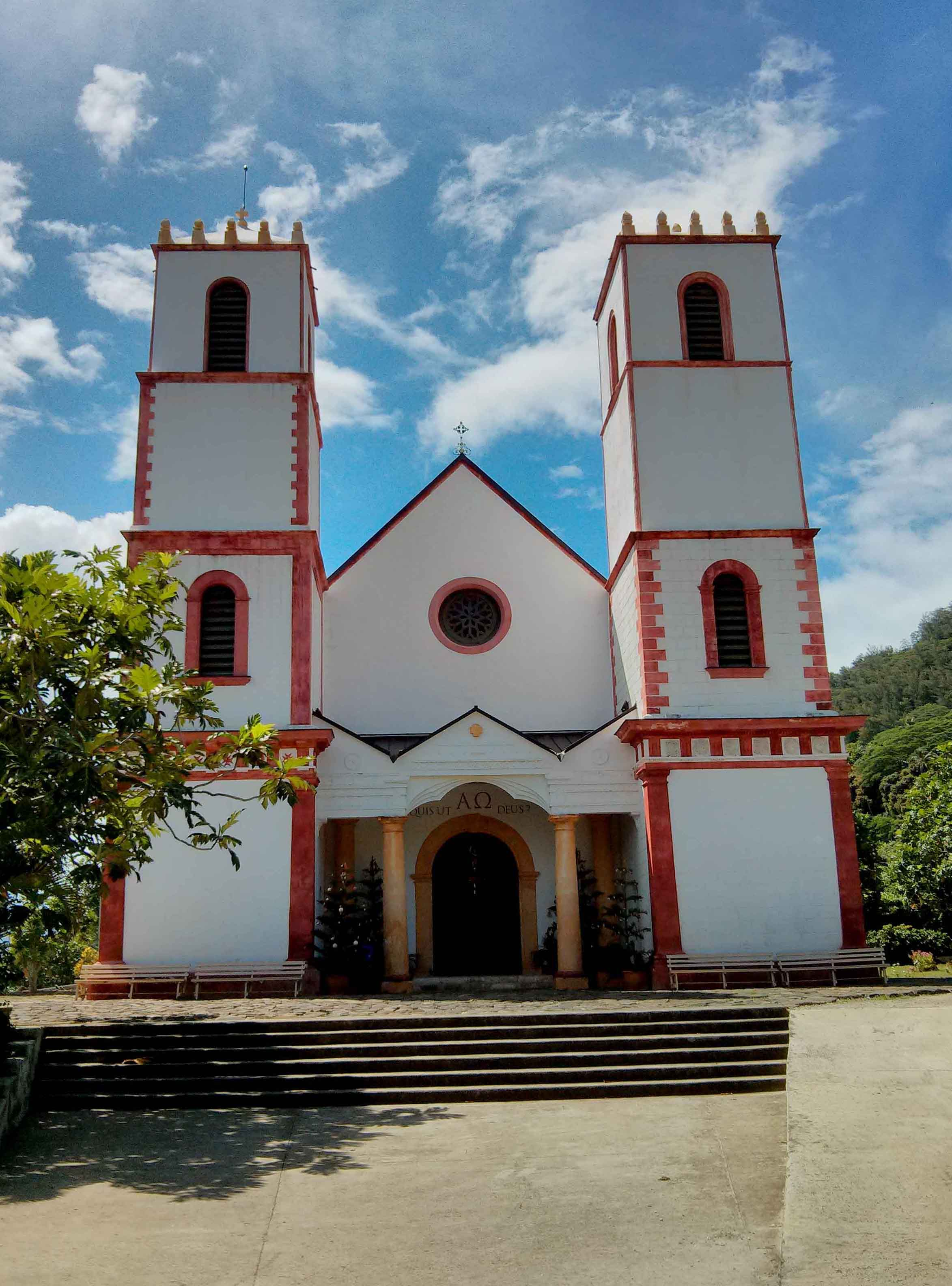
Vue de la cathédrale Saint-Michel de Rikitea (Polynésie française).
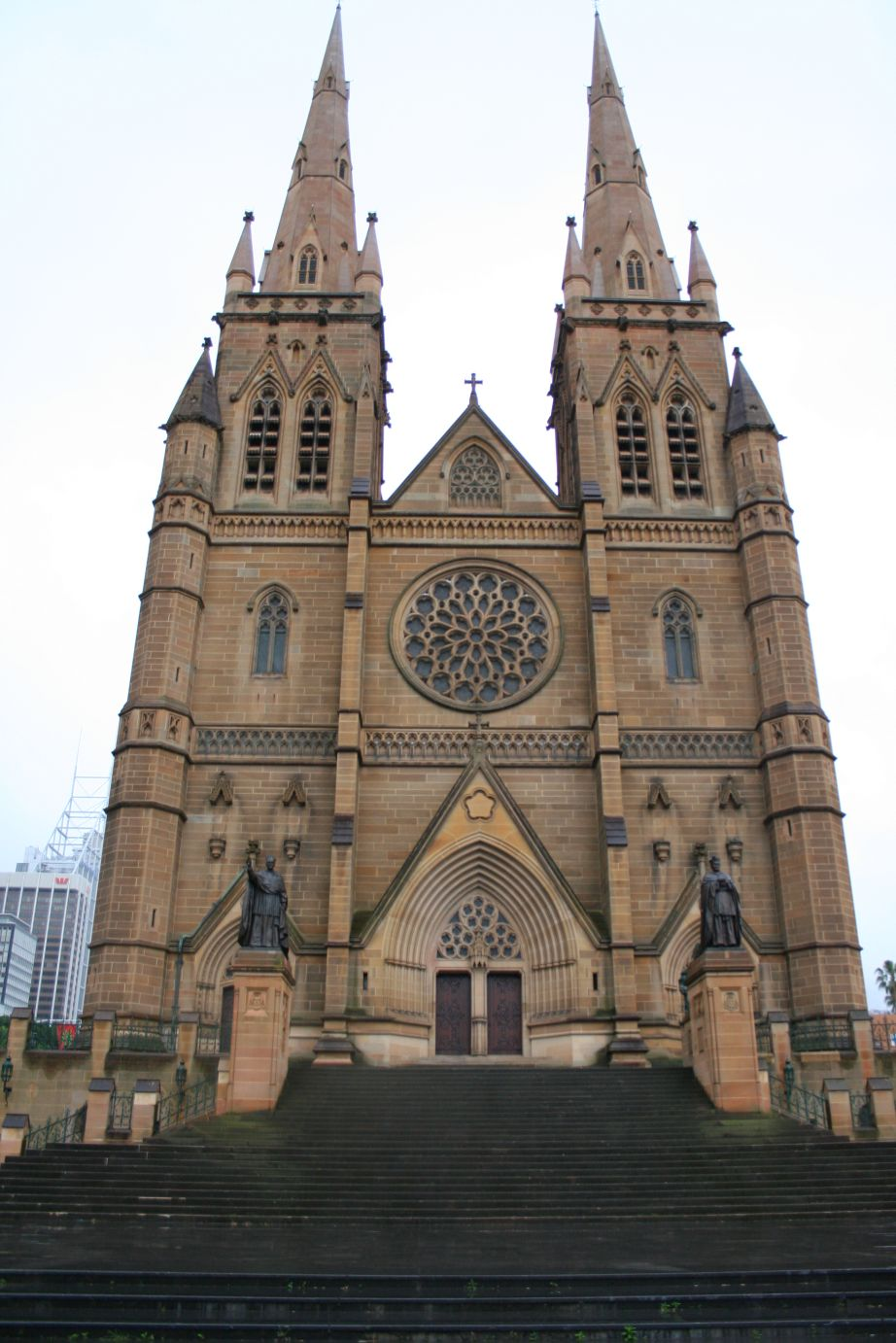
Cathédrale Sainte-Marie de Sydney.

#### Articles divers
- Association ouvrière des compagnons du devoir
- Cathédrales françaises
- Édifice religieux
- Glossaire de l'architecture
- Groupe cathédral
- Groupe épiscopal
- Histoire des cathédrales en France
- Liste des cathédrales
- Plan type d'église
- Saint-Sépulcre

#### Autres types d'édifices catholiques
- Basilique
- Chapelle
- Collégiale
- Église
- Liste de cathédrales